# Histoire de Grenoble
Pour un article plus général, voir Grenoble.

Blason de Grenoble.

L’histoire de Grenoble couvre une période de plus de deux mille ans. Durant l'époque gallo-romaine, le bourg gaulois porte le nom de Cularo, puis celui de Gratianopolis. Après l’éclipse du Haut Moyen Âge, son importance s'accroît durant le XIe siècle, lorsque les comtes d’Albon choisissent la cité comme capitale de leur province, le Dauphiné. Ce statut, consolidé par l'annexion à la France, lui permet de développer son économie. Grenoble devient alors une ville parlementaire et militaire, à proximité immédiate de la frontière avec la Savoie. Ses habitants se distinguent lors de chaque événement que connaît la province, que ce soit lors des guerres d'Italie, de la Révolution française ou durant la Seconde Guerre mondiale.
Grenoble voit son importance s’accroître par son développement industriel. Celui-ci commence véritablement au XVIIIe siècle avec la ganterie et s’accentue dans la deuxième partie du XIXe siècle, avec la découverte des possibilités de la houille blanche, illustrées par l'organisation de l'exposition internationale de la houille blanche en 1925. Mais Grenoble connaît sa plus forte croissance durant les Trente Glorieuses, qui coïncident avec la tenue des jeux olympiques d'hiver de 1968, symbolisant cette période de grands bouleversements pour la ville. Son développement se poursuivant, Grenoble est aujourd’hui un centre important de recherche scientifique pour l'Europe.

## Histoire chronologique

### Antiquité

#### Cularo

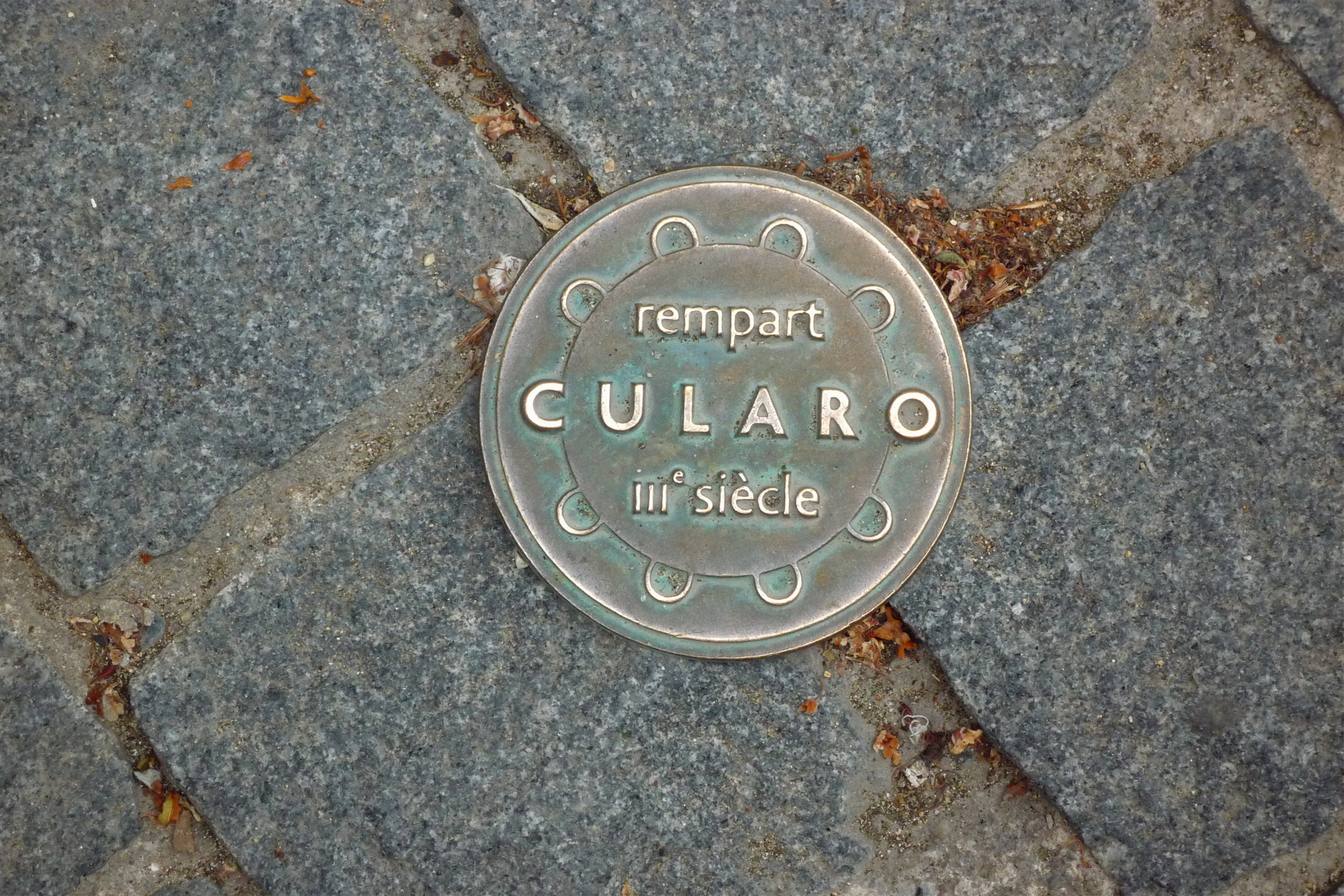
Pastille au sol marquant le cheminement des remparts romains.

La première référence écrite de Grenoble date du 6 juin -43 lors d'un échange de courrier entre le gouverneur de la Gaule transalpine, Lucius Munatius Plancus, et un notable romain, Cicéron. Le bourg qui porte le nom de Cularo avait été fondé par des peuples gaulois appelés Allobroges, et n'était qu'une petite bourgade gallo-romaine par rapport à d'autres cités comme Vienne. Un siècle auparavant, Rome maître de la péninsule, avait entrepris de conquérir le sud de la Gaule, et en -121, les légions romaines avaient soumis les Voconces et les Allobroges dont le territoire s'étendait entre Rhône et Isère, pour créer la province de la Gaule transalpine. Cette province contourne les Alpes, s'étend sur toute la partie méridionale de la Gaule, remonte la vallée du Rhône jusqu'au lac Léman, avec Vienne comme capitale.
À cette date du 6 juin -43, lors de mouvements de troupes romaines, un pont en bois à l'emplacement resté incertain pour les historiens, doit être construit entre l'actuelle passerelle Saint-Laurent et l'Esplanade, afin qu'elles franchissent l'Isère. Par suite de revirement d'alliance dans l'année qui suit l'assassinat de Jules César, ce pont provisoire est aussitôt détruit. Le franchissement de la rivière à Cularo permet de se rendre à Vienne, de partir vers la Sapaudie ou de franchir les Alpes par le col du Lautaret et le col du Montgenèvre pour rejoindre Rome.

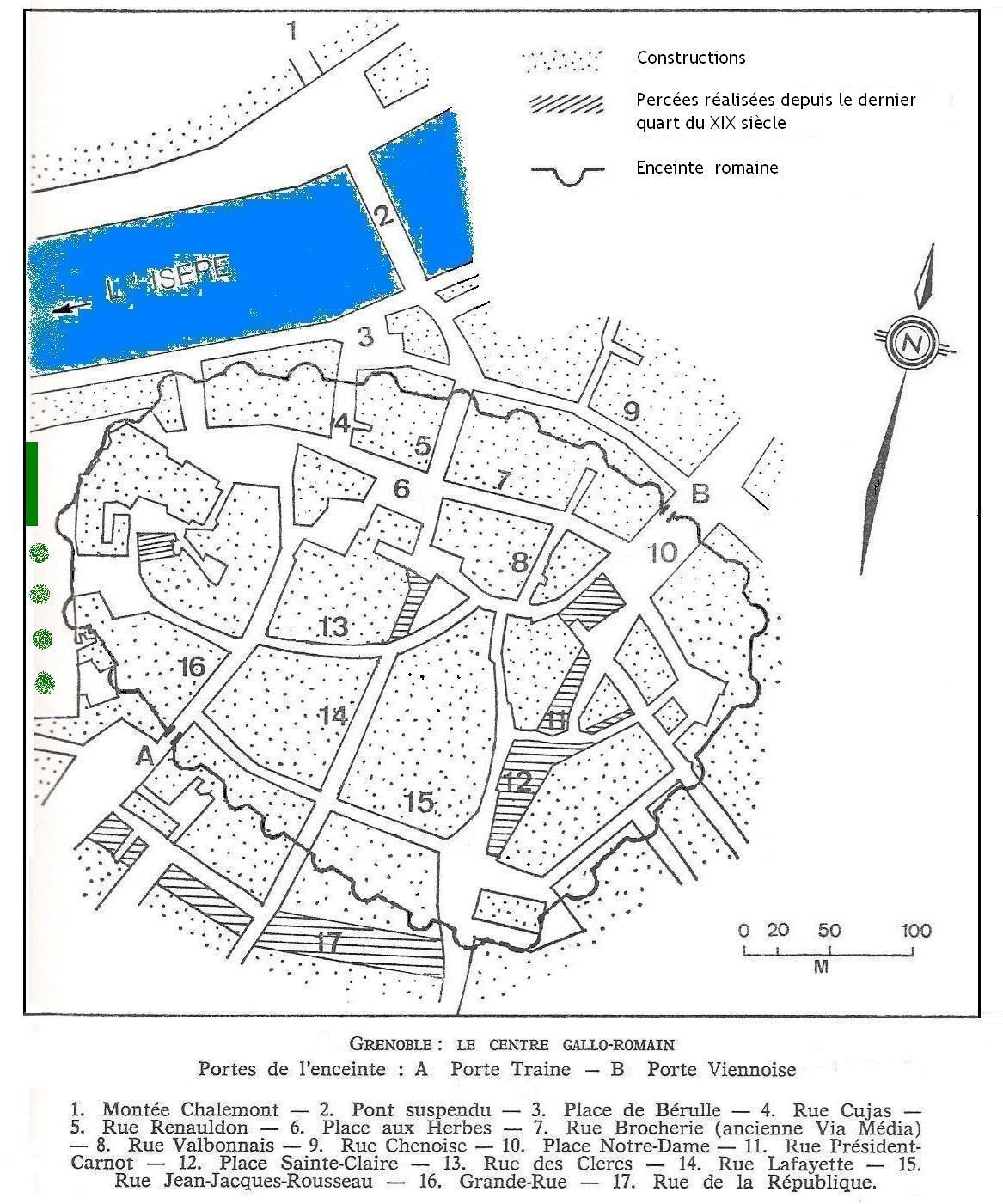
Enceinte romaine de Cularo.

Bourgade ouverte pendant des siècles, ayant un statut de vicus, sur une surface maximale de 15 hectares, Cularo est un point de rupture de charge dans les transports de marchandises venant d'Italie par la vallée de l'Oisans et aboutissant au port de la Madeleine à Cularo afin d'y être embarquées. La présence d'un bureau de douane, celui du Quarantième des Gaules, percevant un impôt de 2,5 % sur la valeur des marchandises en transit atteste l'importance du point de passage. Une stèle connue sous le nom de cippe du quarantième des Gaules a en effet été élevée à la mémoire d'un percepteur, Caius Sollius Marculus à la fin du IIe siècle. Il s'agit en fait du seul document connu d'époque où figure en toutes lettres le nom de Cularo.
La bourgade se voit dotée entre 284 et 293, sous le règne commun des empereurs romains Dioclétien et Maximien, d'une enceinte restreignant la superficie de la bourgade à neuf hectares, et dotée d'une trentaine de tours et deux portes monumentales. À cette période, le partage du territoire de la cité de Vienne provoque l'obtention du statut de cité pour Cularo et Genève. La construction d'une enceinte défensive lui est alors indispensable afin de se préserver de l'invasion de hordes barbares. Certains éléments de ces remparts existent encore aujourd'hui en plusieurs points de la ville, et des pastilles métalliques sont disposées sur le tracé de cette enceinte avec l'inscription Cularo IIIe siècle. Au siècle suivant, l'Église adopte les divisions de l'administration civile romaine. La cité est choisie comme circonscription de base et son chef-lieu abrite le siège de l'évêque.

#### Gratianopolis

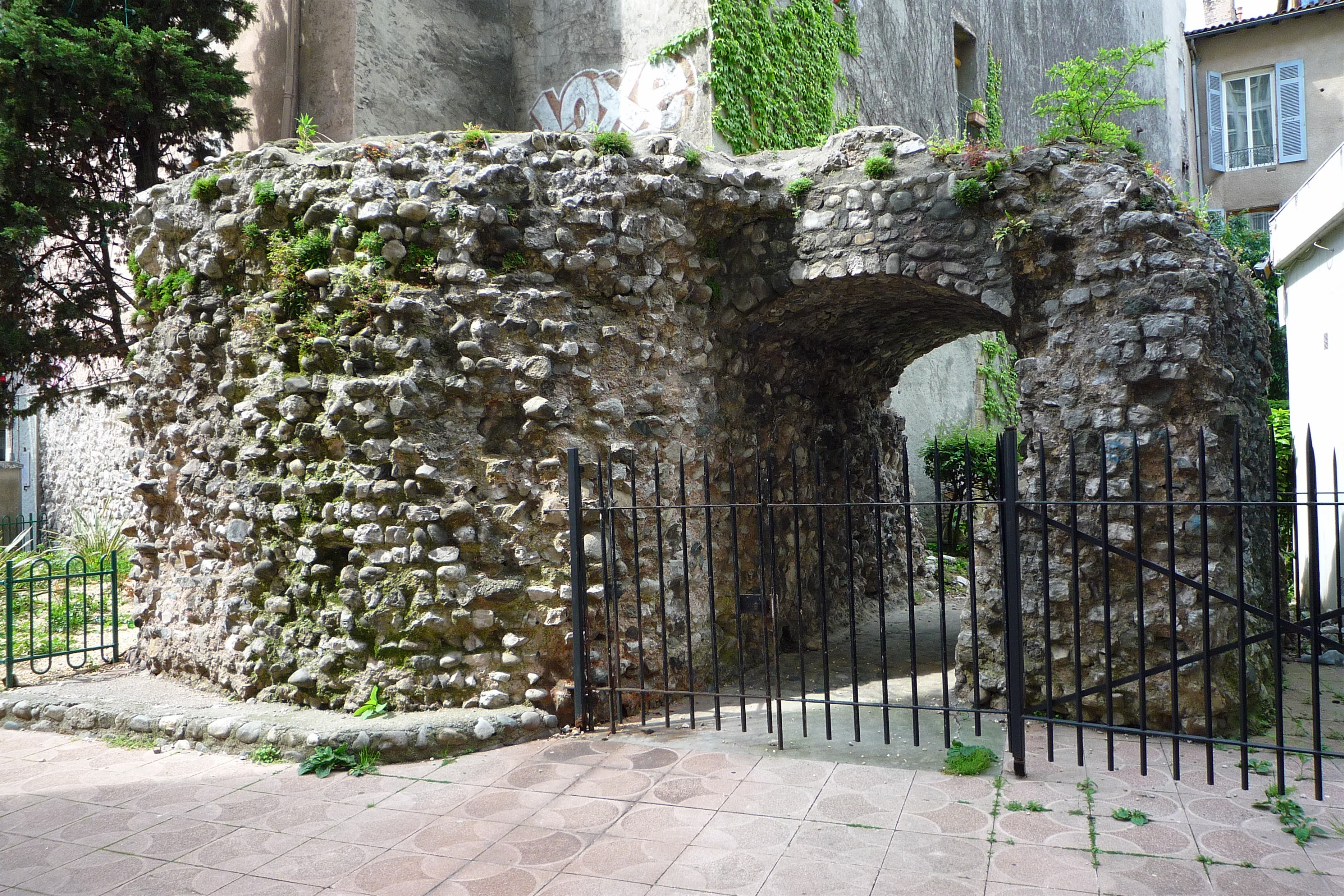
Vestiges de l'enceinte romaine rue Lafayette.

La ville est renommée Gratianopolis en 381 en l'honneur de l'empereur Gratien qui vient de doter la bourgade d'un évêché, mais dont aucun document n'atteste son passage dans la cité en 379 lors de son déplacement dans la vallée du Rhône. Le nom se transforme par la suite en Graignovol au XIIIe siècle, puis Grenoble au XIVe siècle associant le suffixe noble en référence au roi de France, détenteur du Dauphiné.
Le christianisme se diffuse dans la région au IVe siècle. La première mention d'un évêché à Gratianopolis est attestée en septembre 381, avec comme premier évêque Domnin (Domninus), dont la présence est attestée au concile d'Aquilée. Les évêques successifs détiennent alors une autorité considérable sur la cité pendant 14 siècles et procèdent à de nombreuses transformations. Jusqu’à la Révolution, ils s’intitulent « évêques et princes de Grenoble ». Il reste aujourd'hui de la période gallo-romaine le baptistère de Gratianopolis, utilisé jusqu'à la fin du Xe siècle, ainsi que plusieurs portions du mur d'enceinte gallo-romain visibles dans la vieille ville, notamment rue La Fayette.
Dans la première partie du Ve siècle, des monuments funéraires ou mausolées sont construits sur la rive droite de l'Isère, en zone non inondable, recevant les personnages importants de la cité comme les premiers évêques. À la fin du Ve siècle, à la suite de la chute de l’Empire romain d'Occident, la région subit des invasions de hordes barbares mais Gratianopolis reste protégée grâce à ses remparts.

### Moyen Âge
Au VIe siècle, alors que la ville fait désormais partie du royaume des Burgondes, une première église cruciforme consacrée à saint Laurent est bâtie. Accolée à l'un des mausolées existants de la rive droite et profitant de la déclivité du terrain, cette première église est construite en partie par-dessus une chapelle dédiée à saint Oyand, lui conférant ainsi le statut de crypte Saint Oyand. Un siècle plus tard, un voûtement est installé dans la crypte nécessitant l'installation d'une vingtaine de colonnes. Ce site religieux et funéraire ne cesse d'évoluer sur le plan architectural au cours des siècles suivants. Toutefois, il faut attendre l'an 1012 pour avoir la première mention écrite du patronyme de Saint-Laurent, qui restera attaché à toute la rive droite de l'Isère.

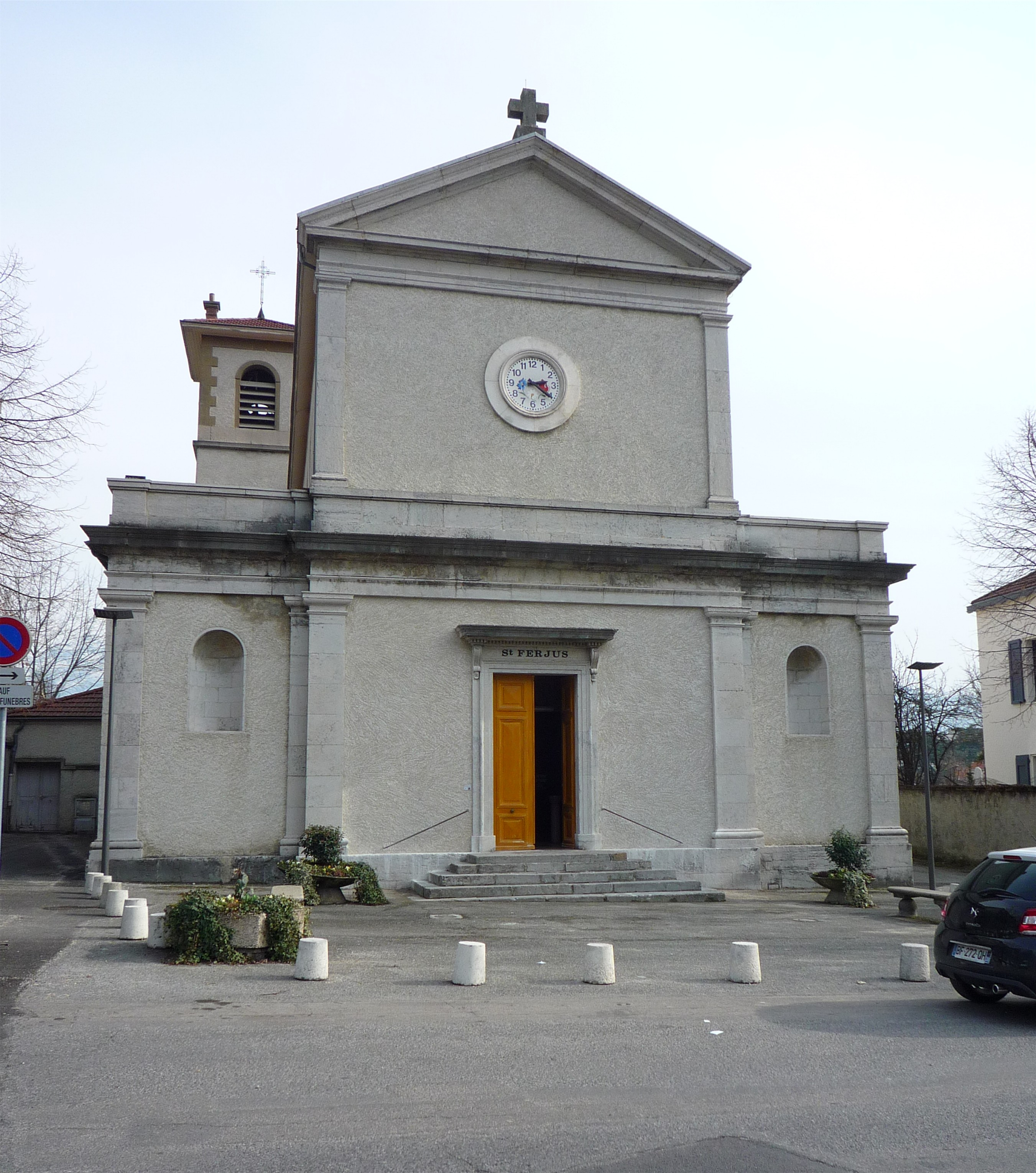
Église Saint-Ferjus à La Tronche reconstruite en 1846.

Dans la longue succession des évêques de la ville, un fait tragique se déroula le 12 janvier 660. L'évêque de Gratianopolis, Ferjus (nom latin Ferreolus), se trouvait à proximité de la ville sur un replat du mont Rachais. Alors qu'il avait fait installer une estrade en bois sur laquelle il prêchait en plein air, l'un de ses auditeurs saisit soudainement une perche de saule, la lança sur la tête du prélat, le tuant sur le coup. Ses complices s'élancèrent sur le corps de l'évêque et allèrent le jeter dans un four à pain allumé situé non loin de là. Les fidèles recueillirent les cendres et les déposèrent dans un tombeau creusé dans le roc. L'évêque fut immédiatement considéré comme un martyr et canonisé par le suffrage du peuple chrétien, il resta le dernier évêque de la ville à porter un nom à consonance latine, ses successeurs portant des noms d'origine germanique. Les restes calcinés de Ferjus furent alors déposés au cimetière de Gratianopolis de l'époque, (l'actuel cimetière ancien de La Tronche) dans une chapelle construite par les fidèles et qui exista jusqu'au XIe siècle. Ce crime fut imputé par les contemporains à des incroyants, mais il y a tout lieu de penser qu'il s'agit d'un crime politique car depuis quelque temps les évêques s'opposaient vivement à la monarchie franque. Le roi mérovingien Clotaire III, régnant à cette époque, voulait conforter son pouvoir par quelques exemples comme l'évêque Sigebrand également assassiné à Paris.
La cité souffre particulièrement des incursions des Sarrasins au VIIIe siècle. Dans la première partie du IXe siècle, à l'époque carolingienne, l'église Saint-Laurent est reconstruite avec une nef unique, marquant ainsi la prépondérance des offices eucharistiques sur les cultes funéraires. En février 1012, l'évêque Humbert d'Albon, issu de la maison d'Albon, cède l'église Saint-Laurent aux moines bénédictins de saint Chaffre en Velay, qui un siècle plus tard, reconstruisent une version romane du prieuré Saint-Laurent. La fin du XIe siècle, voit l'arrivée de l'un des plus illustres évêques de la ville, saint Hugues. Il fait reconstruire l’ancien pont romain sur l’Isère, fonde un hôpital pour les pauvres et une léproserie. C'est également lui qui indique à saint Bruno en 1084 le lieu d’implantation pour fonder le monastère de la Grande-Chartreuse et son ordre religieux.

Blason du Dauphiné avant 1349.

Mais l’importance de Gratianopolis s’accroît considérablement à cette époque lorsque les Comtes d’Albon choisissent la cité comme capitale de leur comté peu après l'an 1000. Ainsi, parmi ces différents seigneurs, le premier porte le nom de Guigues Ier d'Albon, qui est guidé par le désir d'accroître son territoire. Il le consolide en épousant la fille du seigneur de Clérieux-sur-Herbasse. Avec la naissance d'un enfant et l'acquisition plus tard du Briançonnais, toute la politique de Guigues vise à réunir ses possessions assez éloignées l'une de l'autre. En 1050, il acquiert le Grésivaudan, qui outre la vallée comprenait encore l'Oisans, le Trièves, la Matheysine, et le comté de Tullins. À la fin de sa vie, Guigues, considéré comme le véritable fondateur du « futur Dauphiné », se retire à l'abbaye de Cluny où il meurt. Les successeurs de Guigues réunissent durant leur règne les différents fiefs de la région et forment au fil des décennies un Pays d'états qui prend au XIIe siècle le nom de Dauphiné en référence à l'animal porté sur leur blason. Dans la lignée de ces seigneurs, c'est Guigues IV d'Albon qui est le premier à porter le nom de dauphin dans un acte daté de l'année 1110. Grenoble se trouve désormais capitale d’un État indépendant dans le Saint-Empire romain germanique. C'est dans ce contexte qu'en 1155 le dauphin Guigues V d'Albon obtient de l'empereur Frédéric Ier du Saint-Empire romain germanique le droit d'avoir un atelier monétaire à Grenoble, et qu'en 1178, l'évêque Jean de Sassenage obtient à son tour du même empereur ce droit de battre monnaie. Ainsi, l’autorité de la cité reste partagée entre les dauphins de Viennois et les évêques de la ville.
Jean de Sassenage, au terme de son très long épiscopat qui voit l'adoption du francoprovencal comme langue vernaculaire entraînant l'apparition d'un nouveau vocable, Graynovol (ou Greynovol) va devoir témoigner et relater dans ses écrits de la plus grande catastrophe de l'histoire du Dauphiné.

#### Le symbole du serpent et du dragon

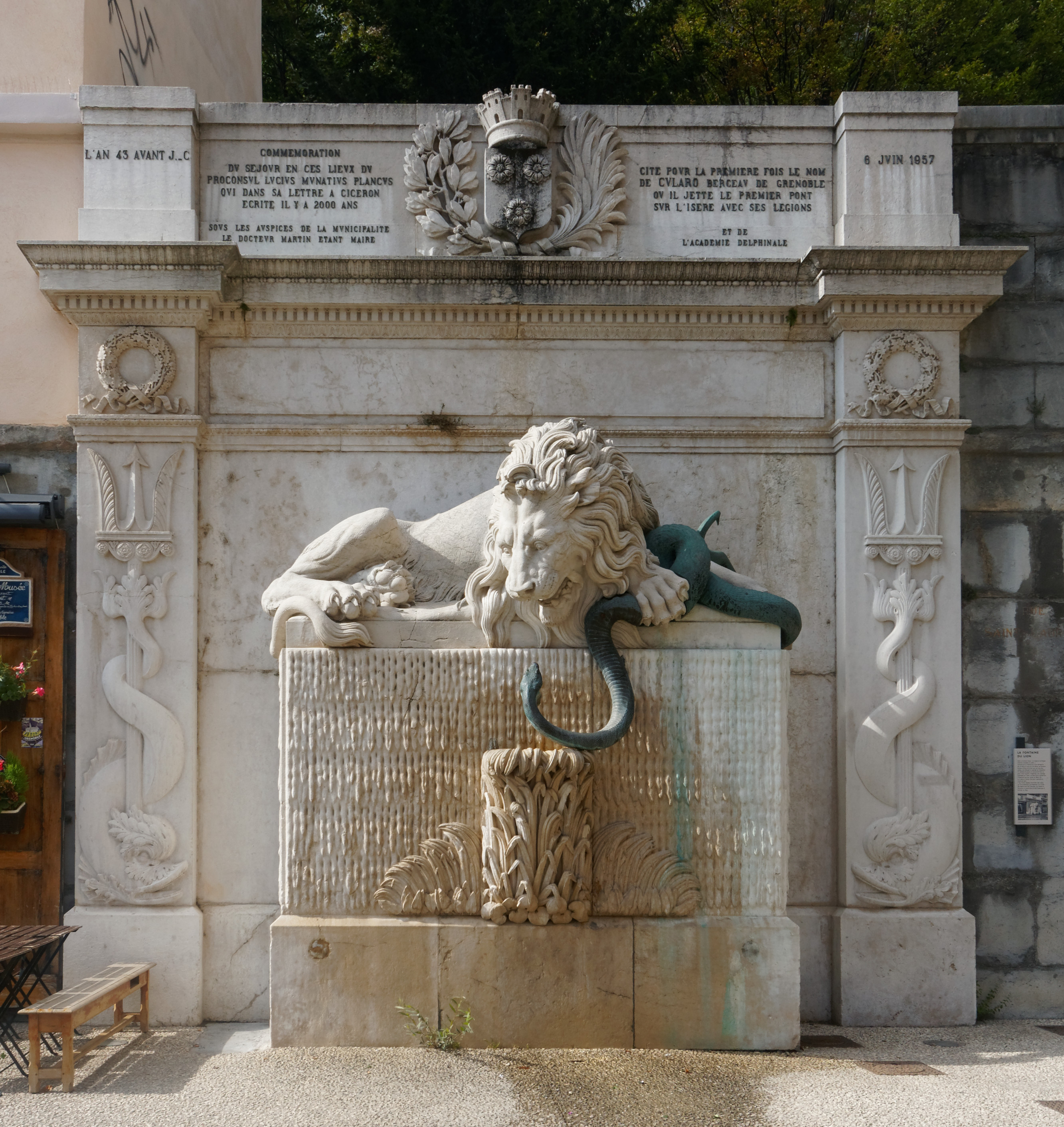
La fontaine du lion symbolisant la lutte contre les deux rivières traversant la ville.

En 1219, Grenoble est ravagée par une catastrophe naturelle sans précédent. Le 10 août 1191, le lit de la Romanche est barré par un glissement de terrain qui crée un barrage naturel au niveau des gorges de l'Infernet à Livet-et-Gavet à une trentaine de kilomètres au sud de Grenoble. Un lac, appelé Saint-Laurent, se forme alors sur des kilomètres en amont dans la plaine du Bourg-d'Oisans jusqu’à atteindre pratiquement le village, rebaptisé « Saint-Laurent-du-Lac ». Quelques années plus tard, le 14 septembre 1219, un violent orage apporte un surplus d'eau qui cause la rupture du barrage à 22 heures et la vidange du lac. Une vague descend la Romanche puis le Drac et se jette dans l'Isère. Grenoble est plutôt épargnée par cette première vague car les remparts de la ville sont éloignés des bras et méandres que forme à l'époque la rivière du Drac. Mais la hausse du niveau du Drac provoque un reflux de l'Isère qui coule à contresens pendant quelques heures, emporte le pont Saint-Laurent, et forme un lac dans le Grésivaudan à la hauteur de Meylan. Lorsque la décrue du Drac survint, c'est le lac de l'Isère qui se vide à son tour par effet de balancier. Le niveau de l'eau monte alors dans la ville et les habitants sortent dans les rues pour fuir. La nuit étant tombée, les portes de l'enceinte de la ville sont fermées et les habitants se retrouvent pris au piège sur les rives et sont emportés par les flots. De nombreuses personnes périrent cette nuit-là, marquant les esprits pour des siècles. Cet événement est certainement à l'origine du symbole grenoblois du serpent et du dragon instituant désormais la lutte contre les deux rivières. Il faudra attendre un arrêt du parlement du Dauphiné au printemps 1494 concernant une conciliation entre les différents villages concernés au sujet des travaux d'endiguement du Drac, puis les XVIIe et XVIIIe siècles pour entreprendre des travaux colossaux permettant de canaliser le Drac. Ce ne furent toutefois pas moins de 150 inondations graves qui furent recensées dans l'histoire de la cité dauphinoise.
Le bilan catastrophique est en partie expliqué par la tenue d'une foire marchande à cette période à Grenoble. Les marchands connaissant mal les heures de fermeture des portes et les marchandises encombrant les rues, le nombre des victimes s'en fut alourdi. De plus, la porte du pont donnant accès à la rive droite et à la montée de Chalemont fut ouverte trop tard pour évacuer suffisamment de monde. Grenoble mit des années à s'en remettre car beaucoup d'habitants étaient morts. Le Dauphin Guigues VI de Viennois (appelé aussi Guigues-André) exempta d'impôts tous ceux qui souffrirent de la crue. Un an après la catastrophe, le 14 septembre 1220, l'évêque de Grenoble, Pierre I de Seyssins, organisa un pèlerinage d'action de grâce à Notre-Dame de Parménie. Cette manifestation se renouvelant chaque année fut à l'origine de la célèbre foire de Beaucroissant. Après ce drame, une population de Grenoble réduite à 3 000 personnes incite l'évêque, Jean de Sassenage en place depuis 55 ans, et le dauphin Guigues VI à rédiger une charte de peuplement afin d'attirer de nouveaux habitants.

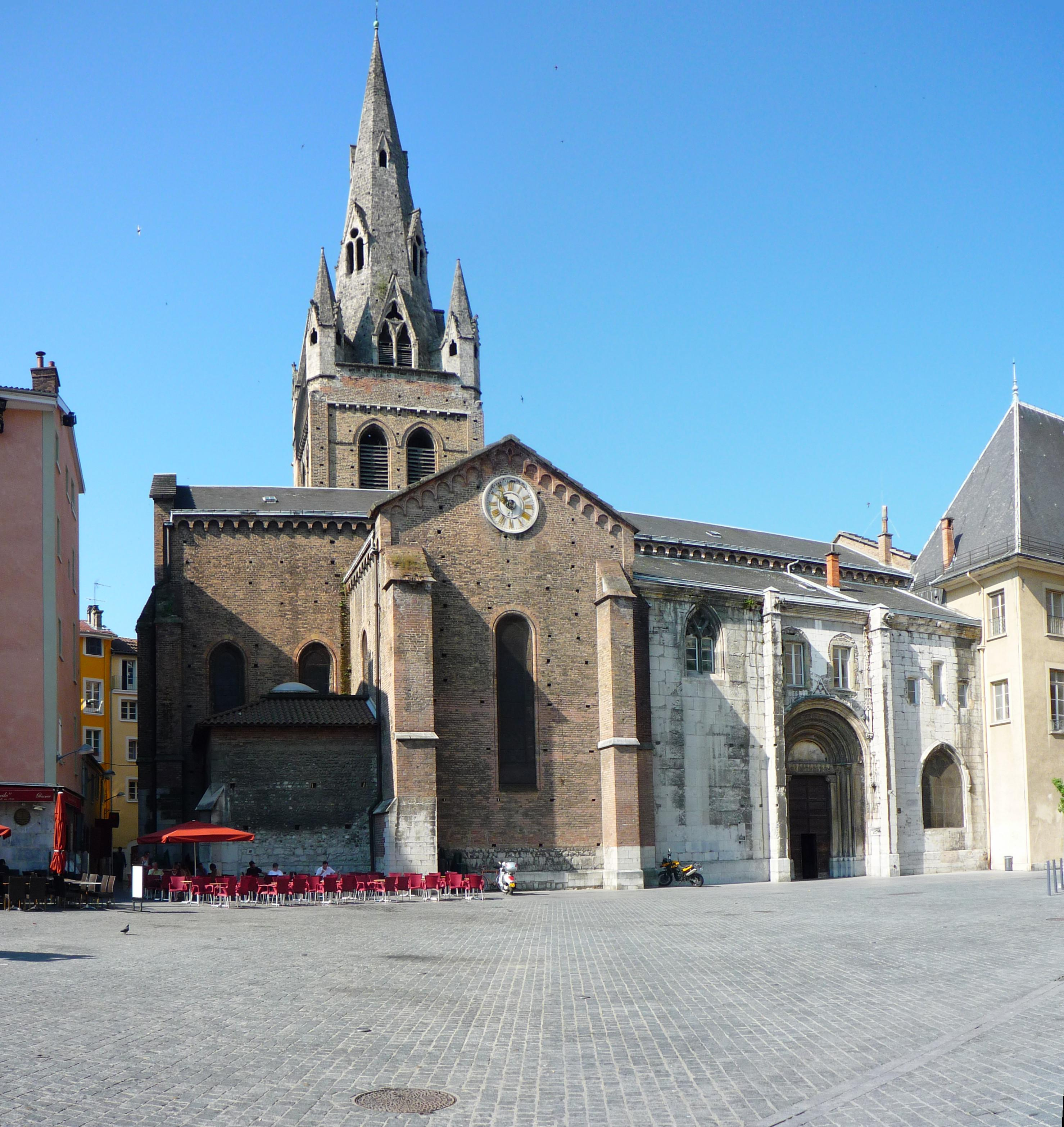
Collégiale Saint-André (1228-1240).

Fortement éprouvé physiquement par cet événement, Jean de Sassenage décède l'année suivante à l'âge de 89 ans, et la reconstruction du pont demande au moins dix ans, malgré un legs testamentaire de la dauphine. Le dauphin se charge en 1228 de la construction d'un monument appelé à devenir la sainte chapelle, la sépulture des dauphins, la collégiale Saint-André. Située place Saint-André à côté de son château, elle est financée grâce à l'exploitation des mines d'argent de Brandes (près de l'Alpe-d'Huez) et reste le monument le plus haut de la ville pendant sept siècles. Guigues VI en surveille personnellement la construction. En 1237, la collégiale en cours de finition accueille la dépouille du dauphin Guigues VI.
C'est son fils, Guigues VII de Viennois qui assure sa succession durant un long règne de 32 ans, au cours duquel il accorde avec l'évêque Pierre II en 1242, une importante charte de liberté aux habitants de la ville. C'est également durant son règne que la cathédrale Notre-Dame et l'église Saint-Hugues accolée sont reconstruites. Mais l'évènement le plus important pour la ville durant son règne se déroule le 19 novembre 1267, où Guigues VII achète une tour de l'enceinte romaine attenante à l'hôtel d'un notable de la ville, Guillaume Chaunais. L'acte signé au château de Cornillon scelle la création du palais delphinal, bientôt connu sous le nom d'hôtel de la Trésorerie, et futur emplacement de l'Hôtel de Lesdiguières, lieu du pouvoir politique de la ville et du Dauphiné durant les 7 siècles suivants.

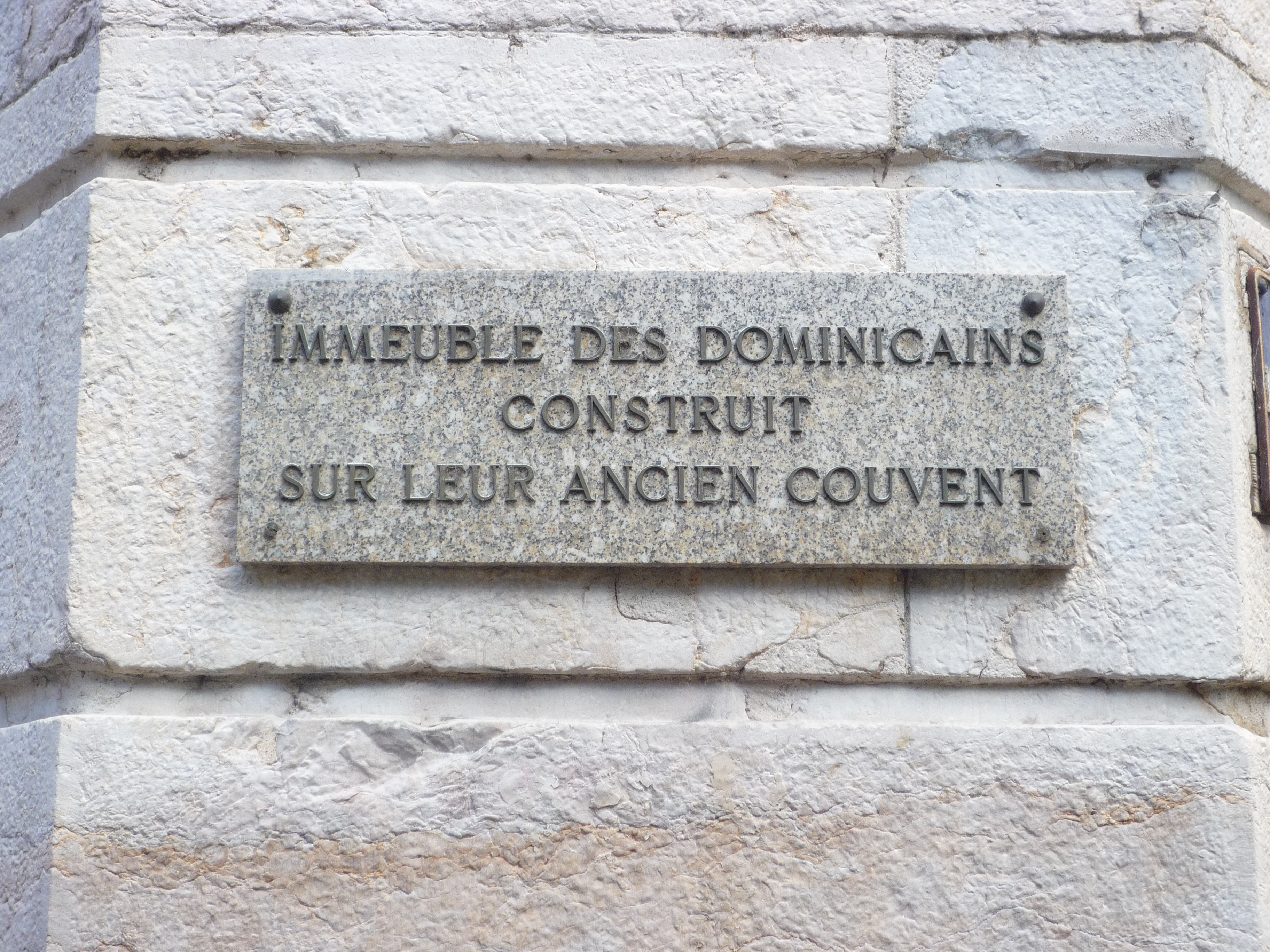
Plaque rappelant l'ancien couvent des Dominicains.

À la même période, après presque un millénaire d'existence sans modification, l'enceinte romaine de la ville est agrandie en 1218 en direction de l'est de la ville ajoutant 4,33 hectares de surface fortifiée afin d'englober le faubourg dit « de l'Île », la jonction entre enceinte romaine et médiévale se faisant au niveau de la cathédrale. Puis une seconde extension plus modeste est faite en 1288, à l'ouest sur 1,35 hectare, mais reste encore plus d'un siècle sans un véritable mur d'enceinte. Ces deux extensions permettent l'implantation de couvents religieux, les franciscains également appelés cordeliers du côté faubourg « de l'Île », puis les dominicains également appelés jacobins de l'autre côté, sur un vaste terrain dénommé champ du Breuil, obtenu grâce à la concession de l'évêque Guillaume II de Sassenage. En 1291, les dominicains obtiennent du dauphin Humbert Ier la totalité du champ du Breuil car ils se plaignent du bruit causé par la foire et le marché aux grains installés à cet endroit. Le champ de tir des archers et arquebusiers est alors déplacé et le marché aux grains transféré au-delà d'un bras du Drac, nécessitant la construction d'un petit pont.

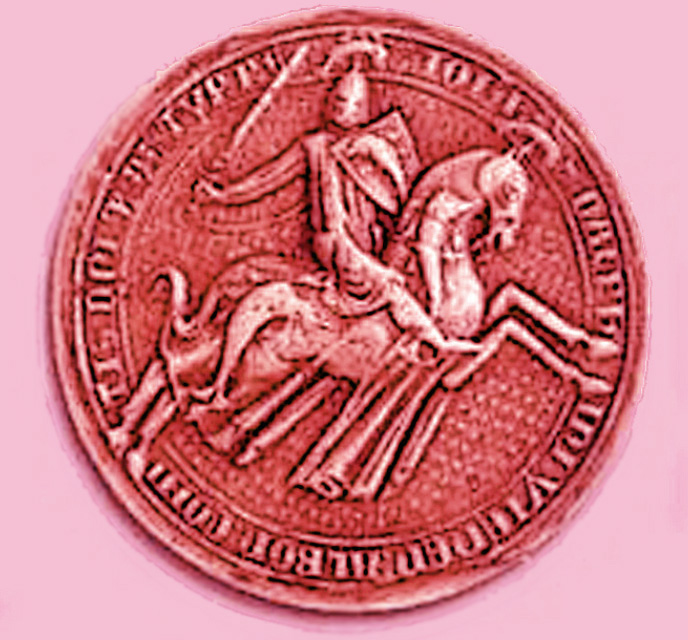
Sceau du dauphin Jean II.

Profitant des divisions entre l’évêque et le Dauphin, les Grenoblois parviennent à faire adopter une charte de coutume leur garantissant un certain nombre de droits. En 1281, avec l'autorisation seigneuriale, les premiers consuls de la ville, au nombre de quatre, font leur apparition. Ils se réunissent Banc du Grand Conseil (actuelle place aux Herbes) en plein air. En 1309, l’évêque Guillaume IV de Royn tente de passer outre ces privilèges mais une sédition éclate contre lui, les mécontents enfoncent les portes de l'évêché et maltraitent quelques officiers de l'évêque, obligeant l'évêque à s'enfuir quelques jours. Le dauphin Jean II absent de la ville au moment des faits, annule les poursuites judiciaires que l'évêque avait entamé. Après cet évènement, le Banc du grand Conseil porte le nom de place du Mal Conseil pendant trois siècles. Cette charte de libertés est confirmée par Louis XI en 1447 puis par François Ier en 1541.

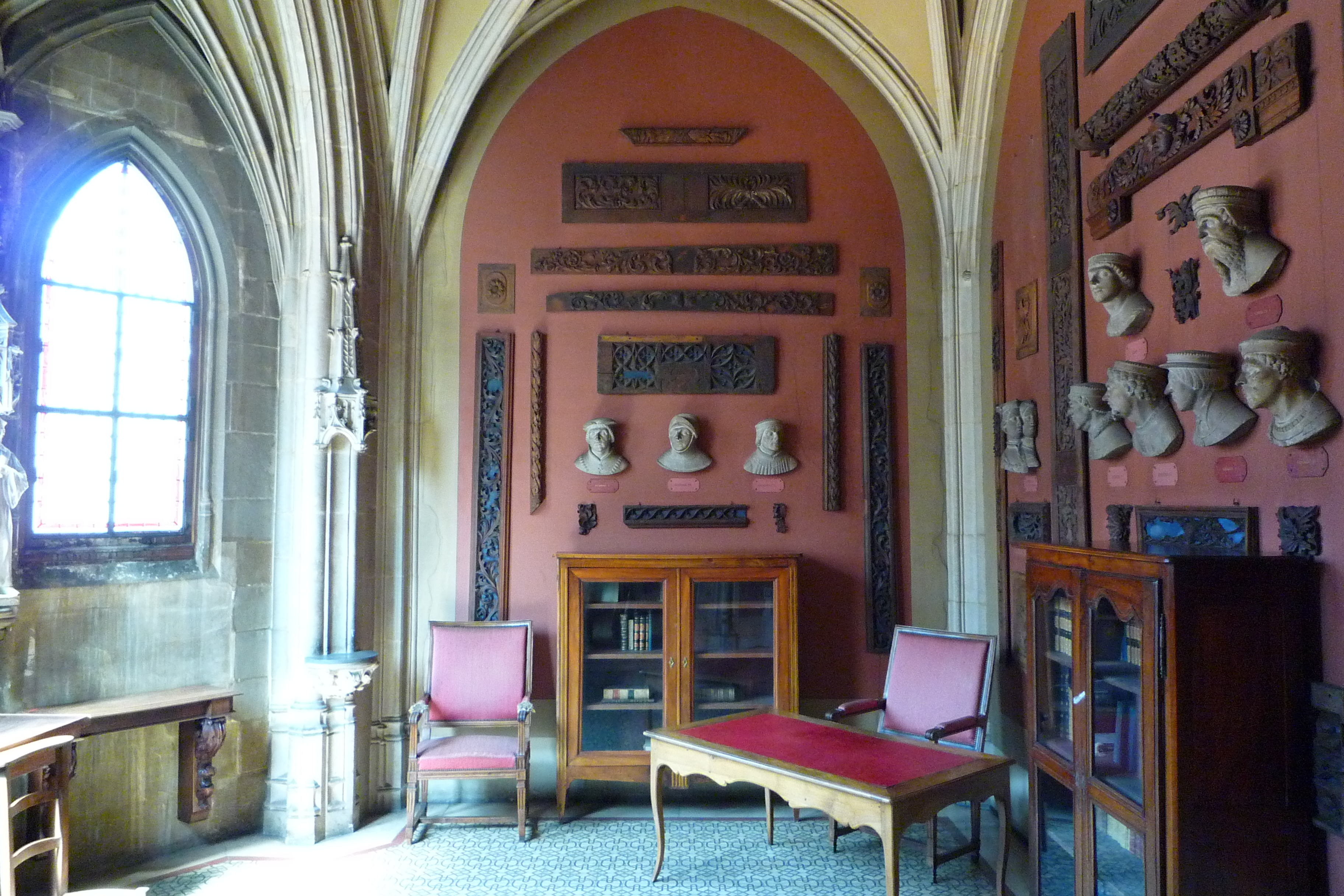
Chapelle des dauphins dans le palais du Parlement du Dauphiné.

Succédant à Guigues VIII mort en 1333 lors d'une bataille contre le comte de Savoie, le dernier dauphin Humbert II est dans un premier temps un excellent administrateur. Il crée par un édit du 22 février 1337 le conseil delphinal, qui s’installe tout d’abord à Saint-Marcellin avant de migrer à Grenoble par trois ordonnances datées des 1er, 6 avril et du 1er août 1340. C'est durant son règne que le faubourg Saint-Laurent est ceint d'un rempart de 800 mètres de long, au-dessus duquel s'étagent les vignes de la colline. Le rempart ferme l'entrée de la ville au niveau du prieuré Saint-Laurent en constituant la première génération de "porte Saint-Laurent".
En octobre 1335, Humbert II est touché par un fait tragique qui a d'énormes conséquences pour la ville et le Dauphiné. Son fils unique André, âgé de deux ans, meurt au cours de circonstances restées mal élucidées, laissant des parents inconsolables.[réf. nécessaire]

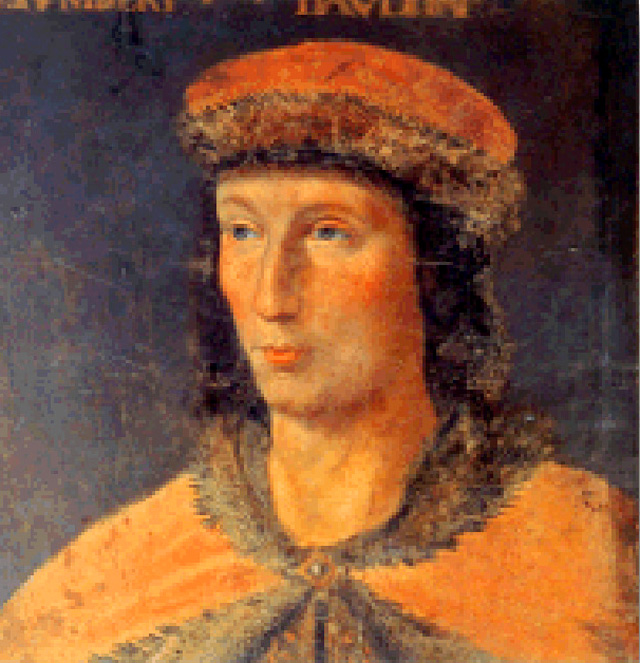
Humbert II, le dernier dauphin.

Pourtant après ce drame, Humbert II entreprend la mise en place d'une cour des comptes. L'un de ses prédécesseurs, Jean II, avait déjà créé une commission d'auditeurs auxquels les officiers comptables des bailliages présentaient l'état des recettes et des dépenses pour contrôle, mais Humbert II crée en 1340 une véritable cour des comptes, deuxième cour souveraine du Dauphiné, constituée d'auditeurs des comptes et de juges. Afin de loger dignement ces institutions de justice, il décide d'acquérir à côté de son palais de Grenoble, des maisons et des vergers, fait construire un mur solide le long de l'Isère et fait surélever de cinq mètres la grande tour delphinale. Des salles d'audience pour le Conseil delphinal, la Chambre des comptes et la Trésorerie sont achevées en 1345.
L'autre grand projet d'Humbert II est la création de l'université de Grenoble. Profitant d'un séjour à Avignon, il obtient du pape Benoît XII une bulle pontificale fondant la nouvelle école le 12 mai 1339. Un document traduit du latin trois siècles plus tard par l'historien Nicolas Chorier, nous apprend que « la ville de Grenoble aura toujours une université où l'on enseignera le droit civil, le droit canonique, la médecine et les arts », (en latin : ut in ea essent perpetuó generalia studia in utriusque juris, médicinæ, et artium facultatibus, etc). Humbert II, influencé par sa vie précédente à la cour de Naples, prend diverses dispositions dans des lettres du 25 juillet suivant promettant et jurant sur l'évangile une protection vigilante aux étudiants, de les nourrir et de les abriter sans frais pour au moins une centaine d'entre eux. Le premier recteur est Amédée Allemand également prieur au monastère Saint-Laurent. Mais en septembre 1345, Humbert II décide d'entreprendre une croisade en Palestine qui va coûter la vie à sa femme, précipiter sa fin, celle de l'université mais aussi de tout le Dauphiné de Viennois.

#### Le transport du Dauphiné de Viennois au royaume de France

Blason du Dauphiné après 1349.

Ruiné par cette croisade au cours de laquelle il perd en mars 1347 la dauphine Marie des Baux qui l'accompagne, il rentre à Grenoble le 8 septembre 1347. Menant une vie dispendieuse et n'ayant plus d'héritier direct, il ne recherche pas à se remarier quand la peste noire s'abat sur Grenoble au printemps 1348. Le fléau attribué par calomnie aux juifs provoqua une série d'arrestations parmi des banquiers et des négociants, laissant profiter Humbert II de leurs biens. Soixante-quatorze d'entre eux furent traduits en justice, et après un procès de trois mois, condamnés à mort sans l'ombre d'une preuve, ils périrent sur le bûcher. Humbert II est contraint de vendre sa province au royaume de France le 30 mars 1349 par le traité de Romans. Les diplomates chargés du protocole ménagent les susceptibilités en lui donnant le nom de transport du Dauphiné.
Le roi Philippe VI donna à Humbert II 200 000 florins d'or et lui accorda une rente annuelle de 24 000 livres. Après cet acte solennel appelé transport du Dauphiné au royaume de France par les diplomates, le fils aîné du roi de France prend le titre de Dauphin et a de fait, autorité sur la province. Le premier d’entre eux, le jeune Charles âgé de 12 ans, (futur roi Charles V), séjourna du 10 décembre 1349 à mars 1350 à Grenoble et en profita pour visiter son nouveau territoire. À la suite de ce rattachement, l'université créée par Humbert II disparaît et ne se réactive que temporairement deux siècles plus tard, puis définitivement en 1806.

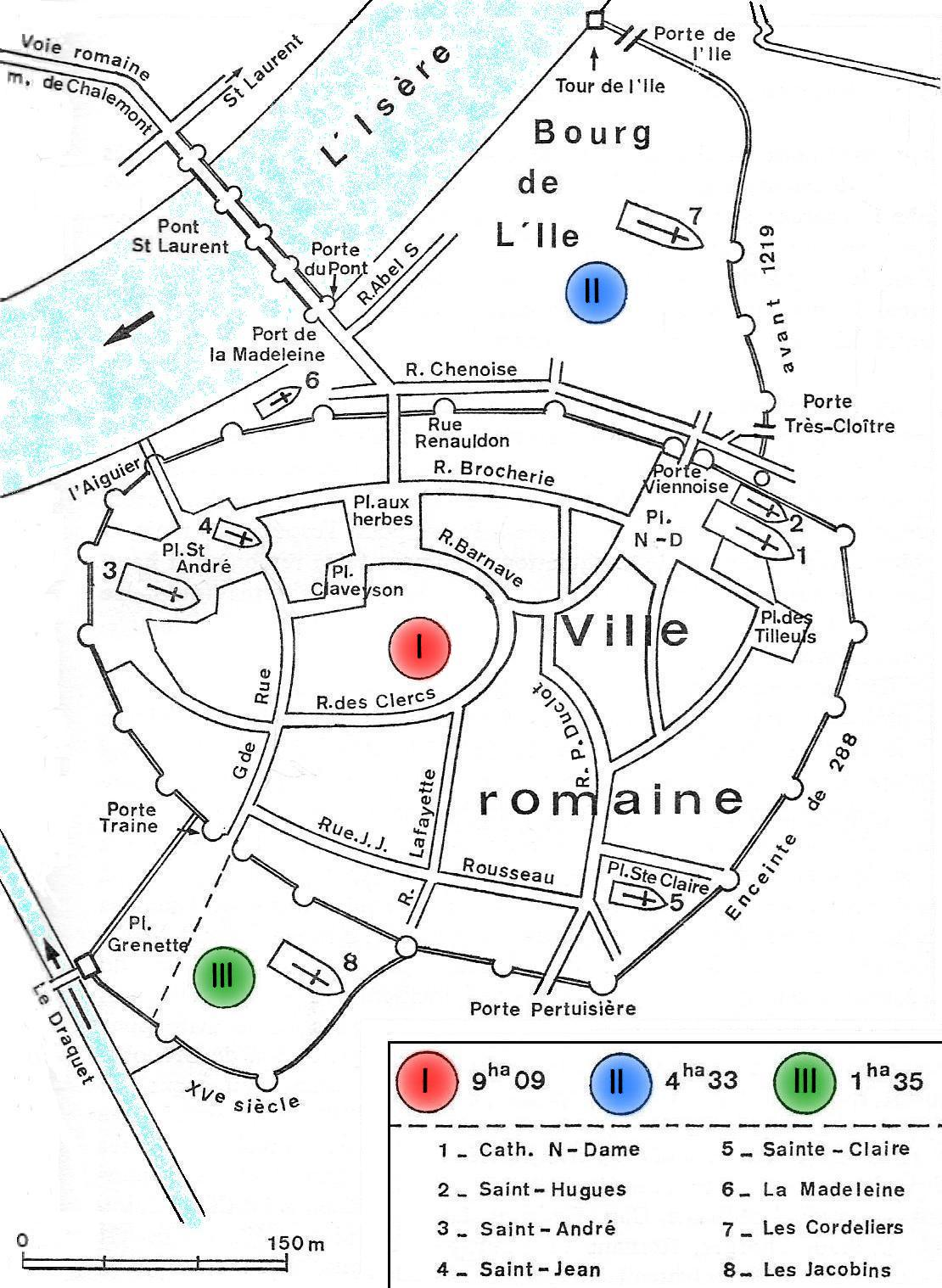
Les deux extensions du XIIIe siècle à Grenoble

Bien que faisant désormais partie du royaume de France, le Dauphiné conserve durant encore un siècle un statut particulier, où les usages et les institutions du pays sont respectés. Vivant le plus souvent à la cour du roi, les dauphins séjournent peu dans leur nouvelle province. Ils y sont représentés par un gouverneur, auquel ils délèguent tous leurs pouvoirs, à l'exception de l'aliénation du domaine delphinal, de la distribution de fonds prélevés sur le Trésor et de la remise de crimes de lèse-majesté. Les gouverneurs du Dauphiné se succèdent à partir de 1350, sans résider systématiquement à Grenoble, certains préférant vivre dans le château de La Côte-Saint-André. Tous sont issus d'autres provinces sauf le premier Aymar de Poitiers-Valentinois et Henri II de Sassenage de 1416 à 1420.
Au début de l'année 1374, plusieurs milliers de brigands, bien armés, se répandent à travers le Dauphiné. Ces groupes appelés Grandes compagnies sont composés de soldats démobilisés dans une phase calme de la guerre de Cent Ans, de mercenaires, ou de malandrins qui ne rêvent que de pillages. À Grenoble, tous les seigneurs du Grésivaudan sont convoqués en toute hâte et constituent une petite troupe de volontaires afin de défendre la ville. Venant du Forez, les brigands arrivent aux portes de Grenoble, et se heurtent à cette milice abritée derrière ses remparts. Malgré leur supériorité numérique, les brigands finissent par déguerpir, évitant à la ville un pillage auquel les villages voisins du Trièves ne peuvent échapper.

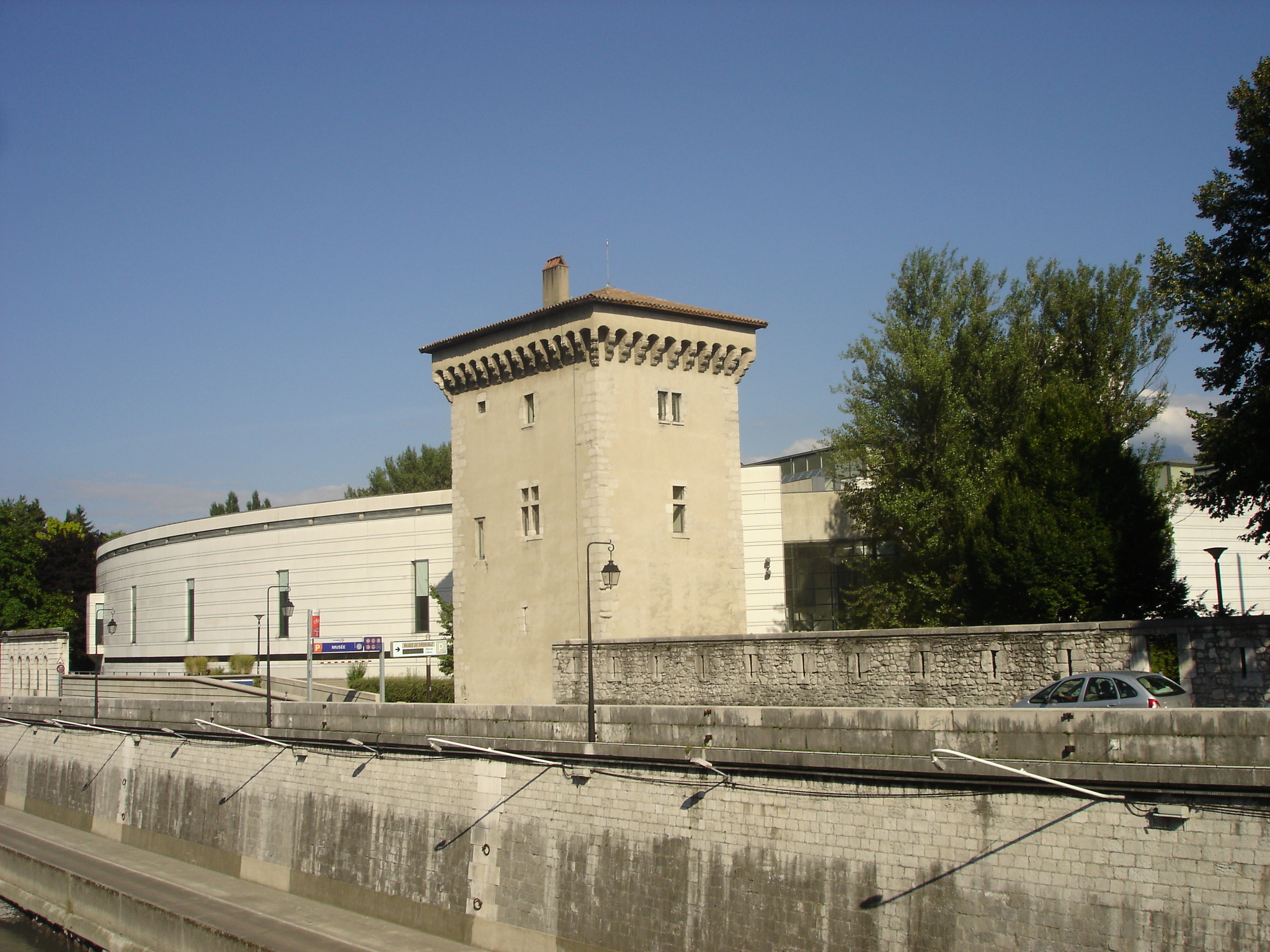
La tour de l'Isle (1401).

Peu d'années après ces événements, les consuls de la ville décident d'édifier une nouvelle tour à l'est de la ville, à l'extrémité de l'extension des remparts. Commencée en 1381, la construction de la tour de l'Isle n’est achevée qu'au début du XVe siècle, où en 1401, les tuiles de sa toiture sont posées. Outre un excellent poste d'observation, la tour est utilisée comme premier hôtel de ville par les quatre consuls. À l'intérieur, une salle enferme les archives et les sceaux de la cité, et pour plus de sécurité les archives sont attachées dans une armoire, c'est le livre de la chaîne.Le cartulaires des privilèges et des franchises de la ville dit "Livre de la Chaîne" est conservé aux AMMG - Archives Municipales et Métropolitaines de Grenoble, cote AA6. Quelques années auparavant, en 1382, une porte avait été percée dans les remparts à proximité de la tour en construction, et prend le nom de porte de l'Île.
Cette époque est marquée à Grenoble par la conduite scandaleuse du gouverneur du Dauphiné, Charles de Bouville. Jetant son dévolu sur des jeunes femmes, il fait incarcérer l'une d'entre elles qui venait de refuser ses avances, sous une accusation infamante. Mise en prison au secret le plus rigoureux afin de la briser, ses parents, ses amis et même son avocat ne peuvent la voir. Lorsqu'il la croit suffisamment ébranlée par la peur, le gouverneur la fait transférer le 13 février 1379 dans une maison isolée et la viole avec l'aide de complices. C'est l'évêque de Grenoble, Rodolphe de Chissé, qui informe le roi Charles V des abus de son représentant, également accusé de s'être enfui lors de l'arrivée des Grandes compagnies. Dans une longue lettre, l'évêque accuse le gouverneur de procéder à des arrestations arbitraires, de spéculer sur les grains, de détourner à son profit les subsides votés pour la défense du Dauphiné, et de s'entourer de personnes qui jouissent d'une totale impunité. Haï de la population, le gouverneur meurt le 7 mars 1385. Son successeur Enguerrand d'Eudin reste peu de temps en place puisqu'il meurt en 1391, mais marque pour toujours l'urbanisme de la ville en faisant tailler un chemin sur la rive droite de l'Isère, dans le rocher, depuis le Port de la Roche jusqu'au site de l'actuelle Porte de France, évitant ainsi le franchissement de la montée de Chalemont pour partir de Grenoble.
Le début du XIVe siècle marque un moment difficile pour Grenoble. Cour princière des dauphins absente, menace des grandes compagnies, crues du Drac, période économique difficile, épidémies de peste, éloignement des grandes routes commerciales, la ville est alors fière d'accueillir les 11 et 12 février 1416 Sigismond Ier, qui en sa qualité d'empereur romain germanique va en Savoie afin d'ériger le duché de Savoie. Lors de cette visite, la ville passe des commandes pour confectionner des panonceaux décorés aux armes de l'empereur, mais n'aura plus les moyens financiers de confectionner des monuments définitifs dans les décennies suivantes.

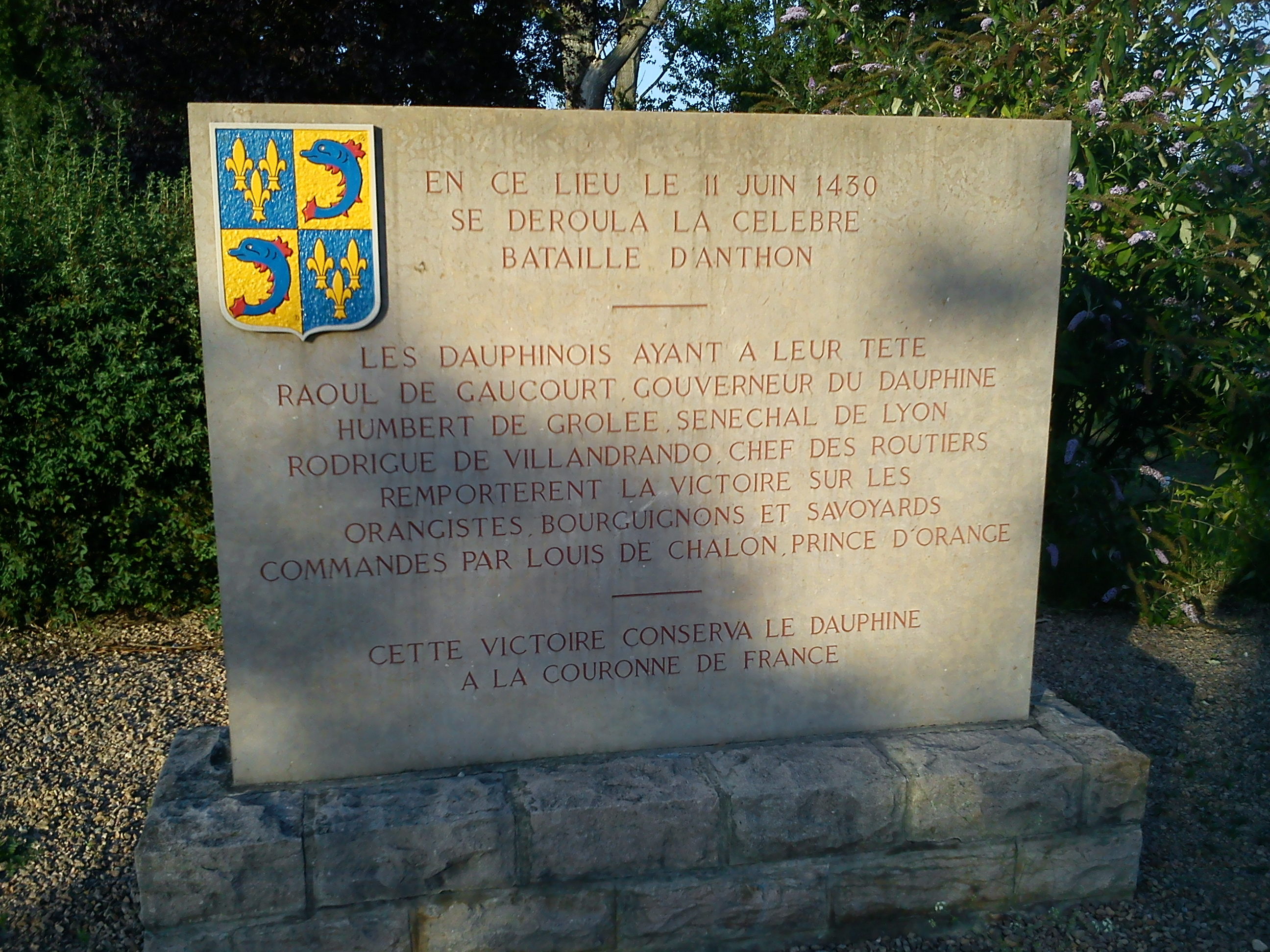
Mémorial de la bataille d'Anthon à Janneyrias.

Depuis la réunion du Dauphiné au royaume de France, les gouverneurs de la province contribuent beaucoup moins au développement de la cité que les dauphins de Viennois à leur époque. Certains évêques, notamment, Aymon Ier de Chissé et son successeur, Aymon II de Chissé, au cours de leurs longs épiscopats sont plus attachés que les gouverneurs à l'embellissement de la ville. Vers la fin du Moyen Âge, c'est Aymon Ier de Chissé qui fonde le 9 août 1424 dans la rue Chenoise l'Hôtel-Dieu, connu sous le nom d'hôpital Notre-Dame. Cette année-là, il est décidé de paver les rues, opération qui débute quatre ans plus tard, en 1428. Pourtant en 1430, c'est bien un gouverneur, Raoul de Gaucourt, qui grâce à son engagement militaire, permet au Dauphiné de rester attaché au royaume de France. À la tête de 1 600 hommes, il empêche les Orangistes de Louis II de Chalon-Arlay alliés aux Savoyards d'Amédée VIII de s'emparer du Dauphiné en leur infligeant une lourde défaite lors de la bataille d'Anthon le 11 juin.

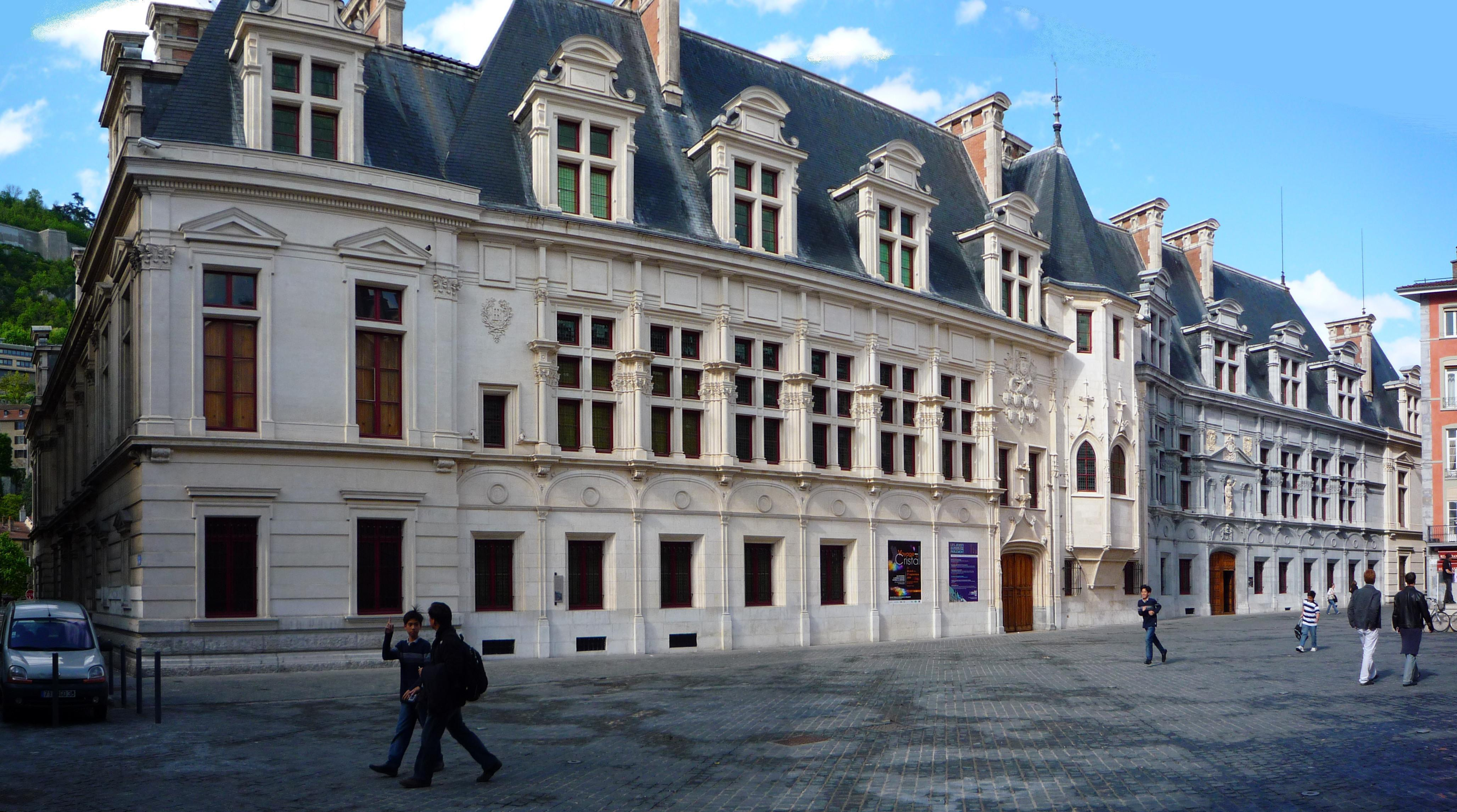
Palais du parlement du Dauphiné.

Depuis le transport du Dauphiné au royaume de France, le seul Dauphin à avoir véritablement gouverné est le jeune Louis II, (futur roi Louis XI). Il « règne » sur le Dauphiné pendant 9 ans, du 12 août 1447 au 30 août 1456, et fait de cette période son école du pouvoir. Installé place Saint-André dans l'hôtel de la Trésorerie, spécialement aménagé, il transforme en 1453 le vieux conseil delphinal en Parlement du Dauphiné (le troisième du royaume après ceux de Paris et Toulouse), faisant passer la cité au statut de capitale provinciale. Il fait également débuter la construction du palais des Dauphins, achevé sous François Ier. Il réforme la fiscalité, attire à Grenoble des artisans étrangers et des banquiers juifs qui avaient été maltraités par Humbert II un siècle auparavant et obtient également que l’évêque de la ville lui prête hommage. Le jeune Louis II souhaite également rouvrir l'université de Grenoble qui n'avait pas survécu à la crise économique ayant entraîné la fin du Dauphiné de Viennois un siècle auparavant, mais préfère finalement l'installer à Valence en 1452, car il juge cette ville mieux située comme lieu de passage. Les jurisconsultes de Grenoble pourtant ville parlementaire devront encore attendre quatre-vingt-dix ans afin de retrouver une université de droit.
En cette fin de Moyen Âge, Grenoble est le centre économique, judiciaire et agricole de la province ainsi qu’un carrefour important d’où l’on atteint Vienne, Lyon, Valence, le comté puis duché de Savoie ou encore la république de Gênes. La ville est très peuplée et les artisans y sont nombreux, mais les principales préoccupations concernent l'endiguement du Drac qui entretient un contentieux entre les différentes communautés. Les limites entre les communautés de Grenoble, Fontaine, Sassenage, Seyssins, Montrigaud et Roux-de-Commiers s'établissent au centre du cours d'eau puisqu'il n'est pas navigable, mais celui-ci change au fil des crues, entraînant périodiquement des conflits. Un accord intervient cependant au printemps 1493, entériné le 22 mai 1494 par un arrêt du parlement du Dauphiné. Des travaux d'endiguement réalisés par maître Henri Le Ligeois repoussent enfin le Drac vers l'ouest au niveau des rochers de Comboire, mais pas encore à son emplacement actuel plus au nord, emplacement qu'il ne prend qu'à partir de 1686 avec l'achèvement de la construction du canal Jourdan, prolongé par une deuxième série de travaux à partir de 1771.

### Renaissance
En 1490, un artisan itinérant, Étienne Forest, s'arrête à Grenoble. Il installe sa petite presse et ses casses pleines de caractères de bois gravé, en face du monastère Sainte-Claire. Il sort de cet atelier le premier livre digne de ce nom, les Decisiones Parlamenti delphinalis du célèbre jurisconsulte Guy Pape. L'activité n'est cependant pas nouvelle dans le Dauphiné car un imprimeur était installé à Vienne depuis 1478. À la même époque, en 1494, un nouvel ordre religieux, celui des minimes s'installe à peu de distance de la ville en fondant le couvent des Minimes de la Plaine.

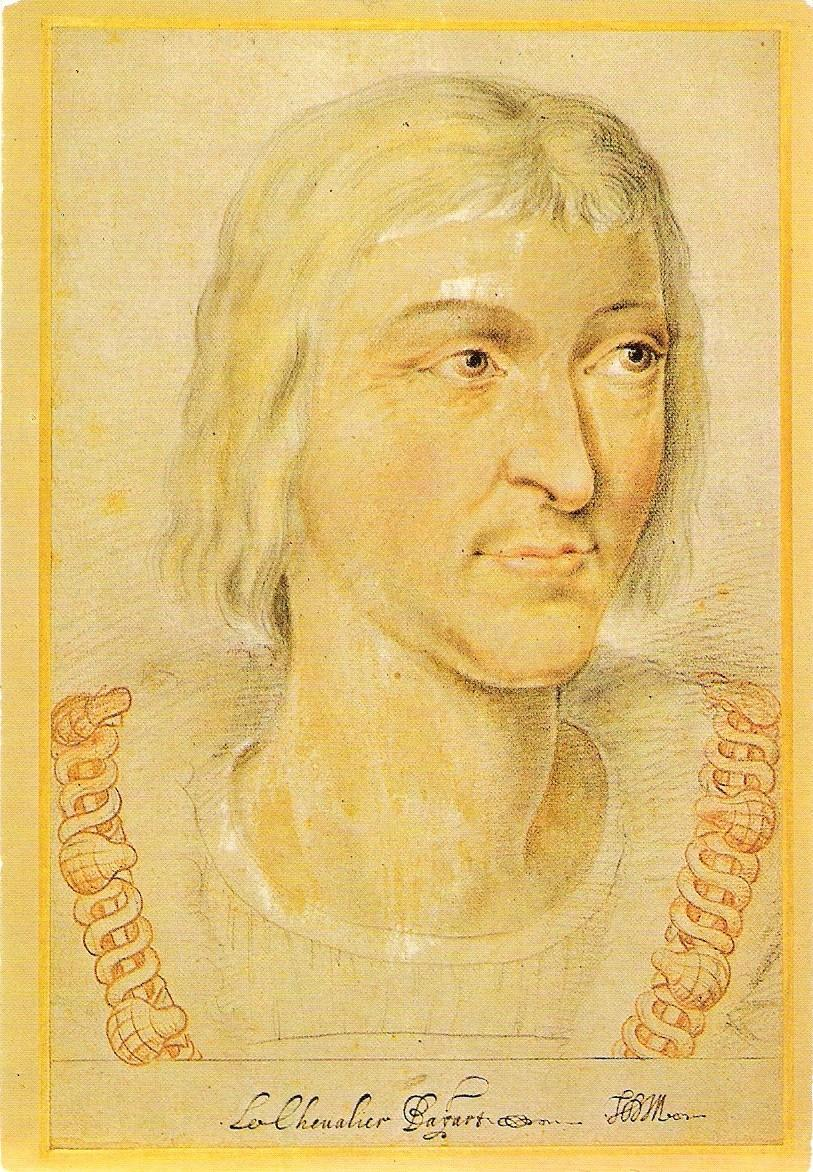
Portrait du chevalier Bayard.

Sa situation géographique fait de Grenoble un point de passage des armées françaises vers l’Italie pendant les guerres d'Italie à partir de la fin du XVe siècle. La ville reçoit à de nombreuses reprises, pour de plus ou moins longs séjours, les rois Charles VIII, Louis XII, François Ier et Henri II. Mais sa région va souffrir du passage des armées françaises, qui commettent de nombreux pillages et à l'origine des épidémies de peste. La noblesse dauphinoise participe magistralement aux événements d'Italie.
Son plus illustre représentant est Pierre Terrail de Bayard, connu sous le titre de chevalier Bayard. Originaire de Pontcharra, neveu de l'évêque Laurent Alleman, il est nommé lieutenant général du Dauphiné le 20 janvier 1515 par François Ier, et prend très à cœur ses fonctions en faisant son entrée solennelle dans Grenoble le 17 mars à l'âge de 41 ans. Dans une ville ne dépassant pas 4 000 habitants sur 15 hectares et qu'il trouve en piteux état, trois domaines retiennent spécialement l'attention de Bayard : les inondations, la peste, et les brigands.
Concernant l'organisation politique de la société dauphinoise, François Ier nomme simultanément un gouverneur à Grenoble début janvier 1515, en la personne de Louis d'Orléans. À cette époque, en l'absence de gouverneur, c'est le lieutenant général d'une province qui exerce la plénitude des pouvoirs royaux et ces deux fonctions, en principe, ne se cumulent pas. Mais en Dauphiné, la préparation des guerres d'Italie pousse le roi à cette double nomination, et sa présence à Grenoble du 3 au 10 août 1515 conforte encore cette idée. Ainsi, le gouverneur Louis d'Orléans ne réside pas à Grenoble et n'y fait qu'un bref séjour lors de son entrée solennelle le 11 mai 1515.

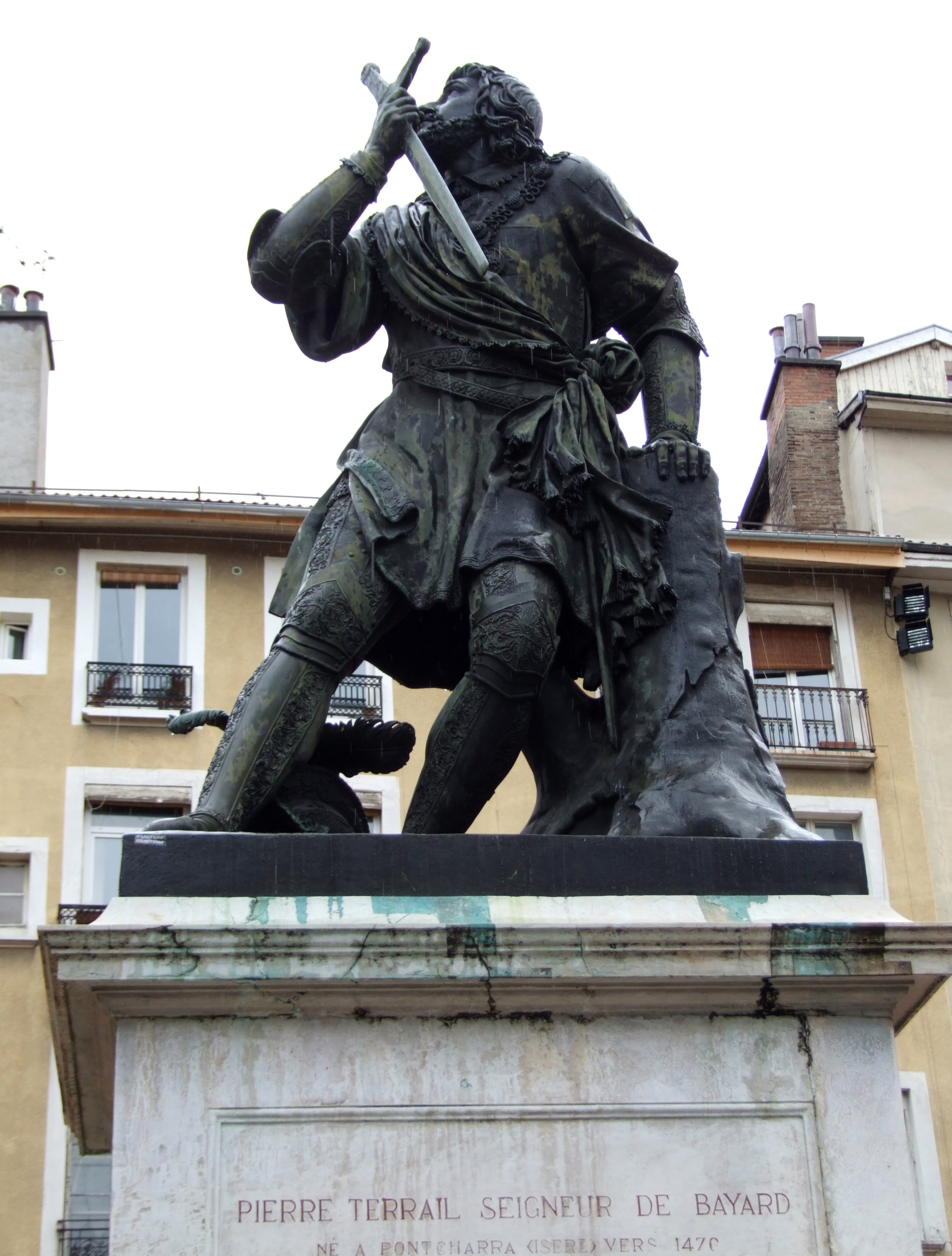
Statue de Bayard, place Saint André, par le sculpteur Nicolas Raggi.

Bayard fait ainsi nettoyer les rues de Grenoble, purger les égouts et surveille personnellement les travaux de défense contre les inondations. Le 18 janvier 1519, il se rend au port de la Roche, près de la porte Perrière sur la rive droite de l'Isère afin d'examiner les réparations à la suite des crues de l'Isère et du Drac. Il envoie six ouvriers pour refaire les quais du port. Bayard crée également une commission chargée de surveiller, pendant ses absences fréquentes, la construction de digues pour détourner le Drac au niveau du port de Claix (site où est construit le pont Lesdiguières de Claix 90 ans plus tard) jusqu'au port de la Roche. Bayard propose aux mendiants valides d'assurer les travaux sous les ordres des consuls de la ville. De nouvelles taxes sont imposées pour financer ces endiguements. En 1522, alors que les consuls de la ville lui conseillent de partir à Tullins, il prend des mesures contre la peste et la famine qui sévissent dans la ville. Depuis sa création 30 ans auparavant en dehors des remparts de la ville, les pestiférés sont regroupés dans l'hôpital de l'Isle où trois médecins sont sommés de rester pour soigner les malades. Afin de protéger la ville des brigands, il obtient le 19 mai 1523, la levée d'une troupe de 80 archers à la tête de laquelle il met les bandits en fuite dans les environs de Moirans.
Habile diplomate, Bayard est à l'origine d'un traité dans le conflit entre le nouvel évêque Laurent II Alleman et le consul François Roux concernant les clés de la ville, chacun voulant les conserver. Il est décidé que l'évêque garde les clés, tout en reconnaissant qu'il les tient des consuls. Le 22 juin 1523, il fait part aux consuls de la ville de son intention de fonder un asile pour les filles repenties que l'on devait transférer de l'hôpital Notre-Dame au sinistre mouroir de Saint-Jacques. Le projet resta sans suite, Bayard meurt en Italie le 30 avril 1524 lors d'une retraite des troupes françaises. C'est Charles Alleman qui lui succéda comme lieutenant général. Son corps fut ramené en France et enterré au couvent des Minimes de Saint-Martin-d'Hères (près de Grenoble). Ses restes sont transférés trois siècles plus tard, le 21 août 1822 en la collégiale Saint-André de Grenoble et une statue installée l'année suivante sur la place Saint-André.

#### Renaissance de l'université

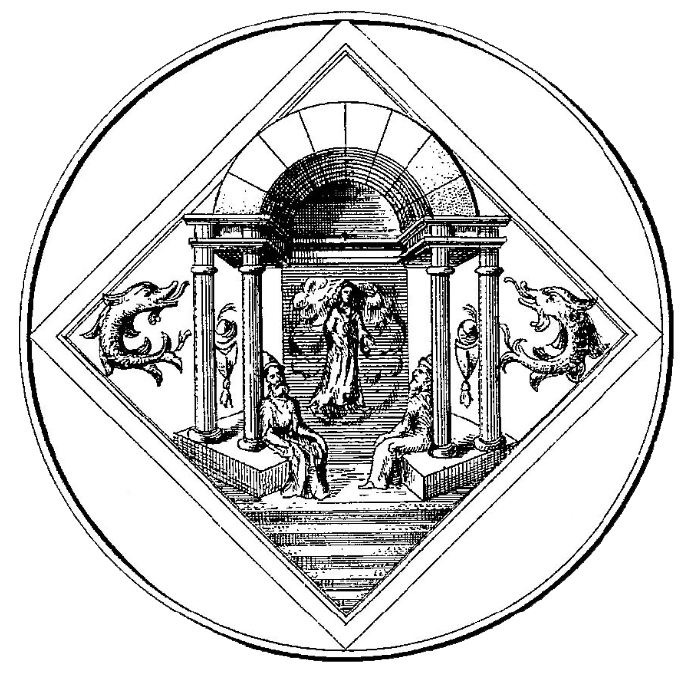
Premier sceau connu de l'Université de Grenoble au XVIe siècle.

L'année 1535 voit l'entrée dans la vie publique grenobloise d'un jeune magistrat, Pierre Bucher, qui provoque un grand émoi en refusant de jouer le rôle principal dans les mystères de la passion du Christ. Ce rôle accepté par Pierre Bucher de longue date est prévu pour la Pentecôte et un conseil de ville doit se tenir le 17 février, le menaçant d'indemniser la ville des frais de préparation et d'invitations lancés à toutes les bourgades du Dauphiné. Mais devant la menace, l'acteur récalcitrant monte sur la scène et tient son rôle de Jésus Christ. Sept ans plus tard, c'est sous la forte influence de trois jurisconsultes du Parlement du Dauphiné, dont le même Pierre Bucher, que l'université de Grenoble peut enfin revivre. Le 16 août 1542, des lettres patentes du gouverneur du Dauphiné, François Ier de Saint-Pol, rétablissent l’université de Grenoble. Le 1er septembre, une cérémonie solennelle d'inauguration a lieu. La question des locaux est tranchée de la façon la plus économique puisqu'une partie de l'évêché et surtout la grande salle du réfectoire du couvent des Cordeliers est utilisée. Mais l'existence de cette université est de courte durée en plein milieu des guerres de religion, puisque après d'interminables requêtes, un arrêt définitif du Conseil royal prononce sa fermeture le 6 juin 1567 au profit de l'université de Valence.
Au Moyen Âge, les hôpitaux étaient d'abord des établissements charitables qui s'employaient à donner gîte et couvert aux pauvres et aux indigents. Mais les règles de fonctionnement atteignent maintenant leurs limites avec une efficacité mitigée due à une insuffisance de ressources ou bien à une mauvaise administration, c'est pourquoi en 1545 des mesures radicales sont prises par le Parlement du Dauphiné. Les quatre hôpitaux de la ville sont réunis en un seul dans la rue Chenoise, l'administration est centralisée entre les mains d'une commission de six notables composée en majorité de laïques qui prennent le nom de surintendants des pauvres.

#### Les guerres de religion en Dauphiné (1562-1590)
La Réforme protestante déclencha de violents affrontements durant trois guerres entre catholiques et protestants du Dauphiné. C'est l'annonce du massacre de Wassy perpétré par le duc François de Guise le 1er mars 1562 qui plonge la région dans une période de guerre de religion. Le 25 avril, le lieutenant général du Dauphiné, Hector Pardaillan, seigneur de La Motte-Gondrin, militaire catholique, borné et violent, se fait tuer dans une embuscade à Valence. En apprenant la nouvelle, François de Beaumont, baron des Adrets, accourt dans la ville et se proclame lui-même lieutenant général du Dauphiné. Âgé de 49 ans, il a participé aux guerres d'Italie sans obtenir de promotion et s'est rallié aux protestants appelés les huguenots. Le soir même de son arrivée à Valence, des prêtres sont assassinés et la cathédrale est saccagée. Le baron des Adrets comprend la valeur stratégique de cette place forte à double rempart et prend des mesures pour vendre les biens de l'église et obliger la population à assister aux prêches protestants. Il souhaite faire de la ville une capitale protestante à la manière de Genève.

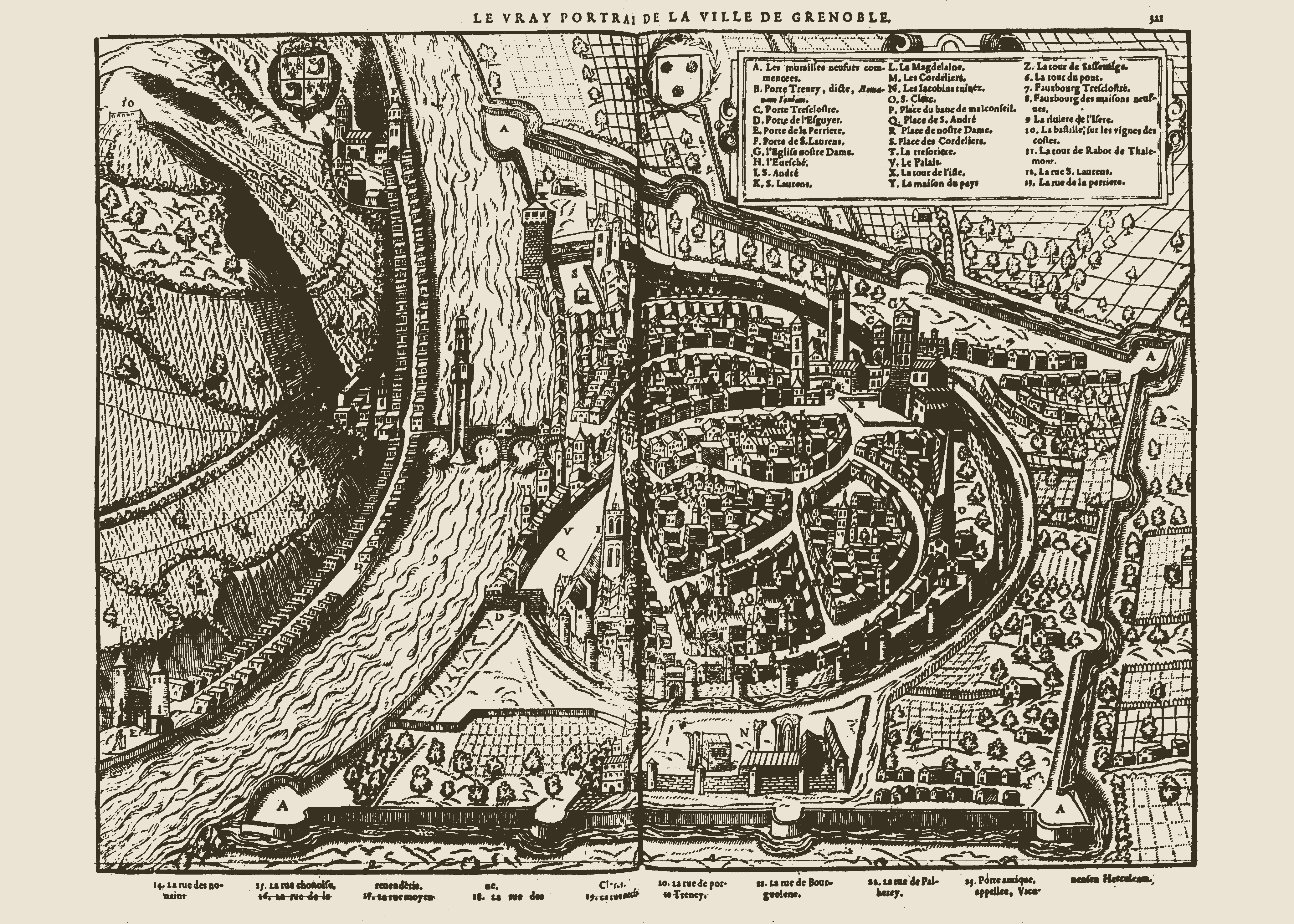
Projet de fortifications à Grenoble, 1575.

Terrorisé en apprenant ces nouvelles, le nouveau lieutenant général du Dauphiné, Laurent de Maugiron que le roi vient de nommer en remplacement d'Hector Pardaillan, abandonne piteusement Grenoble. Le baron rouge rassemble quelques troupes et fonce sur la capitale du Dauphiné dont il s'empare sans rencontrer de résistance. Les huguenots pillent ainsi la collégiale Saint-André, brisant les tombeaux des dauphins à coups de masse et courent ensuite à la cathédrale pour la saccager. Le couvent des dominicains est également pillé et incendié, puis ses occupants chassés de la ville. Des scènes identiques se poursuivent dans d'autres villes du Dauphiné où chacune des étapes du baron rouge est jalonnée de cadavres. Après la destitution du baron des Adrets par le prince de Condé et quatre ans d'accalmie, une seconde période de guerre de religion s'amorce avec un nouveau chef des huguenots, le comte Charles Dupuy de Montbrun.
Face à lui, le nouveau lieutenant général du Dauphiné, Bertrand de Gordes, est un homme sage, nommé par Catherine de Médicis lors d'une rencontre en juillet 1564 à Roussillon, et qui prend ses fonctions le 12 février 1565 dans une ville comptant de 5 500 à 6 000 habitants. En 1568, les dominicains reviennent pour rebâtir leur couvent, mais le marché aux grains s'y est établi et c'est à partir de ce moment que l'emplacement commence à porter son nom de Granaterie, ou place de la Granaterie.

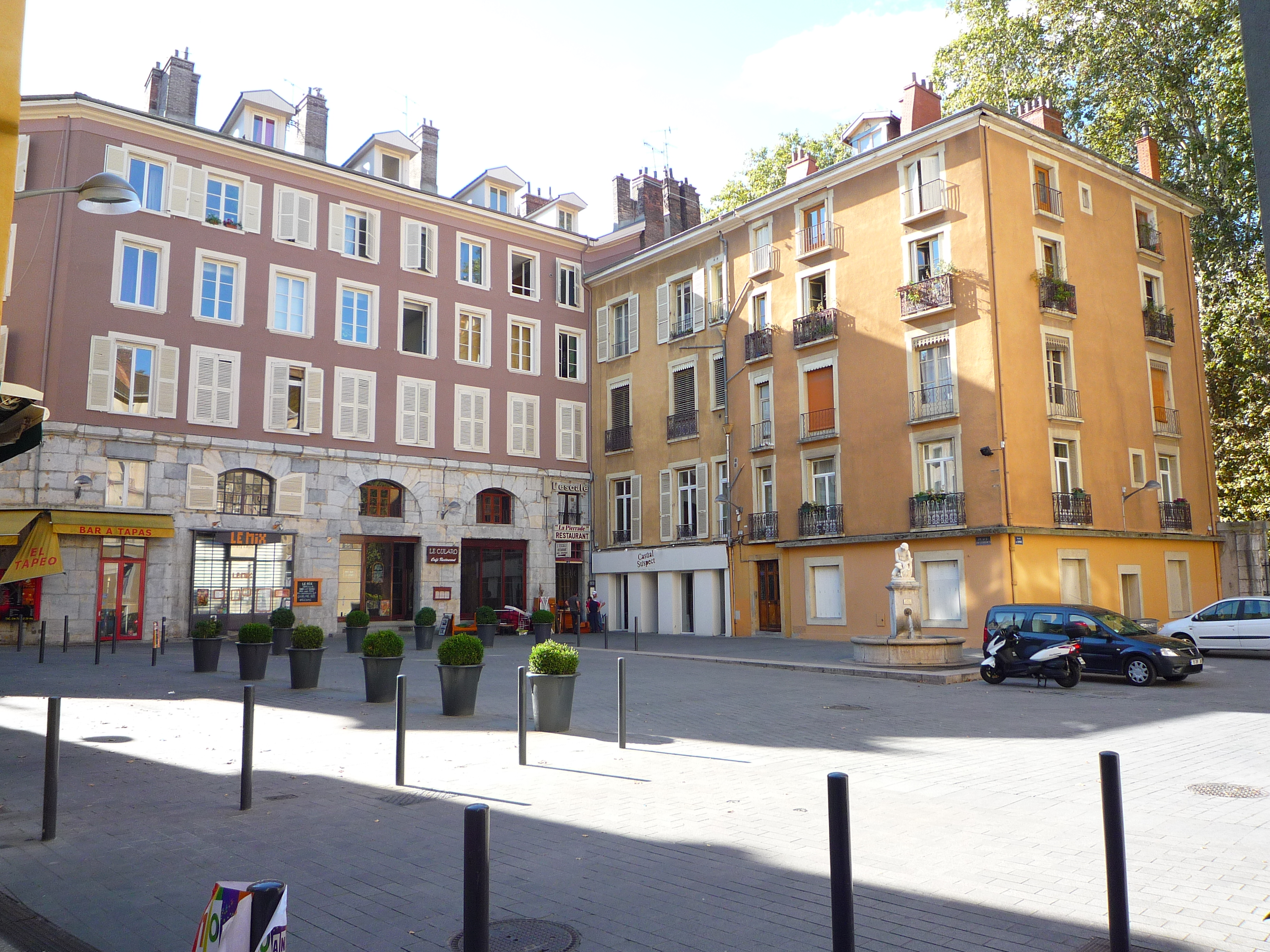
Place de Gordes.

À la suite du massacre de la Saint-Barthélemy en août 1572, le roi Charles IX demande à de Gordes dans un courrier du 8 octobre une sévérité extrême à l'encontre des protestants « Tant plus de morts moings d'ennemys », mais de Gordes refuse d'aggraver les massacres dans sa province. Le roi se ravise peu de temps après en prenant des décisions moins brutales à l'encontre des protestants. Quelques officiers protestants sont destitués, et d'autres, souvent hommes de loi, préfèrent abjurer devant l'évêque François d'Avançon. Cependant, en Dauphiné les huguenots ne désarment pas et une dizaine d'entre eux sont pendus en 1573, puis leur chef, Du Puy-Montbrun, se fait capturer. Condamné à mort par le parlement du Dauphiné, il a la tête tranchée le 13 août 1575 sur la place de Mal-conseil sans que Bertrand de Gordes intervienne pour lui éviter le châtiment suprême. L'année suivante, la paix de Beaulieu signée en mai 1576 ramène un calme très éphémère puisque dès 1577, la nomination d'un nouveau chef des huguenots, un humble capitaine issu de la noblesse terrienne âgé de 34 ravive une dernière période de guerre durant treize années et change le destin de Grenoble.
Chef des protestants du Champsaur, François de Bonne de Lesdiguières est un fin tacticien qui résume ses principes en peu de mots : « Assaut de lévrier, défense de sanglier, fuite de loup ». Pourtant la chance ne lui sourit pas tout de suite et il connaît des échecs face aux catholiques et leur lieutenant général, Laurent de Maugiron, rétabli après le décès de Bertrand de Gordes en 1578. Au cours de l'année 1580, Lesdiguières subit même un grave revers militaire à La Mure au sud de Grenoble. L'année suivante, il obtient après de longs pourparlers avec le duc de Mayenne, un édit de paix publié en octobre permettant de créer une chambre de l'Édit, incorporée au parlement du Dauphiné, et destinée à juger les causes intéressant les protestants.

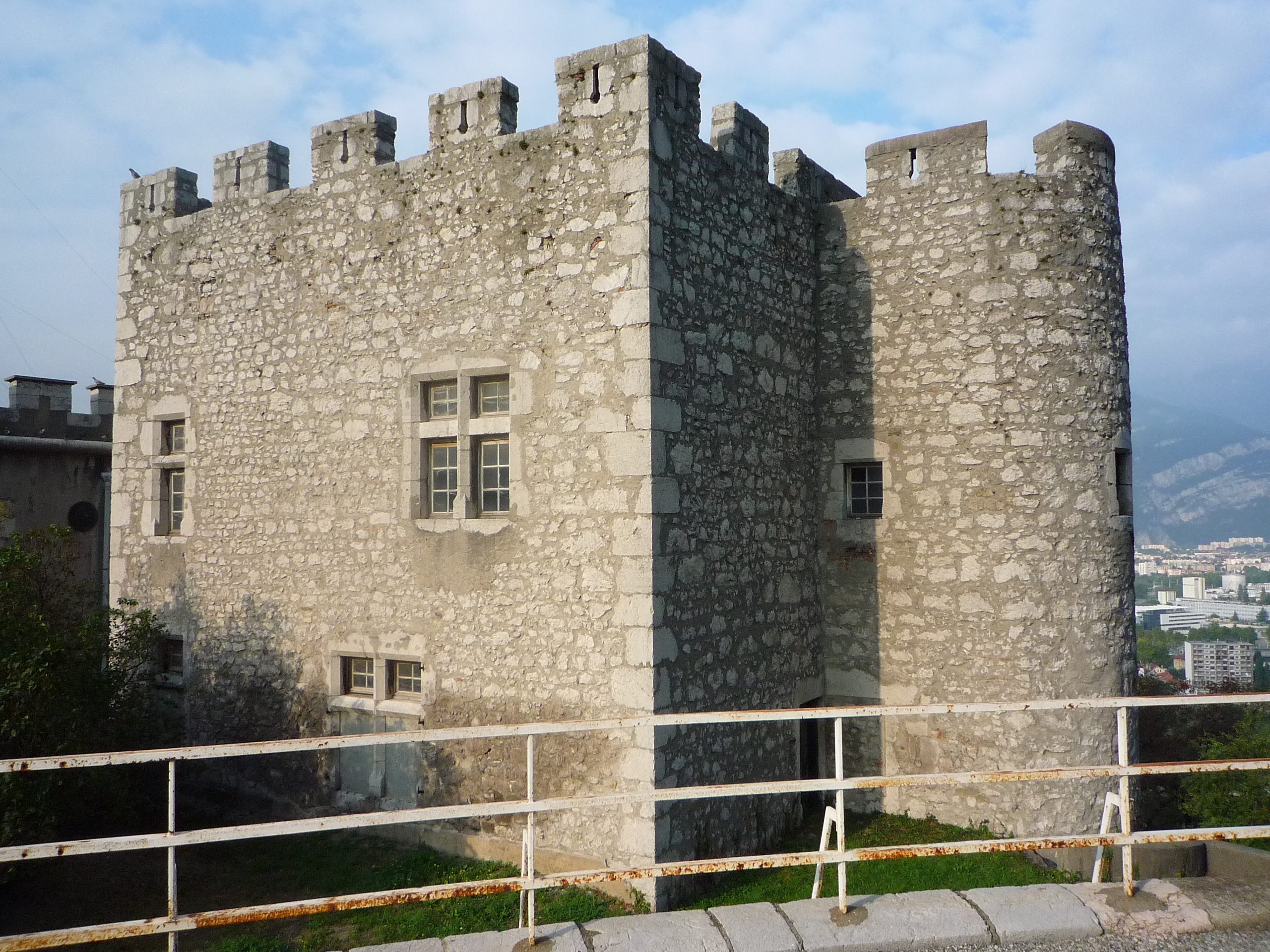
Tour Rabot XVe siècle.

De 1585 à 1589, il s'empare de Gap, Embrun, Tallard, Chorges, mais échoue devant Grenoble lors de la bataille de Jarrie en août 1587. Il parvient à affirmer son autorité sur la province à la suite de l’accession au trône d’Henri IV en 1589. Cette même année, avec l'arrivée à Grenoble le 14 janvier d'un nouveau lieutenant général, Alphonse d'Ornano, il signe une trêve le 28 mars pour une durée de 21 mois dans une maison du faubourg Saint-Jacques (actuelle rue Saint-Jacques). Mais les ligueurs, rivaux de d'Ornano, arrivés quelques jours avant lui dans la ville, sont vivement irrités par cette trêve et s'efforcent de soulever la population contre d'Ornano. Dans ce tumulte et cette rivalité entre catholiques, Alphonse d'Ornano est contraint de s'enfuir à Saint-Marcellin le 4 mai, suivi trois jours plus tard par les membres du Parlement du Dauphiné, laissant Grenoble aux mains des ligueurs et son chef, le colonel Charles de Simiane, seigneur d'Albigny.
Pendant ce temps, Lesdiguières organise la prise de Grenoble. À la tête de 1 200 hommes, il se prépare dès la trêve finie en novembre 1590 à l'approche de Grenoble depuis Moirans, passant par les hauteurs de la colline de la Bastille, au niveau de la tour Rabot et du quartier Saint-Laurent. Le reste de ses troupes restent éparpillées dans les environs prêt à le suivre au premier signal. Dans la nuit du 24 au 25 novembre, quelques hommes s'introduisent avec six échelles par une maison du quai indiquée par un transfuge nommé Falcoz. Après la prise du poste de garde ligueur à la Tour Rabot, ses hommes cassent la porte de Chalemont à la hache et parviennent à faire exploser la porte sur le pont de bois. Ils se battent pour la prise du pont sans succès car derrière la porte brisée se dresse une herse en fer, laissant les troupes protestantes sur la rive droite où ils s'emparent cependant de la tour Perrière. Mais ils sont régulièrement pilonnés par des décharges d'artillerie des troupes d'Albigny postées sur l'autre rive de l'Isère. Lesdiguières fait alors venir deux canons qu'il place sur la colline de Chalemont et fait savoir aux Grenoblois « Si vous tirez sur mes troupes, je détruis le clocher de votre collégiale et je mets en ruine tous vos monuments ». N'ayant pas l'intention de le faire, il patiente avec quelques coups de semonce, mais les consuls catholiques de la ville ne se rendent pas. Les assiégés ripostent même avec un canon situé dans le clocher de l'église Saint-André, mais la tour du pont, dernier rempart de la ville tombe pierre à pierre au fil des jours sous la canonnade des protestants.

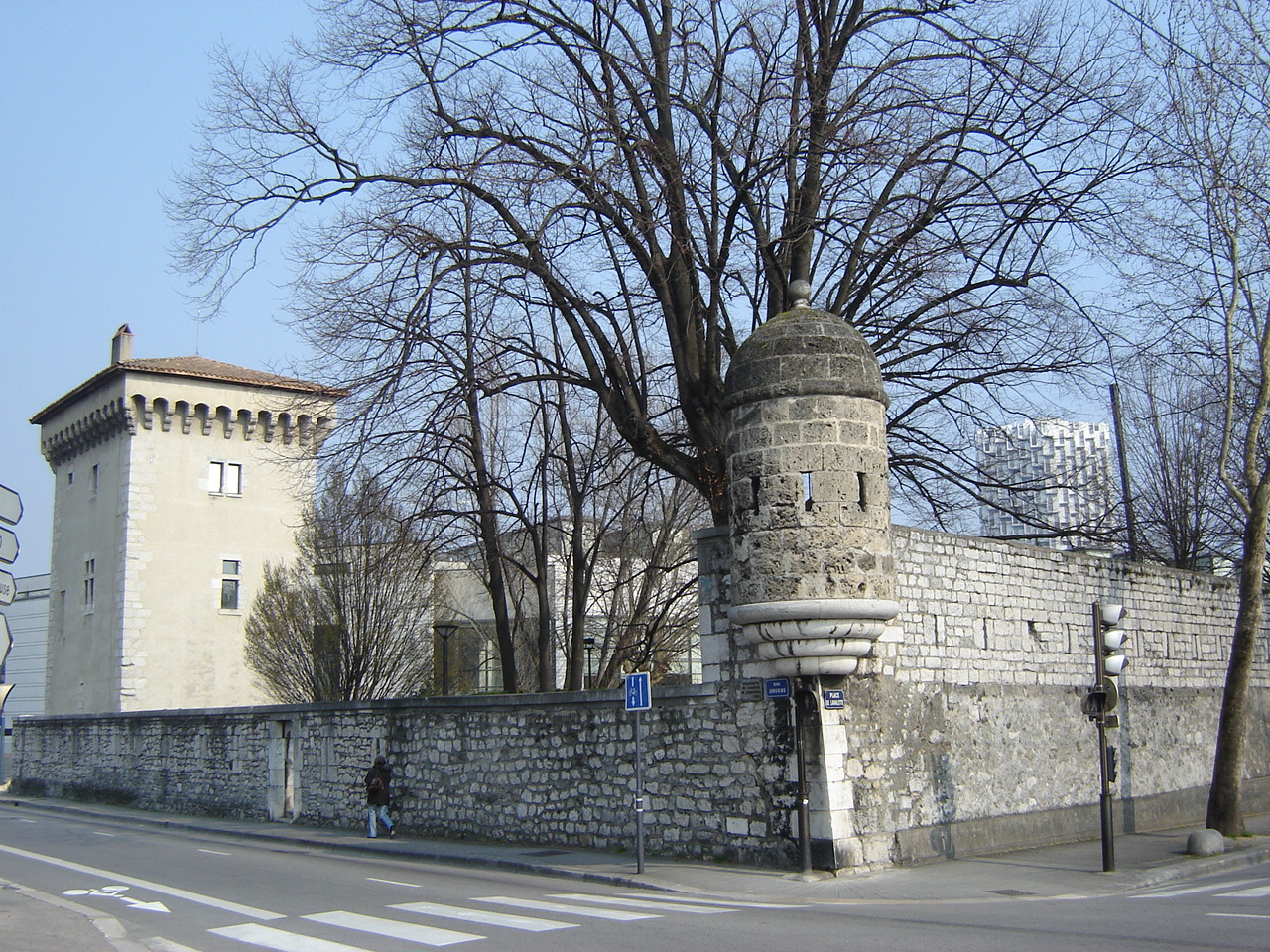
Fortifications de l'Arsenal ou Citadelle près du musée de Grenoble.

Après plus de trois semaines de siège, le conseil consulaire de la ville se réunit une dernière fois le 20 décembre pour accepter de signer un traité de paix le 22 décembre 1590. Les Grenoblois lassés par trois décennies de guerre et impressionnés par un défilé de troupes de Lesdiguières capitulent. Les troupes du colonel d'Albigny qui commandait la garnison peuvent quitter la ville avec sa compagnie d'arquebusiers à cheval. Les catholiques redoutent leur vainqueur mais Lesdiguières se montre un homme politique avisé et fait preuve d'une extrême modération. Ses soldats reçoivent l'ordre de ne commettre aucune exaction. Des instructions sont données pour assurer le libre exercice du catholicisme à l'intérieur des remparts de la ville et le culte protestant dans le faubourg Très-Cloitre .
Les guerres de religion en Dauphiné prennent fin huit ans avant l'édit de Nantes qui jette les bases d'une réconciliation nationale. Au début de février 1591, le conseil consulaire de Grenoble reçoit une lettre d'Henri IV dans laquelle le roi exprime le « grand ayse, plaisir et contentement » que lui avait apporté la soumission de Grenoble. Alphonse d'Ornano confirmé dans ses fonctions de lieutenant-général revient le 15 mai. Nommé en mars 1591 gouverneur de Grenoble, Lesdiguières décide dès lors de fortifier la rive droite de l'Isère en construisant un petit fortin bastionné appelé Bastille au sommet de la colline, de démarrer la construction d'une nouvelle enceinte pour la ville, et l'édification d'un enclos fortifié près de la Tour de l'Isle appelé Citadelle ou Arsenal. L'utilité immédiate de cette dernière construction est de se prémunir contre toute révolte d'une population grenobloise, qu'il vient d'assiéger.

### XVIIesiècle

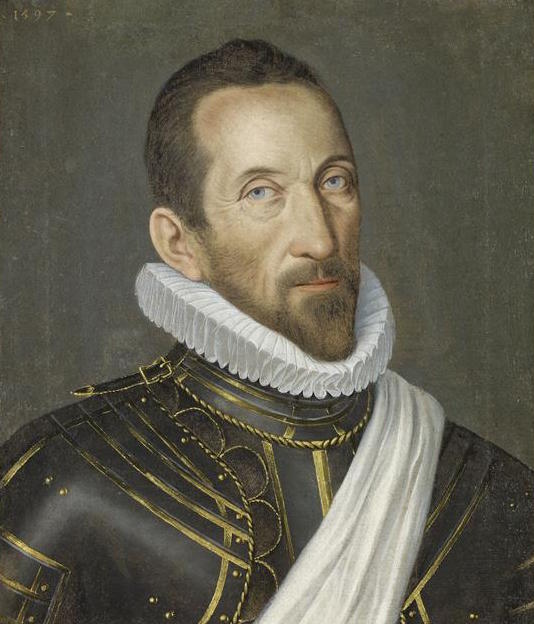
François de Bonne, duc de Lesdiguières.

Lesdiguières devenu lieutenant général en Dauphiné en 1597, transforme la ville en construisant en 1602 l'hôtel de Lesdiguières et son jardin, qui deviendra le Jardin de Ville, mais également des égouts, ponts et fontaines. Il termine l'agrandissement de l’enceinte de la ville en juillet 1606, supprimant ainsi la moitié de celle construite treize siècles auparavant et augmentant la superficie de la ville fortifiée de 21 hectares, la portant ainsi à un total de 36 hectares.
Ce n'est qu'en 1611, alors que Lesdiguières prend le titre de duc, qu'il entreprend d'achever les fortifications de la rive droite de l'Isère avec l'édification de deux branches de muraille partant de la Bastille, rejoignant la porte Saint-Laurent (achevée en 1615) à l'est, et la porte de France (achevée en 1620) à l'Ouest. Cette dernière porte affleure encore le rocher à son achèvement, mais l'avancée de l'exploitation des carrières de calcaire dans sa direction élargit le site au fil des siècles. Les travaux de muraille en pente escarpée des deux branches s'achèvent en 1619.
Il fait reconstruire en 1593 et 1594 la digue Marcelline, attestée depuis 1378 lors de sa construction par l'entrepreneur Vivian Pelorce, mais détruite aussitôt par des riverains mécontents. Destinée à empêcher le Drac de se déverser dans la plaine de Grenoble, la digue devait forcer le cours du Drac à passer entre deux rochers et à se diriger vers les rochers de Comboire.

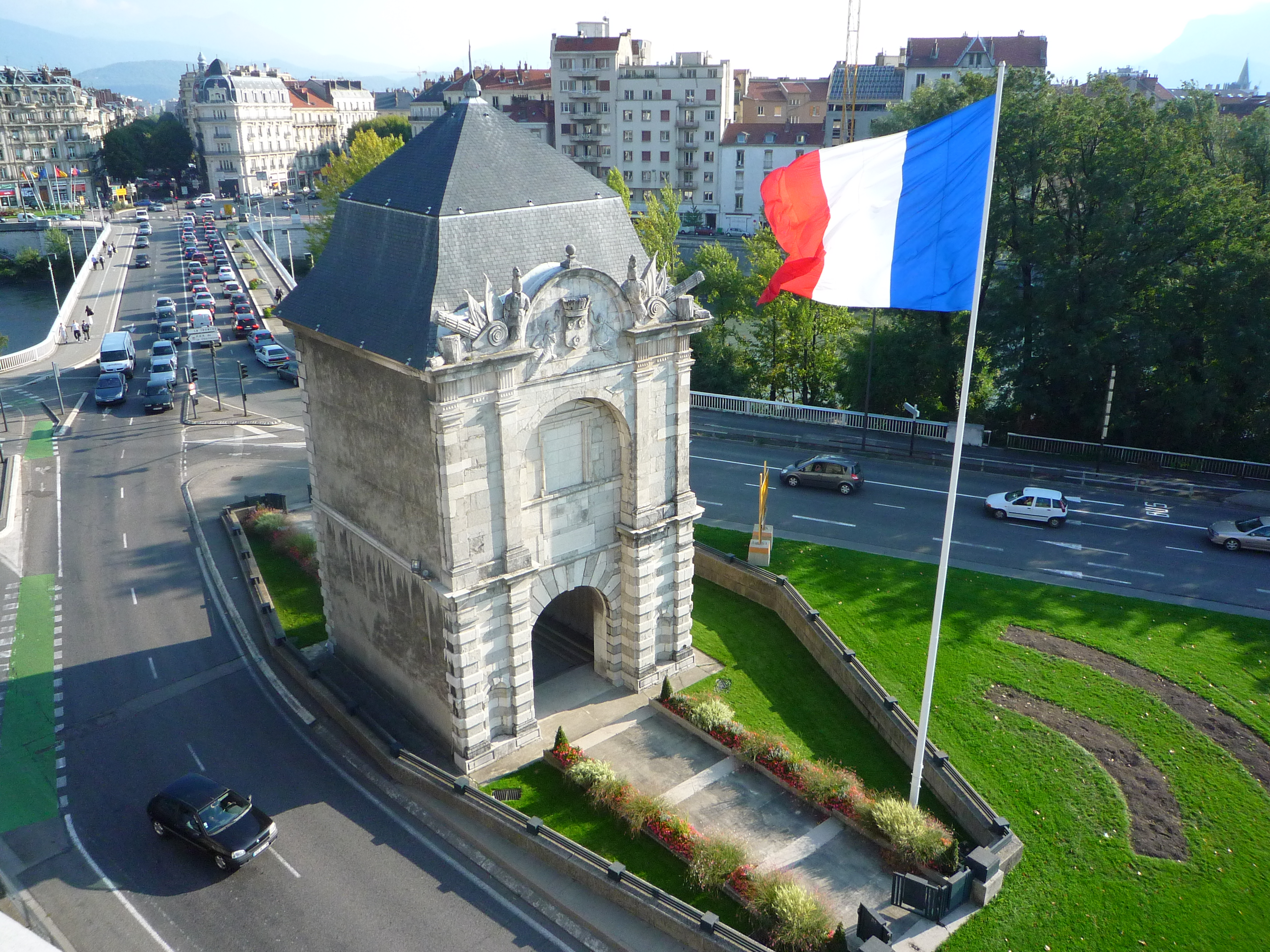
Porte de France (1620).

La lutte contre les deux rivières devient son principal souci, au point qu'il envoie en 1599 le deuxième consul de la ville à la cour d'Henri IV afin qu'il lui remette la « portraicture de la rivière du drag ». L'année suivante, Henri IV se déplace à Grenoble le 13 août 1600 pour voir les travaux et y passe les fêtes. Lesdiguières fait également édifier en 1611 le pont de Claix en pierre franchissant le Drac au niveau de la digue Marcelline. En 1607, la place de Mal Conseil devient place du Bon Conseil et Lesdiguières y fait installer la première fontaine de la rive gauche. En 1620, la place de la Granaterie qui a retrouvé son activité de marché aux grains depuis le milieu des années 1560, change de nom et devient place de la Grenette. C'est en 1622, que Lesdiguières décide de se convertir au catholicisme, après une rencontre avec François de Sales. La cérémonie d'abjuration, présidée par l'archevêque d'Embrun, se déroule dans la collégiale Saint-André le 24 juillet 1622 entourée par plus de dix mille personnes. À l'issue de la cérémonie, les lettres le nommant connétable de France lui sont remises en son hôtel par un envoyé du roi. Le 3 décembre suivant, Louis XIII fait une visite triomphale à Grenoble afin de rencontrer Lesdiguières et ses habitants. Une statue allégorique représentant la ville de Grenoble dressée devant la récente porte de France, et un gigantesque portrait du roi, l'accueillent à l'entrée de la ville. La mort de Lesdiguières en 1626 se traduit par un débordement de douleur officielle dans la ville. Il reste le dernier connétable de l'histoire de France.

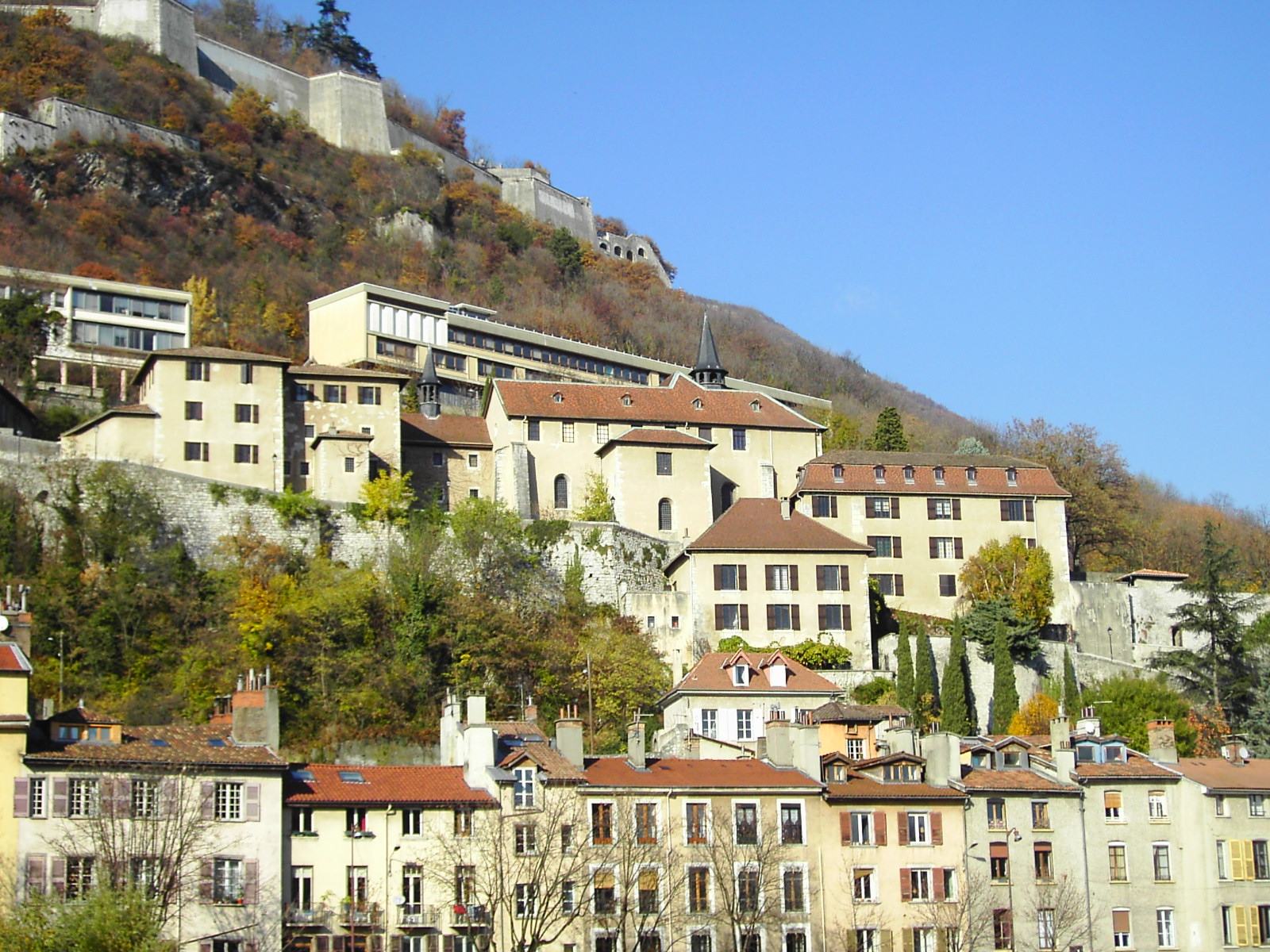
Musée dauphinois.

Deux ans après la mort de Lesdiguières, Louis XIII modifie profondément le statut administratif du Dauphiné. De Pays d'états, la province devient Pays d'élection où des élus du roi vont contrôler la gestion des finances publiques en lieu et place des députés du Tiers état.
Après les années mouvementées des guerres de Religion, le renouveau catholique de la Contre-Réforme permet la construction de plusieurs édifices religieux. C'est le cas du couvent des capucins en 1611, du monastère Sainte-Marie-d'en-Haut en 1621 (l'actuel musée dauphinois), de son extension rue Très-Cloître, Sainte-Marie-d'en-Bas (l'actuel théâtre Sainte-Marie-d'en-Bas). Les jésuites fondent leur collège qui devient par la suite le lycée Stendhal, le couvent des augustins en 1623 et un couvent de femmes, le monastère Sainte-Cécile en 1624. Enfin, les Minimes construisent le couvent des Minimes de Grenoble à partir de 1644. Quelques années plus tard, en 1675, l'évêque Étienne Le Camus, fait construire un séminaire, lieu de formation des futurs prêtres sur un terrain racheté aux protestants.

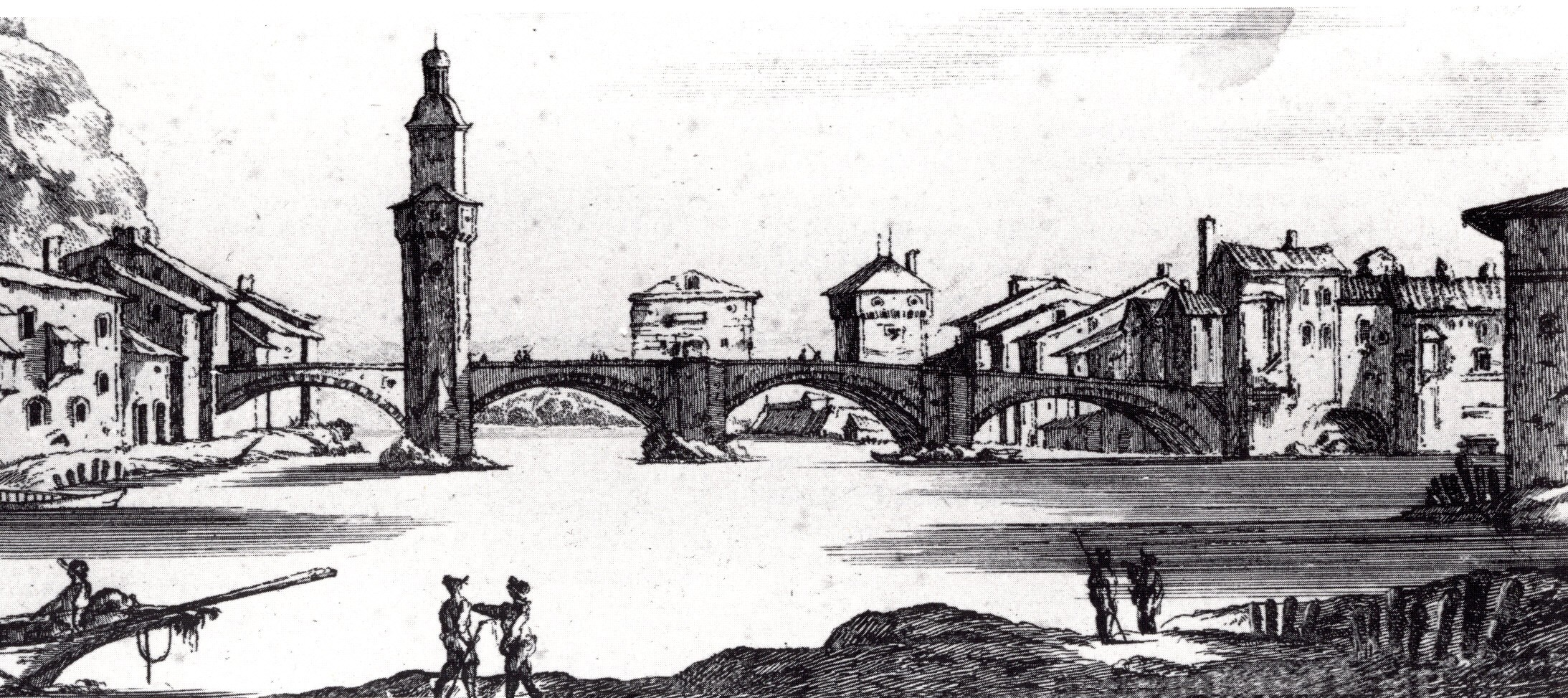
Pont sur l'Isère et son jacquemart.

C'est également sous le règne de Louis XIII qu'apparaît la fonction d'intendant dont le premier à Grenoble, François Fortia, prend ses fonctions en 1628. Haut fonctionnaire ayant une mission fiscale dans les premiers temps, la fonction devient « intendant de justice, police et finances » en 1640. Supprimés temporairement au moment de la Fronde, près d'une trentaine d'intendants se succèdent à Grenoble pendant un siècle et demi jusqu'à la Révolution. Le plus célèbre d'entre eux est Nicolas Fouquet en 1643 et 1644.
Le 31 mai 1634, un arrêt du roi déclarant la taille réelle est l'aboutissement du travail et de l'engagement de Claude Brosse, syndic des villages du Dauphiné depuis 1588, afin d'amener une plus grande justice dans cet impôt. En ce milieu de XVIIe siècle, le service du courrier à destination ou au départ de Grenoble se fait selon cinq grandes destinations. La plus importante, celle du nord desservant une grande partie du nord du royaume dont Paris, mais également l'Allemagne, la Suisse, l'Italie, l'Espagne, la Hollande, apporte le courrier les lundis, mercredis et samedis à trois heures de l'après midi. Les départs se faisant les mardis, vendredis et dimanches au soir. Les autres destinations sont la Provence et le sud du royaume jusqu'au comté de Nice, la zone des Alpes de Chambéry à Briançon, la partie nord-ouest du royaume comme la Normandie ou la Bretagne et enfin la modeste zone de Die.

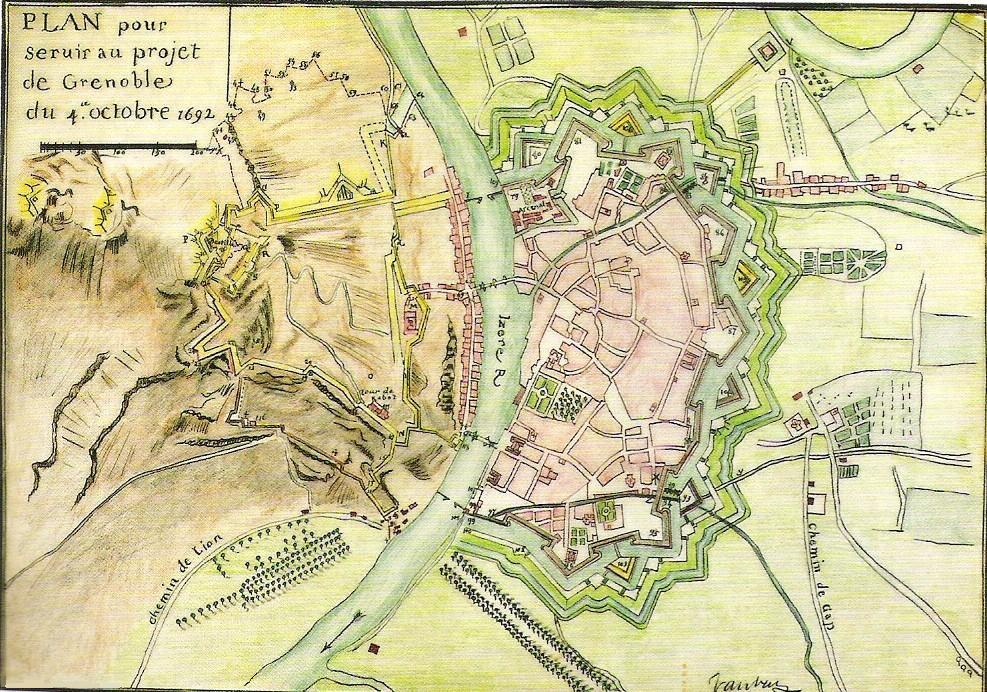
Plan de Grenoble en 1692.

Sous l'impulsion du maréchal Charles II de Créquy, gendre et successeur de Lesdiguières au poste de lieutenant général du Dauphiné, est entreprise en 1627 la construction d'un nouvel hôpital général situé sur un terrain situé près de l'hôtel de Lesdiguières, mais en dehors des remparts.
Une terrible épidémie de peste en interrompt la construction dès l'année suivante. Ces travaux ne reprennent qu'en 1633 pour s'achever en 1638, année où meurt Charles II de Créquy lors d'une bataille. La présence d'un tel établissement est une raison suffisante pour projeter de repousser l'enceinte de la ville côté ouest. C'est ainsi que depuis 1626 existe un plan d'extension assez modeste de 13 hectares englobant l'hôpital à venir, et venant s'ajouter à la cité. Dans les faits, les travaux de creusement des fossés, construction des remparts, bastions et portes, ne démarrent qu'en 1639 sous l'autorité du nouveau lieutenant général François de Bonne de Créqui, petit-fils de Lesdiguières, mais doivent être interrompus l'année suivante, faute d'argent. C'est trente ans plus tard, en 1670, que reprennent ces travaux d'extension de l'enceinte ouest qui subissent un dernier aléa lorsqu'en 1673, une inondation du Drac emporte un bastion de l'enceinte. Sa reconstruction en 1675 marque l'achèvement de l'extension Créqui, qui, ajoutée au reste de l'enceinte Lesdiguières, garde la ville pendant encore un siècle et demi.

#### L'endiguement du Drac

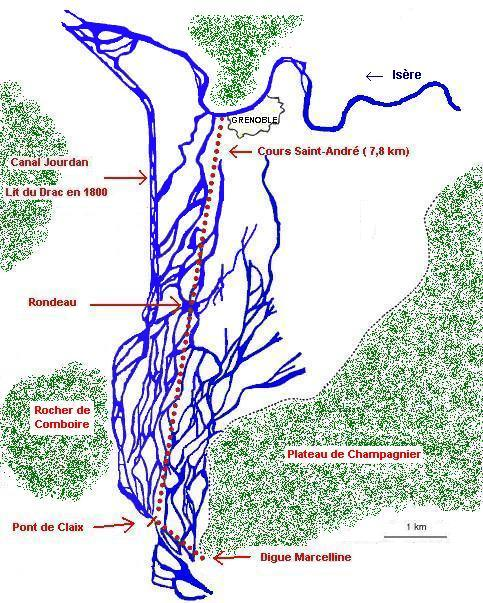
Plaine de Grenoble avec superposition des cheminements du Drac, avant et après l'endiguement.

Depuis la réalisation des remparts de Lesdiguières, les ingénieurs et notamment Jean de Beins remarquent que le Drac provoque des dégâts de plus en plus importants depuis le début du XVIIe siècle. Insensiblement les débordements du torrent accentuent leurs déplacements vers l'est. En 1616, les eaux attaquent violemment les remparts et détruisent la contrescarpe de certains bastions. Les devis de réparations mentionnent aux entrepreneurs de digues qu'il faut empêcher les eaux de venir sur la ville, mais également que « les prés et terres quy la confrontent ne soient entièrement submergés ». La situation s'aggrave encore dans les années suivantes. En 1631, le torrent se creuse plusieurs nouveaux lits au milieu des terres cultivées, et en 1633, il s'avance jusqu'au hameau des Granges. Des habitants doivent être évacués et la route de la plaine est coupée, interrompant pour un temps le commerce vers le sud et l'Italie. En 1636, « Les eaux se sont répandues dedans la plaine depuis le pont de Claix durant deux lieues, jusques au-dessoubs de la ville, ayant ruiné et abattu un grand nombre de maisons, emportant les bleds et remply les terres et prés de gravier ». En décembre 1648, la ville est assiégée par les eaux, faisant s'effondrer un coin de muraille de l'arsenal bâti en 1591, pourtant situé à l'est de la ville. Le torrent s'écoule désormais à l'est de son ancien lit en deux branches principales. Une ordonnance de janvier 1649 précise même que le torrent a repris le même cours qu'en 1477. Désormais une large bande de terrain constituée d'îles, où l'on devine encore d'anciens chemins, remplace les alignements réguliers de haies bordant les champs et prairies. En 1652, des maçons parisiens en compagnie de leurs confrères grenoblois visitent les abords du Drac et ses premiers ouvrages. Huit ans plus tard, les débats sur de nouveaux procédés d'endiguement se poursuivent avec l'ingénieur César Savoye qui accompagne l'intendant François Bochart de Saron Champigny ainsi que les maçons grenoblois L. et J. Guys.

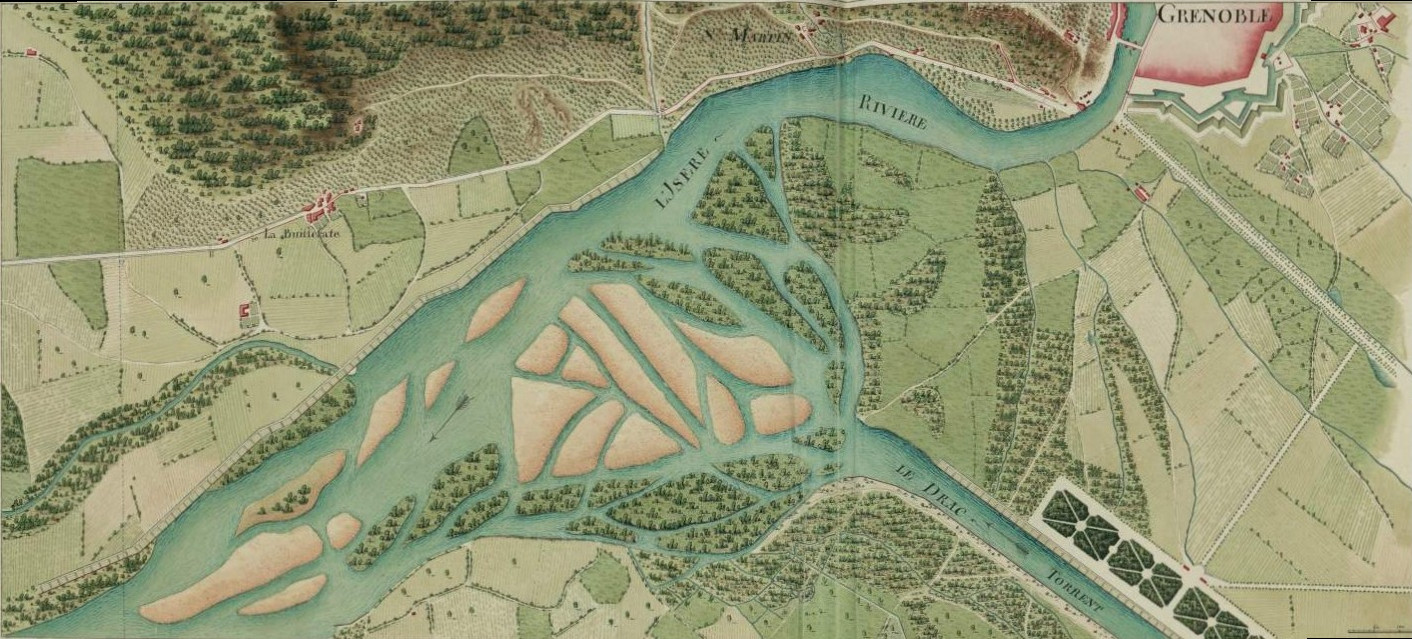
État de l'endiguement du Drac au XVIIIe siècle.

L'enjeu est de taille pour la ville, et d'importants travaux de canalisation du Drac se réalisent entre 1675 et 1686 afin de protéger la ville fortifiée des crues de cette rivière aux multiples méandres. Colbert, contrôleur général des finances du roi, montre sa volonté de réaliser ces travaux lors d'échanges de correspondances avec ses représentants sur place, l'intendant Henri Lambert d'Herbigny jusqu'en 1682, puis l'intendant Lebret. Les ingénieurs choisis par Colbert sont d'Aspremont et Claude Mollard de Dieulamant, ingénieur des Ponts et Chaussées. À la mort du gouverneur François de Bonne de Créqui le 1er janvier 1677, lui succède son fils François-Emmanuel, quatrième duc de Lesdiguières qui va s'occuper des travaux d'endiguement jusqu'à sa mort le 3 mai 1681. C'est François III d'Aubusson duc de la Feuillade, qui lui succède. Une première phase de ces travaux consiste à créer depuis les rochers de Comboire, un canal rectiligne appelé à l'époque canal Jourdan. Les digues sont constituées de coffres en bois remplis de pierre et servent de fondements à d'autres coffres reconstruits au-dessus. Ils nécessitent un entretien permanent car souvent faits en sapin résistant mal à l'eau.

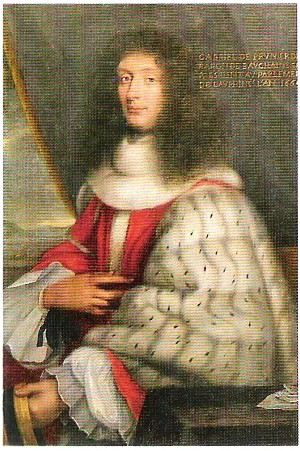
Gabriel Prunier de Saint-André.

À la même période, les mêmes ingénieurs construisent à partir de 1684 un second ouvrage rectiligne, peu élevé, venant conforter le premier à bonne distance en servant de digue supplémentaire, et prenant le nom de cours Saint-André, du nom de cette puissante famille de parlementaires dauphinois. Nicolas Prunier de Saint-André est à l'époque premier président du parlement du Dauphiné, et son frère Gabriel, président à mortier. C'est en effet cette cour de justice qui finance les travaux de plantation des quatre rangées d'arbres des 7 800 mètres linéaires qui deviennent ainsi une « promenade ».
Des plantations d'arbres sont également faites le long du Drac afin de stabiliser le terrain sablonneux et constituent ainsi une réserve de bois à proximité. Sur une distance de 120 toises, les abords du nouveau canal sont sévèrement surveillés afin que personne ne vienne couper des broussailles, des arbres ou piller les ouvrages, mais de nombreux larcins obligent à prendre un arrêt interdisant la dégradation des digues et ses abords le 25 mars 1698. Quelques années plus tard, l'intendant d'Angervilliers embauche même un garde afin de surveiller les lieux. La seconde partie de ces travaux consistant à faire rejoindre le Drac en angle aigu sur l'Isère commence à partir de 1771.

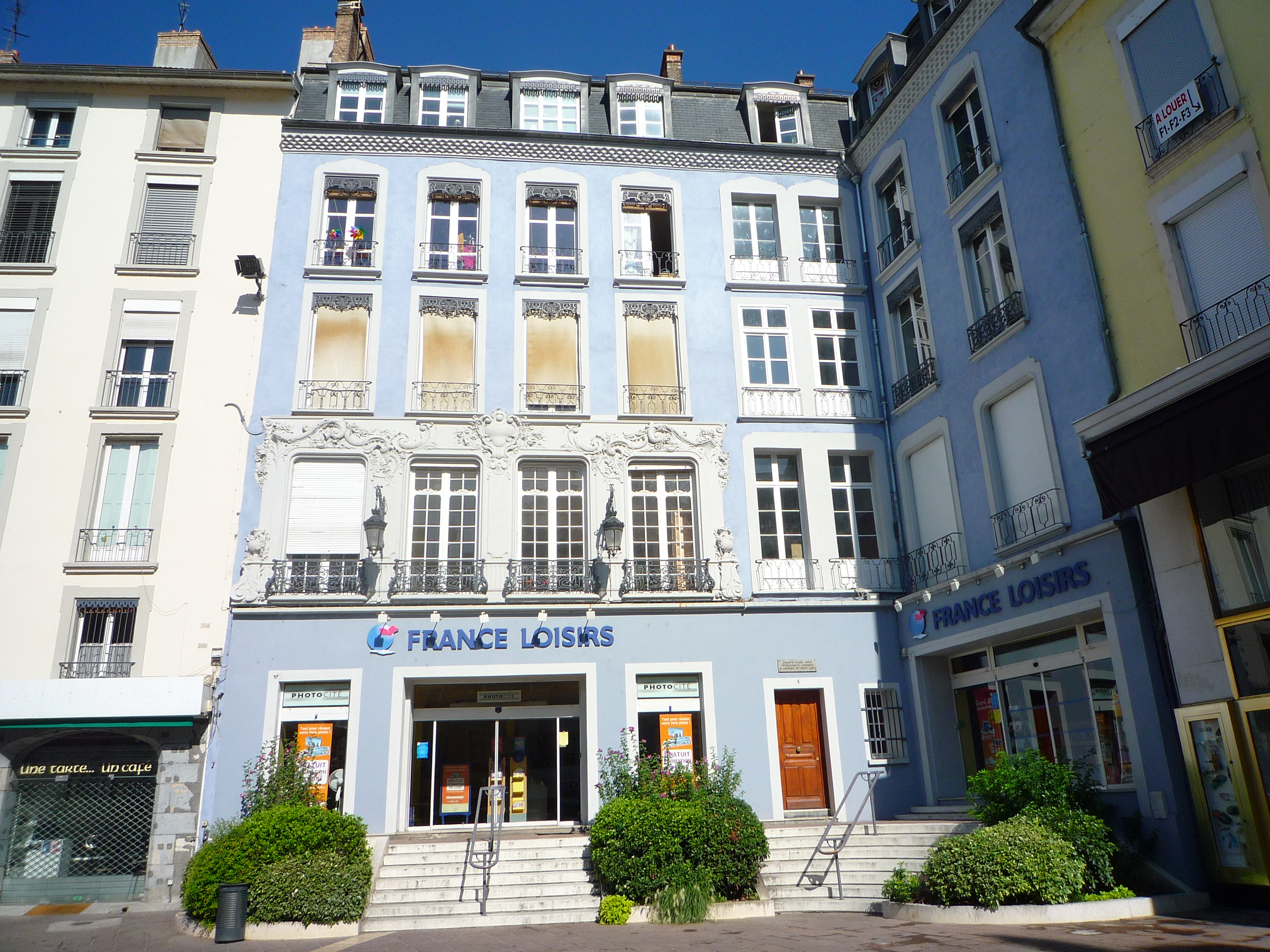
Hôtel consulaire de 1683 à 1719.

En 1683, alors que les consuls de la ville louent successivement des maisons depuis des décennies, ils achètent un immeuble au 4 place Grenette pour en faire l'hôtel consulaire des Grenoblois.
La révocation de l’édit de Nantes par Louis XIV en 1685 a des conséquences désastreuses pour la ville. À la suite des persécutions, 3 000 protestants quittent Grenoble, affaiblissant lourdement l’économie de la cité. Cette révocation avait déjà été précédée de mesures coercitives dans le passé. C’est ainsi que le temple protestant avait été détruit en 1671 (l’actuelle rue du Vieux-Temple indique son emplacement). Cependant, les mesures de répression se renforcent. De nombreux protestants sont arrêtés et emprisonnés. Leurs biens, confisqués, sont donnés aux hôpitaux de la ville. L’évêque tente de s’interposer face à cette violence. Malgré cela, le Parlement de Grenoble procède à des condamnations jusqu’en 1746.
Au mois d'août 1692, la ville perd deux notables, l'écrivain et avocat Nicolas Chorier pour qui la ville accorde 100 livres à ses héritiers pour les funérailles, et Nicolas Prunier de Saint-André, premier président pendant 13 ans, pour qui ordre est donné aux commerçants de fermer leur boutique jusqu'à l'enterrement.

Blason de Grenoble.

Le 10 juin 1697, paraît le premier journal dauphinois, La Gazette de Grenoble, hebdomadaire créé 70 ans après celui de Théophraste Renaudot, père du journalisme français, mais ne vécut qu'une seule année. La fin du siècle est marquée par un important acte administratif, celui de l'enregistrement le 13 juin 1698 à l’Armorial général de France, à la suite d'un ordre de Louis XIV, du blason de la ville aux trois roses. Sous l'impulsion de l'évêque Étienne Le Camus, deux nouvelles églises sont bénies à la fin du siècle dans une ville qui voit sa population augmentée. En 1697, l'église Saint-Joseph est construite sous la direction de l'architecte Claude Mollard de Dieulamant à l'extérieur des remparts, dans le faubourg Saint-Joseph. Le seuil de cette église sert plus tard de point stratégique afin de déterminer l'altitude exacte de Grenoble : 213,48 mètres. Puis l'église Saint-Louis, toujours par le même architecte, est bénie en 1699 à l'intérieur de l'extension Créqui des remparts.

### XVIIIesiècle
En déstabilisant la ganterie rivale de Grasse, la révocation de l’édit de Nantes permet à la ganterie grenobloise de devenir la seule maîtresse du marché. Ce XVIIIe siècle symbolise alors une grande prospérité économique pour la ville. Au début du siècle, on compte 12 maîtres gantiers fabriquant chaque année 15 000 douzaines de gants, en 1787, il y en a 64 produisant 160 000 douzaines de gants annuellement. Le commerce est également actif dans la ville où des foires importantes se tiennent régulièrement.

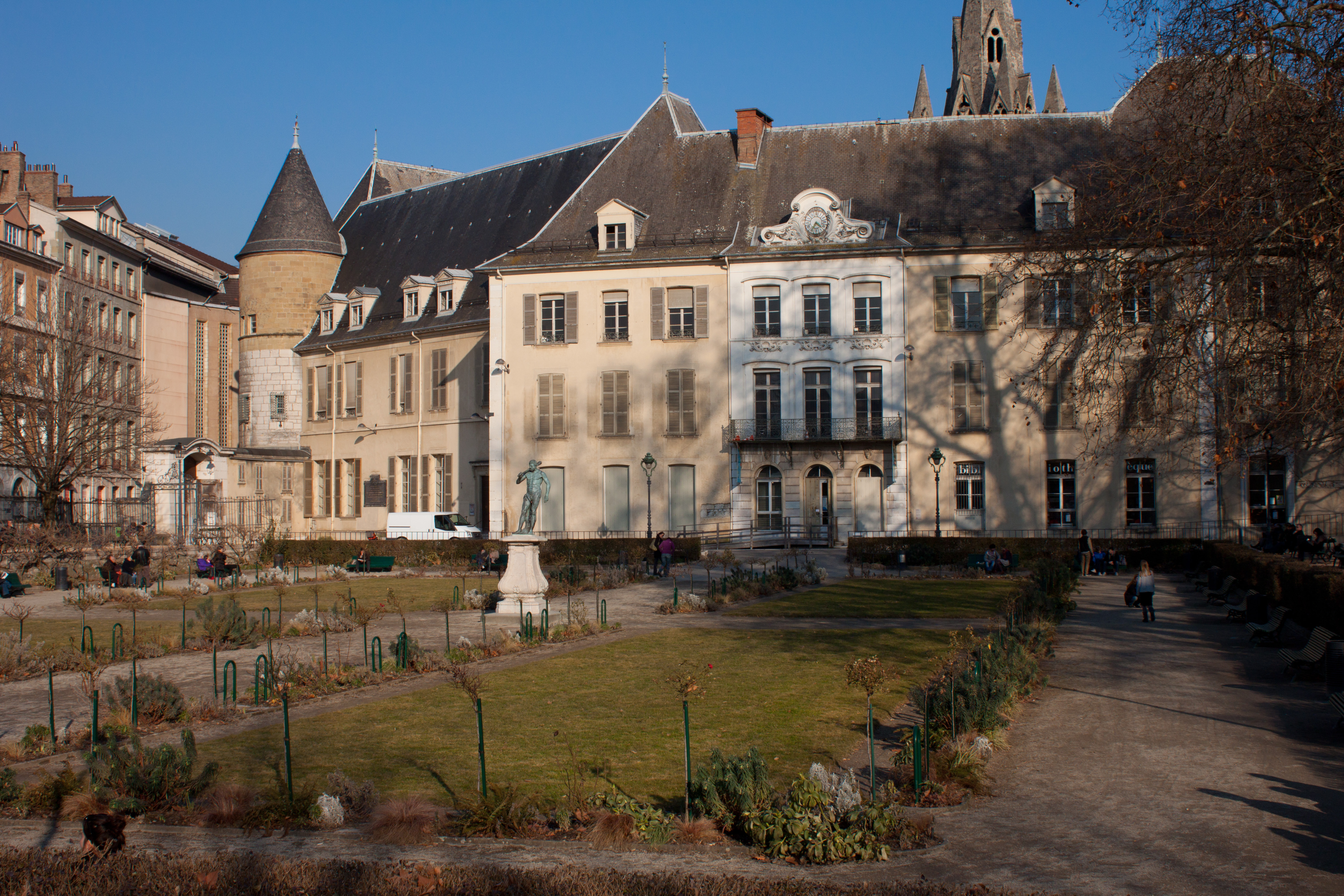
Hôtel consulaire à partir de 1719.

En 1719, les consuls de Grenoble installés jusqu'alors au 4 place Grenette, emménagent dans l'Hôtel de Lesdiguières, racheté à la famille Villeroy, descendante du duc de Lesdiguières. L'administration consulaire puis municipale y reste pendant deux siècles et demi. Trois ans plus tard, débute le chantier de construction de la première caserne de Bonne achevé en 1730, sur l'actuelle place Victor-Hugo. Construite sous l'intendance de Gaspard Moïse de Fontanieu, peu de temps après la fortification de Briançon, elle est destinée à faire face à la menace savoyarde dans les Alpes.
En 1711, Jean-Pierre Moret de Bourchenu, marquis de Valbonnais, descendant d'une famille de parlementaires dauphinois et lui-même conseiller au parlement du Dauphiné depuis 1677, sort son premier ouvrage sur l'histoire du Dauphiné. Il en écrit une seconde édition augmentée en 1722. Ses livres considérés comme plus proches de la réalité que ceux de Nicolas Chorier sortis quelques décennies plus tôt, sont accueillis triomphalement par les milieux savants et restent une référence[Quand ?],.

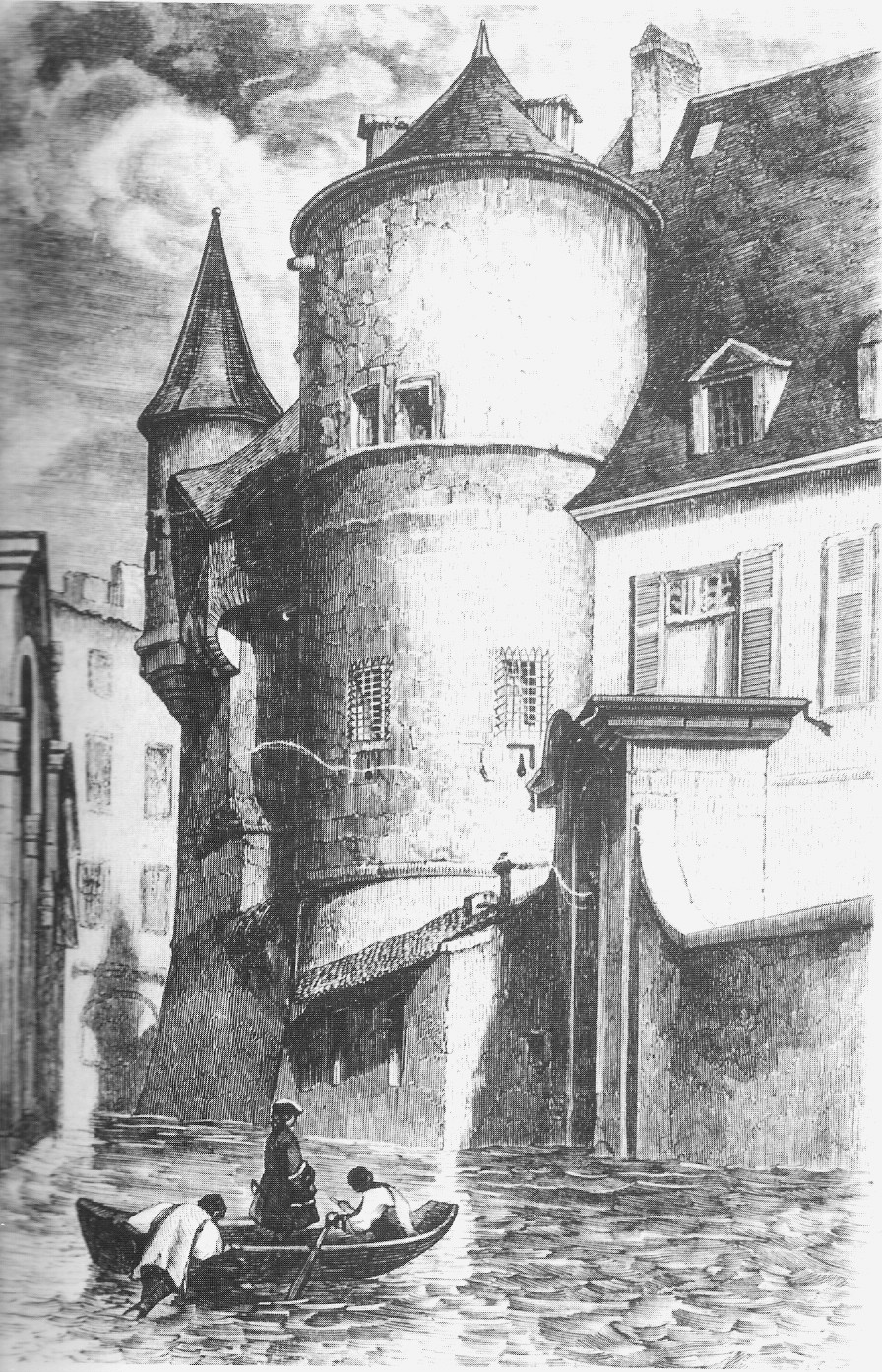
Grenoble inondée en 1733.

En ce début de XVIIIe siècle, Grenoble, si souvent ravagée par les inondations depuis des siècles, n'est toujours pas à l'abri de telles catastrophes. Dans les années 1730, alors que le Drac n'est endigué que partiellement, c'est l'Isère qui provoque de graves dégâts. Cette décennie est frappée par cinq crues qualifiées d'événement exceptionnel. Celle du 14 septembre 1733 frappe particulièrement les esprits en montant à 5,57 mètres au-dessus de l'étiage. L'abbé Bonnet, curé de Vourey et témoin raconte « L'eau qui venait à gros bouillons par la porte de Très-Cloître et de Saint-Laurent, eut bientôt rempli toutes les boutiques presque jusqu'au premier étage ».
Un poète local, François Blanc surnommé Blanc-Lagoutte à cause de sa maladie, immortalise cette catastrophe dans un long poème appelé Grenoblo malhérou (Grenoble malheureux), illustré un siècle plus tard par Diodore Rahoult dans une édition préfacée par George Sand.
En 1740, une nouvelle crue majeure de l'Isère frappe la ville, ce qui déclenche dès l'année suivante les premières réflexions et projets afin de détourner l'Isère vers le sud de la ville par l'ingénieur Rolland. Ces projets repris par d'autres ingénieurs sont suivis par les différents intendants sur place comme Louis-Jean Bertier de Sauvigny, son successeur Pierre-Jean François-de-la-Porte, puis Christophe Pajot-de-Marcheval, et se poursuivent jusque dans les années 1780.
Au milieu du XVIIIe siècle sévit le contrebandier du Dauphiné, Louis Mandrin, dont le frère a été condamné à mort à Grenoble pour faux monnayage, et qui vola les riches en redistribuant ses larcins aux pauvres. Il dirigea jusqu’à 300 hommes pendant vingt-deux mois à travers la région, mais ses exploits avaient si fortement frappé les esprits que le peuple en fit aussitôt un personnage d'épopée. Incarnant la révolte contre un système fiscal particulièrement injuste qu'était l'administration des Fermes générales, il fut capturé près de Pont-de-Beauvoisin dans la nuit du 10 au 11 mai 1755, et roué vif à Valence le 26 mai 1755.

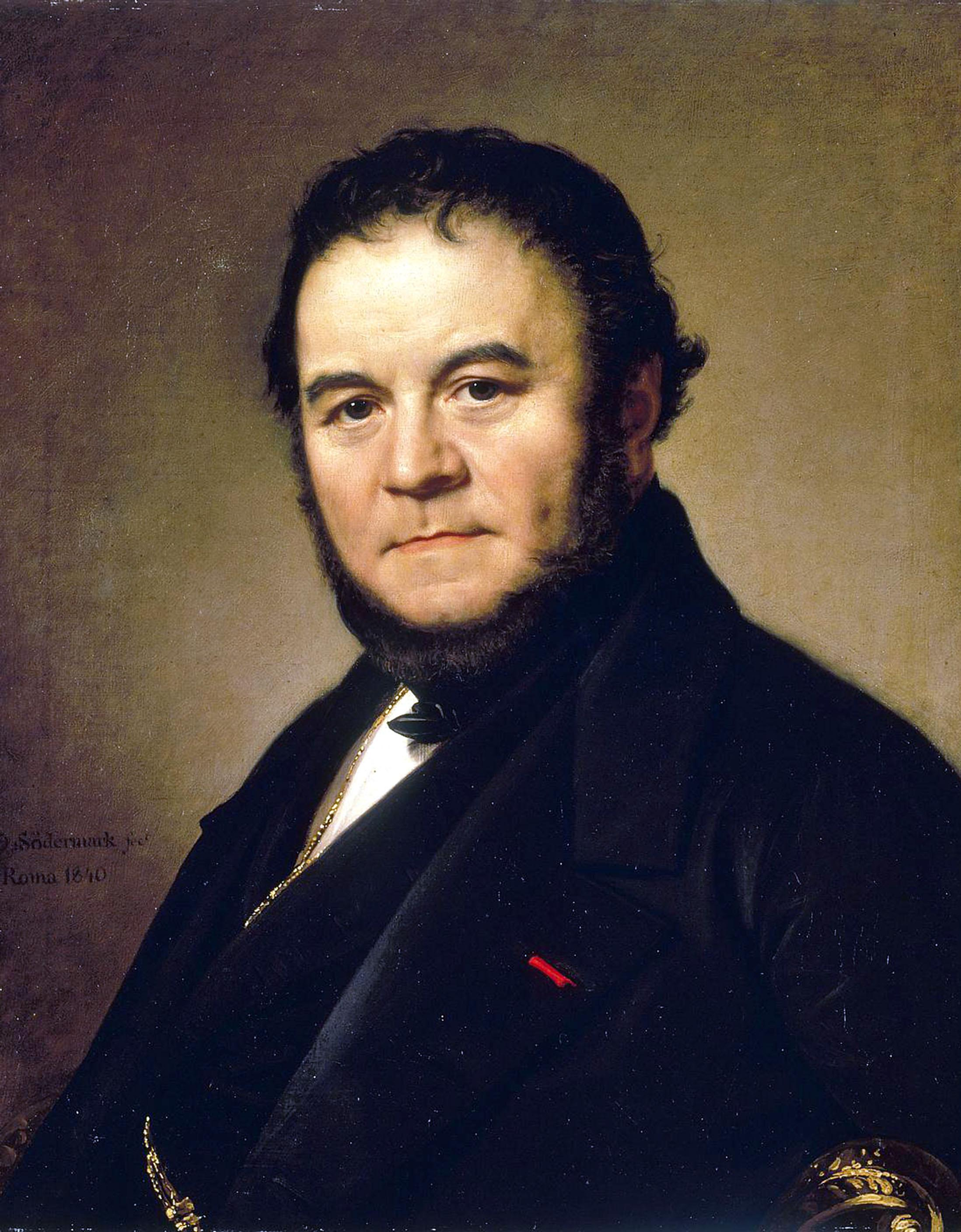
Stendhal.

En 1771, appliquant les plans de l'ingénieur Martin Bouchet, les travaux de création du confluent Drac-Isère reprennent avec les entrepreneurs Claude Turfa et le sieur Dupin. L'angle aigu du confluent est achevé onze ans plus tard, mais les travaux d'endiguement se poursuivent jusqu'au début du XIXe siècle sur la partie suivante de l'Isère.
Au cours du XVIIIe siècle, Grenoble abrite une dynastie d'ébénistes, la famille Hache, ainsi qu'un centre renommé de faïencerie situé à La Tronche. Alors que Jacques de Vaucanson, génial inventeur d'automates et précurseur de nouvelles techniques s'éteint le 21 novembre 1782 à Grenoble, Henry Beyle, plus connu sous le nom de Stendhal, naît quelques semaines plus tard rue des Vieux-Jésuites (aujourd'hui rue Jean-Jacques-Rousseau), où il habite jusqu'en 1799.
Durant l'année 1787, tandis que les esprits des consuls de la ville sont accaparés par la synthèse d'un projet, remontant à plusieurs décennies, de détournement de l'Isère vers le sud de la ville, ainsi que de l'achèvement des travaux de création d'un angle aigu pour le canal du Drac, un mouvement de révolte, amorcé depuis 1771 dans tous les Parlements de France, monte en puissance à Grenoble et fait de la ville l'origine d'une véritable révolution dans le royaume de France.

#### La journée des Tuiles (7 juin 1788)
En 1787, Calonne, contrôleur général des finances, fit adopter par le roi, une réforme portant sur la création d'assemblées provinciales et municipales qui établissaient enfin l'égalité de tous les citoyens devant les impôts. Le parlement du Dauphiné refusa cette assemblée provinciale dont il redoutait qu'elle lui enlevât une partie de ses attributions et refusa d'enregistrer l'édit royal en juillet 1787. Le 21 août, le parlement du Dauphiné réclama l'arrestation de Calonne, qui tombé en disgrâce ne tarde pas à s'exiler en Angleterre. Les parlements sont inquiets car les édits royaux portent atteinte au nombre de charges dans chaque parlement et des offices sont menacés de disparition. Or, à Grenoble, magistrats, avocats, greffiers, huissiers formaient avec leurs familles une communauté de près de 4 000 personnes, le cinquième de la population.

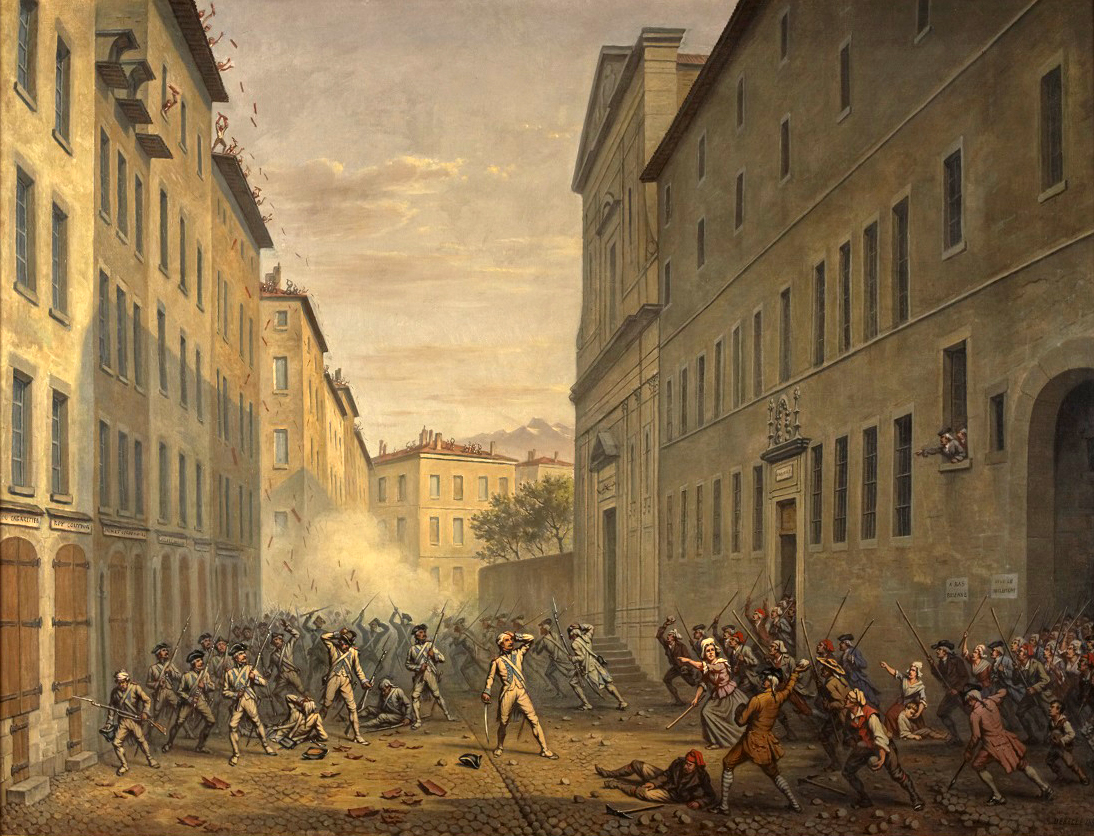
La Journée des Tuiles du 7 juin 1788 par Alexandre Debelle,
(musée de la Révolution française).

Ainsi, le 9 mai 1788 le parlement du Dauphiné déclara « traîtres à la patrie » les magistrats qui accepteraient de siéger dans les nouveaux tribunaux. Le lendemain; sur l'ordre du nouveau contrôleur général des finances Loménie de Brienne, le lieutenant général du Dauphiné, Jules de Clermont-Tonnerre, procéda à l'enregistrement forcé des édits royaux et les portes furent verrouillées. À leur retour de congés de Pentecôte, les magistrats trouvèrent les portes du palais du Parlement closes. Son premier président, Albert de Bérulle, organisa alors une assemblée le 20 mai en son hôtel de la Première présidence de la rue Neuve-des-Pénitents, dénonçant les auteurs des édits comme perturbateurs du repos public, fauteurs de despotisme, coupables de la subversion des lois et du renversement de la constitution de l'État. Devant cette résistance, le duc de Clermont-Tonnerre, sur ordre du roi, fait remettre le 7 juin à 7h00 une lettre de cachet à chaque membre du Parlement, leur ordonnant de faire leurs bagages et de se retirer sur leurs terres respectives. C'est le jour du marché sur la place Grenette, la population avertie de ces faits par les auxiliaires de justice, fait sonner le tocsin.

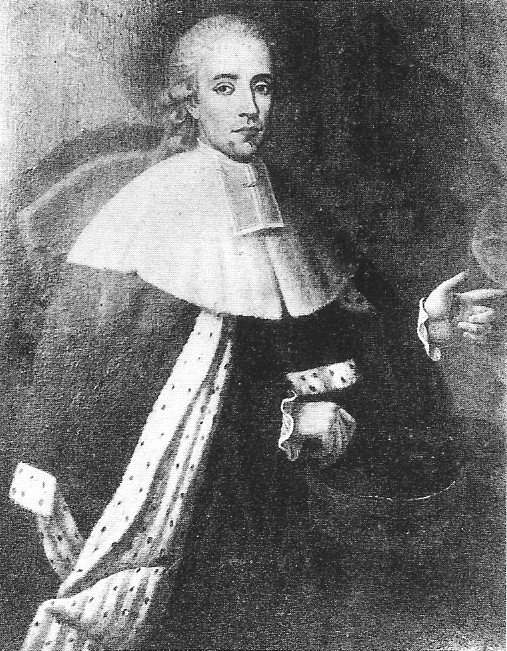
Albert de Bérulle.

Important signal d'alerte à l'époque, la cloche provoque l'arrivée d'une foule grossie par les paysans des environs qui ferment les portes de la ville, et se dirigent vers l'hôtel d'Albert de Bérulle afin de remonter à son domicile les malles et bagages déjà installés dans sa voiture. Le premier président du Parlement tente en vain d'apaiser la foule, mais déjà les plus excités partent chez les autres magistrats afin d'empêcher leur exil. D'autres Grenoblois pendant ce temps se précipitent vers l'hôtel du Lieutenant général. Le duc de Clermont-Tonnerre dispose d'un régiment d'élite, le Royal-La Marine, dont les soldats sont mis en alerte dès l'aube, mais ayant l'interdiction de faire usage de leurs armes. Pourtant malgré l'ordre, voyant les émeutiers donner l'assaut à l'hôtel, les officiers tentent de s'y opposer. Mais la foule montée sur les toits des immeubles de 4 étages se met à lancer une véritable pluie de tuiles. Certains soldats ouvrent le feu sur l'ordre d'un adjudant, d'autres se réfugient dans une maison et tirent par les fenêtres, mais la foule s'y précipite aussitôt et ravage tout à l'intérieur. À cinq heures du soir, le duc de Clermont-Tonnerre, sur qui aucune violence n'a été exercée, comprend que s'il ne retire pas ses troupes, il expose la ville à un désastre, et ordonne au Royal-Marine de regagner ses quartiers. Les révoltés exigent aussitôt la remise des clés du palais du parlement. À six heures, une foule évaluée à 10 000 personnes force les magistrats à regagner le palais du Parlement en criant « Vive le Parlement ». Arrivée sur la place Saint-André, la foule veut envahir le greffe pour brûler le registre sur lequel les édits ont été enregistrés de force. Mais Albert de Bérulle s'y oppose et après avoir remercié les Grenoblois de leur sympathie à l'égard du Parlement, les invite à rentrer chez eux.
Cette journée qui s'achève prendra le nom de journée des Tuiles et quand la nuit tombe, la population allume un feu de joie sur la place Saint-André, parlant de cinq tués et dix-neuf blessés chez les soldats et de trois morts et cinq blessés dans la population, mais les chiffres annoncés sont en réalité deux fois supérieurs au nombre exact des victimes. En tout, six foyers d'émeute sont recensés dans la ville, dont deux dans le nord de la ville au palais du Parlement du Dauphiné et dans la rue du Palais. Quatre autres foyers sont localisés plus au sud, l'un devant le couvent des Jacobins appelés aussi Dominicains (actuel magasin des Galeries Lafayette), un second à l'hôtel de la Première présidence (actuelle rue Voltaire), un troisième à l'hôtel du Lieutenant général et le dernier au collège des Jésuites (actuel Lycée Stendhal, rue Raoul-Blanchard) dont le site a été immortalisé par le peintre Alexandre Debelle.

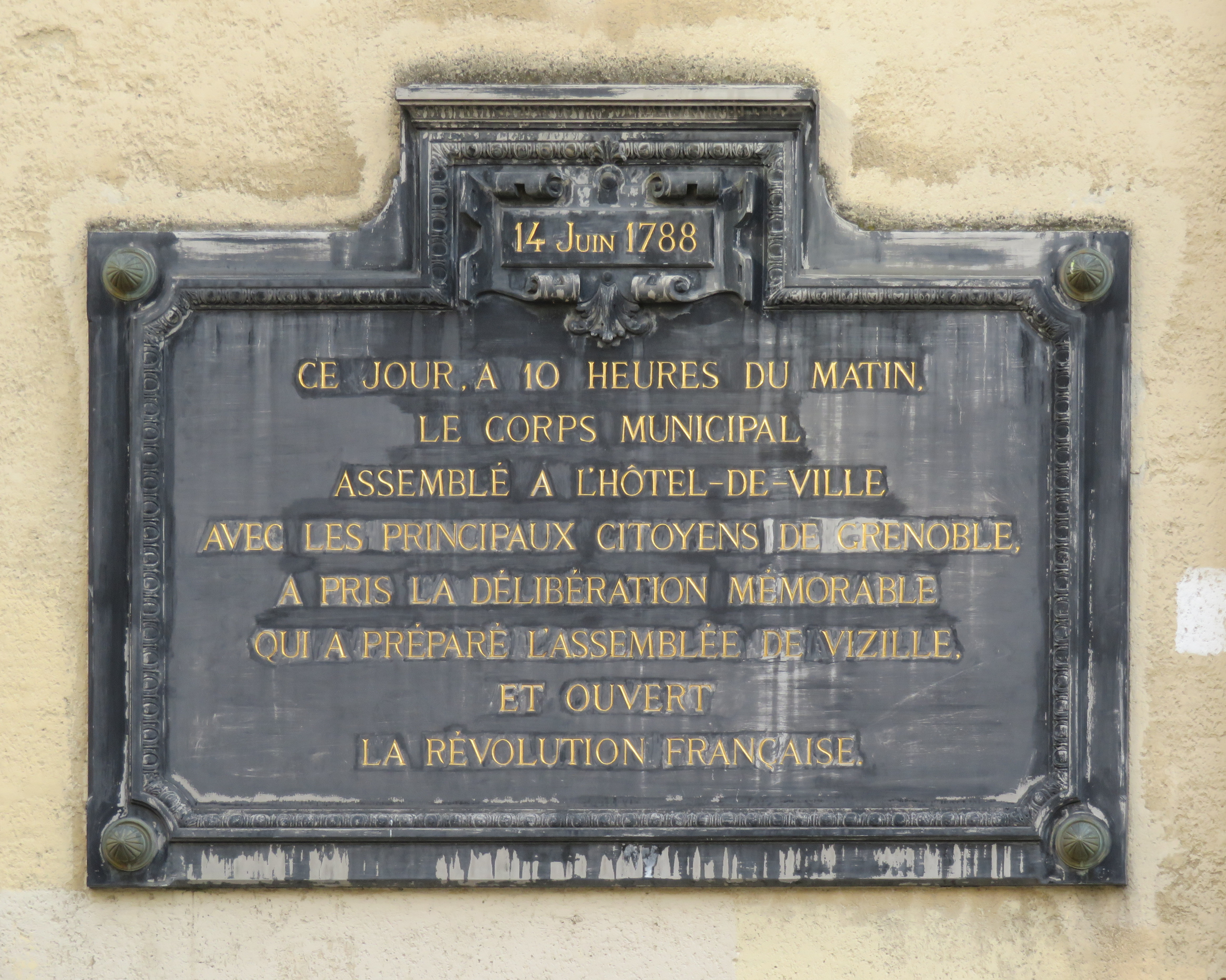
Plaque de la réunion du 14 juin 1788 sur la façade de l'hôtel de Lesdiguières (ancien hôtel de ville).

Le samedi 14 juin, les édiles se réunissent à l'hôtel consulaire, à la barbe du duc de Clermont-Tonnerre qui avait défendu cette réunion. Cent deux personnes des trois ordres sont réunies quand Pierre Dupré de Mayen, premier consul de la ville, déclare ouverte la séance. L'assemblée vote un texte destiné à Louis XVI afin qu'il leur accorde « la conservation des privilèges de la province, le rétablissement de l'ordre ancien et de pourvoir aux besoins des habitants que les circonstances ont réduits à l'indigence ». Le 2 juillet, une nouvelle réunion avec deux cent quatre personnes décide d'une nouvelle assemblée le 21 juillet au couvent des Minimes de la Plaine, hors des remparts de Grenoble. Sur ces faits, le duc de Clermont-Tonnerre est remplacé par le maréchal de Vaux qui comprend vite qu'il ne peut interdire la réunion, mais refuse qu'elle se tienne à Grenoble. L'industriel Claude Perier propose alors le château de Vizille. Le 21 juillet, une assemblée de 540 personnes réitère sa demande au roi Louis XVI depuis Vizille au cours de la réunion des États généraux du Dauphiné. Douze jours plus tard, le 2 août, le roi cède et convoque les états provinciaux du Dauphiné à Romans pour le 10 septembre, puis six jours plus tard les états généraux du royaume à Versailles pour le 1er mai 1789. Le 6 octobre 1788, l'évêque de Grenoble, Hippolyte Haye de Bonteville, se suicide d'un coup de fusil, ayant joué un double jeu en renseignant Loménie de Brienne sur les intentions des patriotes grenoblois. Son suicide est attribué à l'époque, au dégoût de la vie qu'avaient développé les excès de libertinage auxquels il se livrait. Le 12 octobre, le retour du premier président du Parlement du Dauphiné, Albert de Bérulle, tourne au triomphe depuis Vourey. Arrivé à la Porte de France, il est porté à bras d'homme jusqu'à son domicile.

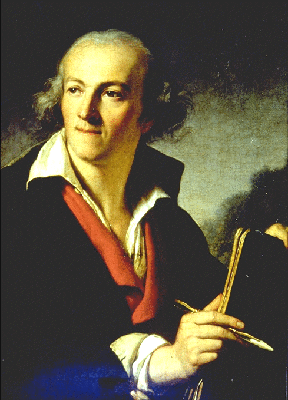
Louis-Joseph Jay.

Plusieurs événements fondateurs d'ordre culturel se déroulent vers la fin du XVIIIe siècle à Grenoble. Le premier est l'ouverture du théâtre municipal de Grenoble le 27 novembre 1768, puis la création de la première bibliothèque publique en 1772, grâce au rachat par souscription publique des 33 644 ouvrages de la bibliothèque laissée à sa mort par Jean de Caulet, évêque de Grenoble depuis 1726. Deux ans plus tard, le 10 juin 1774, une femme d'affaires, la veuve Giroud, imprimeur et libraire, fonde un hebdomadaire Les affiches, annonces et avis divers du Dauphiné, offrant une large place à la chronique locale mais sans véritable rôle politique. Puis, un jardin botanique est créé en 1782 près de la porte de Bonne par l'Intendant Pajot de Marcheval qui en donne la direction à Dominique Villars. Pourtant un nouvel intendant, Caze de la Bove, projette en 1786 de le transférer à La Tronche.

### Révolution française

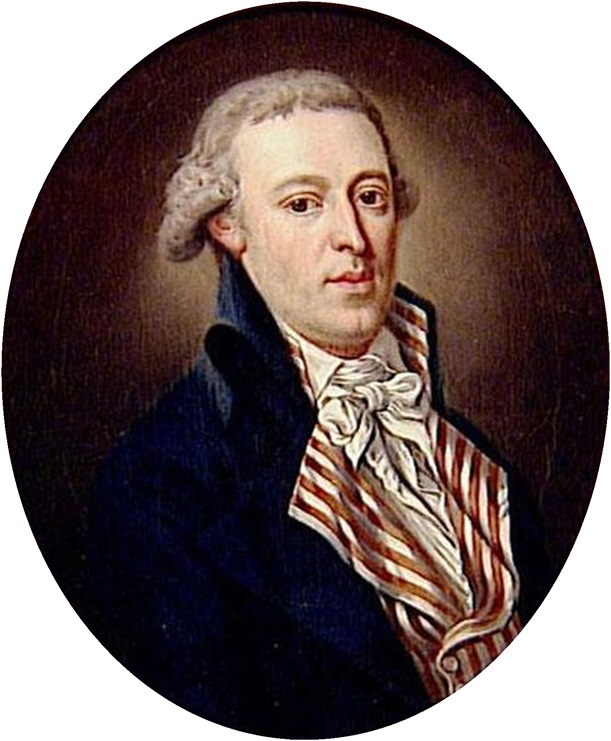
Antoine Barnave.

Le nouvel évêque, dernier de l'Ancien Régime, est Henri-Charles du Lau d'Allemans à partir du 30 mars 1789. Mais la Révolution supprime à la fin de l'année 1789, les vieilles provinces et divise le Dauphiné en trois départements. Le 18 février 1790, elle supprime les ordres religieux et ferme les couvents. Grenoble n'a pas été le seul foyer d'agitation mais ses élus ont été le plus loin dans les revendications politiques et ont donné au mouvement un retentissement national. D'ailleurs, Grenoble est représentée à Paris par les illustres Jean-Joseph Mounier et Antoine Barnave. Lorsque la délégation du Dauphiné entre dans la salle de l'hôtel des Menus-Plaisirs à Versailles le 5 mai 1789, tous les délégués se lèvent et applaudissent longuement cette poignée d'hommes qui arrivent de Grenoble, de Romans, de Valence ou de Gap. En hommage à son rôle, le vieux fort surplombant la ville est baptisé La Bastille.
Le dernier intendant à Grenoble est Gaspard-Louis Caze, baron de la Bove : arrivé de Bretagne en 1784, il ne participe que très peu aux troubles pré-révolutionnaires, le ministère pense qu'il cherche plus à être populaire qu'à servir le roi. Mais blessé par l'hostilité de la population il ne songe qu'à s'effacer, et finit par repartir à Paris.
Grâce à l'action de Joseph Chanrion, envoyé à Paris par les habitants afin de s'opposer à l'envoi d'une commission révolutionnaire dans la ville, par le Comité de salut public, la Terreur ne sévit pas particulièrement à Grenoble car il n’y a que deux exécutions, celles des abbés Revenaz et Guillabert sur la place Grenette.

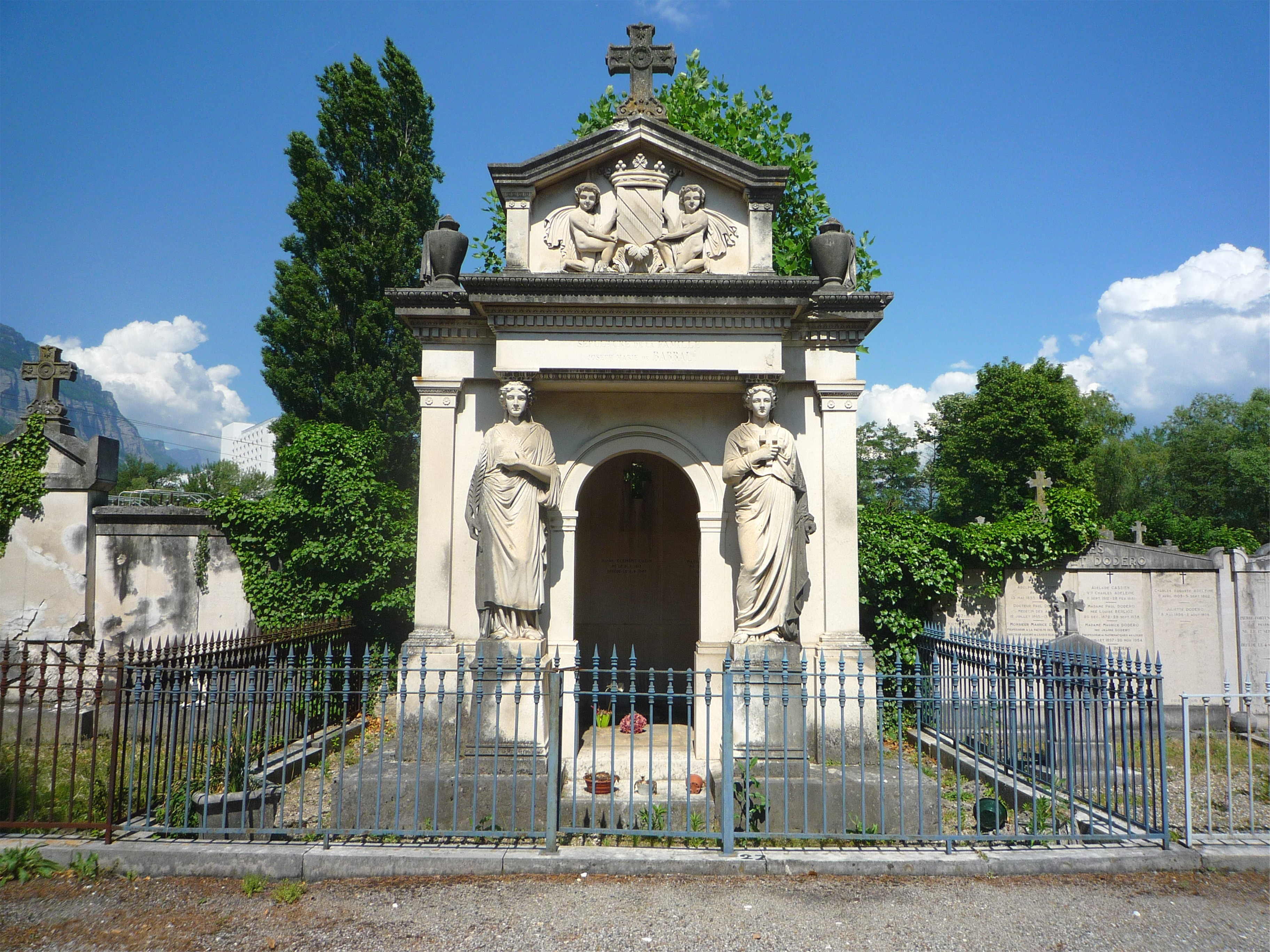
Tombe de Joseph-Marie de Barral.

Le clergé ayant été chassé des églises et des évêques constitutionnels mis en place, la cathédrale Notre-Dame devient le temple de l’Être suprême, l’église Saint-André devient le siège des sociétés populaires, affiliées au club des Jacobins. De la création des communes en 1790 jusqu'à la fin du siècle, la nouvelle fonction de maire à Grenoble remplace celle de consul, et connaît une succession de personnages dont il ressort trois noms. Le premier maire est Laurent de Franquières, assurant brièvement la fonction du 3 au 10 février 1790. Se sachant gravement malade, il démissionne et meurt le 30 mars à l'âge de 46 ans. Antoine Barnave assure la fonction pour une courte période de trois mois en 1790 et Joseph Marie de Barral, ancien Premier président du parlement du Dauphiné, occupe la fonction à trois reprises.
En avril 1793. deux représentants du peuple, André Amar et Jean-François-Marie Merlino, se rendent à Grenoble. Ils y publient une liste de 166 Grenoblois notoirement suspects, dont fait partie le père de Stendhal, et de 350 simplement suspects. Les notoirement suspects sont arrêtés, tandis que les simplement suspects sont mis sous surveillance. La Terreur fait deux morts à Grenoble, tous les deux prêtres.
Alors que de nombreuses villes sont rebaptisées à cette époque, Grenoble ne l'est pas. C'est Louis XVIII, irrité par l'esprit frondeur de la cité, qui en 1816 la surnomme Grelibre. Par contre, de nombreuses rues dont la dénomination fait référence à la religion changent de nom durant la période révolutionnaire. Ainsi en 1794, la place Saint-André devient place de la Constitution, la rue Très-Cloître devient rue des Bonnets-Rouges, ou encore la rue Saint-Laurent se transforme en rue de la Montagne.
Sous la Révolution, le maire Joseph Marie de Barral rachète les terrains à La Tronche et transfère le jardin botanique en 1793 dans le faubourg Saint-Joseph à l'intérieur de l'enclos du dépôt de mendicité. Finalement, ce jardin est définitivement installé sur son site actuel dit de Bois Rolland en 1844 et accueille le muséum d'histoire naturelle. Enfin, Louis-Joseph Jay, un professeur de dessin, qui grâce à sa passion de l'art et à son enthousiasme crée le musée de Grenoble le 16 février 1798, trois ans avant l'arrêté du 1er septembre 1801 qui institue la création des dépôts d'objets d'art dans quinze villes de France.
En juillet 1799, le pape Pie VI, prisonnier d’État, passa par Grenoble où il resta trois jours. Il mourut peu après à Valence.

### Le Consulat et le Premier Empire

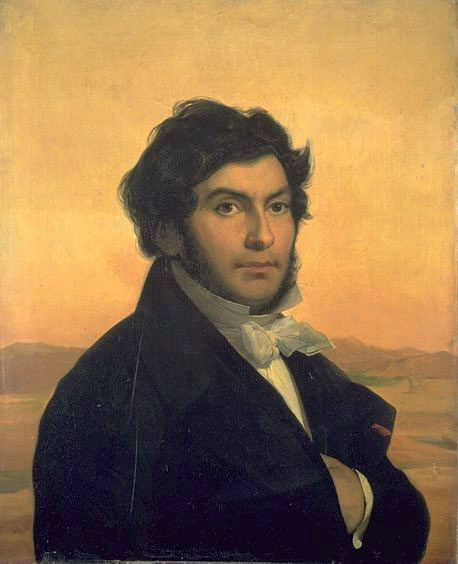
Jean-François Champollion.

Le début du XIXe siècle est marqué par la prise de fonction du premier préfet de l'Isère, Gabriel Ricard, ainsi que par la mise en service le 17 février 1800 du premier cimetière municipal à la suite d'une loi révolutionnaire. Décidé probablement sans réflexion approfondie, il est situé sur les bords du Drac et rencontre de vives critiques de la part de la population. Implanté dans un endroit rempli de cailloux peu propice à l'inhumation des corps, et situé trop loin des remparts de la ville fortifiée, la municipalité de Charles Renauldon décide de sa fermeture et se tourne vers la zone encore non urbanisée de l'Île-Verte pour inaugurer le 19 août 1810 le cimetière Saint-Roch. Ce cimetière est agrandi à sept reprises au cours des 116 années suivantes.

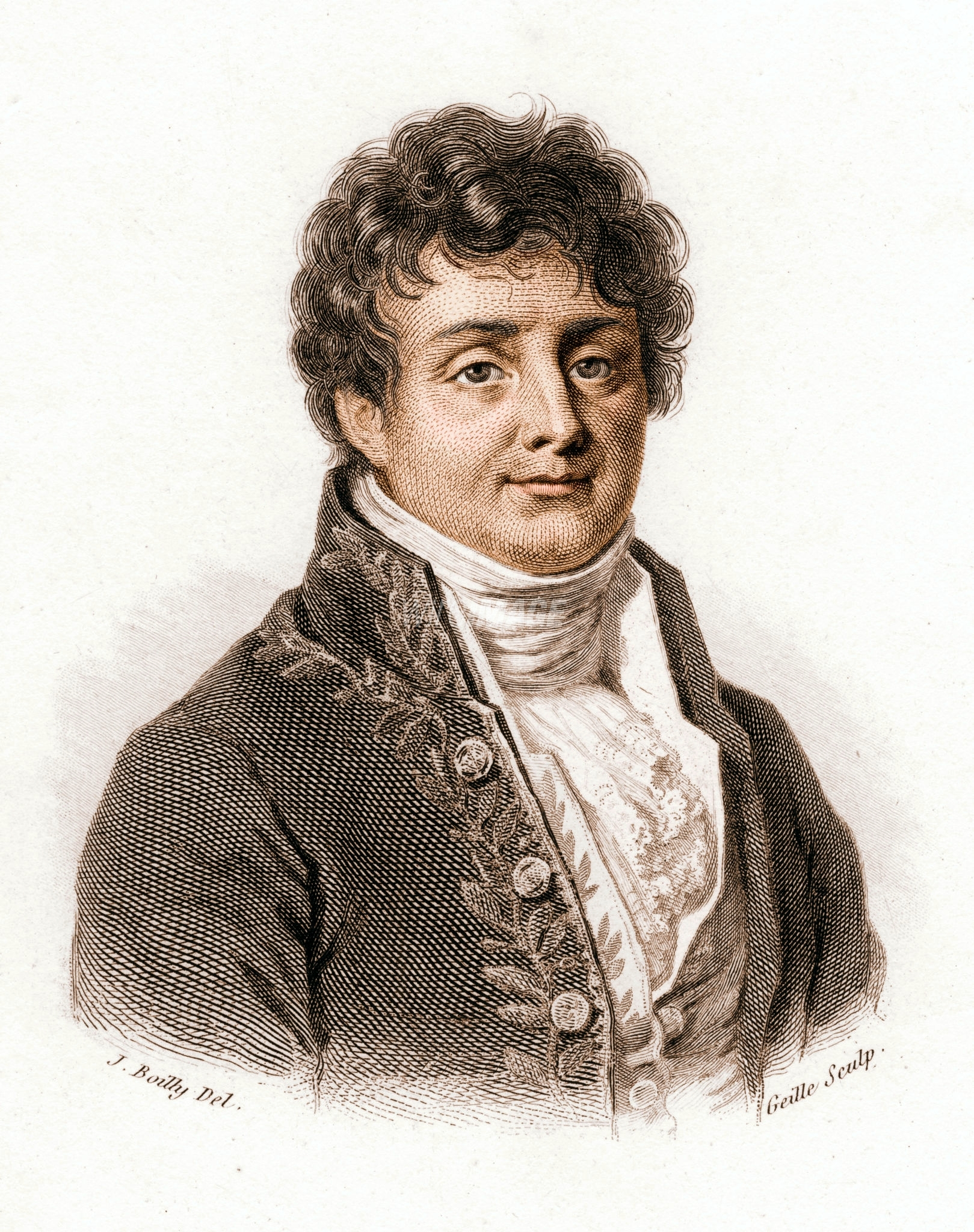
Préfet Joseph Fourier.

Le 1er novembre 1805, sur la voie qui le mène d'Ulm à Austerlitz, Napoléon Ier signe à son quartier général de Braunau-su-Inn, le décret qui organise l'École de droit de Grenoble, marquant ainsi le retour de l’enseignement supérieur à Grenoble. Les élites de Grenoble s’étaient mobilisées pour obtenir que l’une d’elles soit installée à Grenoble, et Jean-Paul Didier a tenu un rôle essentiel dans les intrigues qui leur permettent de réussir. Il fait jouer ses relations parisiennes, notamment Cambacérès, Montalivet, Portalis et Fouché. Il met en place une pédagogie reposant sur la pratique et la compréhension de l’esprit des lois, plutôt que de la lettre. Quatre ans auparavant, le 27 mars 1801, un jeune garçon de dix ans arrive à Grenoble pour y faire ses études. C'est à l'École centrale transformée en lycée impérial en 1803 que Jean-François Champollion poursuit sa scolarité jusqu'en 1807 ; il effectue ensuite deux séjours dans la ville. Le premier de 1809 à 1816 en tant que professeur adjoint d'histoire à la faculté des Lettres et un second de 1817 à 1821 comme bibliothécaire, au cours duquel il communique le 24 juillet 1818 son mémoire sur Quelques hiéroglyphes de la pierre de Rosette. Champollion rencontre à Grenoble un autre savant le mathématicien Joseph Fourier, nommé préfet de l'Isère en février 1802 par Napoléon Ier. Fourier reste préfet pendant 13 ans, créant l'université scientifique de la ville en 1811, et permettant la construction de la route entre Grenoble et Briançon par le franchissement du col du Lautaret.

#### La première société de prévoyance
La première société de secours mutuels de France fut créée le 1er mai 1803 entre les ouvriers gantiers grenoblois. Elle fut suivie par d'autres organisations semblables comme celle des cordonniers le 25 juin 1804, des peigneurs de chanvre en juillet 1804, des mégissiers, chamoisiers, tanneurs et corroyeurs le 24 juin 1807, des tisserands, drapiers et tapissiers en juillet 1808. Il faut encore attendre un siècle pour voir apparaître celle des maçons, tailleurs de pierre et charpentiers le 1er juillet 1906.

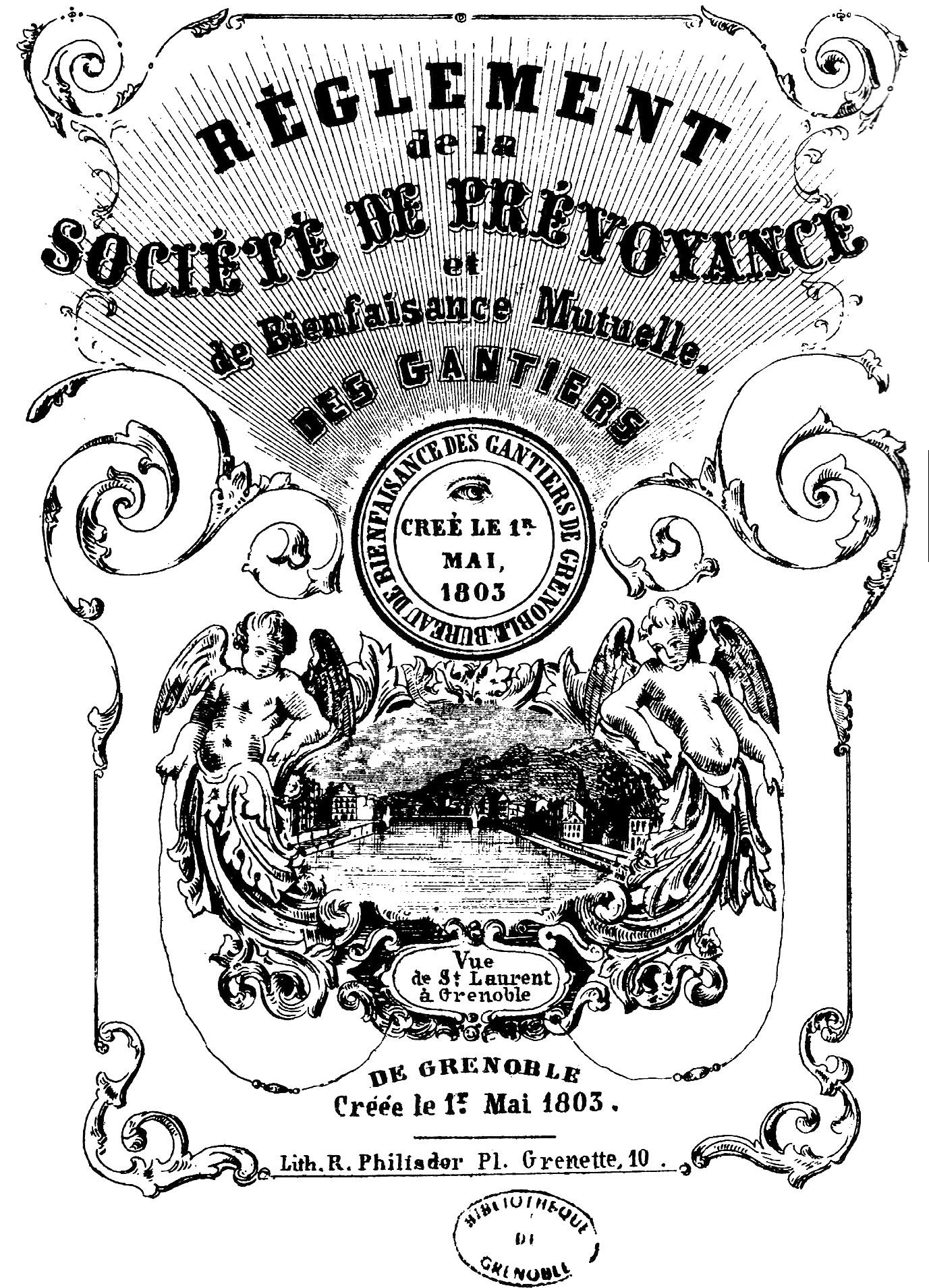
Première société de prévoyance.

C'est également à Grenoble que virent le jour les trois premières sociétés mutualistes féminines en 1822. Toutes ces associations mutualistes se regroupent dans une maison de la mutualité située 3, rue Hébert et ont les mêmes objectifs. Elles visent, en échange d'un droit d'affiliation et d'une cotisation mensuelle, à protéger l'ouvrier et sa famille, en cas de maladie, par le versement d'une allocation. Certaines versent également des indemnités de chômage, voire des pensions aux vieillards. Ce système de prévoyance ne concerne cependant qu'une partie de la classe ouvrière, les plus pauvres en étant exclus.
Dans le cadre du concordat de 1801 organisant les rapports entre les différentes religions et l’État après la période révolutionnaire, l'évêque Claude Simon qui reprend possession de son évêché, inaugure le 3 novembre 1806, un grand séminaire dans le couvent des Minimes, puis en 1815 un petit séminaire dans la plaine déserte du Drac, au lieu-dit le Rondeau. Les bâtiments de ce petit séminaire sont actuellement des locaux du lycée Vaucanson. La qualité d'enseignement de cet établissement en fait par la suite le collège de la bourgeoisie grenobloise.

#### De l'Empire à la Restauration
L’approbation du Sénatus-consulte pour le passage du Consulat à l’Empire est massive dans la région. Seulement 12 non sont relevés dans l’arrondissement de Grenoble. Charles Renauldon, maire de la ville, assiste au couronnement de l’Empereur en tant que maire de l’une des « trente-six bonnes villes de France ». Il assiste encore en 1810 au mariage de Napoléon avec Marie-Louise d’Autriche.
En 1808, un décret impérial restaure l'université de Grenoble, pratiquement disparue depuis le rattachement du Dauphiné au royaume de France en 1349. La faculté des lettres s'installe à l'hôtel de Marcieu, tandis que la faculté de droit est hébergée par le palais de justice. C'est trois ans plus tard, en 1811, que la faculté des sciences ouvre ses portes. À la même époque, en 1809, Grenoble reçut une nouvelle fois la visite d’un pape, juste dix ans après celle de Pie VI en juillet 1799. Pie VII, prisonnier de Napoléon, séjourna du 21 juillet au 2 août dans l'hôtel de Lesdiguières dans les appartements du préfet Joseph Fourier alors absent de Grenoble à cette période. Finalement, l'Empereur exile Pie VII à Savone où il reste en résidence surveillée jusqu'en 1812.

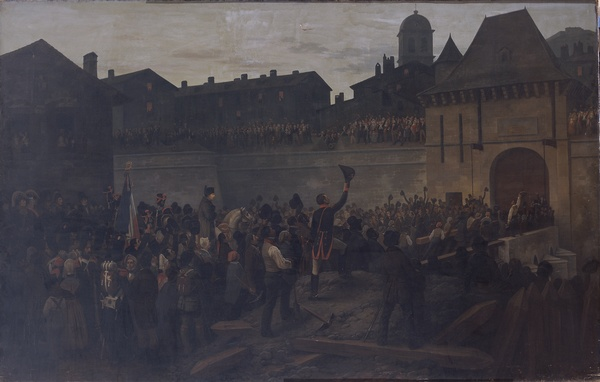
Napoléon arrivant devant la porte de Bonne le soir du 7 mars 1815.

En 1813, la ville se trouva sous la menace des Autrichiens qui avaient auparavant envahi la Suisse et la Savoie. Après une résistance à Fort Barraux, les troupes impériales se replièrent sur Grenoble. La ville, bien défendue sous l’impulsion du général Jean Gabriel Marchand, parvint à repousser les Autrichiens. Cependant, l’invasion du pays par le Nord entraîne une nouvelle invasion et un combat désespéré à Voreppe le 11 avril. Une capitulation de Grenoble devant les forces autrichiennes est signée et 3 000 Autrichiens occupent la ville du 19 avril au 28 mai 1814 pour la première invasion de l'histoire de la ville.

#### Les Cent-Jours
L'année suivante, Napoléon, las de son exil à l'île d'Elbe décide de rentrer à Paris. De Golfe-Juan, il passe par la route des Alpes, il arrive à Gap le 5 mars, à Laffrey où de nouvelles troupes le rejoignent. Le 7 mars 1815, Grenoble accueillit triomphalement Napoléon de son retour d'exil à la porte de Bonne des remparts vers 19 heures 30, et fermée à clé par le général Marchand. Commencent alors de longues palabres avec le colonel Rousille responsable des soldats chargés de tenir la porte, mais c'est finalement les habitants qui brisent les vantaux à 23 heures. Après une nuit passée à l'hôtel des trois Dauphins, Napoléon Ier reçoit les magistrats de la ville, les membres de l'académie Delphinale, les avocats, le clergé, et enfin les officiers.

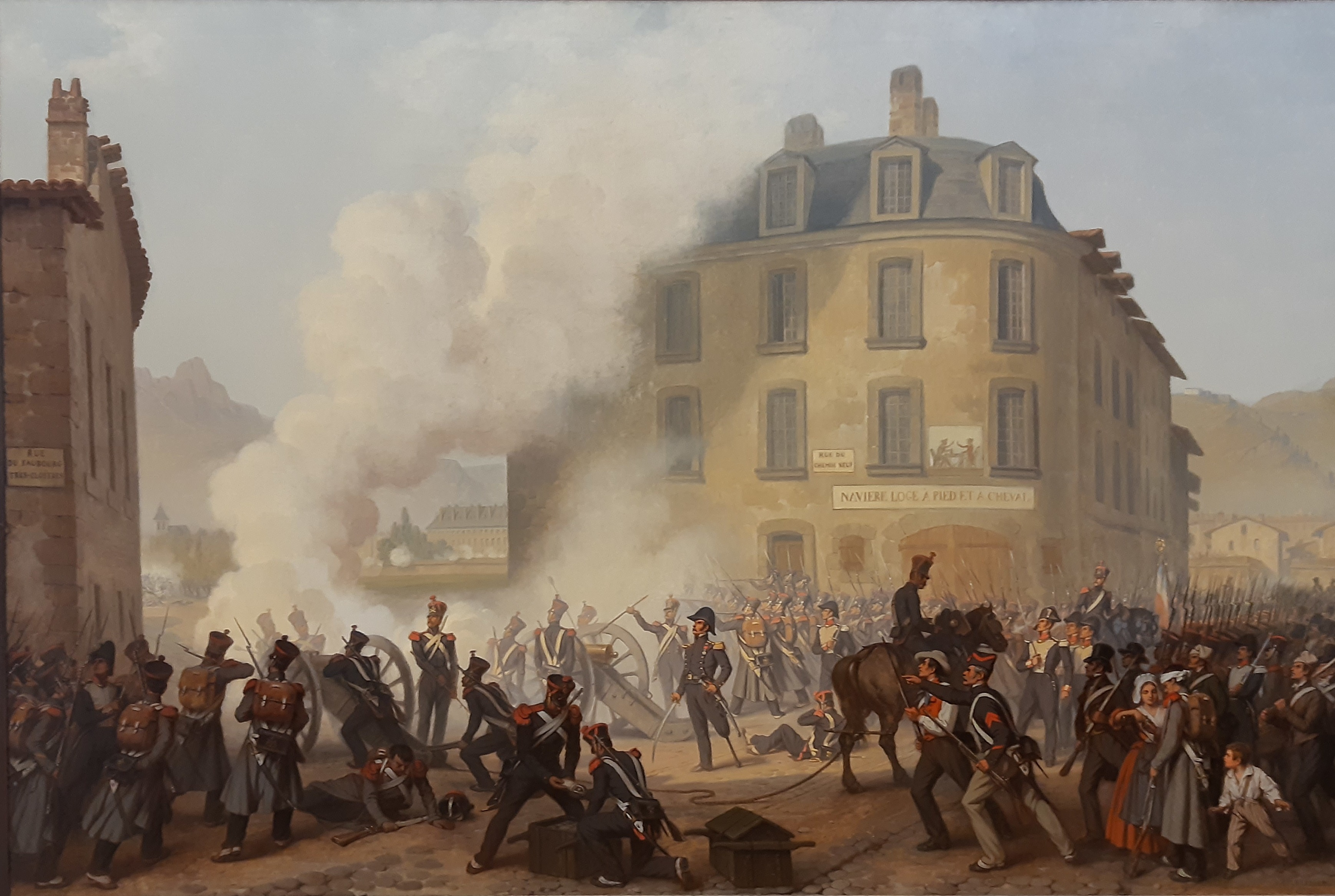
Le combat de défense de Grenoble en juillet 1815 par Alexandre Debelle ; le père du peintre, reconnaissable à sa jambe de bois, est représenté au centre du tableau, dirigeant la résistance.

Après un inventaire de ses forces, il trouve dans les arsenaux et casernes de la ville, 200 canons, 60 000 fusils, et une importante quantité de munitions et d'explosifs, de quoi équiper une armée. Il prend une série de décrets locaux comme la suspension du préfet, maintien à leur poste des fonctionnaires, rétablissement de la justice rendue en son nom, création de la garde nationale. Il quitte la ville dans l'après-midi du 9 mars en proclamant « Dauphinois, j'ai senti le besoin de vous exprimer toute l'estime que m'ont inspirée vos sentiments élevés. Mon cœur est tout plein des émotions que vous y avez fait naître. J'en conserverai toujours le souvenir. ». Le 20 mars, il est à Paris. Napoléon dira plus tard : « De Cannes à Grenoble j’étais encore un aventurier ; dans cette dernière ville, je redevins un souverain ». Le tracé de sa remontée vers la capitale au départ de Golfe-Juan est aujourd'hui appelé route Napoléon. Elle passe et se termine à Grenoble sur l'actuelle avenue Jean-Perrot. L’occupation d’une place militaire importante comme Grenoble avec cinq régiments rendit tout son prestige à l’Empereur.
Cependant, la défaite de Waterloo en juin provoque une nouvelle invasion dans la région. Une armée austro-sarde commandée par le général Sallier de La Tour arrive sans résistance jusqu’à Grenoble en juillet 1815, où la population se défend par elle-même jusqu'au 6 juillet, lançant les derniers coups de canons contre l'ennemi presque trois semaines après Waterloo. Mais avec des fortifications vieillissantes et à la suite de l’abdication de l’Empereur le 22 juin, le capitaine Joseph Guillaume Debelle, à la tête de la garde nationale, obtient une capitulation honorable après quelques échanges de tirs. Son fils Alexandre Debelle représenta cet épisode où figure son père ainsi que l’entrée de Napoléon à Grenoble. Un an après la première occupation d'une armée étrangère, l'armée austro-sarde occupe la ville pendant cinq mois. Après la déroute napoléonienne en Europe, le traité de Fontainebleau en 1814 puis celui de Paris l'année suivante, remettent Grenoble sur la frontière face au royaume de Piémont-Sardaigne.

### XIXesiècle

#### Seconde Restauration
Au début de la Seconde Restauration, Jean-Paul Didier, ancien doyen de l'école de droit, organise un complot contre les Bourbons. À la tête d'un groupe de 400 paysans et anciens soldats, il tente en vain de s'emparer de Grenoble le 4 mai 1816. Arrêté, il est condamné à mort par la cour prévôtale et exécuté sur la place Grenette, une vingtaine de ses complices sont exécutés sur l'esplanade de la porte de France.

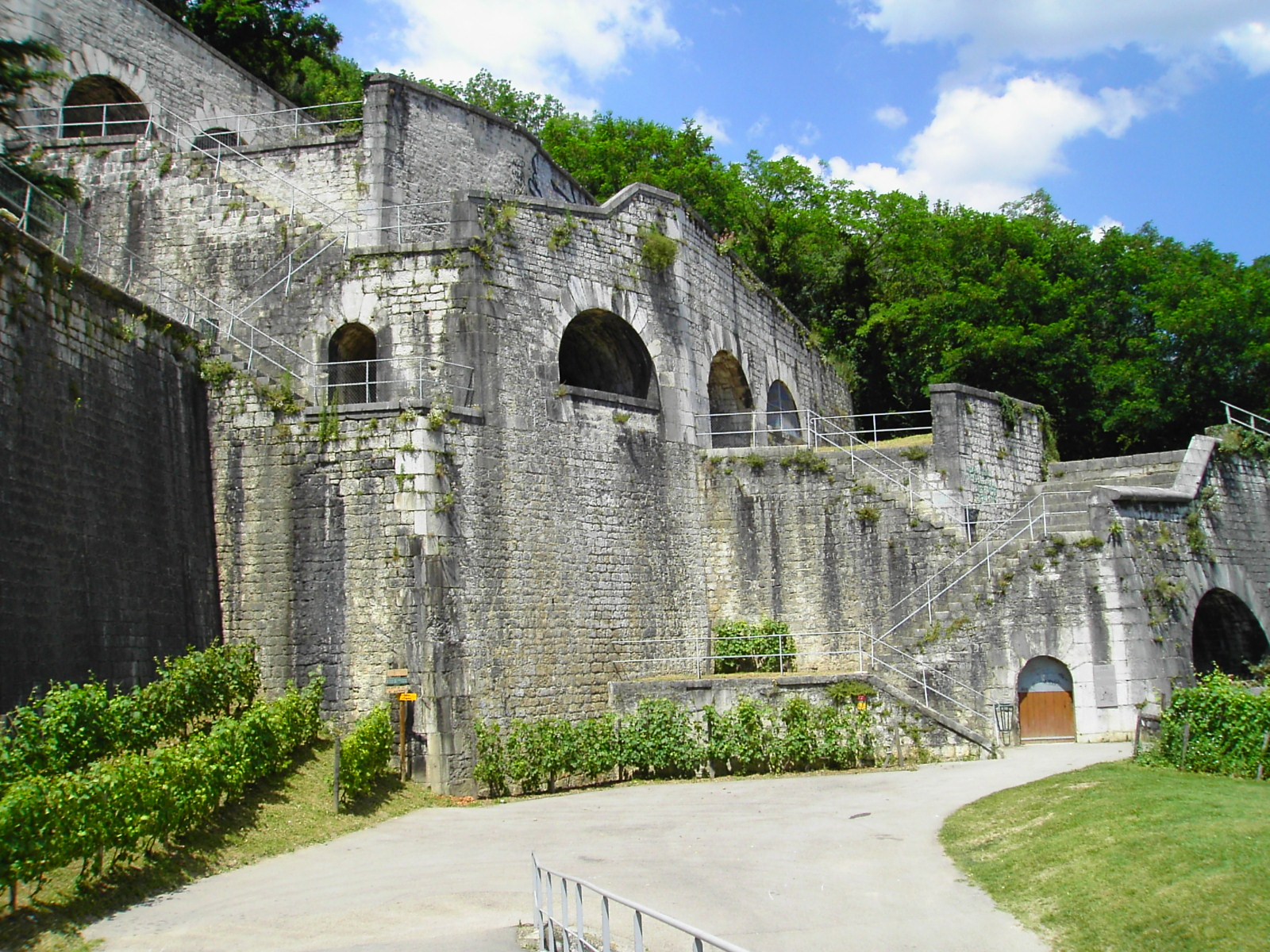
Fortifications de la Bastille.

À la demande de Louis XVIII qui souhaite renforcer sa présence militaire aux frontières, le site de la colline de la Bastille est transformé entre 1824 et 1847 par le général Haxo et prend son aspect de fortification en cascades que l'on connaît de nos jours, effaçant ainsi toute trace des fortifications de Lesdiguières édifiées deux siècles auparavant. Seules deux échauguettes furent conservées sur la colline et une pour la ville, toutes trois encore visibles. À son sommet sont édifiés le fort de la Bastille de 1825 à 1830 puis la caserne de 1827 à 1838. Simultanément, l'enceinte de la ville datant pour la plus grande partie de l'époque de Lesdiguières et d'une moindre partie de l'agrandissement Créqui achevé en 1675, est reprise et agrandie vers le sud de 1832 à 1836, créant ainsi de nouvelles portes d'accès comme la porte des Alpes ou celle des Adieux. De même, à partir de 1840, la citadelle du Rabot est mise en chantier à mi-hauteur de la colline afin d'abriter troupes et munitions loin d'un front probable situé vers la porte Saint-Laurent.
En 1832, un emploi du temps non préparé pour la journée du 29 février au petit séminaire du Rondeau près du Drac donne aux élèves de cette institution l'occasion d'organiser une journée de compétitions athlétiques comme cela se faisait dans la Grèce antique.
La compétition qui prend le nom de jeux olympiques du Rondeau se renouvelle tous les quatre ans jusqu'en 1954. Lors de l'édition 1856, un jeune garçon, Henri Didon se fait remarquer par ses trois victoires,. Devenu ami du baron Pierre de Coubertin, le père Henri Didon inspire en 1894 la devise olympique « Citius, Altius, Fortius » au Comité international olympique pour les Jeux olympiques d'été de 1896, première édition des jeux olympiques de l'ère moderne devant se dérouler deux ans plus tard à Athènes.

#### Les grands chantiers

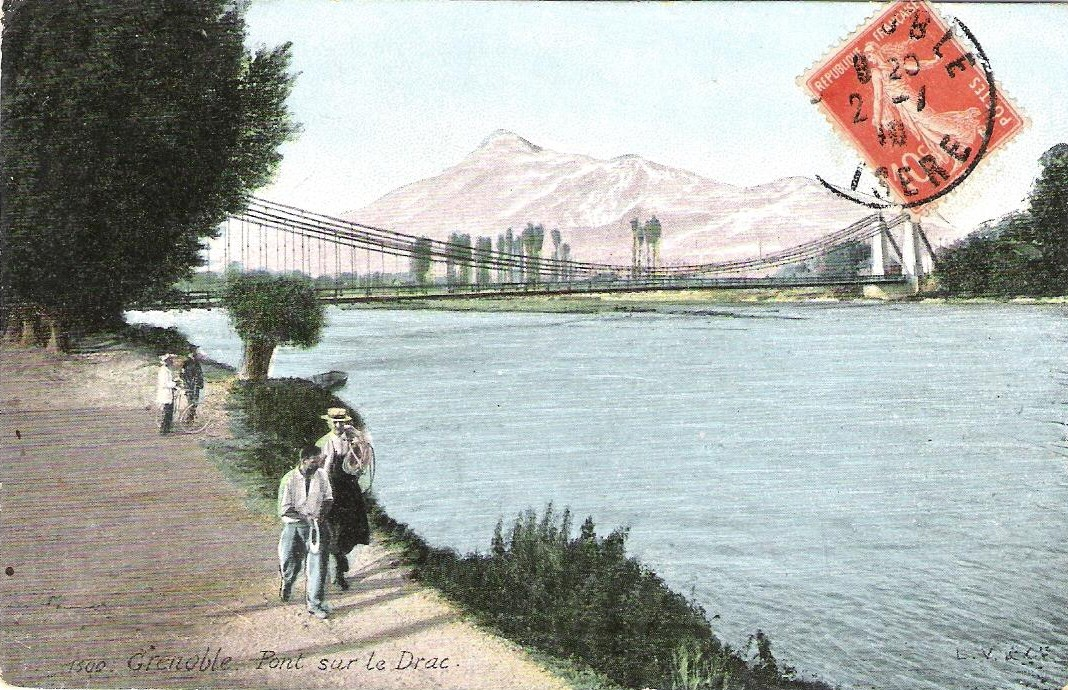
Pont en chaîne de fer sur le Drac (1828).

Afin de franchir le Drac, un pont en chaînes de fer d'une portée record de 133 mètres est mis en service le 7 février 1828 sous la direction d'un ingénieur des ponts et chaussées, Louis Crozet. Grand ami de Stendhal, il devient plus tard maire de la ville. En 1831, un projet est conçu sous l'administration de Vincent Rivier afin de transformer le chemin tortueux reliant le cours Saint-André au pont en chaînes de fer sur le Drac, en une voie rectiligne. Les travaux ne commencent qu'en 1840 grâce à une souscription publique et forment un cours bordé de peupliers. En 1854, le conseil municipal présidé par le maire Louis Crozet attribue à cette voie le nom du maire Honoré-Hugues Berriat qui vient de décéder. Quelques années plus tard, le conseil municipal d'Ernest Calvat décide dans sa séance du 12 décembre 1873 de l'arrachage des peupliers bordant les deux côtés du cours, car devenus « incommodes pour la circulation ». Ces travaux de coupe s'achèvent sous la municipalité d'un nouveau maire, Félix Giraud, car deux mois plus tard, le conseil municipal de Grenoble est dissous par un décret présidentiel du 17 février 1874.
Le milieu du siècle est marqué par la fin de la fermeture des portes d'enceinte de la ville le soir à dix heures, mais la cloche de l'église Saint-André signalant aux habitants cette fermeture sonne encore jusqu'en 1877. La période est difficile sur un plan économique, voire insurrectionnelle, mais Grenoble ne connaît que peu de contrecoup des événements parisiens de juin 1848 liés à la suppression des ateliers nationaux.

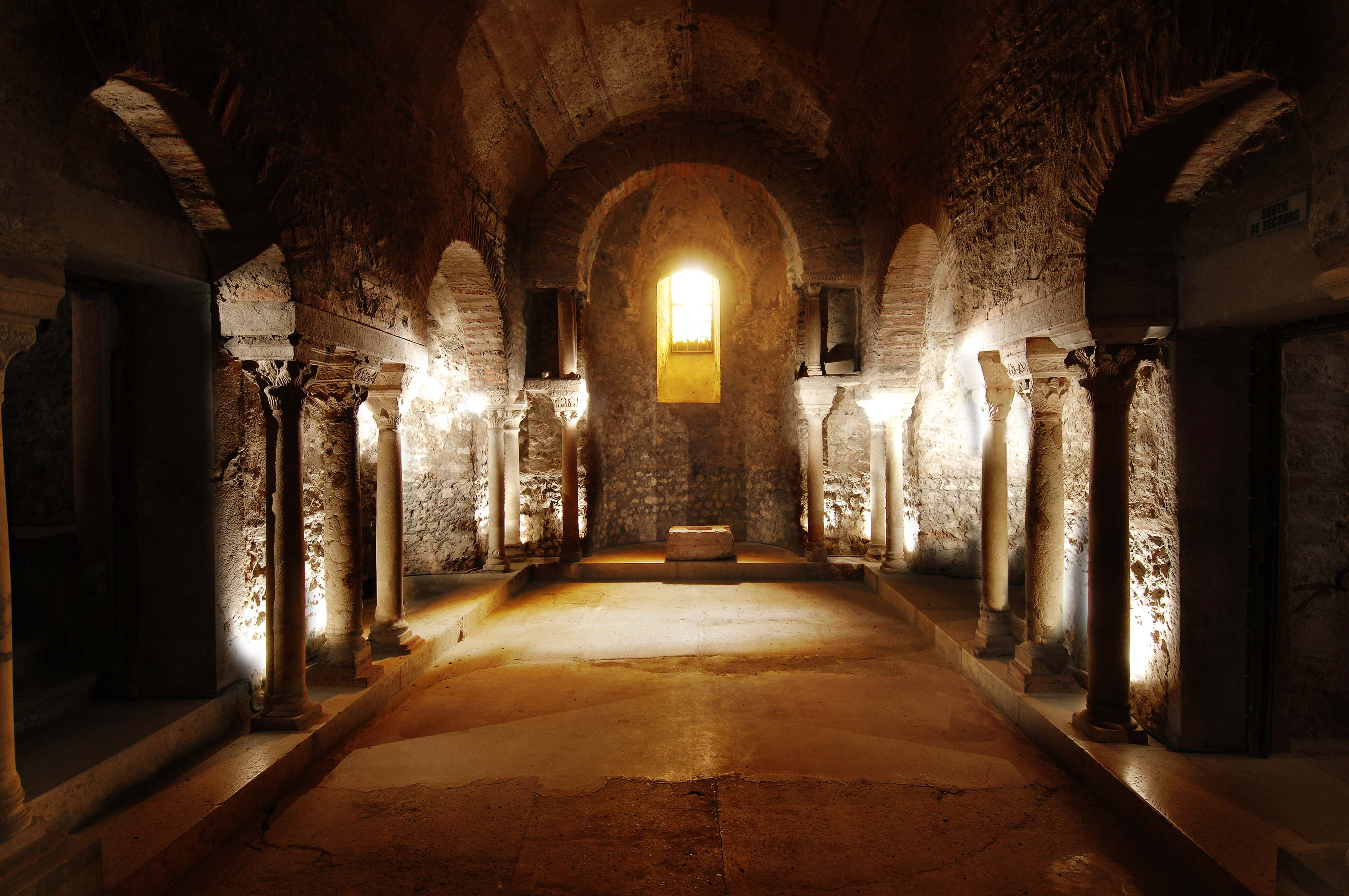
Crypte Saint-Oyand.

Quelques mois avant la promulgation de la Deuxième République en février 1848, Grenoble obtient ses ateliers municipaux, financés en partie par l'État. Ces ateliers, destinés à des travaux de grande utilité pour les ouvriers sans travail, servent pendant une dizaine d'années à divers chantiers comme la construction du grand égout traversant la ville, le nivellement du Polygone, le terrassement à la porte de France, la plantation d'arbres à l'Esplanade, le déblaiement de la crypte Saint-Oyand, l'établissement de la place d'Armes (future place de la Constitution), l'élévation des digues du Drac. Quatre maires se succèdent durant l'année 1848 dont l'un, Ferdinand Reymond est nommé préfet de l'Isère. Son successeur à la mairie, Adolphe Anthoard, est invité par un décret du 6 novembre à annoncer la promulgation de la Constitution de 1848 aux Grenoblois. Ainsi, le 19 novembre, après un défilé des autorités militaires et civiles dans les rues, c'est au cours d'une cérémonie solennelle sur la place d'Armes que le maire lit la constitution devant les Grenoblois. Cette lecture accomplie, des vivats retentissent et le cortège de la foule se rend à la cathédrale Notre-Dame. Là, un Te Deum est chanté et l'évêque Philibert de Bruillard donne la bénédiction accompagné par une nouvelle salve d'artillerie et le son des cloches de toutes les paroisses. La cérémonie s'achève à la tombée du jour par vingt et un coups de canon et l'illumination des édifices publics et de nombreuses maisons.

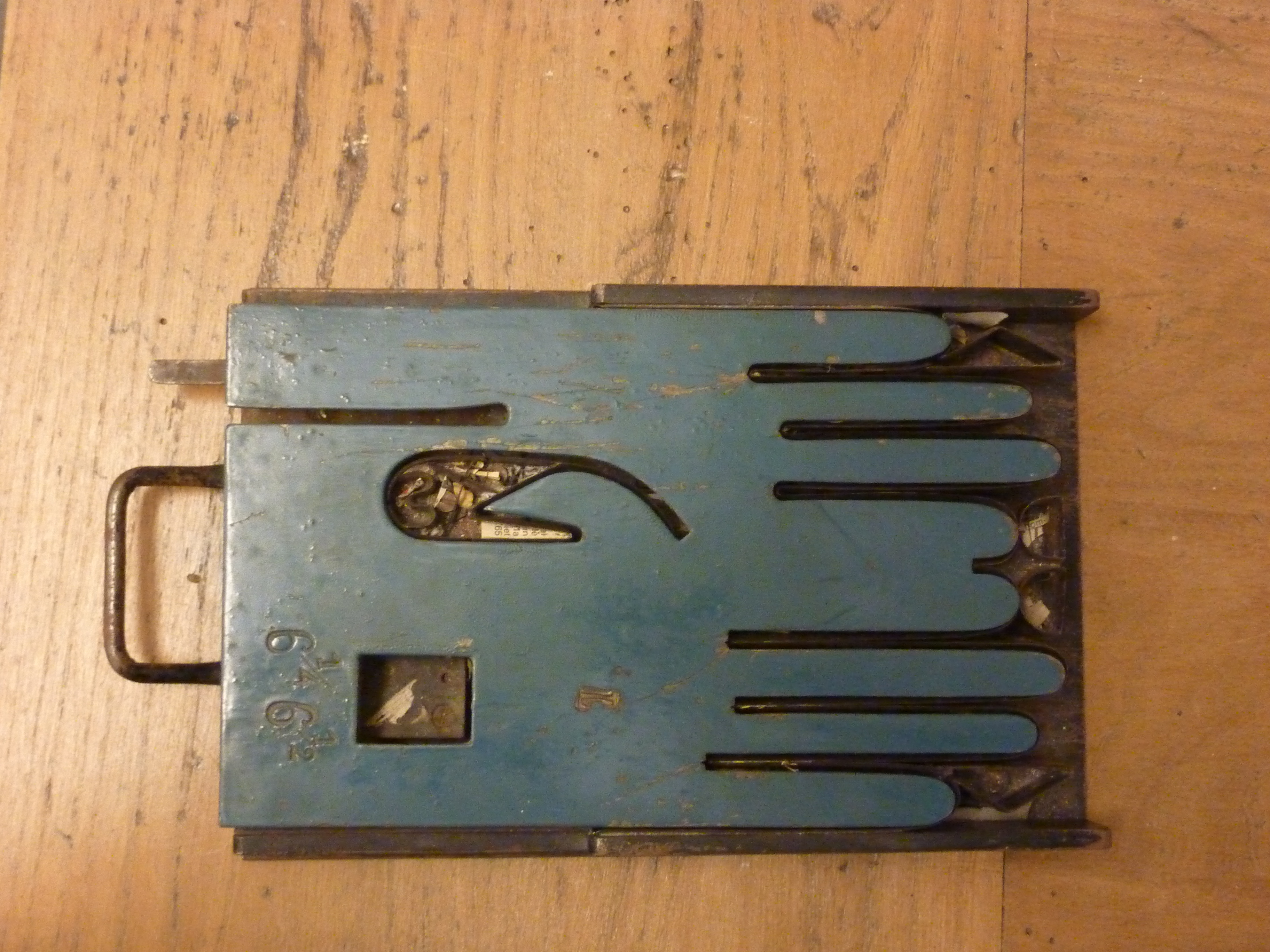
Une main de fer.

Cette période marque également l’établissement de la grande industrie dans la ville. L'industrie gantière, activité dominante dans la région grenobloise depuis le siècle précédent, entre dans son âge d’or grâce à une invention en 1838 de Xavier Jouvin qui permet pour la première fois d'avoir un procédé mécanique pour la découpe des gants, qui prend le nom de main de fer.

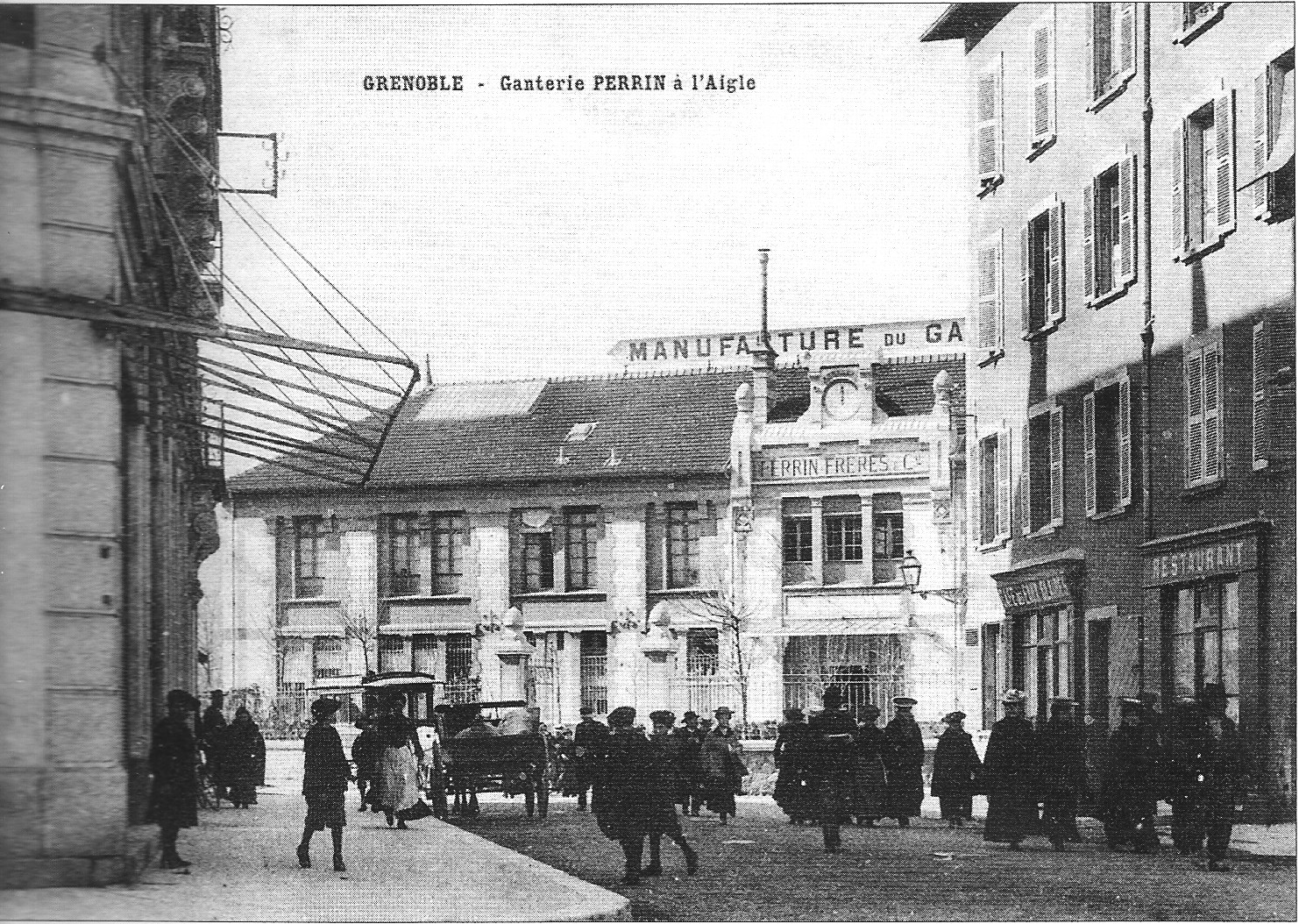
Usine des gants Perrin.

La production s’exporte alors dans le monde entier donnant à quelques rues du quartier de l'Aigle les noms de villes où s'exportent les gants, comme New York, Londres ou Boston. En 1851, la ville compte 60 fabriques de gants, occupant 160 contremaîtres, 800 ouvriers coupeurs et plus de 10 000 ouvrières. Cette année-là, 400 000 douzaines de paires de gants sont fabriquées dont 190 000 sont exportées aux États-Unis. En 1860, on dénombre 112 fabriques utilisant 2 000 ouvriers et 30 000 ouvrières.
Trois événements importants se déroulent durant la courte période de la seconde République. Le premier est l'ouverture le 5 janvier 1851 du premier restaurant sociétaire destiné aux plus démunis sur la place de la Saulaie (actuelle place Lavalette), puis quelques mois plus tard le début du chantier des locaux du troisième musée de la ville, le muséum d'histoire naturelle dans la rue Dolomieu. Enfin, après avoir échoué dans l'obtention d'un télégraphe Chappe dans les décennies précédentes, le télégraphe électrique est mis en service dans la ville le 20 mars 1853. Quelques semaines plus tard, il apporte au maire Joseph Arnaud une importante dépêche le 27 mai 1853 à six heures du soir.

#### L'arrivée du chemin de fer

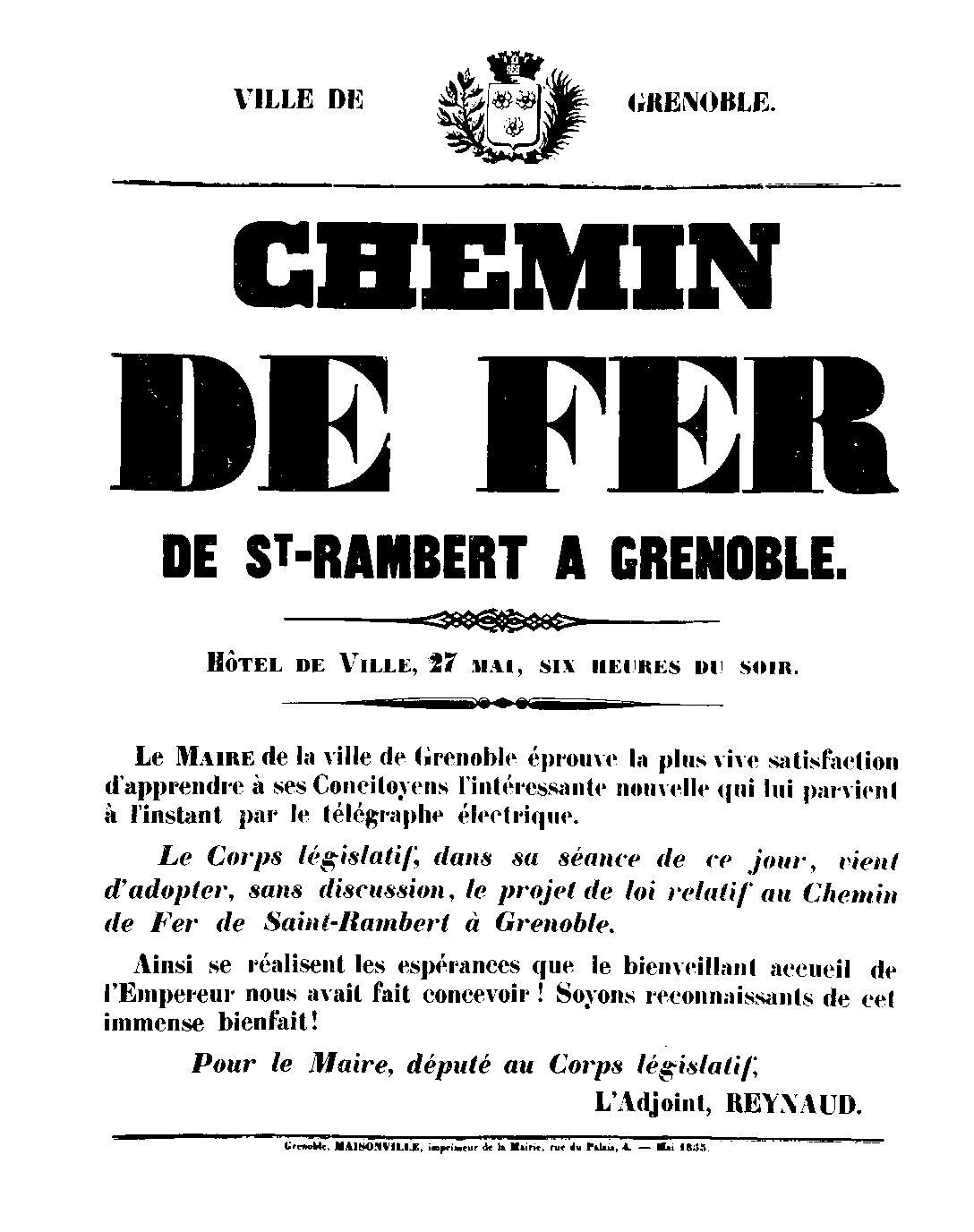
Affiche du 27 mai 1853.

Le Second Empire est marqué par la mise en service de la gare ferroviaire le 1er juillet 1858 à Grenoble à la fin des cinq années de la municipalité de Louis Crozet qui meurt le 11 novembre 1858. Prévue depuis la loi du 16 juillet 1845 instaurant les grands itinéraires des voies ferrées en France, un projet de loi en mai 1847 avait pourtant remis en question l'embranchement ferroviaire de la vallée du Rhône en direction de Grenoble. Le maire en place Frédéric Taulier, prépara une délibération du conseil le 7 juin 1847, visant à être transmise aux membres des deux chambres, aux ministres et au roi Louis-Philippe Ier. Mais l'intérêt stratégique d'une ville frontière fortifiée l'emporta. C'est par une affiche du 27 mai 1853 que les Grenoblois apprennent l’arrivée du chemin de fer dans leur ville. L'adjudication des travaux de la ligne se déroule le 23 mars 1854.
L'installation d'une telle infrastructure représente une étape importante dans le développement économique d'une ville enserrée dans des enceintes militaires. Elle permet de faire lentement émerger l'idée qu'il est désormais possible de faire évoluer la ville vers l'ouest, vers le Drac, une rivière totalement canalisée depuis la fin du XVIIIe siècle. L'idée n'est pas nouvelle car un chemin planté de peupliers vers le Drac existe depuis 1840, mais la résistance des militaires et de leur zone de servitude autour des remparts freine toute initiative. Pendant plusieurs années les Grenoblois sont favorables au principe, à l'exception des propriétaires d'entreprises de roulage, inquiets de la concurrence. Mais, il est difficile de se mettre d'accord sur le tracé de la ligne. Finalement, une solution intermédiaire est choisie et le raccordement se fait à Saint-Rambert, au nord de Valence.
Autre sujet de désaccord, l'emplacement de la gare. La bourgeoisie locale, dont le maire Louis Crozet, souhaite une gare en plein centre ou à défaut près d'une porte de l'enceinte Haxo, porte Créqui ou porte de Bonne. Mais l'armée soucieuse de conserver des terrains inoccupés près de ses fortifications ne veut pas d'une gare trop près des portes. La compagnie du chemin de fer est du même avis, préférant acheter des terrains éloignés à bas prix. Le conflit dure des années, à tel point que la ligne s'arrête pendant un an dans une gare provisoire à Saint-Martin-le-Vinoux, au lieu-dit Piquepierre, obligeant les voyageurs le souhaitant à prendre un omnibus pour parcourir les 1 500 mètres jusqu'à Grenoble. Finalement, le préfet rallié à l'armée et à la compagnie de chemin de fer décide de construire la gare à mi-chemin des remparts de la ville et du Drac, dans les propriétés de monsieur Réal et de madame veuve Durand. L'enquête publique pour ce court tracé démarre le 21 juillet 1857.

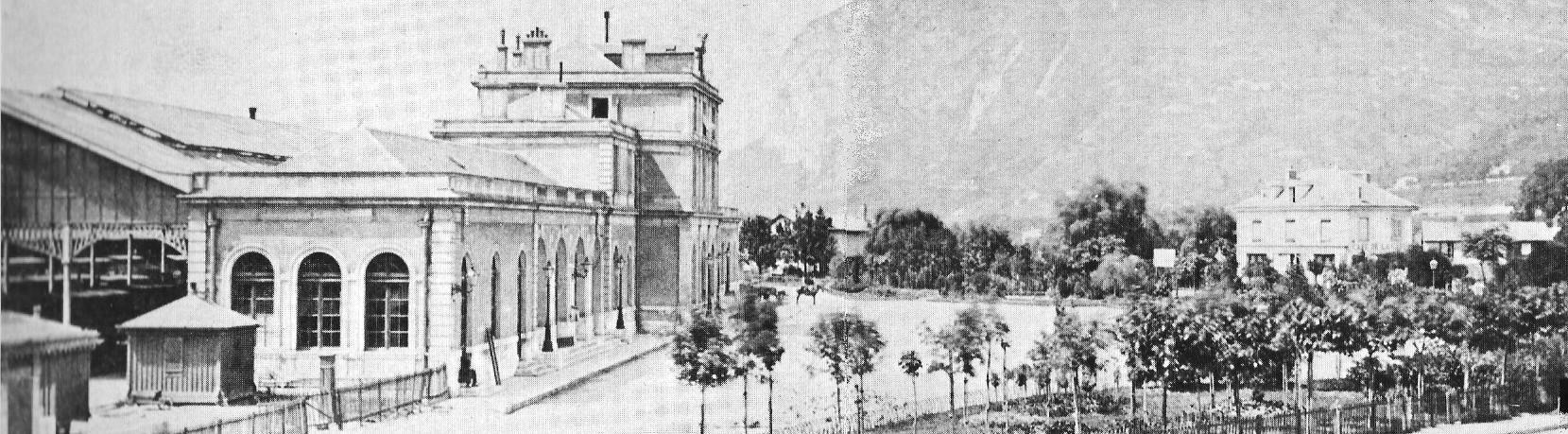
Place de la gare de Grenoble vers 1870.

L'endroit désert est situé sur le territoire de Seyssins et il faut même, pour desservir cette gare, construire une nouvelle voie routière rectiligne de 300 mètres qui prend le nom d'avenue de la gare (future avenue Félix-Viallet) jusqu'au cours Saint-André. De là, les voyageurs remontent ce cours jusqu'au quai de l'Isère et rentrent dans la ville par la porte Créqui. Simultanément, un canal est creusé à partir du Drac afin d'alimenter en force motrice les ateliers de réparations des chemins de fer. Ce canal qui sert aussi à d'autres entreprises, pris plus tard le nom de l'ingénieur en chef de la compagnie de chemin de fer, Toni Fontenay. Le canal Fontenay est comblé au début du XXe siècle et devient la rue Félix-Esclangon. C'est Napoléon III, lors d'un passage à Grenoble le 6 septembre 1860 dans le cadre du rattachement de la Savoie à la France, qui inaugure l'équipement. Par la suite, le cheminement d'accès en zigzag est supprimé en 1867 grâce à la prolongation de l'avenue de la gare vers la nouvelle porte Randon. Mais cette porte n'a pas une longue existence car la pression des industriels pour obtenir de nouveaux terrains est forte et un industriel gantier, Édouard Rey, membre du conseil municipal depuis les années 1870 bouleverse la ville en devenant maire de Grenoble en mars 1881.

#### Urbanisme et vie militaire

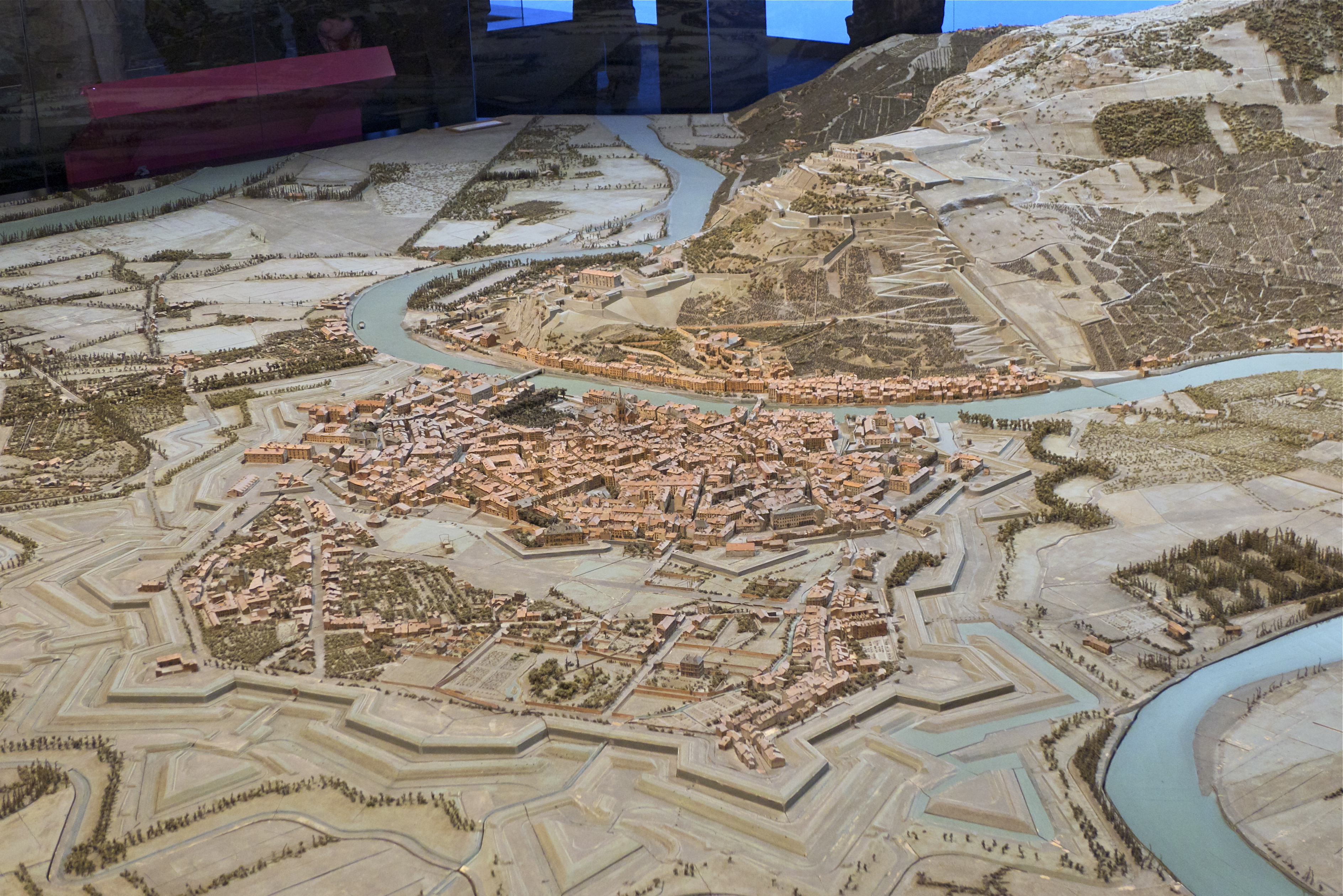
Plan-relief de Grenoble en 1848.

Sur un plan urbanistique, l'agrandissement des fortifications de la ville faite 45 ans auparavant par le général Haxo donne l'occasion à Grenoble de créer une nouvelle zone urbaine où s'établissent progressivement autour de la nouvelle place d'Armes, baptisée place de la Constitution en 1870, de nouveaux bâtiments administratifs comme la préfecture de l'Isère en 1866, des bâtiments militaires ainsi qu'un bâtiment universitaire dans les années 1870. Mais l'urbanisation est lente depuis l'achèvement de l'enceinte en 1836 car tous les plans d'urbanismes doivent être approuvés par les militaires du Génie, et l'examen est parfois long. La rue Lesdiguières est également créée durant cette période.
À l'extérieur des remparts, l'urbanisation est d'autant plus faible en direction du Drac que depuis l'endiguement rectiligne du Drac, les territoires de la rive droite appartiennent encore aux communes de Seyssins, Fontaine et Saint-Martin-le-Vinoux. Depuis les années 1830 et la municipalité d'Honoré-Hugues Berriat, les différents maires de la ville rencontrent de nombreuses difficultés administratives pour annexer ces territoires. Au total, 1 433 habitants résident sur les trois communes concernées, représentant 392 hectares de terrains à annexer. Ces personnes en étant intégrées à Grenoble risquent de lui faire franchir la barre des 30 000 habitants, provoquant alors une hausse légale des différentes patentes des commerçants (jusqu'à 100 % d'augmentation).

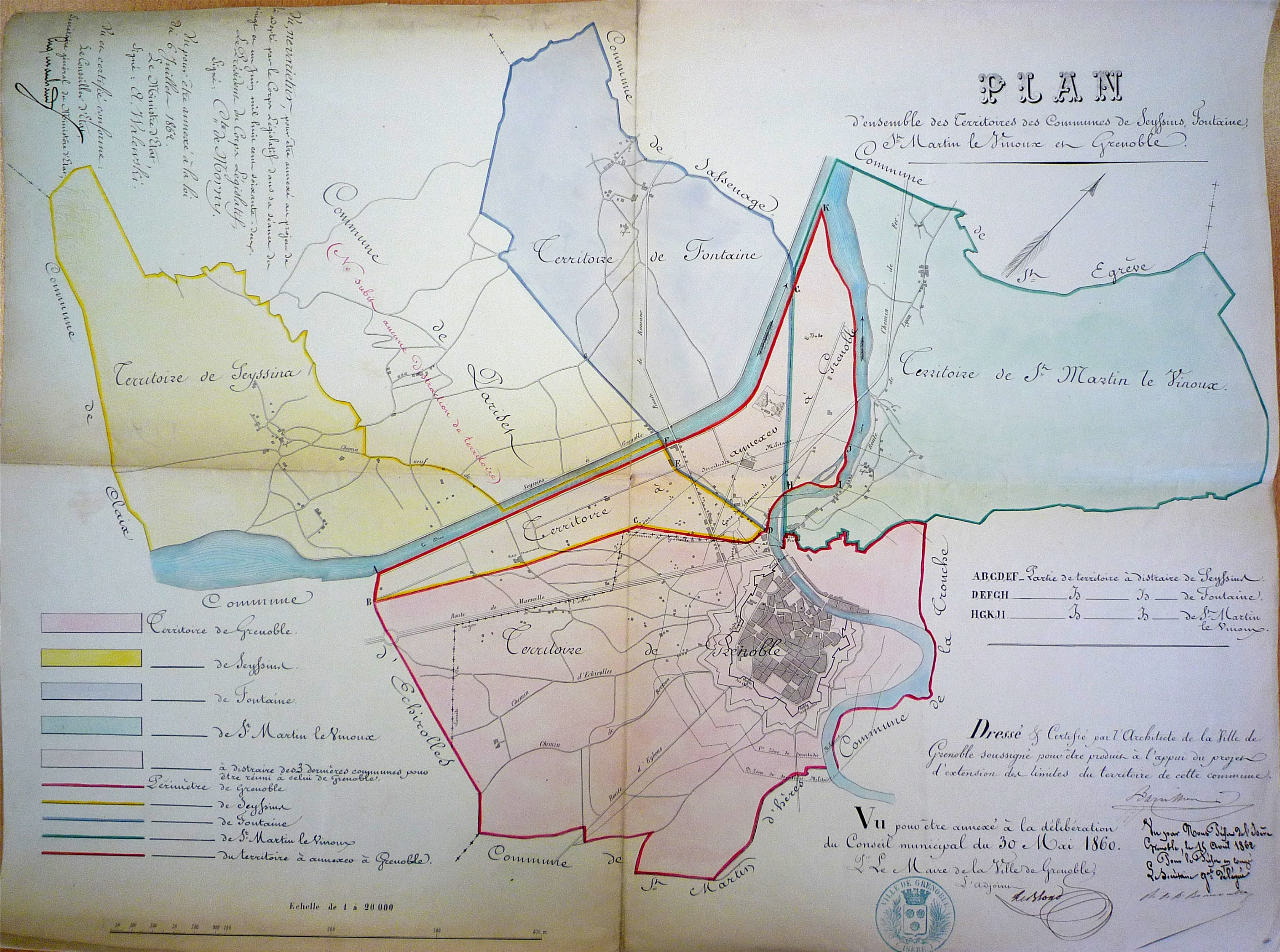
Zones des trois communes rattachées à Grenoble (1862).

Pourtant, le maire Eugène Gaillard, en poste depuis le 31 décembre 1858, parvient à faire adopter l'annexion des territoires de la rive droite du Drac lors du conseil municipal du 30 mai 1860, englobant ainsi la récente gare ferroviaire. Mais, par une pure coïncidence, c'est une autre annexion qui marque l'actualité grenobloise en ce début juin 1860, celle de la Savoie à la France, qui rend désormais inutile l'ouvrage titanesque de défense de la Bastille ainsi que les remparts de la ville. Le dimanche 22 juillet, une cavalcade est organisée à cette occasion, suivie d'une fête vénitienne dans le jardin de ville tout illuminé. L'ascension d'un ballon a lieu ainsi qu'un feu d'artifice mettant fin à des siècles de rivalité entre les deux régions. De son côté, Eugène Gaillard est chargé de soumettre le projet d'annexion des trois communes au préfet de l'Isère, et une loi est votée dans ce sens le 6 juillet 1862, mettant un terme à plusieurs siècles de différends entre communautés au sujet des territoires bordant le Drac. L'année 1860 marque également la construction de la nouvelle prison Saint-Joseph remplaçant les vieux cachots humides des bords de l'Isère, jouxtant le palais de justice.

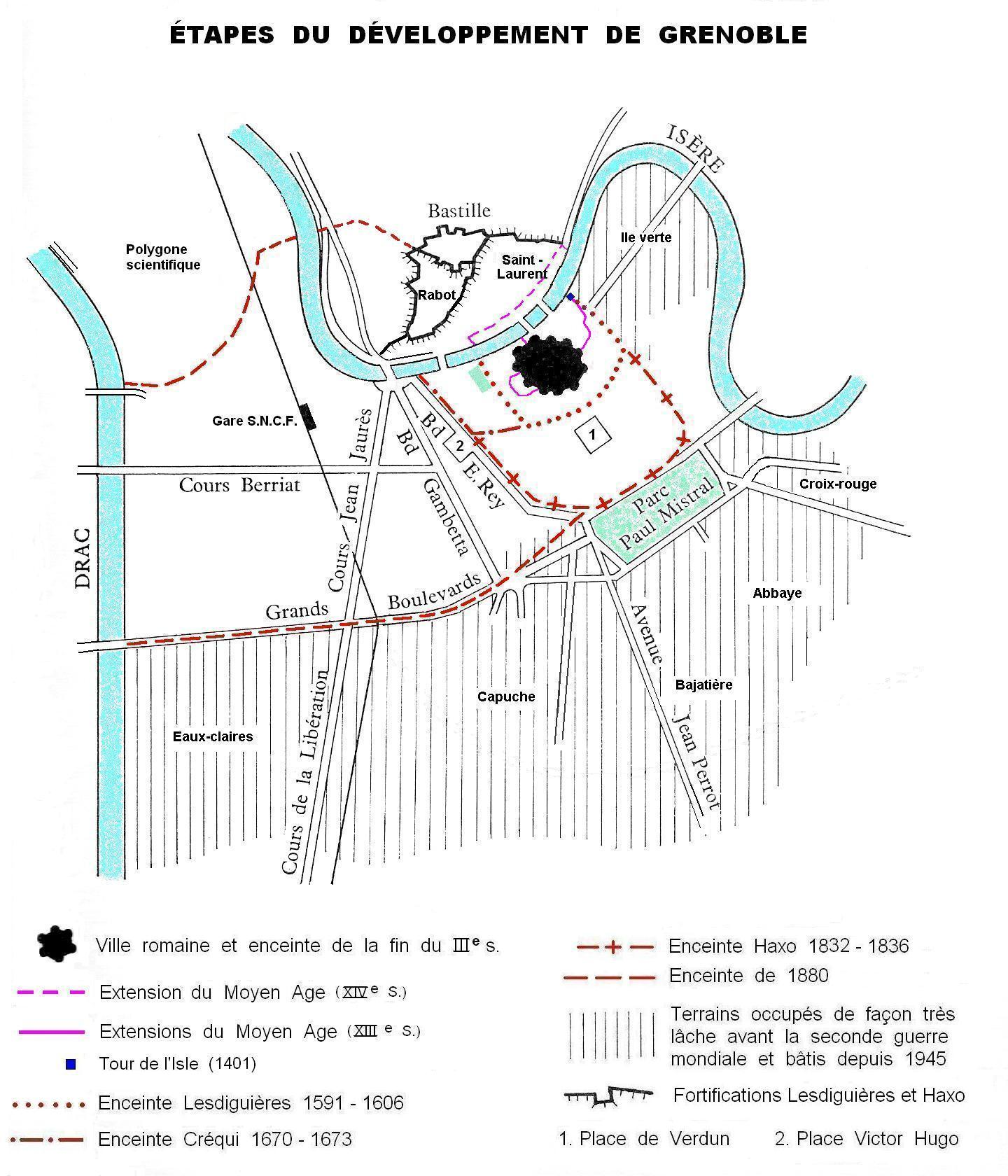
Étapes des fortifications.

Sans ennemi proche depuis 1860, la guerre franco-prussienne de 1870 incite cependant les militaires grenoblois à construire la ceinture fortifiée de Grenoble constituée de six forts positionnés autour de l'Y grenoblois ainsi que l'édification des deux dernières enceintes de l'histoire de la ville.
En 1879, c'est sous la direction du colonel Cosseron de Villenoisy que la dernière enceinte de la ville est construite jusqu'au Drac pour sa partie sud, et l'année suivante de l'esplanade au Drac en franchissant l'Isère pour l'enceinte nord. Ces travaux sont réalisés durant le premier mandat du maire Auguste Gaché, un homme qui perd les élections municipales de 1881, mais que les Grenoblois plébiscitent quelques années plus tard.
Ainsi, c'est le maire Édouard Rey dans les années 1880 qui développe la ville vers l'ouest en supprimant la partie ouest de l'enceinte Haxo encore existante, créant ainsi de nouvelles avenues entourées d'immeubles haussmanniens comme le boulevard de Bonne (actuel boulevard Édouard-Rey) ou encore la place Victor-Hugo en 1885. C'est également à cette époque que la ville acquiert la quasi-totalité des 18,13 km2 de sa superficie actuelle, grâce au rattachement par décret présidentiel le 17 avril 1884 des 23,45 hectares du quartier de l'esplanade de Saint-Martin-le-Vinoux à Grenoble.

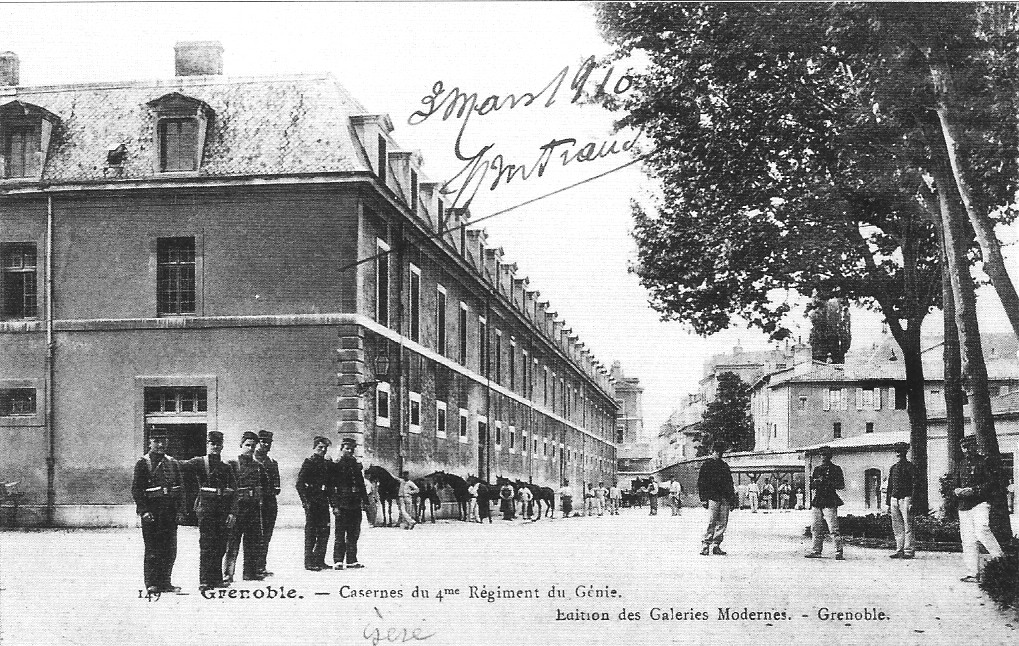
Caserne Dode du 4e régiment du génie (rue Joseph-Chanrion).

Déjà avant le rattachement de la Savoie à la France, Grenoble est considérée comme une ville frontière avec une importante garnison. Après la guerre de 1870, la ville est désignée parmi les places fortes de première classe étant donné sa proximité avec la frontière italienne (100 kilomètres), et reçoit ainsi de nouveaux régiments. Sur place, le plus célèbre régiment de la ville est le 140e régiment d'infanterie alpine occupant les casernes Bizanet et Vinoy dans le quartier de l'Île Verte. La ville abrite également le 1er régiment d'artillerie de montagne (futur 93e RAM) dans la première caserne de Bonne, le 11e régiment d'artillerie de forteresse caserné au fort Rabot de la Bastille et remplacé par le 154e régiment d'artillerie.
Ainsi, le 25 octobre 1873, une déclaration ministérielle créée le 4e régiment du génie qui s'installe dans la caserne Dode et celle de l'Alma. Ce dernier régiment s'installera à partir de 1884 dans la nouvelle caserne de Bonne transférée du centre-ville vers les remparts sud. Puis le 24 décembre 1888, une loi créée douze bataillons de chasseurs alpins en France, dont trois sont installés à Grenoble, les 28e, 30e et 14e bataillons alpins de chasseurs à pied installés dans les casernes Reyniés et Bayard. Afin de compléter le dispositif militaire de la ville, il existe un hôpital militaire, un cercle des officiers, une école d'artillerie et l'hôtel de division installé place de la Constitution.

#### Vie culturelle

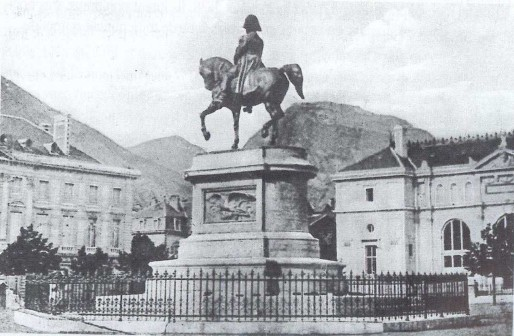
Statue de Napoléon place d'Armes (1868).

Sur un plan culturel, la fin du XIXe siècle marque pour Grenoble la construction d'un grand monument autour de la nouvelle place administrative baptisée place de la Constitution (actuelle place de Verdun), le musée-bibliothèque de Grenoble ouvre en 1872, année où le préfet Eugène Poubelle est en poste à Grenoble. De même, la construction du muséum d'histoire naturelle en 1851, la création près de l'église Saint-Laurent du musée archéologique Saint-Laurent dès 1853, et surtout quelques décennies plus tard, l'important développement des collections du musée de Grenoble grâce à de généreux donateurs comme Auguste Genin, Léon de Beylié, Léonce Mesnard, confirme l'intérêt artistique grandissant de la ville. De nombreux artistes ouvrent leurs ateliers après l'ouverture de l'école de sculpture architecturale en 1831 et le premier salon des Amis des arts de Grenoble se tient dès 1832.

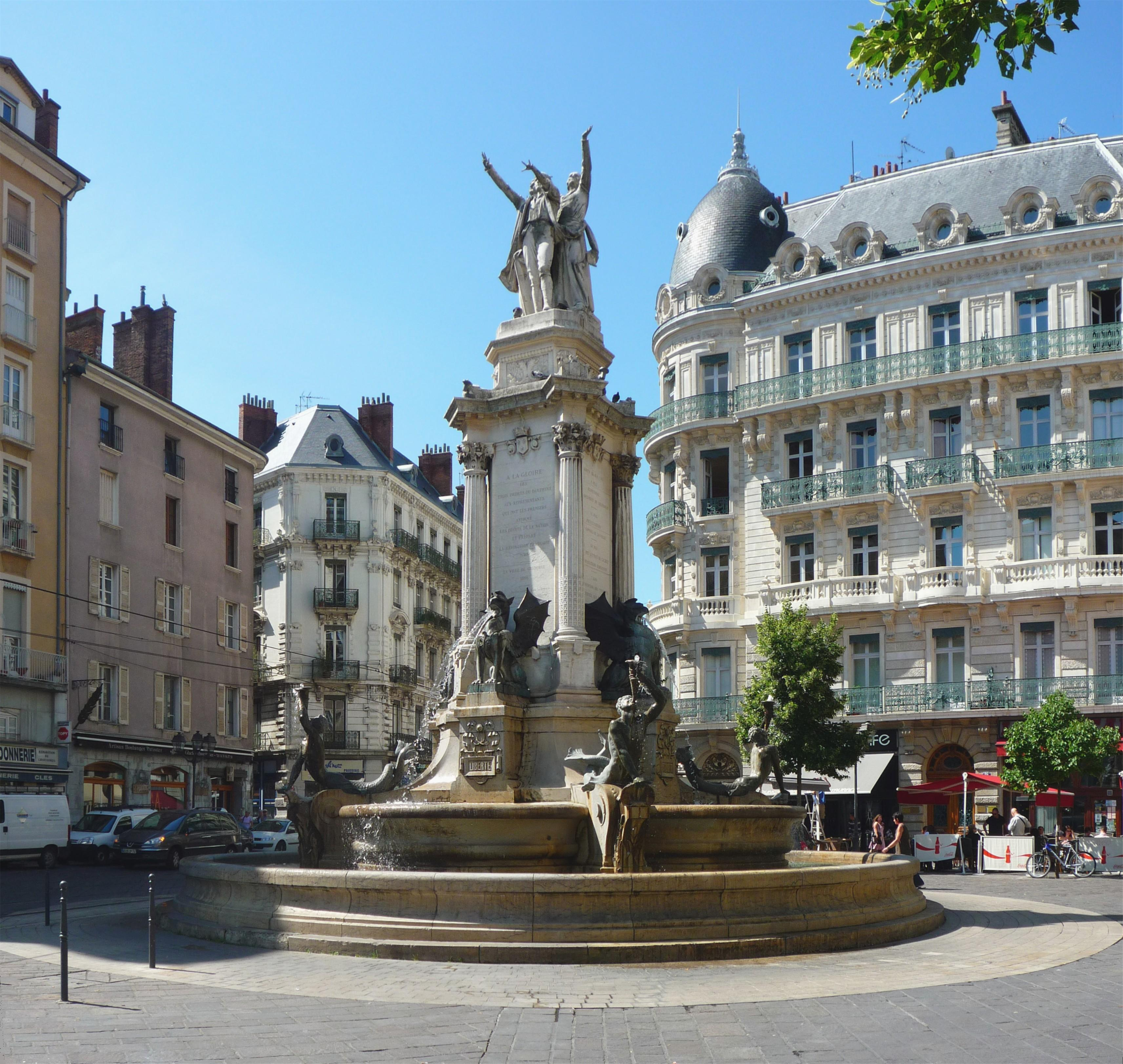
Fontaine des trois ordres (1897).

Le maire Jean-Thomas Vendre fait installer le 17 août 1868 une statue équestre de Napoléon sur la place d'Armes au cours de trois jours de festivité et d'une foule considérable. Cette statue commandée par Napoléon III, d'un poids de près de 4 tonnes, est l'œuvre d'Emmanuel Frémiet. Cette fête est marquée par la présence du compositeur Hector Berlioz qui fait sa dernière visite à Grenoble puisqu'il meurt six mois plus tard. Mais l'épreuve pour la population de la guerre franco-allemande de 1870 précipite la disparition de la statue du paysage local en novembre 1870 : cette statue de Napoléon est officiellement inaugurée le 31 août 1930 à Laffrey. La dénomination de la place change en place de la Constitution.
Le 20 juillet 1888, le président Sadi Carnot vient célébrer le centenaire de la journée des Tuiles et de la réunion des États généraux du Dauphiné. Cette commémoration se fait en deux temps, puisque la fontaine des trois ordres, monument qui devait rappeler ce souvenir, n’est achevée que onze ans plus tard et inaugurée par un autre président. Des sculpteurs locaux comme Henri Ding s'attachent à honorer leur ville à l'occasion de l'inauguration de la Fontaine des trois ordres par le président Félix Faure en 1897 sur la place Notre-Dame, rendant ainsi hommage aux Dauphinois qui ont porté les prémices de la Révolution française un siècle auparavant.

#### Les débuts de l'industrie lourde
La région grenobloise ne dispose que d'un petit nombre de matières premières : la pierre, le bois, et du charbon. Par contre, elle dispose d'une énergie abondante, l'eau utilisée depuis longtemps pour faire tourner les moulins activant divers mécanismes. Mais, au cours de cette seconde partie du XIXe siècle, l'évolution des techniques provoque le démarrage d'industries jusque-là peu développées. C'est d'abord l'invention du ciment par Louis Vicat qui permet d'exploiter des mines autour de Grenoble, comme à Seyssins, Fontaine, Sassenage pour la chaux et surtout la mine de la porte de France pour le ciment naturel. C'est ensuite le développement de la papeterie, qui déjà bien installée depuis des décennies, connaît une évolution technique importante avec l'utilisation des fibres de bois nécessitant l'emploi de puissants défibreurs.
Cimenteries et papeteries favorisent l'exploitation de l'énergie hydraulique pour une utilisation encore mécanique. Ainsi, c'est pour faire tourner une usine de ciment que le dauphinois Régis Joya équipe une chute d'eau à Uriage, et c'est pour actionner les défibreurs d'une papeterie à Rioupéroux que Neyret utilise une chute d'eau en 1864. C'est également pour des défibreurs qu'Aristide Bergès équipe en 1869 à Lancey la première haute chute de 200 mètres alimentée en permanence par une retenue sur un lac de montagne.

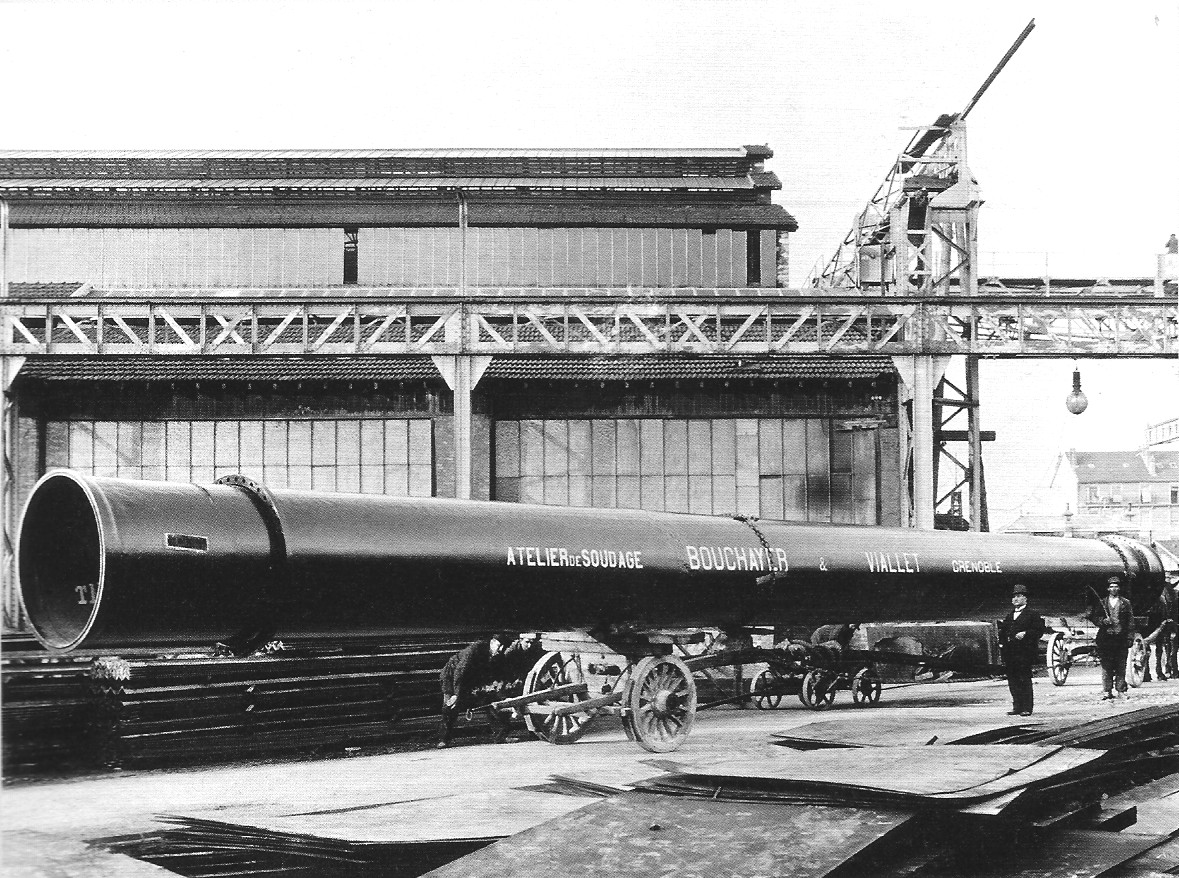
Conduite forcée sortant de l'usine Bouchayer-Viallet à Grenoble.

D'autres brillants industriels papetiers sont installés dans la région comme Alfred Fredet ou Amable Matussière, associés momentanément mais qui développent chacun de leur côté de grandes sociétés. En 1870, l'association de deux industriels, Joseph Bouchayer et Félix Viallet est à l'origine des Établissements Bouchayer-Viallet, spécialisés dans la métallurgie, et qui prospérent durant un siècle en fournissant machines de papeterie, conduites forcées d'un diamètre supérieur à trois mètres, turbines, pylônes, et temporairement fabrique d'obus durant la Première Guerre mondiale.
Si dès le milieu du XIXe siècle l'électricité est connue dans ses effets, on ignore encore le moyen de la produire facilement en 1880. Le maire, Édouard Rey, s'intéresse tout particulièrement à l'hydroélectricité et à son transport. C'est ainsi que le 14 juillet 1882, vingt lampes à incandescence prêtées par Aristide Bergès illuminent la place de la Constitution (actuelle place de Verdun), alimentées grâce à une machine à vapeur délivrant une force motrice de deux chevaux. Les Grenoblois dansent durant cette soirée à la lumière d'une technique révolutionnaire. La même année, alors que l'industrie se développe, la source du Rondeau devient insuffisante et les besoins en eau de la ville sont de plus en plus importants amenant divers projets de nouveaux captages devant le conseil municipal. Le 13 novembre, le projet retenu est celui de Joseph Thiervoz qui consiste à forer un puits au lieu-dit de Rochefort à Varces distant de neuf kilomètres des nouveaux remparts de Grenoble et acheminer l'eau par deux énormes canalisations en utilisant la gravité. Un siphon est prévu pour passer sous le Drac avec une galerie de 70 mètres sous la rivière. Les travaux entrepris le 1er février 1884 s'achèvent dix-huit mois plus tard, permettant de desservir de nombreux points d'eau et fontaines à travers la ville.

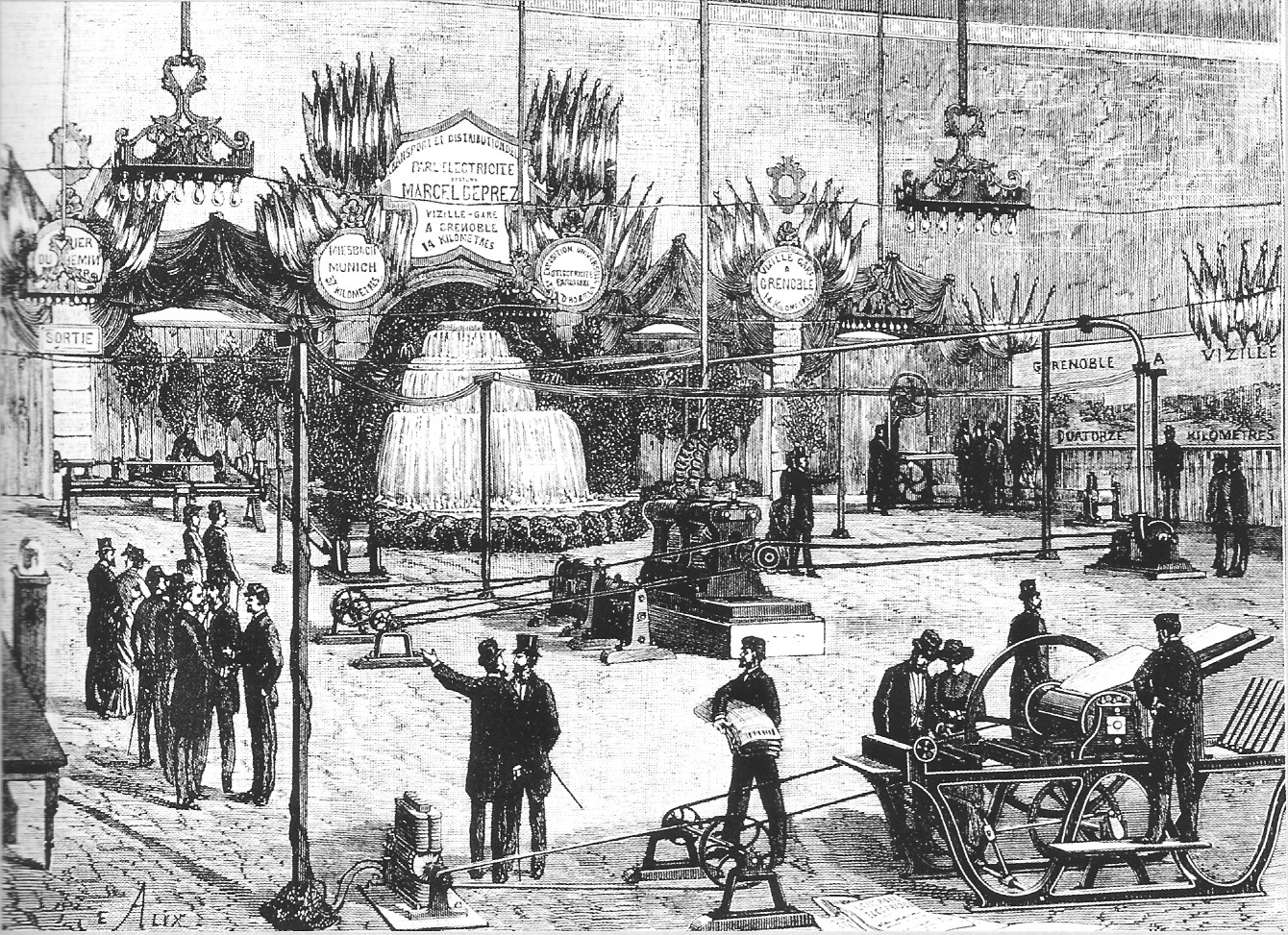
Expérience électrique de 1883.

L'invention de la dynamo (1870) amène l'ingénieur parisien Marcel Deprez à tenter un transport de l'énergie électrique en 1883 entre Grenoble et Jarrie, deux ans après sa première réussite à Paris. L'expérience commence à partir du 22 août 1883, dans la halle aux grains, rue de la République et consiste à faire tourner simultanément une scie à ruban, deux machines à coudre et une imprimerie. À cette occasion, on imprime un journal, L'Énergie électrique, qui n'eut pas de lendemain mais un titre prophétique « Le doute doit cesser, l'avenir est immense et il est assuré ». Avec cette réussite, il suffit dès lors de coupler les turbines animées par des chutes avec les générateurs d'électricité, puis de transporter l'énergie électrique produite jusqu'aux lieux d'utilisation.
Aristide Bergès se fait le champion de cette nouvelle forme d'énergie qu'il baptise houille blanche en 1889, lors de l'exposition universelle de Paris, par opposition à la houille noire, le charbon. L'utilisation de l'hydroélectricité, puis de ses dérivés, l'électrochimie et l'électrométallurgie, renforcent la croissance économique de la région et entraîne la création de nouvelles entreprises comme les établissements Jay et Jallifier, faisant rentrer la région dans l'ère de la grande industrie. Dès lors, la Belle Époque qui s'amorce marque la fin de la domination de la ganterie grenobloise et l'essor de ces nouvelles industries.

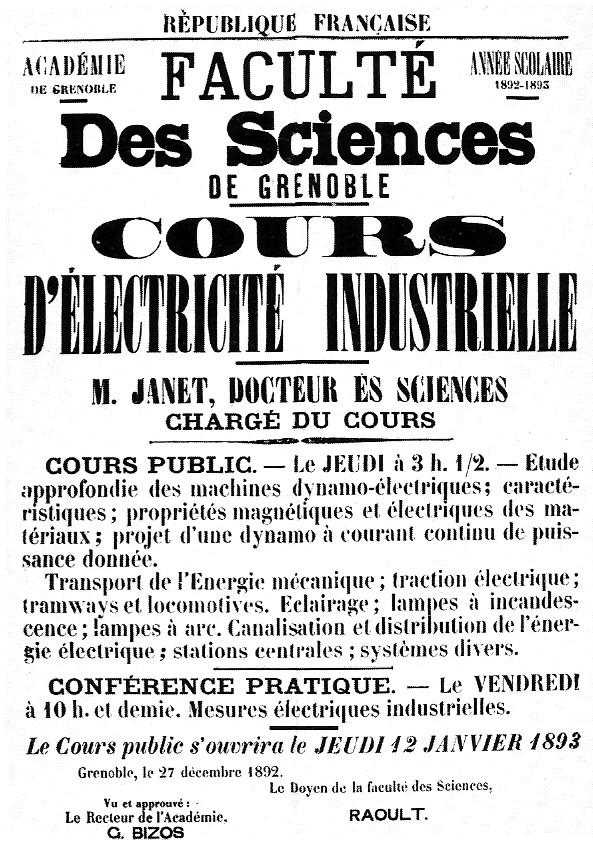
Cours d'électricité de Paul Janet

L'exploitation de la houille blanche provoque à Grenoble le développement d'une puissante industrie métallurgique qui demande un enseignement technique capable de former la main d'œuvre nécessaire. C'est l'école professionnelle Vaucanson qui dispense cette formation, même si l'apprentissage dans l'atelier reste la formation la plus courante. La réussite de Marcel Deprez dans son transport d'électricité est un tournant décisif pour l'industrie régionale. Des spécialistes et en particulier Paul Janet, auteur d'un cours du soir d'électricité industrielle en janvier 1893, sont conscients de la nécessité de créer à Grenoble un enseignement capable de former les ingénieurs dont l'industrie a besoin. En même temps, se constitue une "Société pour le développement de l'enseignement technique", groupe de notables menés par l'industriel Aristide Bergès et le président de la Chambre de Commerce et d'Industrie, Casimir Brenier. Ils se mobilisent pour obtenir la permanence du cours d'électricité à l'université et lancent une souscription dans Le Petit Dauphinois.
Les autorités locales, dont le maire Stéphane Jay, se laissent convaincre et ouvrent en 1900 l'Institut électrotechnique rattaché à la Faculté des Sciences. Mais il faut attendre encore dix ans avant que la première pierre d'un bâtiment dédié à la science ne soit posée pour recevoir cette institution.

#### Tourisme et sports d'hiver
Vers la fin du XIXe siècle, une nouvelle activité locale fait son apparition, le ski alpin. C'est en effet en 1888 que l'alpiniste Henry Duhamel découvre lors d'une exposition à Paris, « de longues et étroites planchettes » qu'un bienveillant exposant suédois lui signale comme « étant fort recommandables pour les parcours sur la neige ». À son retour à Grenoble, Duhamel essaie ces « planches » sur les pentes de Chamrousse et doit leur apporter bien des modifications, notamment en matière de fixation, car conçues pour glisser sur terrain plat. Ce sont les débuts du ski alpin et Henry Duhamel fait immédiatement des adeptes dans la population en conservant le mot norvégien de ski pour désigner ces drôles de planches.

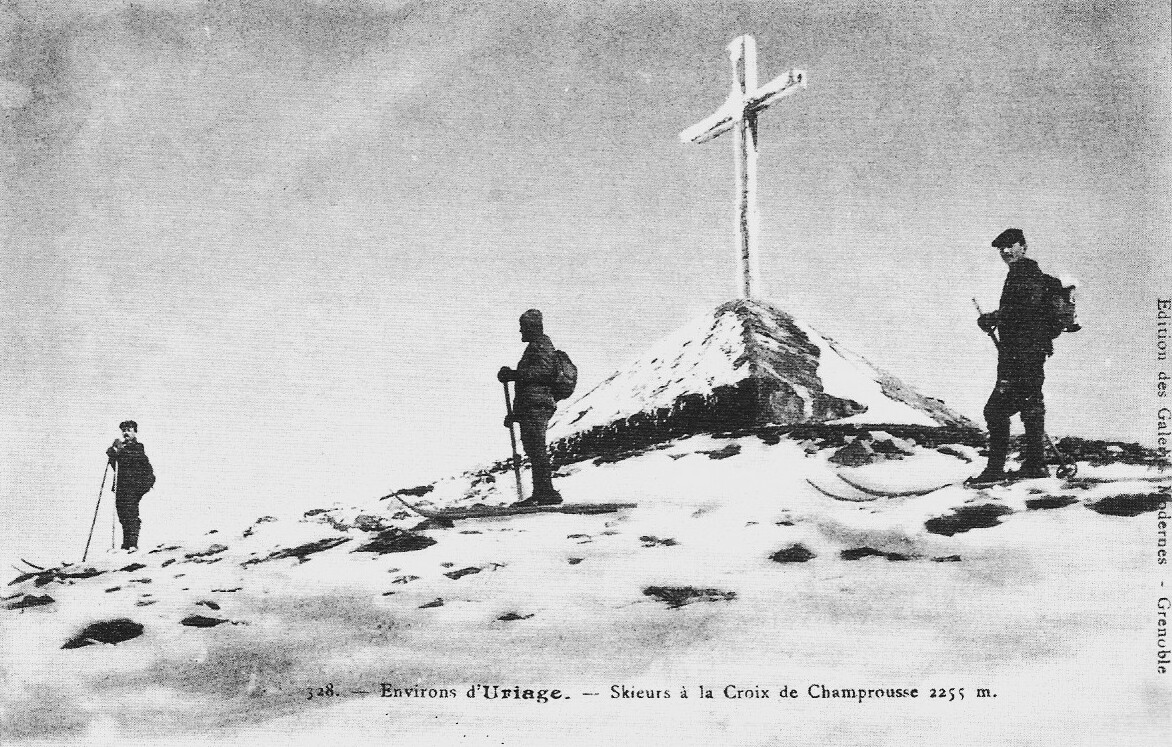
Skieurs à la Croix de Chamrousse vers 1900.

À la même époque, le 15 avril 1889 marque une date importante dans l'histoire de la ville car un comité d'acteurs de la vie économique jette les bases d'une association portant le nom de syndicat d'initiative dans l'intérêt de la ville de Grenoble et du Dauphiné. Une intense propagande est faite et attire de nombreux curieux et promeneurs dans les années qui suivent, le principe de l'Office de tourisme vient de naître en France. Illustrant cette nouvelle économie, la première société française de ski est créée en novembre 1895 et officialisée le 1er février 1896 à Grenoble sous le nom de Ski Club des Alpes. L'année suivante, Chamonix l'adopte et le ski alpin part à la conquête des Alpes françaises, italiennes, suisses et autrichiennes. Ainsi les premiers touristes attirés par le club alpin français dès 1874 peuvent désormais parcourir les montagnes non seulement en été mais également durant les mois d'hiver. Parallèlement, à Grenoble, une habitude voit le jour durant les périodes de grand froid, le patinage sur glace. Trois lieux accueillent les nouveaux adeptes, l'esplanade de la Porte de France où les habitants déversent de l'eau qui gèle rapidement, un étang situé sur le polygone militaire (actuel polygone scientifique) et un autre dans le parc Lesdiguières (actuel parc Bachelard).

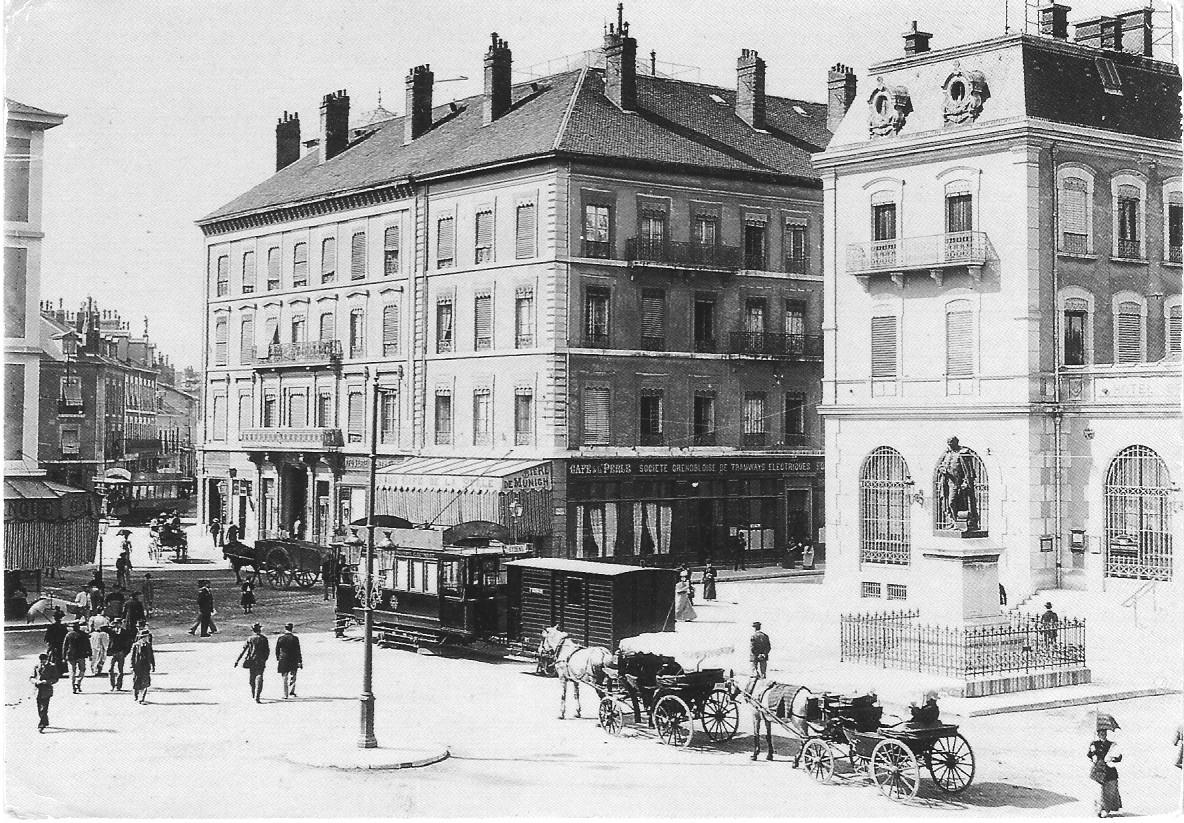
Tramway électrique place Vaucanson en 1897.

Vers la fin du siècle, plusieurs équipements publics sont mis en service comme le lycée Champollion en 1887 et un Hôtel des Postes et des Télégraphes sur la place Vaucanson en 1888. Au cours du second mandat d'Auguste Gaché qui fait son retour à la mairie, plusieurs bacs à traille sont remplacés par la construction de ponts comme le pont métallique sur le Drac en 1889 (à l'emplacement de l'actuel pont du Vercors) et le pont de la Porte de France sur l'Isère en 1893 qui apporte enfin un pont dans l'axe du cours Saint-André. Un troisième pont, celui de l'Île Verte, est également inauguré en septembre 1899. Très attendu depuis l'ouverture dans les fortifications de la porte de la Saulaie en 1888, il dessert le quartier de l'Île verte, et surtout l'hospice des vieillards ouvert depuis le 1er avril 1894 sur l'autre rive de l'Isère, à La Tronche. Avec ces nouvelles voies de circulation, apparaît un nouveau moyen de circulation en 1894, le tramway à vapeur, puis trois ans plus tard avec la création de la Société grenobloise de tramways électriques, apparaît sa version électrique et la mise en service de plusieurs lignes dès l'année 1900.

### XXesiècle

#### 1900-1914

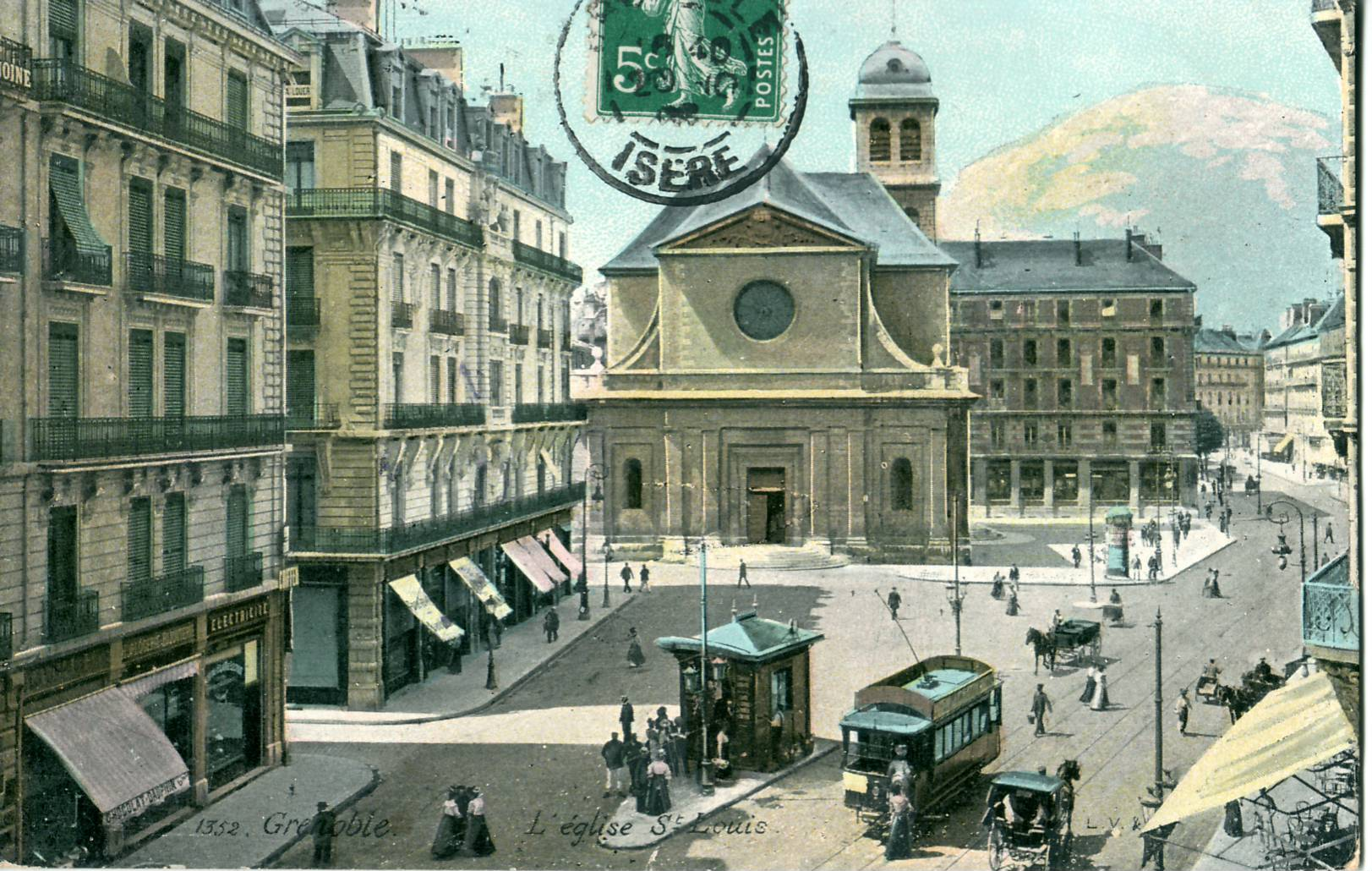
La nouvelle rue Félix-Poulat et son tramway (1905).

Les débuts du siècle sont marqués à Grenoble par des bouleversements urbanistiques dans la ville. Dès le 2 janvier 1900 commencent les travaux de création de la rue Félix-Poulat qui nécessite la destruction d'immeubles devant l'église Saint-Louis. En mars 1901, on inaugure l'institut électrotechnique dans une annexe du lycée Stendhal, rue Général-Marchand. Deux ans et demi plus tard, un service municipal du gaz et de l'électricité est créé le 1er octobre 1903, ancêtre de Gaz Électricité de Grenoble, la ville devient alors un vaste chantier afin d'installer les réseaux électriques souterrains en 5 000 V. jusqu'à des transformateurs déguisés en kiosques délivrant la basse tension. Dans le centre-ville, l'évènement de l'année 1903 est l'ouverture des Galeries modernes sur la place Grenette avec ses ascenseurs et ses 8 000 m2 de superficie. L'établissement également voisin du nouvel hôtel moderne prendra plus tard le nom de Nouvelles Galeries puis de Galeries Lafayette. Durant l'année 1909, c'est le Jardin des dauphins sur la rive droite qui est aménagé par l'architecte Ginet, avec le soutien du syndicat d'initiative, gestionnaire du site. Le transfert des hôpitaux militaire en 1910 puis civil en 1913 de l'autre côté de l'Isère à La Tronche, laisse une immense zone à restructurer au fil des années.

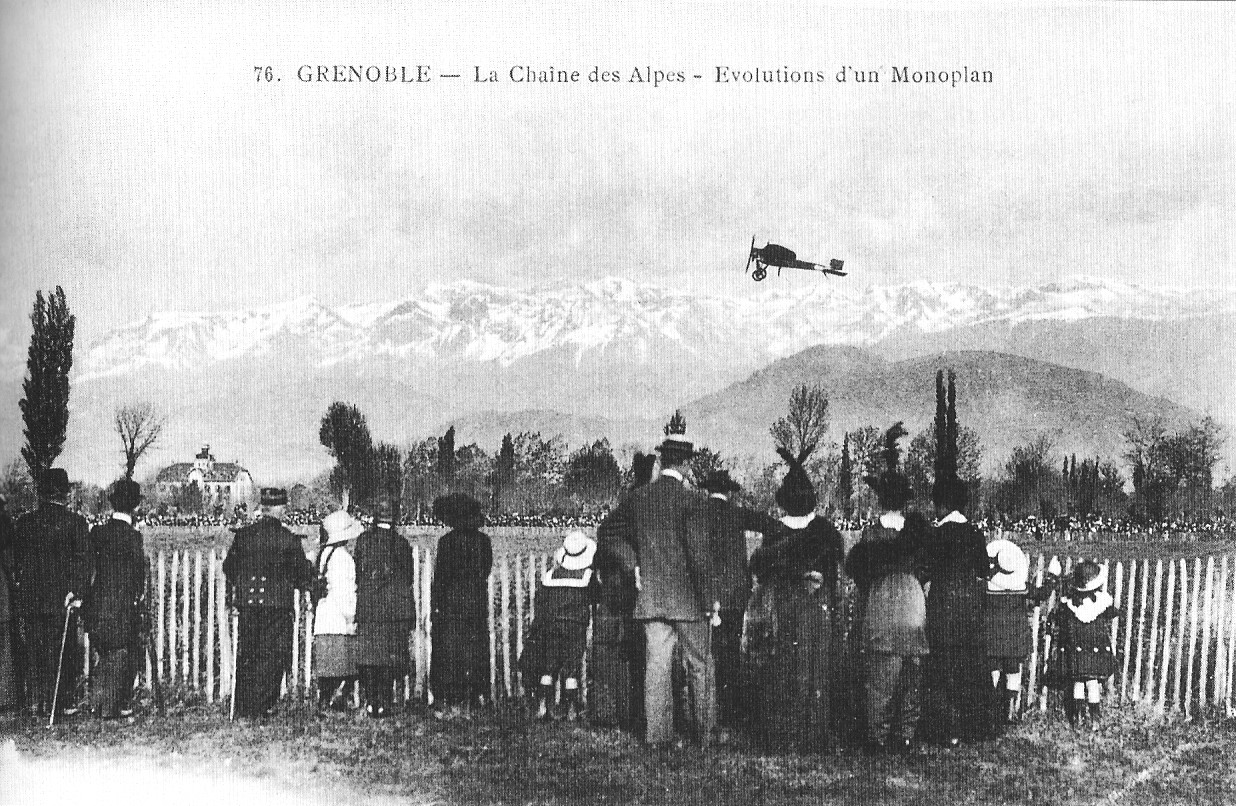
Fête de l'aviation en 1912 sur le polygone militaire.

Pour répondre aux besoins, et s'adapter aux techniques nouvelles, la municipalité de Félix Viallet entreprend en 1910 la construction dans l'avenue de la gare des nouveaux locaux de l'Institut électrotechnique, regroupant ainsi sous un même toit l'ensemble des enseignements techniques de la faculté des Sciences, comme les cours d'électrochimie, d'électrométallurgie et d'hydraulique créés en 1906, ainsi que l'École française de papeterie créée en 1907. Malheureusement Félix Viallet ne voit pas son œuvre, il meurt au cours d'une réunion publique le 17 avril 1910. Le mois suivant, son successeur, Nestor Cornier, attribue à l'avenue de la Gare le nom de Félix-Viallet.
La banque de France s'installe[Quand ?] dans le boulevard Édouard-Rey, entourée d'hôtels de luxe et de nombreux immeubles d'habitation. En ce début de siècle, les divertissements deviennent plus nombreux. Outre les traditionnelles cavalcades, Grenoble est choisie en 1905 comme ville étape d'une récente épreuve cycliste appelée Tour de France, et accueille l'épreuve chaque année. En 1911, a lieu sur le site de Comboire près de Grenoble, un concours international de tir du 1er au 20 juin. Ces concours de tir s'étant développés depuis la guerre franco-allemande de 1870 afin d'habituer les jeunes gens au maniement des armes à feu. Les 16,17 et 18 mai 1912 se déroule la première fête de l'aviation de la ville sur le terrain militaire du polygone, et à cette occasion, les premiers baptêmes de l'air ont lieu.

#### 1914-1940

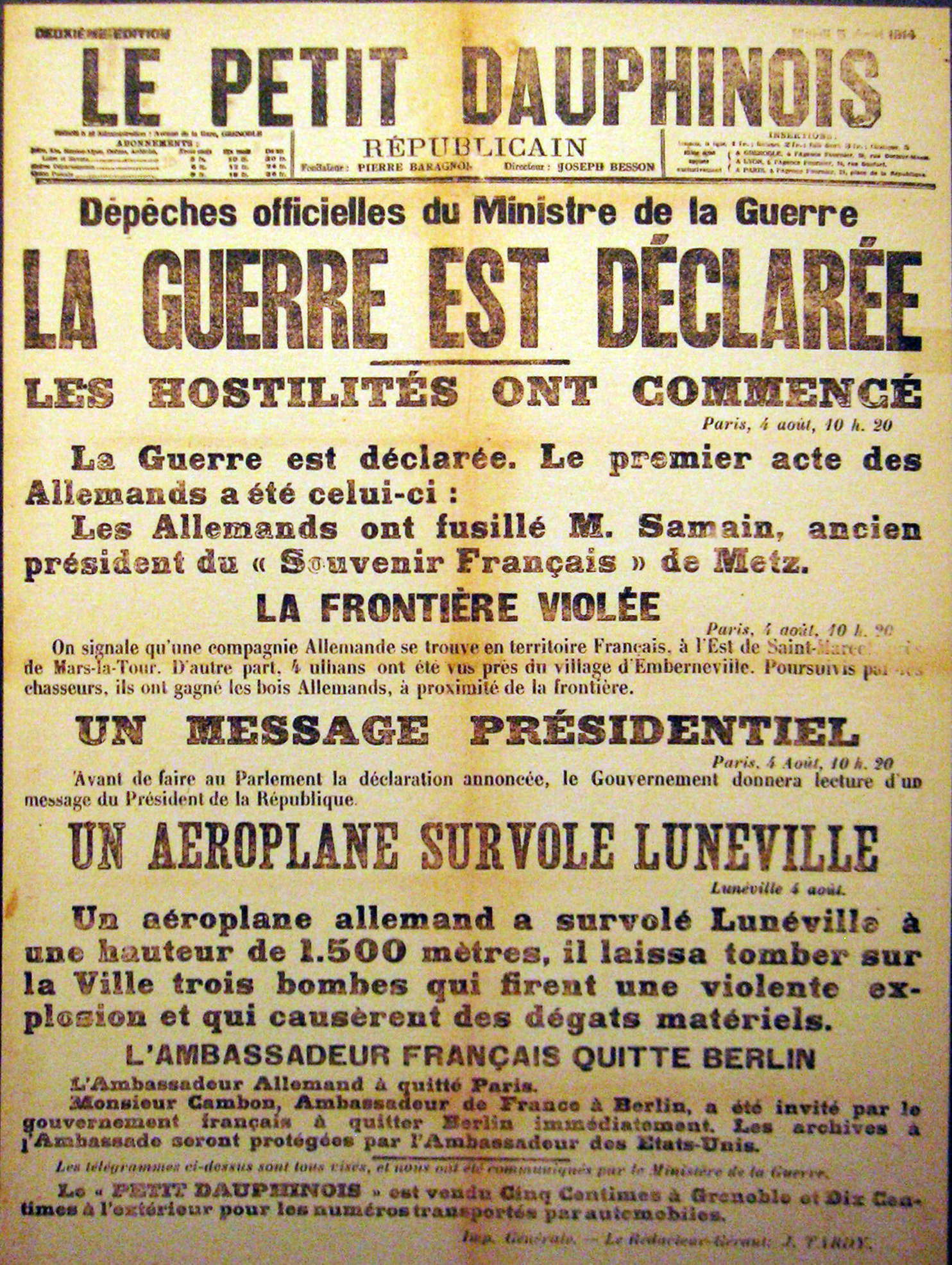
Le Petit dauphinois du 3 août 1914.

Au début du XXe siècle, Grenoble est une ville de garnison qui regorge de soldats. En août 1914, avec le déclenchement de la Première Guerre mondiale, ses différents régiments sont engagés dans la guerre avec le 140e régiment d'infanterie et son régiment de réserve le 340e régiment d'infanterie, le 105e régiment d'infanterie territoriale, le 4e régiment du génie, le 2e régiment d'artillerie de campagne, le 1er régiment d’artillerie de montagne, et les 14e, 28e, 30e et 114e bataillons de chasseurs alpins, soit plus de 20 000 hommes.
La guerre accélére l'expansion économique de la ville qui compte 77 000 habitants. Obligé de se replier à Bordeaux face à la menace allemande, le gouvernement de René Viviani demande à la région de fournir de la force électrique, du matériel électrique, des obus, des explosifs, des engrais, du coton nitré, du papier à cartouches ou encore des biscuits. Ainsi, de nouvelles usines s’installent pour soutenir l’effort de guerre, les premiers complexes chimiques se forment au sud de la ville à Pont-de-Claix et Jarrie. L'abondance de l'énergie électrique et l'isolement du site sont à l'origine de ce choix. Cette industrie chimique est directement liée à la production et à l'utilisation de chlore. C'est l'utilisation de gaz de combat par les Allemands le 22 avril 1915 lors de la bataille d'Ypres qui provoque la création de onze usines de production de chlore en 1916 et 1917 à travers la France. À partir de 1919, la production de chlore n'évolue que très peu avant de reprendre après la Seconde Guerre mondiale.
De leur côté, des usines métallurgiques comme les établissements Bouchayer-Viallet transforment leurs ateliers en fabrique d'obus et de matériels de précision. Qu'elles soient grandes comme les établissements Neyret-Beylier à Saint-Martin-d'Hères ou petites comme les Ateliers Marius Achard à Vizille, toutes les entreprises pouvant produire des obus le font. Grenoble et sa région arrivent à fournir 50 000 obus par jour grâce au travail des femmes embauchées pour remplacer les hommes partis sur le front. D'autres entreprises comme la biscuiterie Brun située avenue de Vizille sont chargées de fournir l'armée. Pour répondre à la demande, la petite biscuiterie est obligée de construire une vaste usine route de Gières à Saint-Martin-d'Hères qui fait la fortune de Gaëtan Brun. Pourtant, en cette période de privation et de souffrance, les profits excessifs dégagés par les entreprises choquent l'opinion publique et un député de l'Isère en particulier pour qui une contribution extraordinaire sur les bénéfices exorbitants doit voir le jour. Sergent au 105e régiment d’infanterie territoriale, Paul Mistral, futur maire de la ville, est à l'origine de la loi votée en juillet 1916 visant à imposer les bénéfices industriels réalisés pendant la guerre.

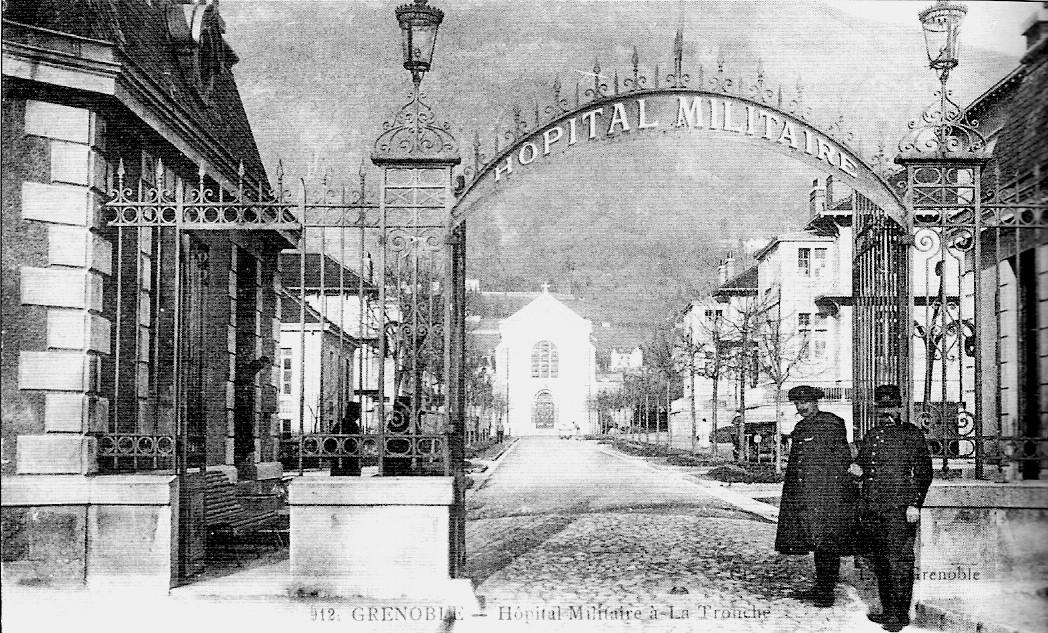
Hôpital militaire de Grenoble à La Tronche.

Située loin du front, la ville reçoit des blessés dans son hôpital militaire ouvert en 1910 à La Tronche et qui voit dès le début de la guerre sa capacité d'accueil passer de 250 à 605 lits. D'autres hôpitaux sont créés par réquisition et dépendent du service de Santé militaire comme les hôpitaux complémentaires du collège de l'Aigle avec 400 lits, du lycée de garçons avec 762 lits, du lycée de jeunes filles avec 200 lits et de l'annexe Hôtel Suisse avec 50 lits. Il existe également deux hôpitaux auxiliaires, l'un installé dans la maison de l'industriel Raymond du cours Berriat abritant 64 lits et l'autre situé dans l'École des arts industriels de la rue Lesdiguières avec 150 lits. Enfin onze hôpitaux bénévoles sont constitués dans des collectivités locales, des associations, des communautés religieuses ou des particuliers, abritant chacun quelques dizaines de lits mais dont le plus important est celui de l'École normale d'institutrices de la rue Marcheval avec 305 lits. Plusieurs hôpitaux militaires sont également ouverts en toute hâte dans la proche périphérie comme au Couvent des Capucins à Meylan ou au château d'Herbeys. Dans cette période de guerre meurtrière, la municipalité de Nestor Cornier décide d'ouvrir le 11 octobre 1915 un second carré militaire au cimetière Saint-Roch. Le premier soldat y est enterré dès le 19 novembre suivant et le carré compte à la fin de la guerre 663 tombes de soldats ou d’ouvriers coloniaux. Une réflexion en mai 1918 prévoit même un nouvel emplacement de tombes pour un rythme de 10 morts par mois jusqu'en 1920, mais qui n’est pas utilisé.
Cependant, des faits plus heureux se produisent pour la ville comme en 1916 où un don de pièces égyptiennes est fait au musée par Gabriel de Saint-Ferriol que son père, le comte Louis de Saint-Ferriol, avait ramené de son expédition en Égypte au cours de l'année 1842. Pour le musée, le don est d'une telle importance qu'en 1922, à l'occasion du centenaire du déchiffrement des hiéroglyphes par Champollion, une « salle Saint-Ferriol » sera ouverte dans le musée-bibliothèque.
Vers la fin de la guerre, le 29 juin 1918, une violente explosion retentit sur le polygone d'artillerie au nord de la ville à 15 heures. Cette explosion, provoquée accidentellement dans un stock de munitions de guerre, est suivie d'autres jusqu'à 1 heure du matin, le feu étant propagé de proche en proche par l'herbe enflammée. Provoquant des dégâts considérables dans la ville, tuiles projetées, vitrines brisées, cloisons enfoncées, usine à gaz endommagée, on ne déplore cependant qu'un seul mort. Une bonne partie de la population juge plus prudent de s'enfuir de la ville de peur d'une explosion massive, et quitte la ville en direction du sud. Le lendemain, le quotidien La république du Sud-est informe la population que la fourniture de gaz est interrompue jusqu'à nouvel avis, et demande à ses lecteurs de bien vouloir les excuser de la brièveté du journal fabriqué dans le vacarme des explosions et les bris de vitres. Il remercie également ses employés d'être restés à leur poste de travail dans de telles conditions.
Il faut attendre le mardi 12 novembre 1918 pour que son concurrent, Le Petit dauphinois, inscrive sur toute la largeur du journal L'ALLEMAGNE A CAPITULÉ. La nouvelle connue la veille vers midi par des volées de cloches et des salves ininterrompues d'artillerie, soulage la population mais ne peut la consoler de la disparition de leurs proches. Alors que le département de l'Isère comptait avant cette guerre un peu plus de 530 000 habitants, entre 17 000 et 19 000 d'entre eux y ont trouvé la mort au front, le chiffre précis restant encore incertain de nos jours.

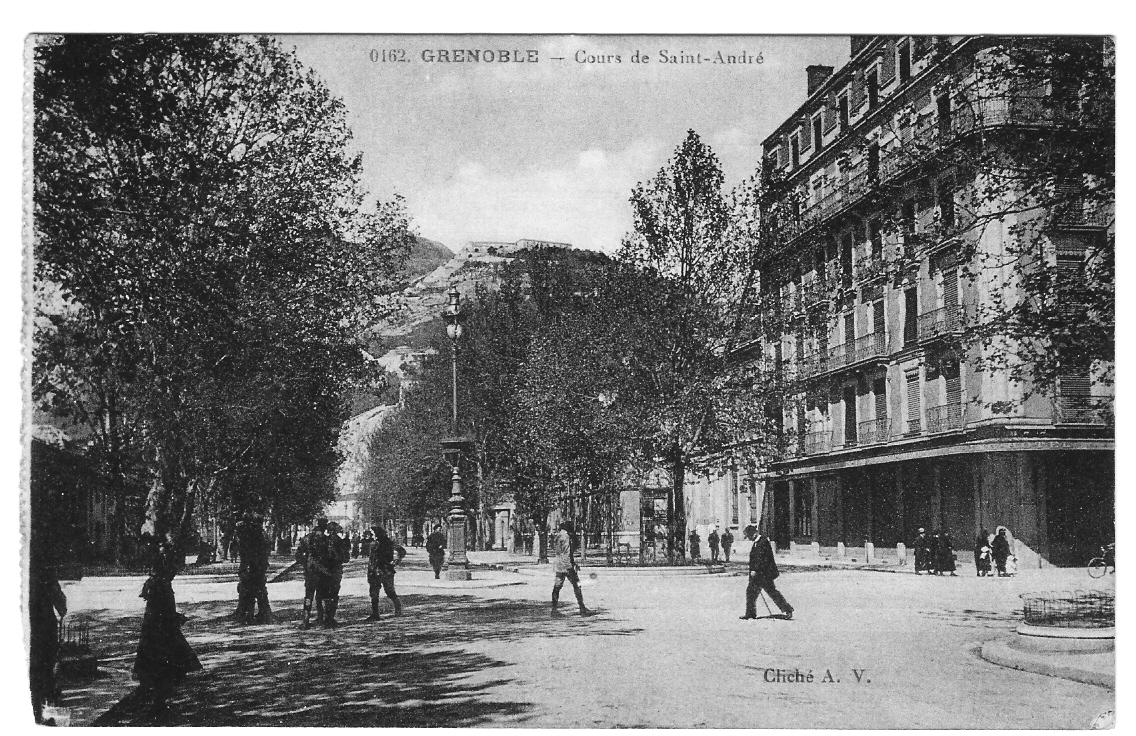
7 août 1920: La partie nord du cours Saint-André devient cours Jean-Jaurès.

Parallèlement, depuis la fin du XIXe siècle, l'utilisation de la houille blanche permet la naissance d'industries électrochimiques et électrométallurgiques, comme la Société des usines de Rioupéroux créée depuis 1899, mais loin de ralentir l'économie, la Première Guerre mondiale a amené une diversification des industries grenobloises. C'est en pleine guerre, le 23 mars 1917, que deux associés Neyret-Beylier et Piccard-Pictet fondent une société spécialisée en matériel hydraulique et qui sera connue sous l'acronyme Neyrpic. La réussite du fabricant de disjoncteurs Merlin Gerin, de la biscuiterie Brun, de la marque Lustucru ou de la chocolaterie Cémoi illustrent cet essor d'après-guerre, et le secteur du textile, pratiquement disparu, redémarre lui aussi avec l'implantation d'une fabrique de soie artificielle, la Viscose, près du Rondeau. Cette dernière, dont l'effectif est de plus de 1 000 personnes à son démarrage en 1927, crée une cité ouvrière à Échirolles ainsi que la cité Beauvert à Grenoble pour la maitrise.
Ce développement économique favorise une très forte immigration italienne provenant de quelques villages comme Corato dont les immigrés italiens s'installent principalement sur la rive droite de l'Isère dans le quartier Saint-Laurent. Mais la géographie du recrutement s'étend aux Russes, Polonais et Yougoslaves qui sont souvent recrutés directement dans leur pays d'origine. La carence de logements sociaux devenue inquiétante depuis la grande industrialisation de la ville amène à la création d'un office public d'habitations bon marché, dès la prise de fonction en 1919 d'un nouveau maire dynamique et ambitieux, Paul Mistral. L'été 1919 est marqué par un événement dans le domaine sportif, car pour la première fois, un coureur du Tour de France porte le maillot jaune au départ de l'étape Grenoble-Genève le 19 juillet.

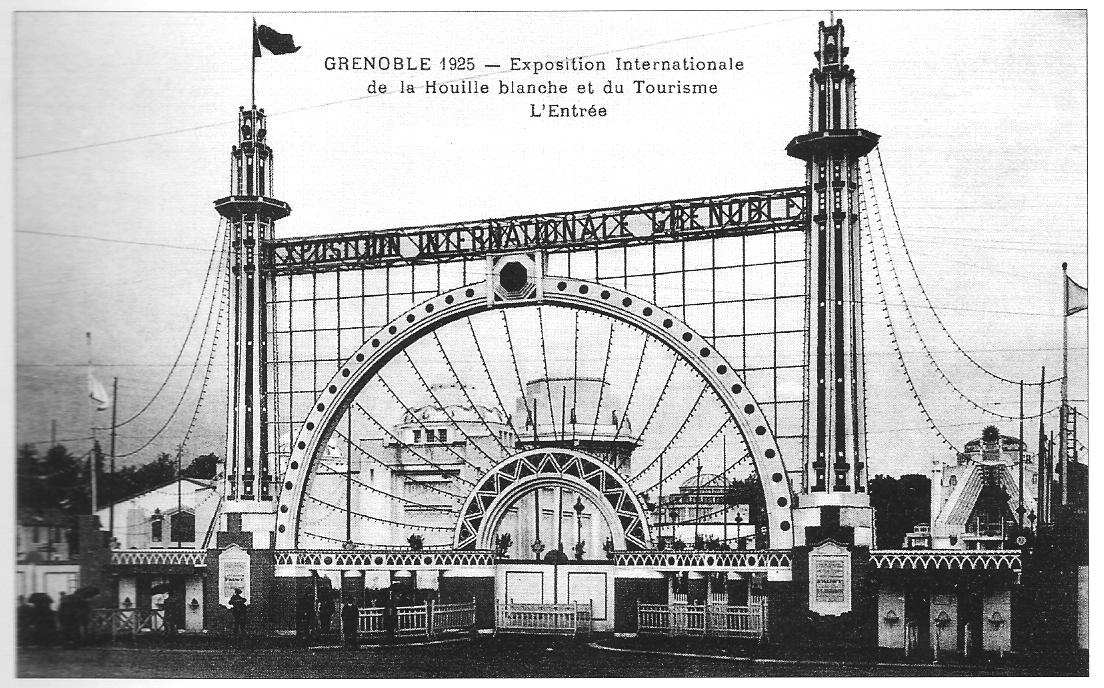
Entrée de l'exposition de 1925.

Alors que s'érige lentement la basilique du Sacré-Cœur près de la gare, Paul Mistral organise en 1925 l'Exposition internationale de la houille blanche et du tourisme, afin de mettre en lumière le développement économique de la ville due à l'industrie de l'hydroélectricité. Un peu plus d'un million de personnes venues du monde entier visitent cette exposition durant cinq mois. Les nombreux palais et bâtiments construits pour l'occasion ont tous été détruits à l'exception de la tour Perret et du palais de la houille blanche qui sert de parc d'expositions jusqu'en 1968. Le site de 20 hectares de cette exposition est transformé en parc urbain dénommé parc de l'exposition puis parc Paul-Mistral après la mort brutale de ce maire en 1932. Le maire profite de l'occasion pour ouvrir la ville vers le Sud.

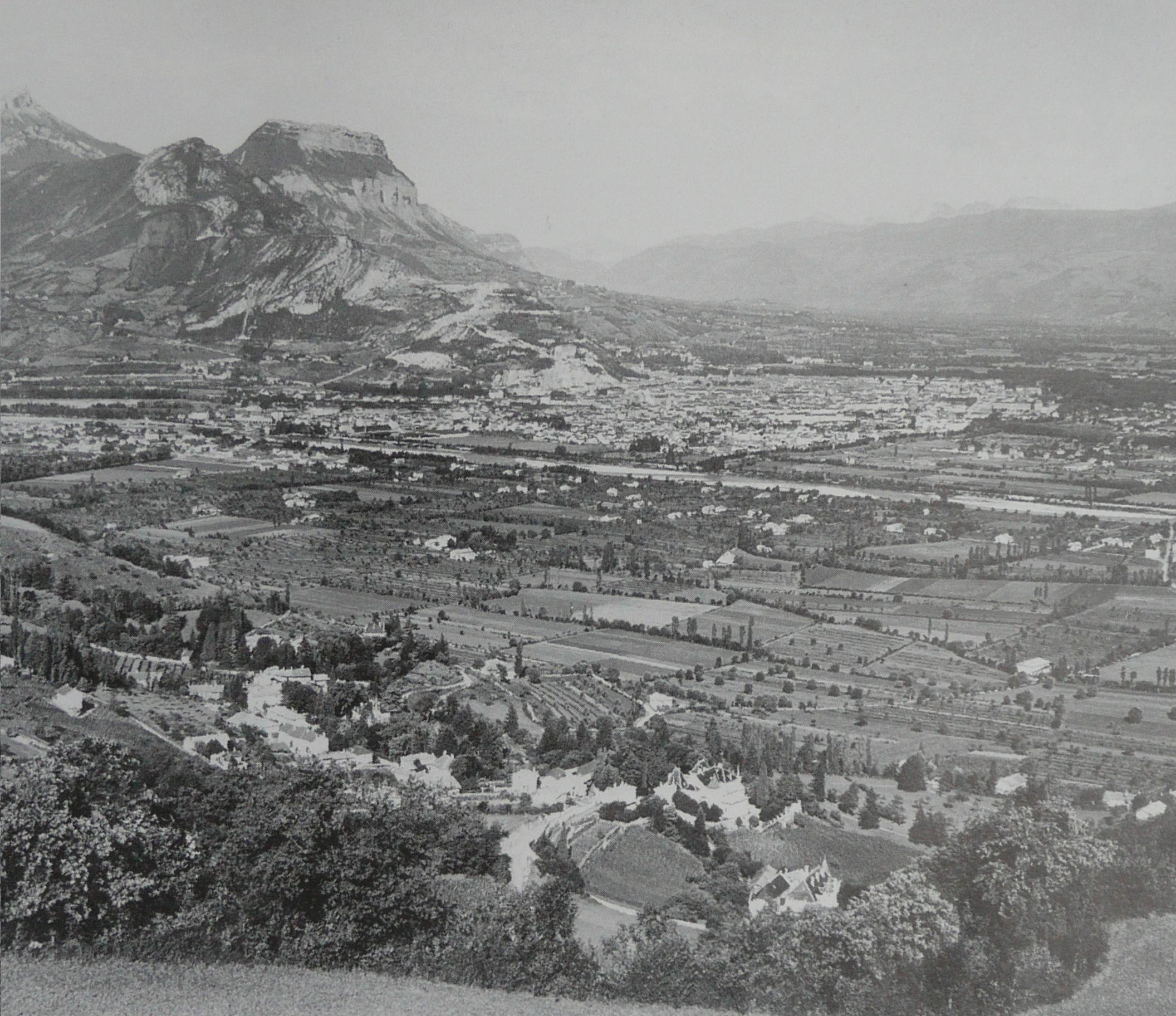
Grenoble en 1929.

Grâce au déclassement des fortifications de la ville adopté par le conseil municipal du 31 janvier 1920, les remparts construits en 1879 sont détruits et des grands boulevards aménagés peu à peu sur leur emplacement, permettant une urbanisation facilitée des quartiers de l'Abbaye, Exposition-Bajatière, Capuche et des Eaux-Claires. Mais le plan d'aménagement global de la ville, préparé à l'occasion par l'architecte Léon Jaussely, est refusé par le conseil municipal en raison notamment de l'obligation du plan à déplacer la gare dans le sud de la ville.
La Grande Dépression, perceptible à Grenoble dès l'année 1930, amène une faillite retentissante, celle du banquier Georges Charpenay. Banquier régional aux vues larges, ami des grands industriels dauphinois depuis la fin du XIXe siècle, il contribuait de façon décisive au financement des équipements et des entreprises. Mais en 1931, Charpenay se retrouve obligé de suspendre ses opérations, car l'immobilisation de la majeure partie de ses fonds ne lui permet pas de faire face aux demandes de retraits de ses déposants, affolés par la grande crise. La Banque de France l'abandonne et le banquier se voit ruiné et condamné avec sursis après quelques mois de prison.

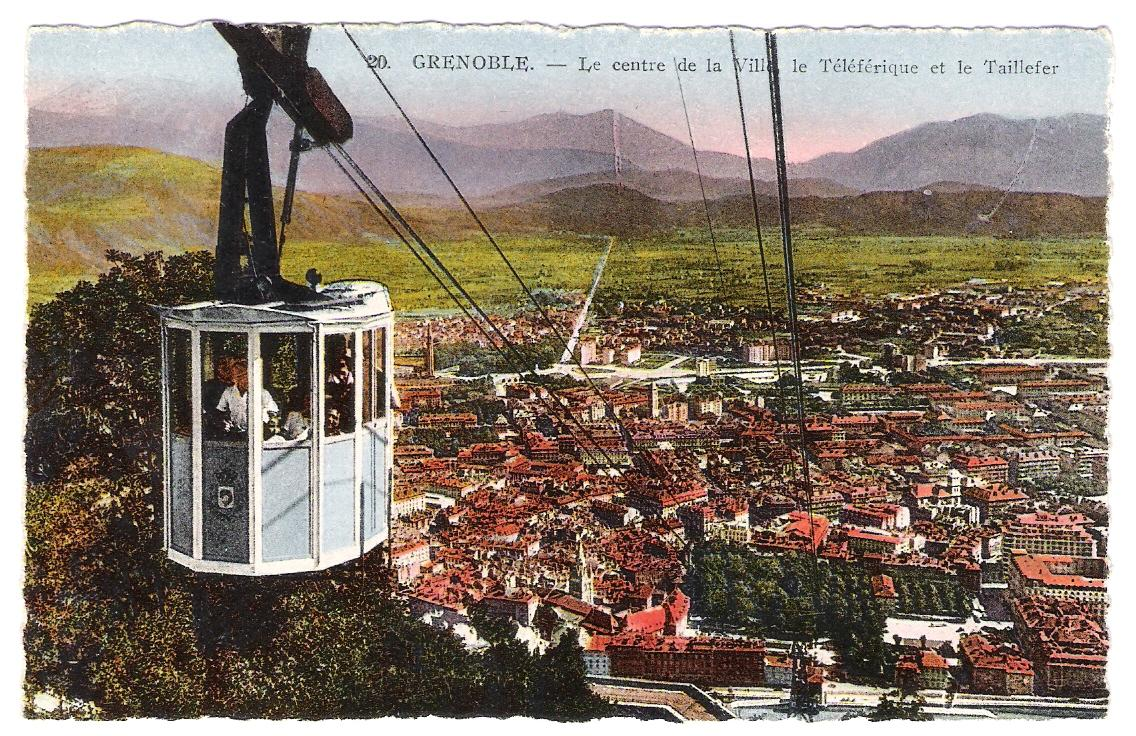
Téléphérique bleu en 1934.

Avec le développement de l'industrie touristique, le téléphérique de la Bastille mis en chantier par Paul Mistral est inauguré en 1934 par son successeur Léon Martin, permettant d'accéder très facilement à un point de vue panoramique situé 264 mètres au-dessus de Grenoble. Deux ans plus tard, le téléphérique, surnommé la ficelle, connaît alors sa véritable consécration lorsque le président de la république Albert Lebrun visite l'installation.

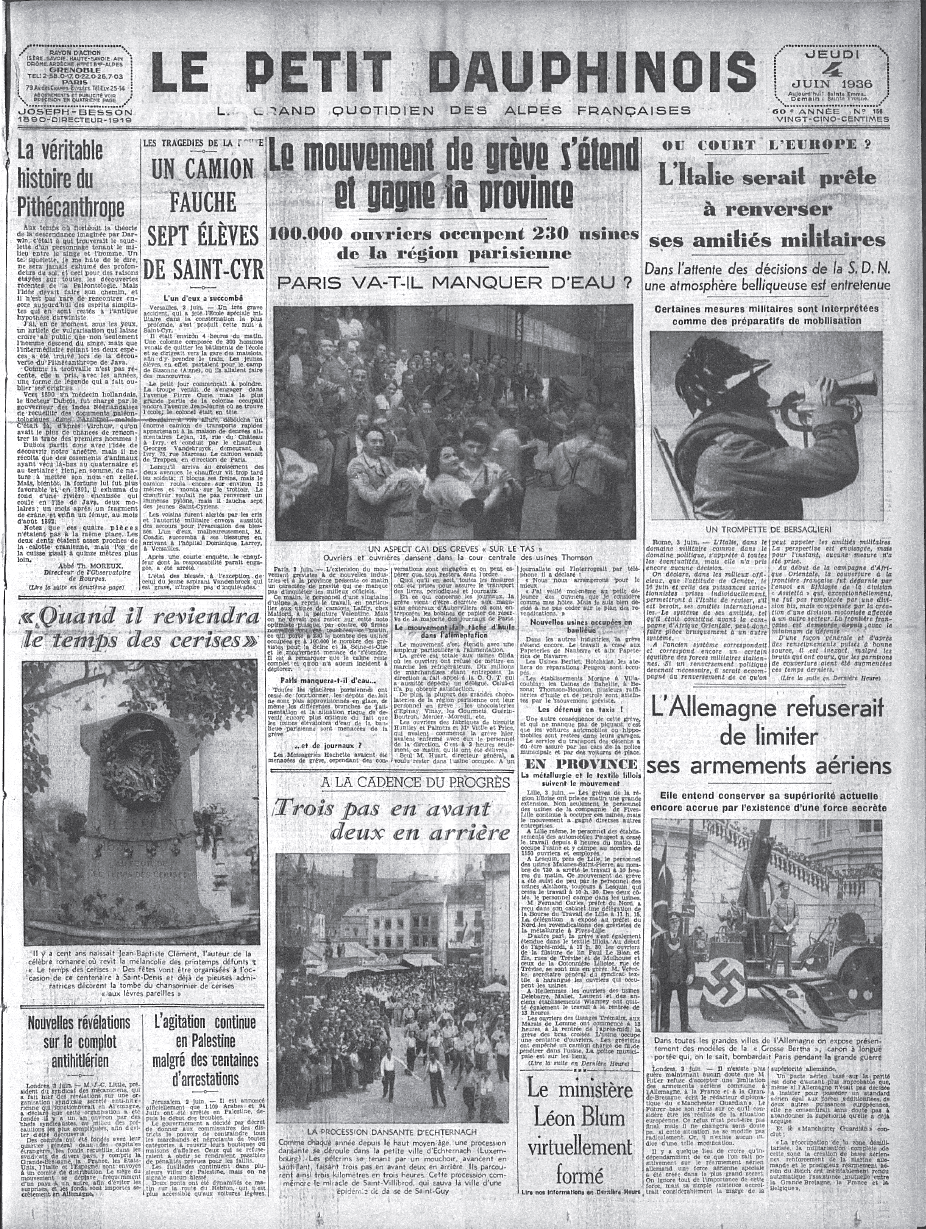
Le Petit Dauphinois du 4 juin 1936

Cette même année, Grenoble est le théâtre de manifestations très précoces qui amèneront la victoire du Front populaire deux ans plus tard. Dès le 7 février, un défilé des deux centrales ouvrières, la CGT et la CGTU parcourt les rues, en réaction à la manifestation antiparlementaire du 6 février. La manifestation est reconduite le 12 février puis le 1er mai 1934. De son côté, la fédération républicaine invite Philippe Henriot, de l'extrême-droite, au cours d'un meeting le 10 juin, provoquant de vives réactions populaires et la mise en place de très nombreuses forces de police. C'est l'intervention du maire Léon Martin qui arrête des affrontements sur la place Saint-Bruno et un défilé en commun termine la matinée.
Ce mouvement unitaire des syndicats se traduit à partir du mois de septembre 1934 par la création d'un syndicat unique par secteur d'activité. L'année 1935 voit une nouvelle manifestation le 14 juillet où 10 000 personnes se pressent sur la place Notre-Dame, rassemblant socialistes et communistes, mais où les radicaux sont tenus à l'écart. Élu maire de Grenoble en 1935, à l'âge de 64 ans, Paul Cocat conserve cette fonction durant toute la seconde Guerre mondiale qui se prépare.
L'année suivante, le monument rendant hommage à la gloire des diables bleus, héros militaires de l'année 1915, est inauguré le 31 mai dans le parc Paul-Mistral. Pour l'occasion, le général Maurice Gamelin vient prononcer un discours devant une foule considérable estimée à dix-mille personnes selon la presse.
Le 14 octobre 1936, l'aéroport de Grenoble-Mermoz, est inauguré dans le Sud de la ville par le maire Paul Cocat. En 1936, il inaugure le stade Charles-Berty puis l'année suivante le récent boulevard des fortifications est baptisé des trois noms, Vallier, Foch, Joffre. Le 2 février 1939, Grenoble accueille 2 430 réfugiés espagnols arrivés en train, victimes de la guerre d'Espagne qui s’achève par la victoire franquiste. Le groupe est composé d'une majorité de femmes et d'enfants qui sont logés dans le palais de la houille blanche du parc Paul-Mistral jusqu'en juin.

#### La Seconde Guerre mondiale

Carte de la France en 1942.

Durant la Seconde Guerre mondiale, lors de l’invasion allemande, la défense de la ville est assurée par le général Cartier lors de la bataille de Voreppe les 23 et 24 juin 1940, au cours de laquelle ses pièces d'artillerie stoppent l'avancée des blindés allemands à une douzaine de kilomètres de Grenoble. L’armistice signé par le maréchal Pétain entraîne l'arrêt des combats en France le 25 juin 1940 à l'aube, évitant ainsi à Grenoble de subir une invasion allemande. Un grand calme s'établit dès lors sur la ville succédant aux bruits de combats au loin. Mais très vite, le régime de Vichy persécute des minorités comme les Francs-maçons qui voient leurs loges interdites à la suite des décrets du 13 août 1940. Le préfet fait publier les noms de leurs membres dans Le Petit Dauphinois et plusieurs fonctionnaires sont révoqués ou déplacés. Cas unique en France, le temple maçonnique de Grenoble situé cours Jean-Jaurès est démoli et son mobilier vendu aux enchères. Grenoble fait alors partie de la « zone libre », et enserrée dans ses montagnes, apparaît encore comme un refuge pour de nombreux intellectuels, avant de connaître une occupation italienne entre novembre 1942 et septembre 1943. Le souvenir de la Première Guerre mondiale pousse des Belges, des Français du Nord, des Alsaciens, des Lorrains, des Polonais, des Italiens antifascistes, des républicains espagnols, des juifs, des Parisiens, avocats, médecins, hommes politiques à venir s'établir dans la ville et sa région. Dès le mois d'octobre, le monde universitaire et de nombreux professeurs choisissent Grenoble, comme destination à cause de sa situation en zone libre. Certains d'entre eux deviennent célèbres par la suite comme Louis Néel.
La grande majorité de la population grenobloise accepte avec reconnaissance, en 1940, la présence à la tête de l'État du maréchal Pétain et se rallie à son nouveau régime. Le Régime de Vichy met en place un nouveau préfet, Raoul Didkowski, qui reste en place jusqu'en août 1943, et conserve le maire Paul Cocat. La France conserve une armée d'armistice et Grenoble maintient sa tradition militaire mais sans toutefois retrouver la totalité de sa garnison de septembre 1939. L'information reste également en place avec Le Petit Dauphinois de Joseph Besson, La Dépêche dauphinoise de Marcel Farges, et La République du Sud-Est dirigée par Léon Poncet. Les trois médias apportent leur soutien au régime de Vichy et à son guide, le maréchal Pétain. Ce dernier effectue un déplacement à Grenoble les 19 et 20 mars 1941, accueilli par le préfet et l'évêque Alexandre Caillot, admirateur du maréchal. Son parcours dans la ville est cependant étroitement surveillé par des appelés du contingent disposés tous les mètres environ.

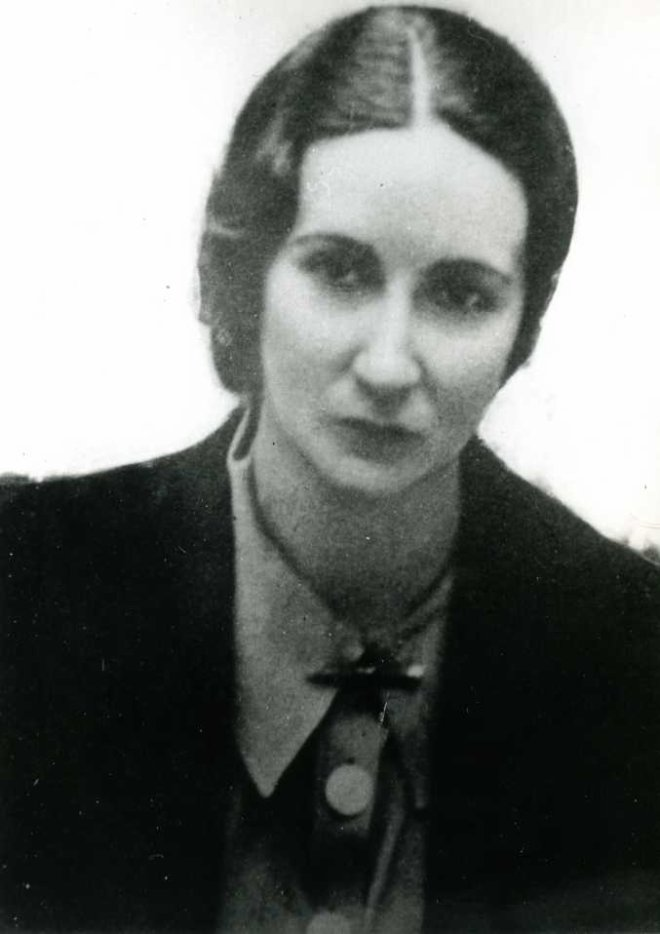
Marie Reynoard, figure de la Résistance grenobloise.

La vie quotidienne à Grenoble devient plus difficile comme dans le reste de la France et un premier statut des Juifs est mis en place le 3 octobre 1940. Les tickets de rationnement alimentaire apparaissent dès mars 1940 et régentent la vie jusqu'à fin 1949. Le 17 octobre 1941, le journal officiel publie un statut de la noix qui en réglemente la cueillette et la vente. Devant le marché du cours Jean-Jaurès, les ménagères font la queue dès 4 h du matin, obligeant nombre de familles à acheter un jardin familial en périphérie. En juin 1942, la foire-exposition des produits de remplacement remporte à Grenoble un énorme succès car la pénurie suscite l'inventivité de tous. Les pois chiches, les glands de chêne grillés et la chicorée remplacent le café, les semelles de bois ou de liège le cuir, les cigarettes sont faites de feuilles de tournesol ou de topinambour. Grenoble n'a plus de voiture mais des vélos-taxis, la bicyclette étant devenue le moyen de transport quotidien.
Mais lentement, d'une opposition dispersée, la ville prend une part active à une Résistance organisée. Fin 1941, des antennes locales de mouvements tels que Combat ou Franc-tireur s’enracinent à Grenoble grâce à des figures comme Eugène Chavant, Léon Martin, Jean Perrot ou encore Marie Reynoard. Cette même année, une nouvelle école ouvre ses portes le long du nouveau boulevard Joseph-Vallier dans d'immenses locaux, l'école des pupilles de l'air. Des universitaires de la ville appuient les actions clandestines. Ces résistants créent un service de faux papiers aux réfractaires du STO à partir de l'été 1942, aidés dans la tâche par Henri Grouès, vicaire de la cathédrale Notre-Dame, qui prend dans cette clandestinité le nom d'abbé Pierre. Le 26 août 1942, les policiers procèdent à une rafle de 353 Juifs étrangers. Rassemblés à la caserne Bizanet (situé au no 51 de l'avenue Maréchal-Randon), 98 d'entre eux sont envoyés au camp de Drancy puis déportés au camp d'Auschwitz.
Mais en novembre 1942, le débarquement des troupes alliées en Afrique du nord provoque l'invasion de la majeure partie de la zone libre par les troupes allemandes et l'occupation par l'armée italienne d'une zone située à l'est de la vallée du Rhône. La ville de Grenoble qui atteint alors la barre des cent mille habitants est occupée par l'armée italienne dès le 11 novembre 1942. La 5e division alpine dite Pusteria, commandée par le général Maurizio De Castiglioni, est essentiellement composée de Piémontais, dont les relations amicales avec quelques membres de la communauté italienne de Grenoble permettent aux habitants de supporter facilement une occupation militaire peu contraignante, malgré une exécution et 59 emprisonnements. En décembre 1942, l'inscription "JUIF" devient obligatoire sur les pièces d'identité et en février 1943, apparaît le Service du travail obligatoire pour les jeunes hommes âgés de 21 à 23 ans. Le groupe Armée secrète de Louis Clavel organise le 25 mai 1943 un attentat contre l'hôtel Gambetta, siège de la division italienne. Il contraint ainsi l'état-major italien à déménager dans la maison des Étudiants. Par ailleurs, à la suite de l'échec du dispositif du STO, des rafles sont organisées en juillet à Grenoble et dans le Vercors et un couvre-feu est instauré sur Grenoble et quatre communes périphériques.

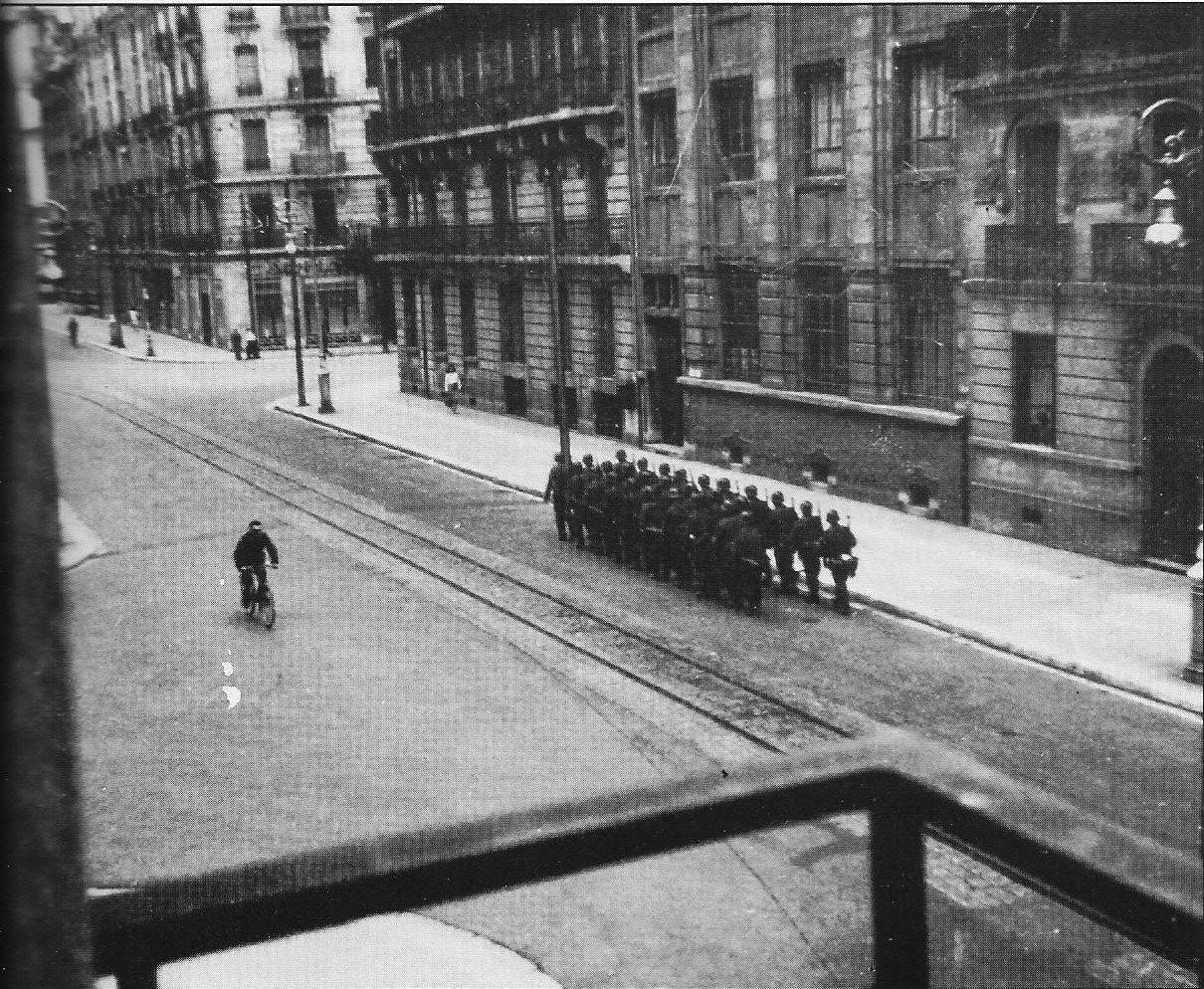
Une section de l'armée allemande défile boulevard Édouard-Rey.

Cependant, à la suite de l'armistice de Cassibile, les Allemands chassent les troupes italiennes et occupent la région à partir du 9 septembre 1943 sous le commandement du général Karl Pflaum et de sa 157e division d'infanterie. De nombreux bâtiments sont alors réquisitionnés dans la ville comme des écoles, des hôtels, sept casernes militaires, un immeuble place Victor-Hugo pour la Milice, le Palais de la houille blanche dans le parc Paul-Mistral et l'aéroport de Grenoble-Mermoz. De violents conflits secouent la ville à partir de cette période lorsqu'un ingénieur, André Abry, se fait tuer le 6 octobre par une sentinelle allemande devant le 5, rue de Palanka, devenant alors la première victime de l'occupation allemande à Grenoble.
Quelques jours plus tard, les patriotes dauphinois sont appelés à manifester lors de la commémoration du 11 novembre 1943 au monument aux morts de la Porte de France sur la rive droite de l'Isère, mais à l'approche du pont de la Porte de France permettant d'y accéder, les gardes mobiles empêchent les manifestants de le franchir et les repoussent. Les manifestants décident alors de se rendre au monument des diables bleus du parc Paul-Mistral. Arrivés sur place, ils ont à peine le temps de déposer un bouquet qu'ils sont encerclés par les forces allemandes venues en nombre et 600 d'entre eux sont arrêtés. Déplacés jusqu'à la caserne de Bonne, 400 d'entre eux sont retenus et déportés deux mois plus tard dans des camps de concentration. Sur ces 400 jeunes hommes de moins de trente ans déportés à Auschwitz, seuls 102 reviennent vivants à la fin de la guerre. À partir de cette date, le couvre-feu annoncé par voie de presse est avancé à 17 h au lieu de 20 h.

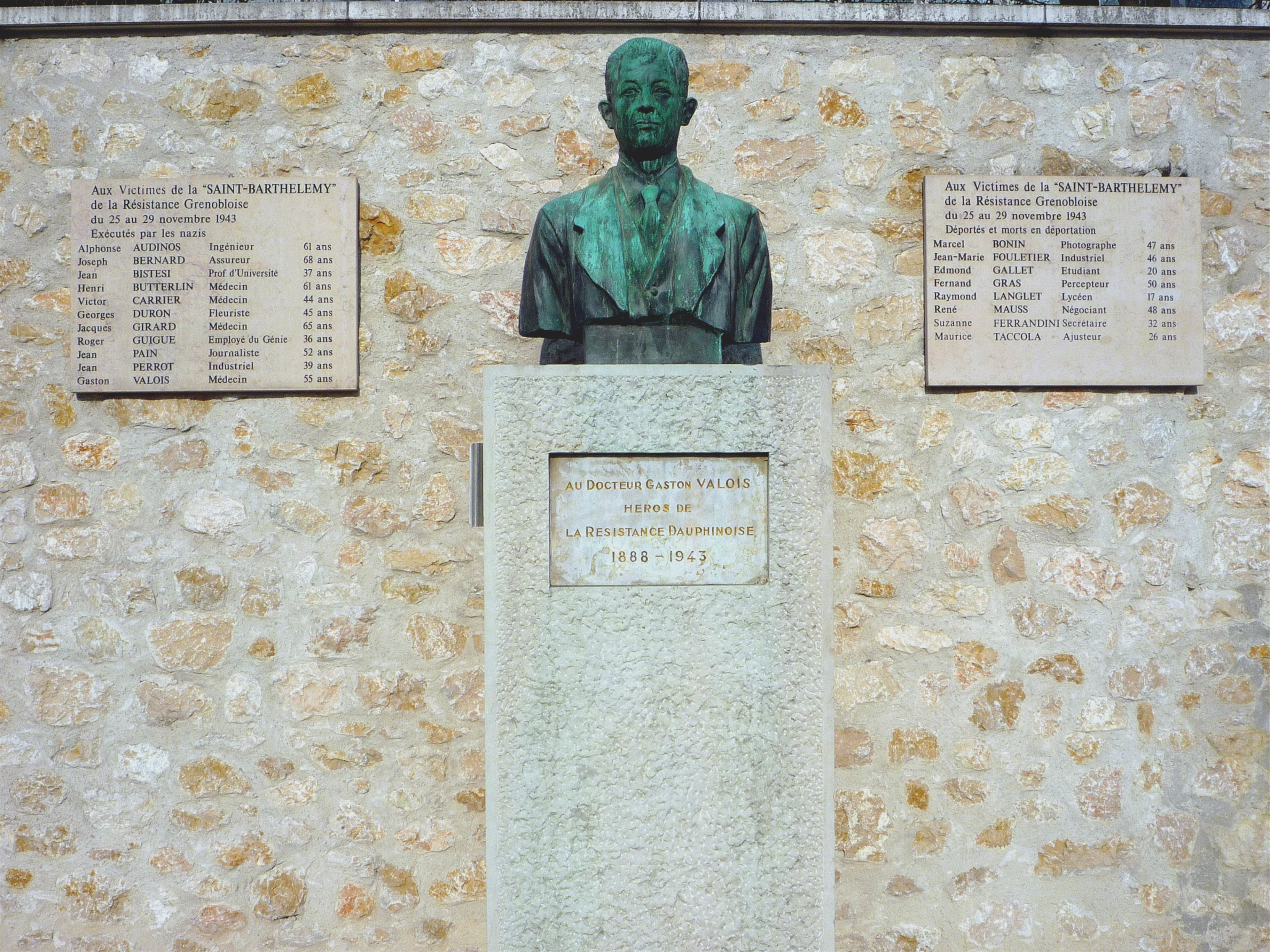
Monument commémoratif de la Saint-Barthélemy grenobloise.

En novembre, une grève quasi générale et des manifestations ont lieu devant les offices de collaboration, entraînant une forte répression. Pour supprimer les armements allemands, le résistant Aimé Requet fait sauter le parc d’artillerie du Polygone le 14 novembre 1943. En représailles, l’occupant aidé par des miliciens intensifie sa répression sous forme d’arrestations et d’assassinats à travers la ville. Ce violent épisode qui voit dans la dernière semaine de novembre la disparition des principaux responsables de la Résistance iséroise est surnommé la « Saint-Barthélemy grenobloise ». Pourtant, malgré cet épisode, les munitions intactes transférées à la caserne de Bonne sont la cible d'un nouveau sabotage. Un volontaire polonais, Aloyzi Kospicki pose les détonateurs le 2 décembre 1943, provoquant une série d'explosions durant trois heures, ravageant tout un quartier, tuant 13 personnes et en blessant 213. Cette opération risquée était en préparation depuis des semaines, mais a été ressentie par la population et l'occupant comme une réponse directe aux assassinats de la Saint-Barthélemy grenobloise, obligeant ainsi les Allemands à s'installer dans le lycée Champollion. Quant aux sabotages industriels et ferroviaires, ils se multiplient. Début 1944, le comité départemental de libération (CDL) est institué lors de la réunion dite de "Monaco" tenue le 25 janvier à Méaudre.
Au quotidien, la pénurie de charbon qui sévit depuis le début de l'hiver renforce encore le sentiment d'insécurité, mais la population va au cinéma, moyen de recevoir des informations même si l'on sait qu'elles sont des instruments de la propagande, et écoute la radio car nombreux sont les foyers dans les villes à posséder leur propre poste TSF malgré le prix élevé à l'achat et de la redevance. Quatre mois plus tard, le bombardement du 26 mai 1944 par les Alliés vise spécialement la gare de triage de la Buisseratte à Saint-Martin-le-Vinoux en ratant l'objectif du pont du chemin de fer mais en faisant plusieurs dizaines de morts. Le débarquement de Normandie en juin accentue les actions de la Résistance, bloquant considérablement les troupes allemandes et les axes de circulation autour de la ville. Mais le 11 août, des résistants anonymes tuent deux soldats allemands devant le 153, cours Berriat. En représailles, les Allemands exécutent trois jours plus tard vingt jeunes résistants du Vercors sur un terrain à l'angle de la rue Ampère et du cours Berriat et massacrent 48 personnes sur le polygone d'artillerie, dont les corps ne sont retrouvés que le 26 août.
Sous la pression du débarquement de Provence par les Alliés le 15 août, Grenoble est évacuée précipitamment par les troupes allemandes dans la nuit du 21 au 22 août 1944 alors que dans les plans d'origine, trois mois avaient été prévus avant d'arriver à Grenoble par la route Napoléon. Le premier véhicule américain arrive le 20 août dans le Trièves par le col de la Croix-Haute. Dès le 21 août, une section française parachutée le 31 juillet dans la Drôme et commandée par Raymond Muelle, reçoit l'ordre du commandement américain de prendre le pont sur le Drac à Claix. Dans l'après-midi, les Allemands refluent vers Grenoble et dans la soirée, le général Karl Pflaum et ses troupes partent de Grenoble par le boulevard des Alpes qui est bordé de mitrailleuses pour les protéger. Les troupes allemandes mettent le feu à un dépôt de munitions près du stade Charles-Berty et empruntent le pont du Sablon en un convoi ininterrompu de blindés, voitures, motos, vélos se dirigeant vers l'Italie.

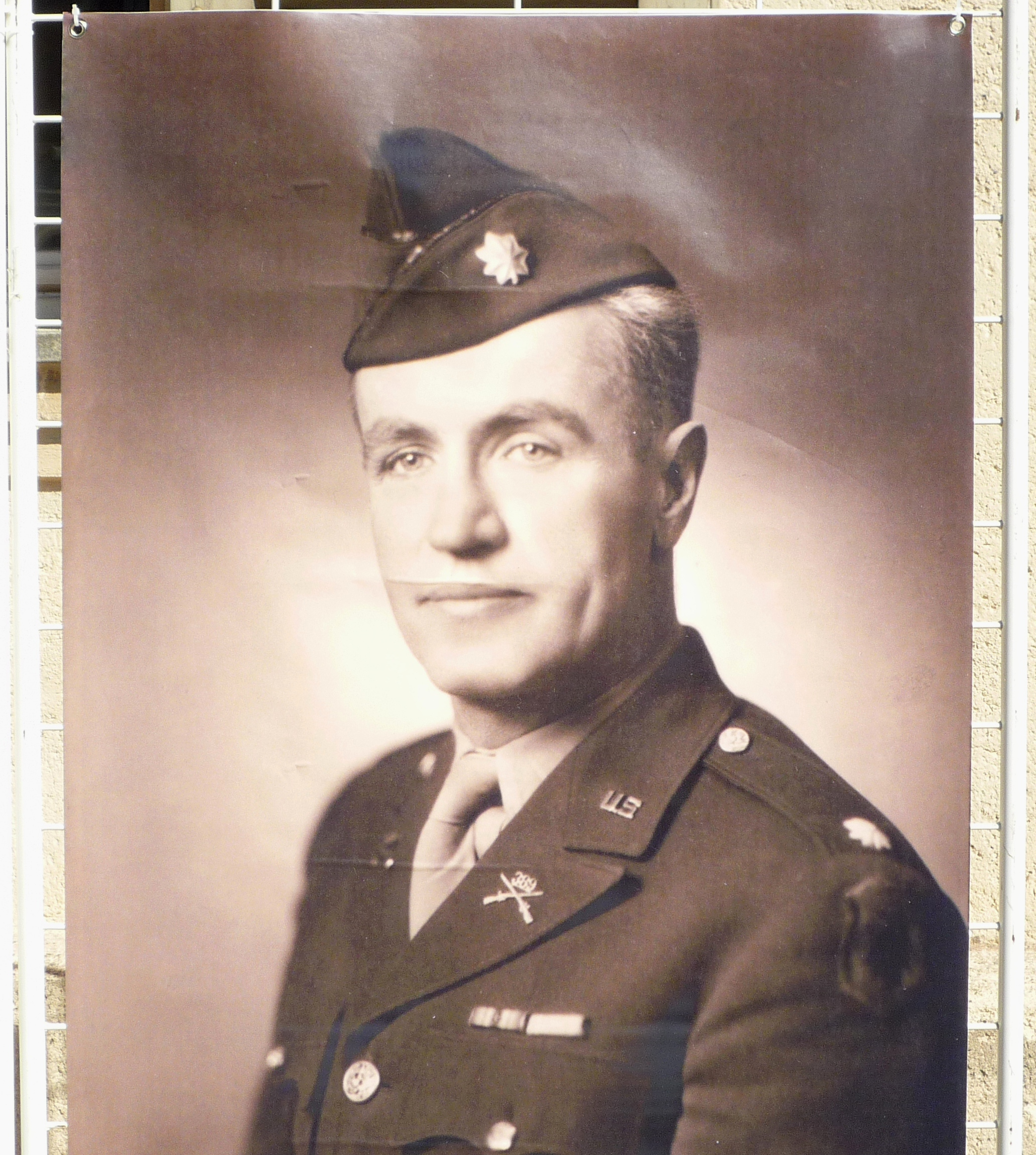
Lieutenant-colonel Philip Johnson.

Le mardi 22 août à l'aube, les maquisards des massifs environnants, les membres des groupes francs ainsi que deux détachements français parachutés le 31 juillet dans la Drôme rentrent dans Grenoble, suivis vers midi par le IIIe bataillon du 143e régiment d'infanterie appartenant à la 36e division d'infanterie de l'armée américaine. Arrivant du sud de Grenoble par le cours Saint-André, le IIIe bataillon commandé par le lieutenant-colonel Théodor Andrews est accompagné de son chef de corps, le colonel Paul Adams, débarqué sept jours auparavant sur les plages de Provence. Alors que les panneaux indicateurs en allemand sont arrachés, que les rues sont envahies par la foule en liesse et que les cloches sonnent, Adams installe son quartier général à l'hôtel Napoléon et prend contact avec Alain Le Ray, chef des FFI de l'Isère afin de parer à l'éventualité d'un retour allemand. Un nouveau préfet, Albert Reynier, est mis en place et un nouveau maire issu de la Résistance, Frédéric Lafleur, remplace Paul Cocat. Mais dès le lendemain, alors que des affrontements ont encore lieu vers Domène et Gières, Adams reçoit l'ordre de faire mouvement vers la vallée du Rhône, laissant la relève au 179e régiment d'infanterie de la 45e division d'infanterie et ayant pour chef de corps le colonel Harold Meyer. Ce dernier charge le chef de son IIIe bataillon, le lieutenant-colonel Philip Johnson d'assumer la protection du front nord de la ville. Avec l'aide des maquisards, 400 prisonniers allemands sont capturés le 24 août. Cependant, un ultime malheur s'abat sur la ville lorsque le 26 août, deux charniers totalisant 48 cadavres sont retrouvés sur le chemin Mutte près du polygone d'artillerie.

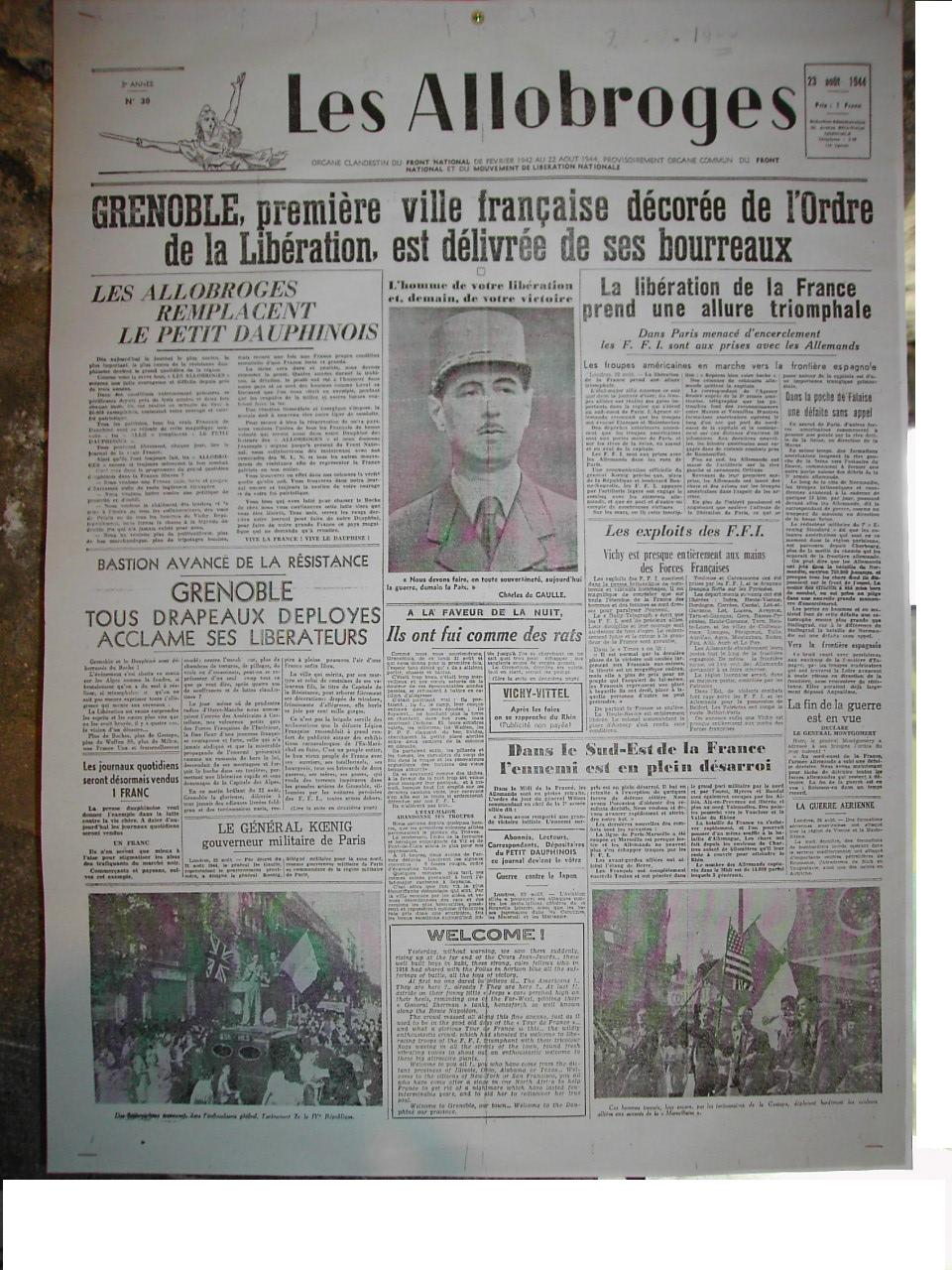
Journal Les Allobroges du 23 août 1944.

L'occupation allemande de Grenoble a duré un peu moins d'un an mais a été ressentie douloureusement par la population. L'historien Robert Favier comptabilise durant cette période d'occupation 1 852 personnes arrêtées dans l'agglomération grenobloise dont 1 500 portées disparues, et 354 personnes fusillées ou tuées au combat.
Jugé trop proche des forces occupantes, le principal quotidien de la région, Le Petit Dauphinois, fondé en 1878, tire son dernier numéro ce 22 août, et se fait remplacer le lendemain par Les Allobroges, un journal issu de la Résistance locale. Le même jour, le nouveau préfet Albert Reynier, issu de la Résistance du Grésivaudan, est mis en place. C'est le début d'une brève période où des règlements de compte se produisent dans une population qui traque les collaborateurs français de l'occupant. Les procès de la collaboration en 1944 provoquent l'exécution le 2 septembre de six miliciens sur le même square où de jeunes résistants avaient été exécutés par les Allemands un mois auparavant. Guy Eclache, l'un des principaux collaborateurs grenoblois (un temps en fuite en Italie avant d'y être retrouvé et ramené en France par Pierre Fugain), est condamné à mort et exécuté le 20 octobre 1945. De son côté, l'évêque de Grenoble, Alexandre Caillot, l'un des prélats les plus pétainistes de France n’est pas inquiété et échappe à la vindicte.

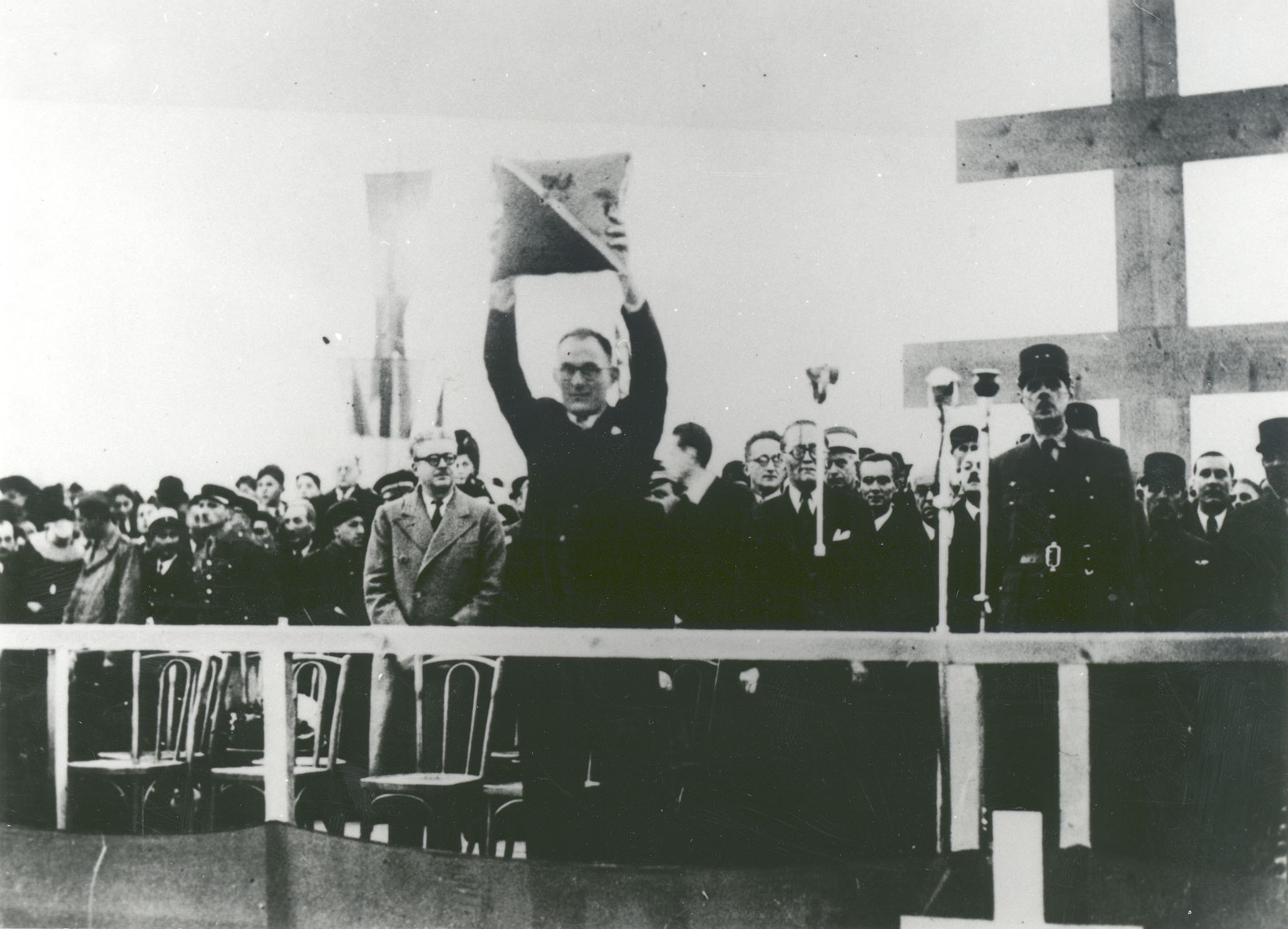
Frédéric Lafleur sur la place Pasteur.

La même année en mai, Grenoble est nommée « compagnon de la Libération » par le gouvernement provisoire du général de Gaulle, pour récompenser cette « Ville héroïque à la pointe de la résistance française et du combat pour la libération. Dressée dans sa fierté, livrée à l'Allemand, malgré ses deuils et ses souffrances, malgré l'arrestation et le massacre des meilleurs de ses fils, une lutte acharnée de tous les instants. Bravant les interdictions formulées par l'envahisseur et ses complices, a manifesté le 11 novembre 1943, sa certitude de la victoire et sa volonté d'y prendre part. Le 14 novembre et le 2 décembre 1943, a répondu aux représailles et à l'exécution des chefs des mouvements de la résistance, par la destruction de la poudrière, de la caserne, de transformateurs et d'usines utilisés par l'ennemi. A bien mérité de la Patrie. ».
Le 5 novembre, le général Charles de Gaulle vient remettre la médaille de l'ordre de la Libération à la ville de Grenoble et évoque la période écoulée par ces mots « Grenoble a supporté tout cela, mais Grenoble à aucun moment - qui donc le sait mieux que celui qui a l'honneur de lui parler ? - à aucun moment n'a renoncé à soi-même, n'a renoncé à la liberté, à l'espérance, à la Patrie. ». C'est son nouveau maire issu des mouvements de résistance, Frédéric Lafleur, qui présente la médaille devant une foule considérable sur la place Pasteur, devant la Maison des Étudiants, ancien quartier général de la Wehrmacht. Faute de pouvoir obtenir le titre de capitale de la Résistance, Grenoble obtient celui de capitale des maquis.

#### De 1945 à l'an 2000

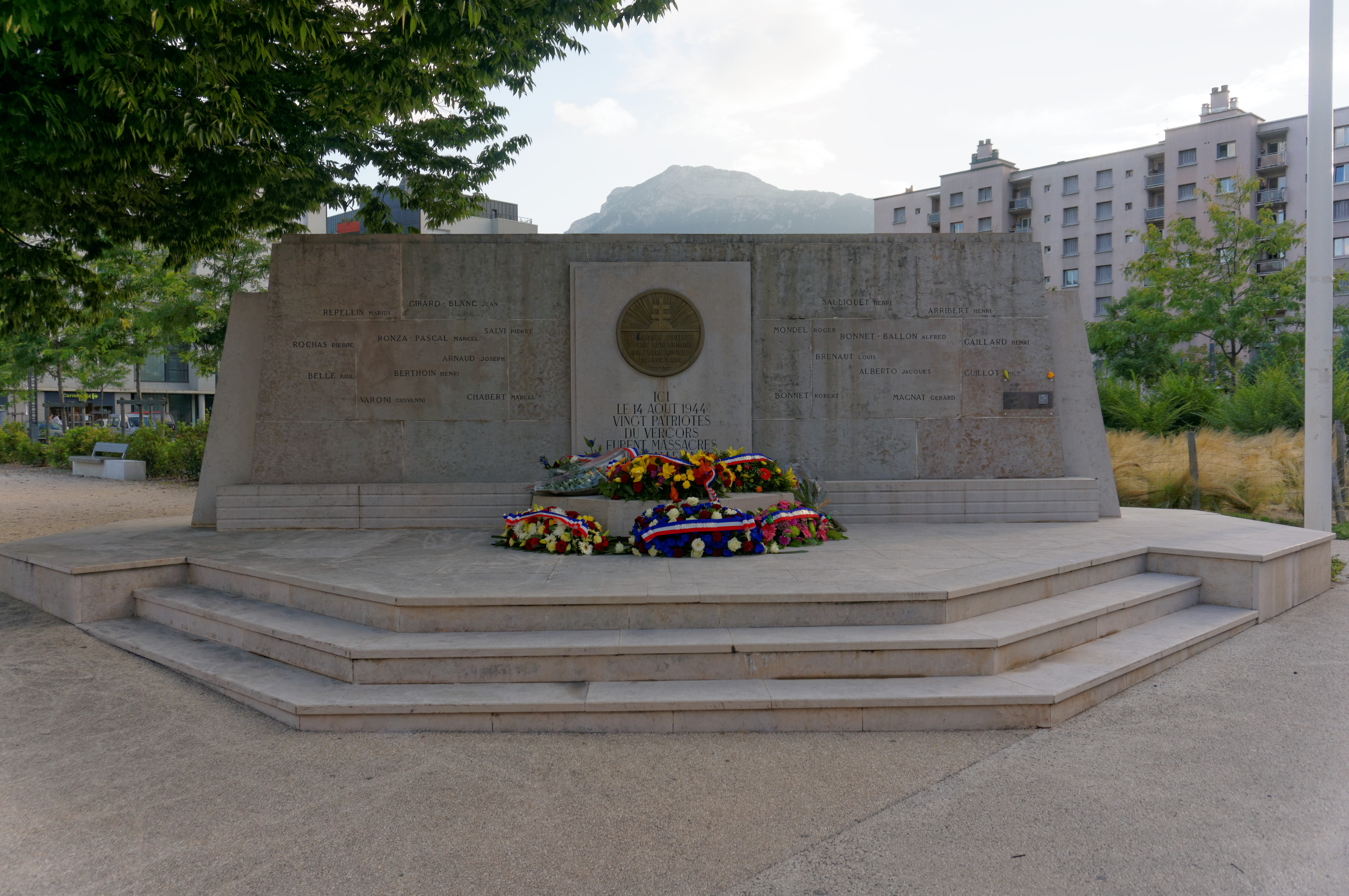
Mémorial square des fusillés en 2014.

Le 7 septembre 1945, alors que Léon Martin vient d'être rappelé au poste de maire, et que le monde vient d'apprendre les bombardements atomiques d'Hiroshima et de Nagasaki, le quotidien Le Dauphiné libéré remplace Les Allobroges après un peu plus d'un an de parution. Des plaques et des monuments commémoratifs apparaissent régulièrement dans les rues de la ville à partir de l'année 1946, comme celui à la mémoire du docteur Valois ou celui du square des fusillés du cours Berriat.
Dans cette après-guerre qui voit l'abandon de son système de transport par tramway au profit d'une réorganisation de ses transports basée sur les trolleybus au cours des brèves municipalités de Marius Bally et de Raymond Perinetti de 1947 à 1949, le « Syndicat mixte du réseau des transports en commun de la région grenobloise » (SMRTCRG) voit le jour le 12 août 1948.

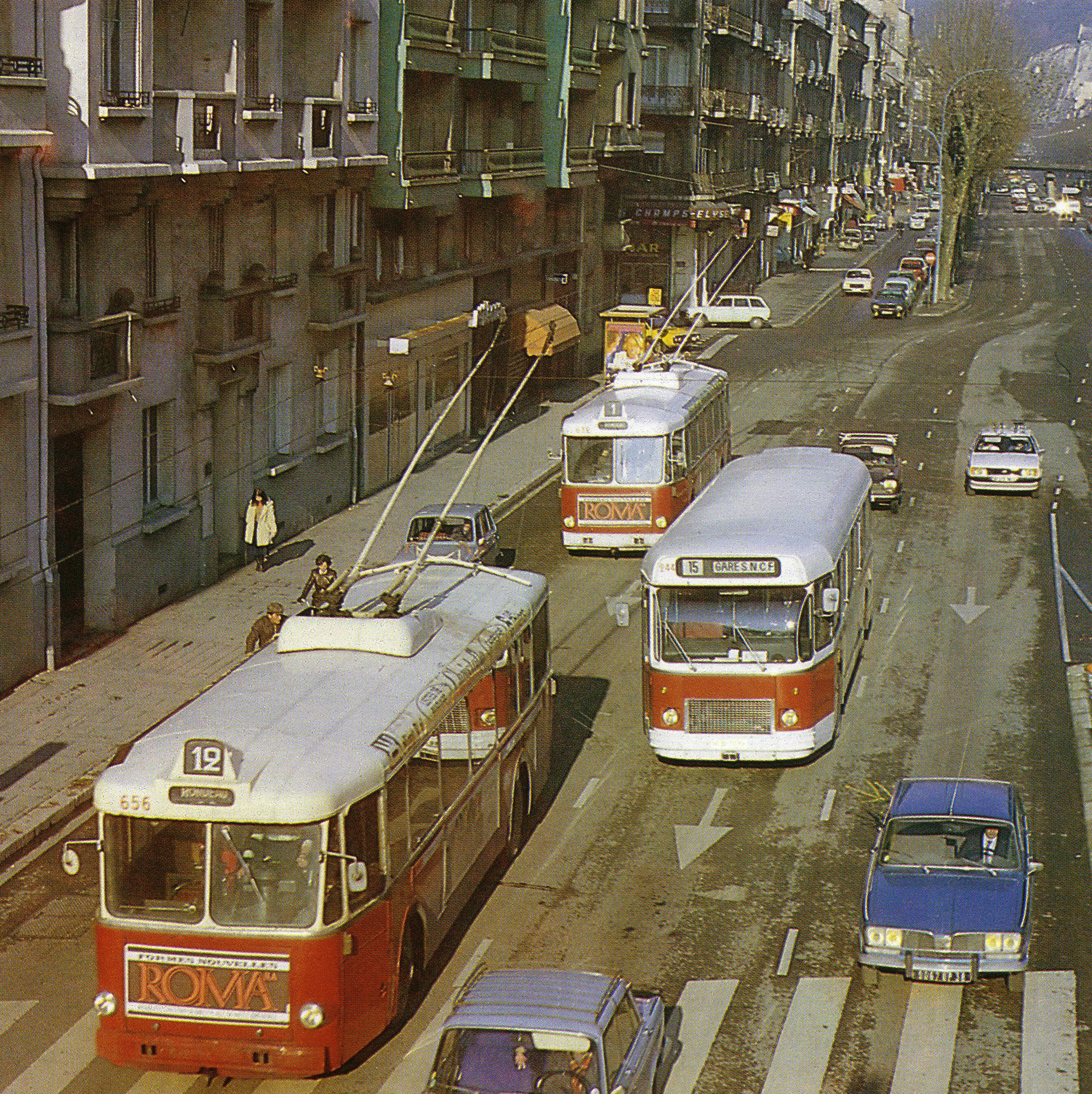
Trolleybus grenoblois vers leur fin de carrière en 1977

Ce syndicat prend la relève d'une commission mixte formée en 1947, et a donc pour mission de réorganiser les transports urbains dans la région grenobloise. Il disparaît en 1953 après avoir achevé son programme de rénovation. En 1949, les Grenoblois font appel pour la troisième fois à l'expérience de Léon Martin au poste de maire, alors que la ville se tourne vers la recherche grâce à des hommes comme Jean Kuntzmann, instigateur à l'université des Sciences du premier enseignement de « mathématiques concrètes » à l’usage des ingénieurs, puis créateur en 1951 d'un laboratoire de calcul, ou comme Louis Néel, spécialiste des corps magnétiques, qui après la débâcle de 1940 s'installe à Grenoble pour fonder le Laboratoire d'électrostatique et de physique du métal. C'est à sa demande, que le Commissariat à l'énergie atomique (CEA) examine la demande de la ville pour l'implantation d'un nouveau centre de recherche. Louis Néel en devient le directeur le 1er décembre 1955.
En décembre 1956, dans le cadre de la décentralisation de ses activités, la première pierre de son centre d'études nucléaires du CEA est posée à Grenoble afin de poursuivre la coopération déjà existante avant guerre entre recherche et industrie. Moins de deux ans plus tard, la pile atomique Mélusine émet son premier rayonnement le 30 juin 1958 à 17 h 00. Il apparaît vite nécessaire de construire une seconde pile, Siloé, puis une troisième, Siloette et enfin une douzaine d'accélérateurs électrostatiques de particules. Ce centre emploie 700 personnes dès l'année 1960.

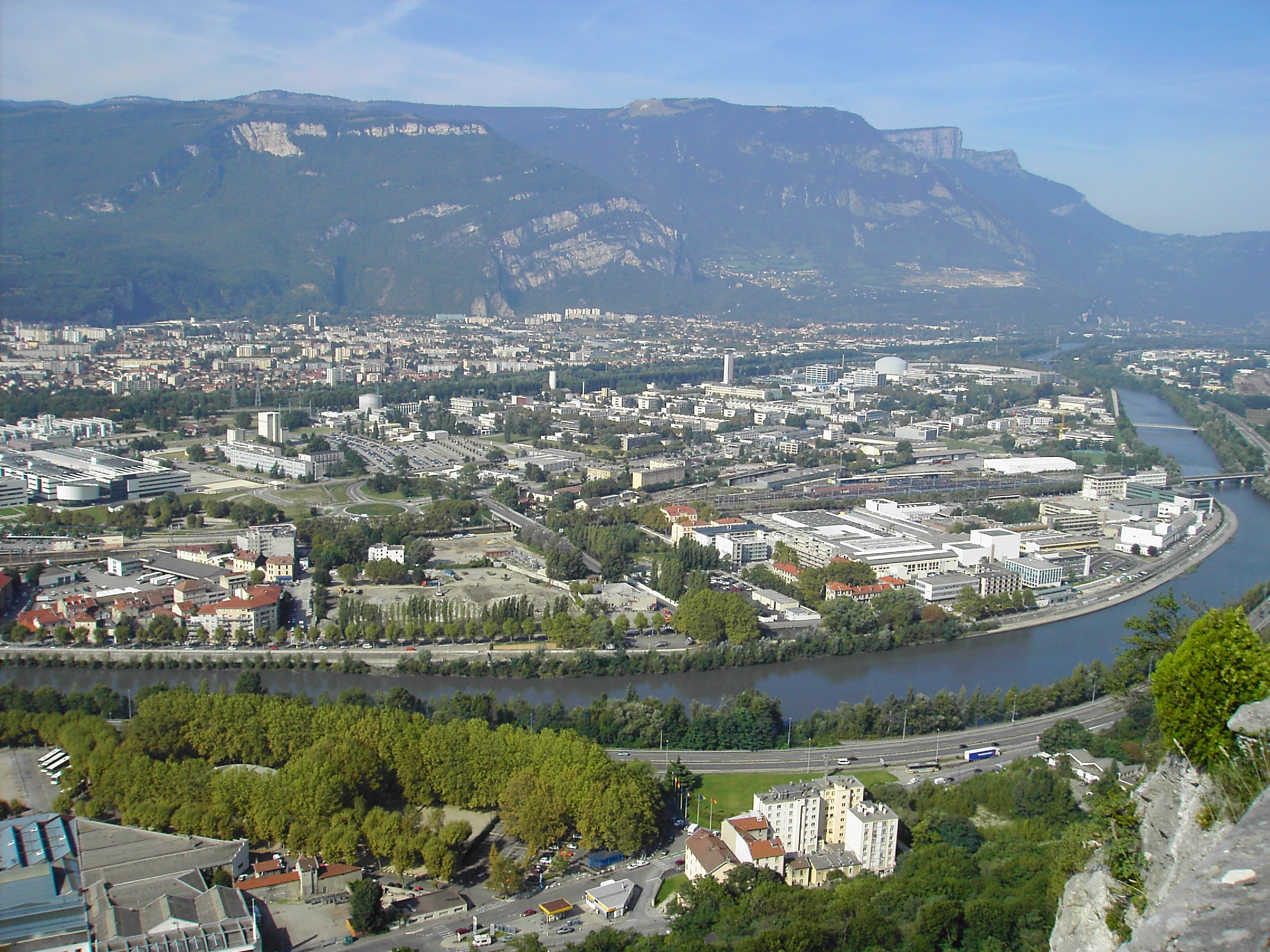
Polygone scientifique en 2008.

La zone du polygone cédée par les autorités militaires, devient peu à peu le symbole du développement scientifique et technologique de la ville, initiant la montée en puissance d'une nouvelle industrie pour la ville, celle de l'électronique. De grands centres de recherche français (CEA, CNRS, LETI…) et internationaux (ILL, Synchrotron…), s’y installent au cours des décennies suivantes.
Aux municipales de 1959, c'est Albert Michallon qui est élu à la fonction de maire. Son mandat débute par une déception car le gouvernement de Michel Debré, pourtant de la même famille politique, ne lui apporte pas l'aide financière escomptée. Aussi, afin de réaliser la percée de la rue de la République, le conseil accepte la vente d'une fraction du parc de l'Île verte où s'implantent les Trois tours. En janvier 1960, la nouvelle bibliothèque universitaire est mise en service sur le boulevard Maréchal-Lyautey, alors que certains universitaires réfléchissent déjà au regroupement des bâtiments universitaires à l'extérieur de la ville. La même année, la compagnie de chauffage intercommunale de l'agglomération grenobloise est créée. Le 10 juin 1961, Grenoble ouvre le premier centre de planning familial en France, ce qui représente alors une étape essentielle dans le combat mené par les défenseurs d'une maternité libre et choisie et dont l'un des fondateurs grenoblois est le docteur Henri Fabre.

Un domaine universitaire de 186 hectares (1961).

En décembre 1961, afin d'accueillir un nombre croissant d'étudiants, est posée en présence du ministre Lucien Paye, la première pierre du campus à l'américaine sur une zone de cultures maraîchères de 186 hectares, à cheval sur les communes de Saint-Martin-d'Hères et de Gières, ce qui était inédit en France. Louis Weil, fondateur et directeur du centre de recherche sur les très basses températures sur le site du centre d'études nucléaires, prend une part essentielle à la création de ce campus. Principal acteur local de la collaboration entre recherche et industrie, il est élu doyen de la faculté des sciences en 1961. Dès les premières années, les résidences d'étudiants sont construites grâce à une avance de la société Merlin Gerin gérée par l'Alliance universitaire de Grenoble. L'accessibilité du campus est assurée par 10 000 places de parking et les transports en commun mettent plusieurs années avant de desservir efficacement le site. Malgré le lancement de ce campus, Albert Michallon reste conscient du retard des équipements de la ville et obtient de son conseil la mise à l'étude d'un plan d'urbanisme confié à l'architecte Henry Bernard mais surtout la candidature de Grenoble aux Jeux olympiques de 1968. Parallèlement à l'urbanisation de la région, nait l'idée que les différentes communes entourant Grenoble doivent mettre en commun avec la ville centre services et équipements afin d'harmoniser leur évolution. Ainsi, nait en 1966 un regroupement de 23 communes appelé syndicat intercommunal d'étude des problèmes d'urbanisme de la région grenobloise (SIEPURG), ancêtre de la métropole actuelle.
C'est le 28 janvier 1964 que Grenoble est désignée pour organiser les Jeux olympiques d'hiver de 1968. Cet événement majeur, mené à bien par le nouveau maire socialiste Hubert Dubedout, élu en mars 1965 dans un contexte économique très favorable, modifie considérablement l'aspect de la ville. Cependant, le nouveau maire refuse le plan d'urbanisme ambitieux d'Henry Bernard prévoyant l'extension de la ville vers le sud et crée une agence municipale d’urbanisme, ancêtre de l'agence d'urbanisme de la région grenobloise. Pour le projet olympique, tout est entrepris simultanément, la construction du village olympique sur l'emplacement de l'aérodrome Jean-Mermoz, du palais des sports, de l'anneau de vitesse et du nouvel hôtel de ville dans le parc Paul-Mistral, de la Maison de la Culture (rebaptisée MC2 après son agrandissement en 2004), de la nouvelle gare ferroviaire et routière, du centre d'expositions Alpexpo, de la déviation ferroviaire plus au sud, de l'autopont des grands boulevards (aujourd'hui détruits par la création de la ligne C du tramway), du viaduc de Gières permettant d'accéder à la station de ski de Chamrousse, de l'hôpital sud, de la mise en service de la rocade. L'événement permet également la rénovation de l'ancien couvent Sainte-Marie d'en haut, afin d'y transférer le 3 février les collections du musée dauphinois installées auparavant dans l'ancienne chapelle Sainte-Marie d'en bas. Le nouveau bâtiment du Conservatoire national de région espéré pour l’événement n'est pas achevé et n'ouvre qu'en avril 1969.
Ces jeux de 1968 sont les premiers à être retransmis en couleur aux chaînes de télévision et présentent aussi pour la première fois une mascotte appelée Schuss le skieur. Le centre de presse est installé dans le nouveau quartier Malherbe. En sa qualité de président de la République, c'est le général de Gaulle qui déclare l'ouverture de ces jeux le 6 février 1968 dans un stade d'ouverture provisoire de 60 000 personnes, lors de son cinquième et dernier passage à Grenoble.

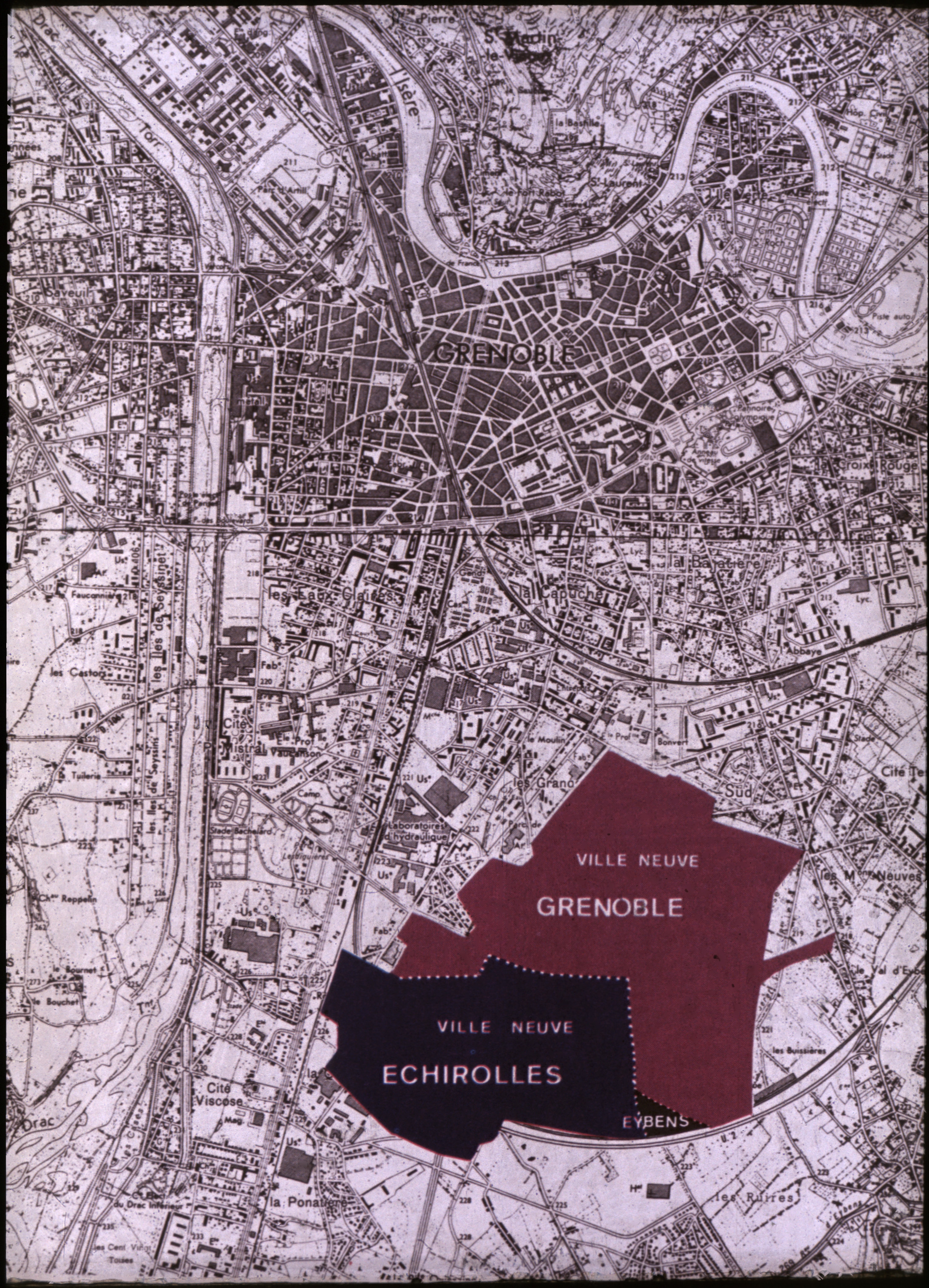
Emprise foncière de la Villeneuve de Grenoble et d'Échirolles (1967).

Dès le démontage du stade olympique, l'emplacement est utilisé pour édifier le premier projet du quartier de la villeneuve appelé galerie de l'Arlequin en référence aux différentes couleurs de ses façades. Ces immeubles d'habitation innovants composés d'appartement en duplex et dont le corps serpente sur plusieurs centaines de mètres, reposent sur des piliers afin d'aménager une circulation piétonne en dessous et sont entourés de commerces, d'équipements sociaux et culturels comme l'Espace 600. Cette galerie s'étend progressivement jusqu'à rejoindre celle des baladins et atteindre le centre commercial Grand'Place inauguré le 26 août 1975.
L'événement sportif passé, Hubert Dubedout s'emploie à réaliser le programme pour lequel il a été élu, comportant un programme d'aide sanitaire et sociale comme des centres sociaux, des maisons de jeunes, l'office grenoblois des personnes âgées, l'office dauphinois des travailleurs immigrés et l'ouverture du nouvel hôpital nord en 1974, baptisé du nom de son prédécesseur. Un chantier emblématique démarre en 1967 avec la reconstruction complète du vieux quartier populaire et artisanal de la Mutualité déclaré insalubre dès les années 1920, faisant disparaître au passage la maison de la Mutualité, siège du mouvement né en 1803 avec la création de la mutuelle d'entraide des gantiers grenoblois. La zone est remplacée par des immeubles d'habitation de grande hauteur et des bureaux comme le rectorat et le Forum mais conserve le bastion IX des remparts de 1836. La ville se développe énormément vers le sud à partir de cette décennie et l'urbanisation devient continue entre toutes les communes de l'agglomération, phénomène illustré en 1968 par la mise en service de l'hôpital sud à Échirolles et l'ouverture d'Alpexpo, suivis l'année suivante par celle du premier hypermarché Carrefour à la limite de Grenoble et d'Échirolles.
Dans les années 1970, de grosses structures s'établissent ou s'éloignent de la ville-centre, marquant un sentiment de confinement déjà présent depuis des siècles dans une ville cernée par différentes générations de remparts. En 1971, une zone d'innovation pour les réalisations scientifiques et techniques est créée à Meylan, les abattoirs du quartier Jean-Macé sont déplacés au Fontanil-Cornillon, la maison d'arrêt Saint-Joseph est transférée à Varces (maison d'arrêt de Varces), puis en 1977, le centre de presse du Dauphiné libéré est transféré dans la banlieue à Veurey-Voroize. Pour les infrastructures routières, les autoroutes A48, A480 et A41 arrivent à Grenoble et la Rocade sud est achevée entre l'échangeur du Rondeau et Saint-Martin-d'Hères. Plus tard, dans les années 1980, la rocade sud est complétée afin de relier l'A480 à l'A41, et dans les années 1990, les autoroutes A49 et A51 sont mises en service.

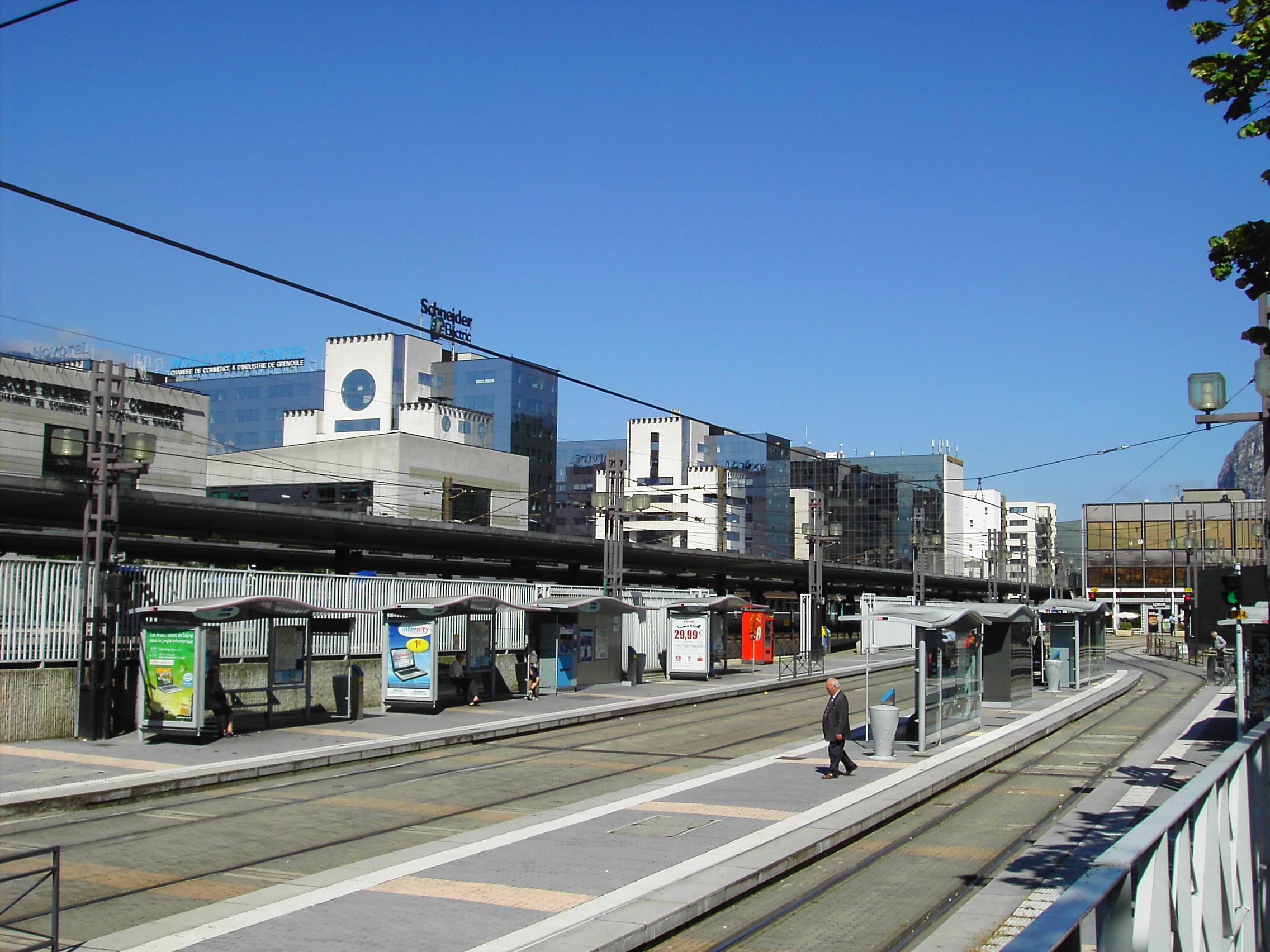
Quartier d'affaires Europole.

Alors que la revue municipale Grenoble mensuel de février 1983 vient de mentionner un vague projet de rocade autoroutière sous la colline de la Bastille pour l'horizon 2000, un nouveau maire de droite est élu à la surprise générale face à Hubert Dubedout. C'est Alain Carignon qui reçoit le président François Mitterrand lors de l'inauguration d'un nouveau bâtiment du Laboratoire d'électronique et de technologie de l'information le 23 janvier 1985, et qui reçoit le premier TGV en gare de Grenoble le 4 mars suivant. Il inaugure l'année suivante le centre national d'art contemporain sur le site industriel Bouchayer-Viallet et démarre au milieu des années 1980, la construction du quartier d'affaires Europole à l'emplacement de la Brasserie de la Frise et d'une zone occupée par des voies ferroviaires ainsi que des bâtiments de la SNCF. En septembre 1987, Grenoble devient la seconde ville française après Nantes à réintroduire le tramway en ville à la suite d'un référendum organisé par Alain Carignon. Sur le plan culturel, deux importantes créations voient le jour au cours de l'année 1984 avec l'ouverture du premier parcours du musée archéologique Grenoble Saint-Laurent et l'inauguration le 13 juillet à Vizille du musée de la Révolution française.

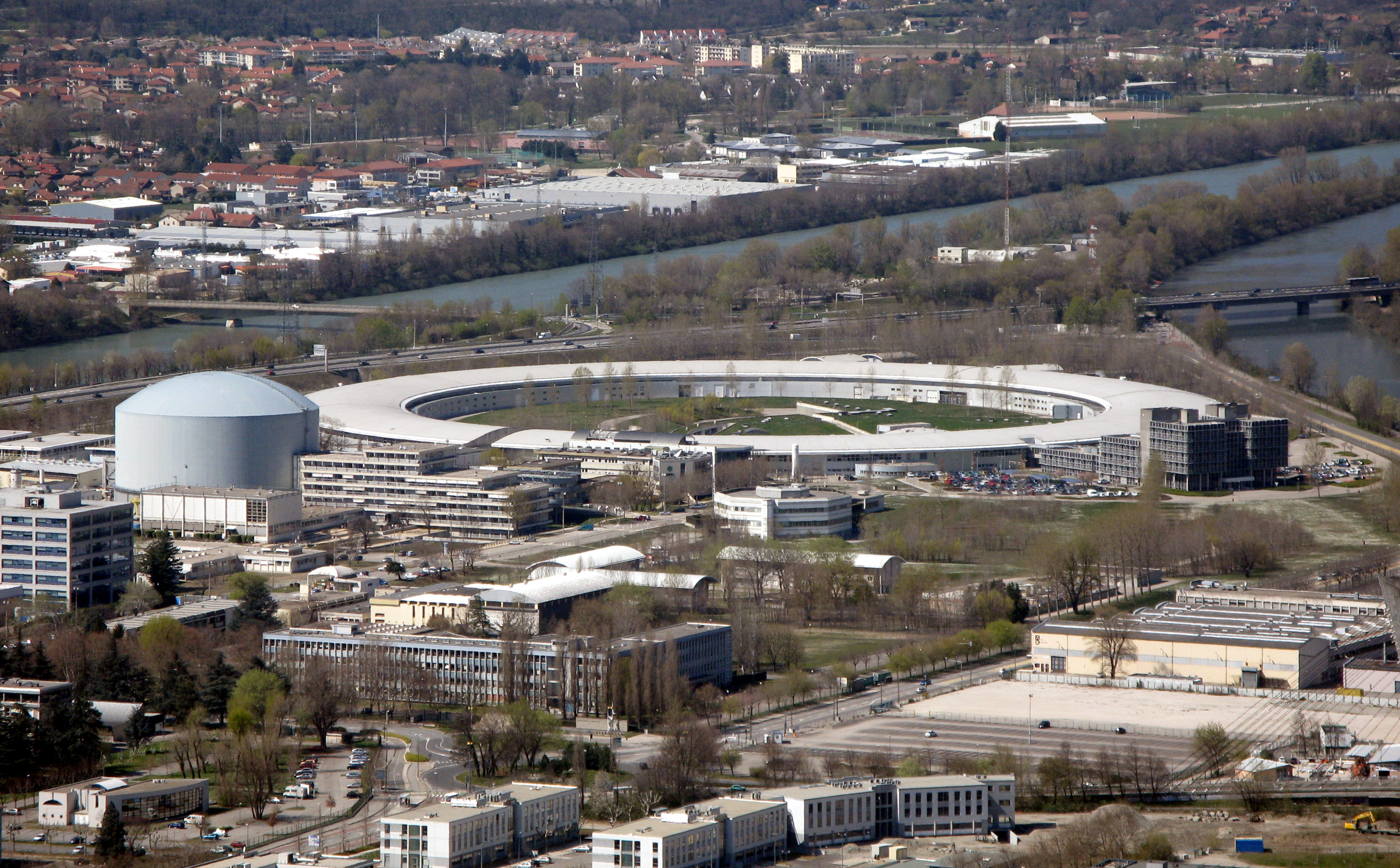
Synchrotron européen (1994).

En 1988, la ville affirme encore un peu plus son caractère scientifique avec la mise en service des antennes géantes de l'Interféromètre du plateau de Bure dans les Hautes-Alpes rattaché à l'Institut de radioastronomie millimétrique du campus. Parallèlement, Alain Carignon rénove certains bâtiments historiques du centre-ville comme l'ancien palais des évêques qui deviendra en 1998 le musée de l'Ancien Évêché ou la halle Sainte-Claire rénovée et inaugurée le 2 février 1991, mais s'attache tout particulièrement depuis le début de son mandat au projet d'implantation d'un nouvel instrument scientifique d'envergure internationale. C'est en effet depuis 1984, que la décision est prise par la communauté scientifique d'installer un synchrotron en France. Après une hésitation face au site de Strasbourg, le chantier de l'anneau de 844 mètres de circonférence du synchrotron démarre en avril 1990 sur le site du polygone scientifique. Entre-temps, Alain Carignon est nommé ministre de l'Environnement de 1986 à 1988, puis est réélu à la mairie de Grenoble en mars 1989. Mais à partir de 1994, une affaire de corruption dans la gestion des eaux de Grenoble nouvellement privatisée met fin à sa carrière et l'oblige à démissionner de son nouveau poste de ministre de la communication qu'il occupe depuis 16 mois.

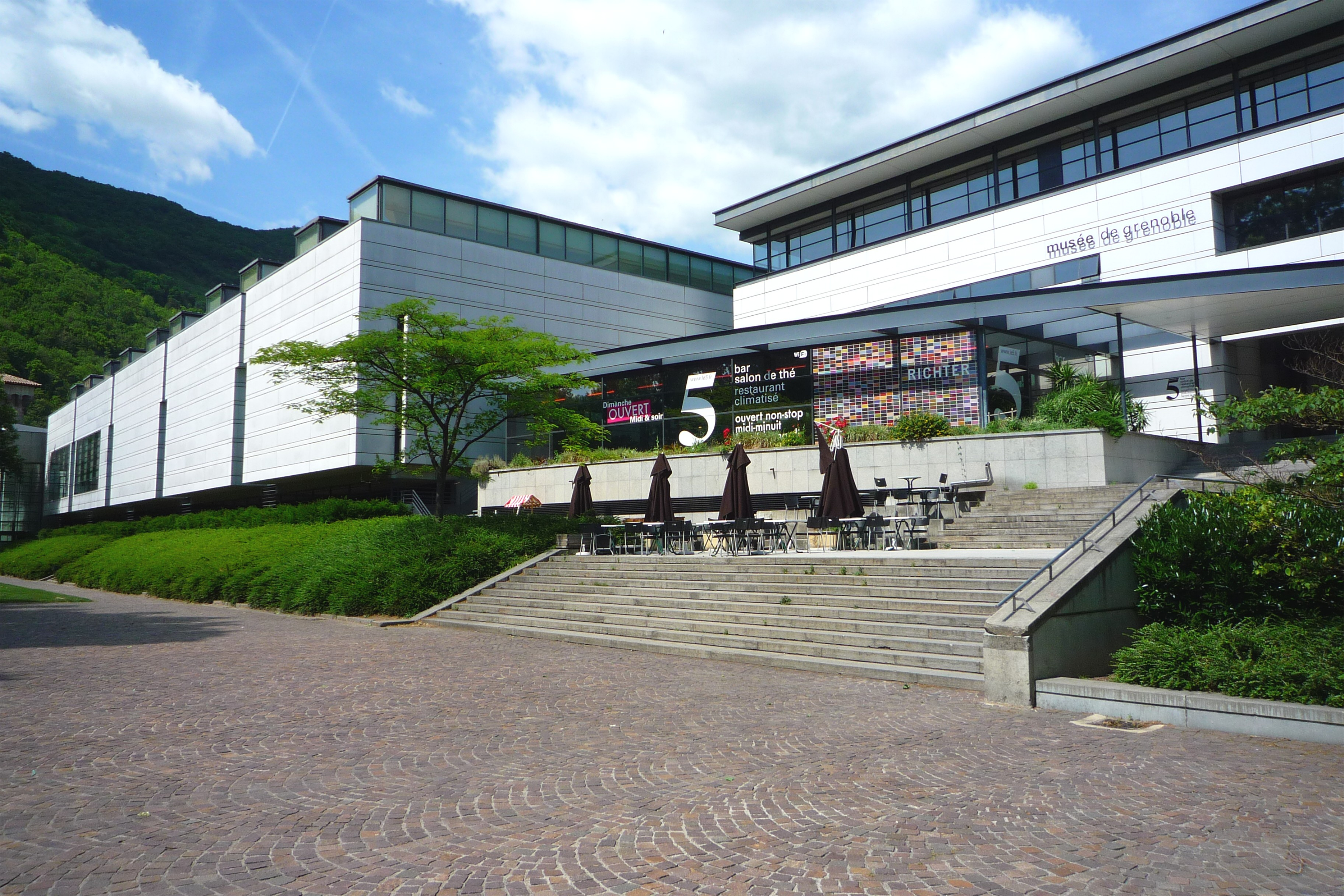
Musée de Grenoble (1994).

Dénommé officiellement European Synchrotron Radiation Facility, le synchrotron financé par douze pays est inauguré le 30 septembre 1994, et renforce la position de Grenoble comme pôle de recherche de dimension internationale. Cette même année, deux musées trouvent de nouveaux locaux pour leurs collections, le musée de Grenoble inauguré le 29 janvier, place de Lavalette, par le premier ministre Édouard Balladur, puis le musée de la Résistance et de la déportation inauguré le 1er juillet dans la rue Hébert. Le mois suivant, les ambassadeurs en France des États-Unis et de Grande-Bretagne sont les invités des commémorations du 50e anniversaire de la Libération de Grenoble le 22 août.
Aux élections municipales de mars 1995, les déboires judiciaires du maire sortant, propulsent le maire de gauche Michel Destot à la municipalité. L'année suivante, Alain Carignon, est condamné le 9 juillet 1996 à cinq ans de prison et provoque l'une des incarcérations les plus médiatisées en France. Il sera libéré en mai 1998. Le quartier europole, achevé par son successeur Michel Destot, devient un centre rassemblant les implantations de plusieurs sociétés emblématiques de la ville telle Schneider Electric (ex-Merlin Gerin), ainsi que le nouveau palais de justice depuis 2002.

### XXIesiècle
En novembre 2003, Grenoble illustre le développement du mouvement écologique en France par la médiatisation de l'occupation d'arbres devant être abattus en vue de la construction du stade des Alpes dans le parc Paul-Mistral. Le face-à-face tendu entre les « écocitoyens » et les forces de l'ordre dure plusieurs mois.
Effectifs de la recherche publique à Grenoble pendant l'année universitaire 2002-2003

CNRS, 1731 chercheurs

INSERM, 100 chercheurs 

CEA Grenoble, 2048 chercheurs 

INRIA, 174 chercheurs

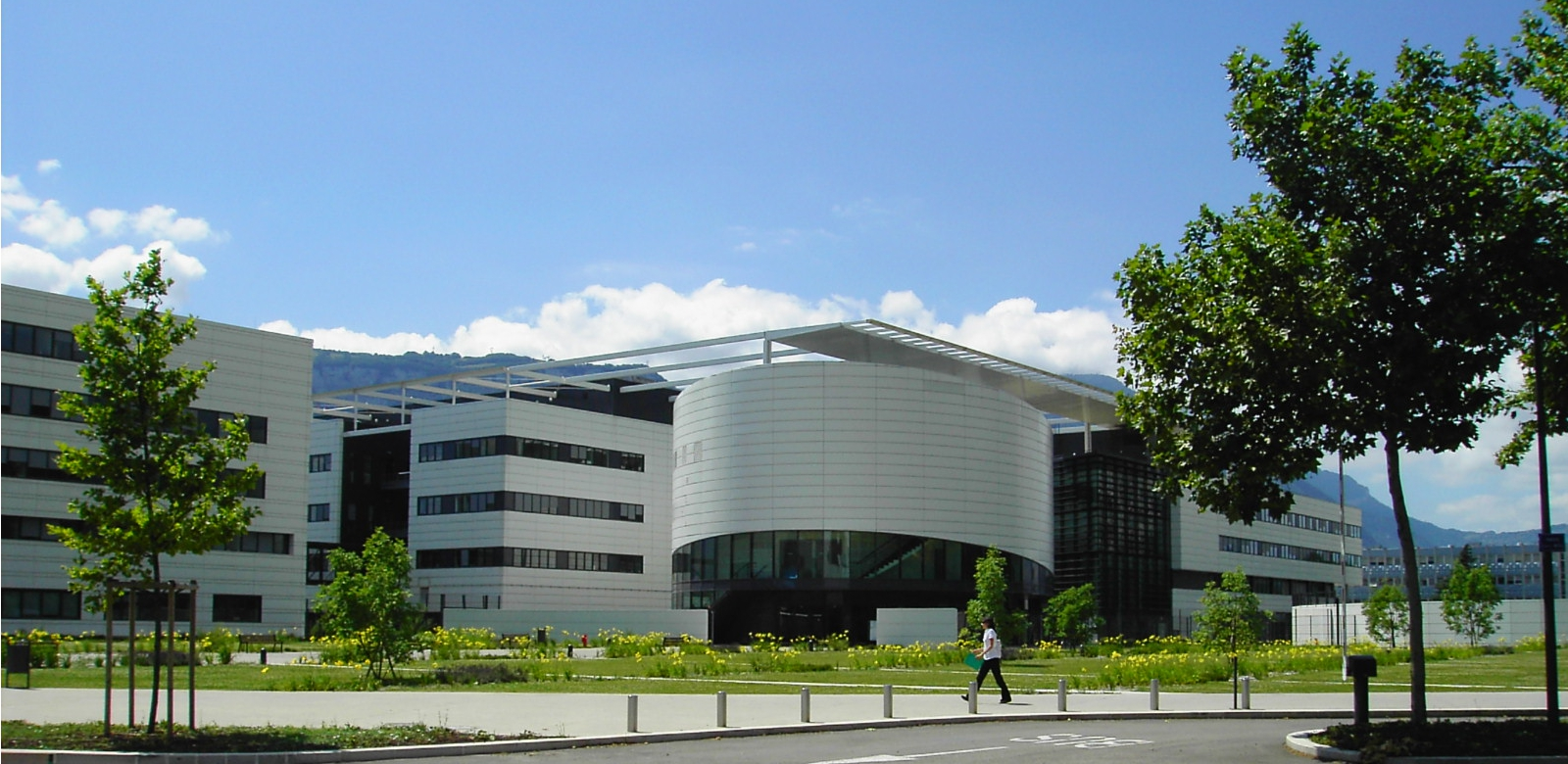
Minatec (2006).

Centre de recherche du service de santé des armées, 215 chercheurs

CSTB, 69 chercheurs

CEMAGREF, 93 chercheurs

Centre technique du papier, 80 chercheurs

CEN, 28 chercheurs

Avec le cap de l'an 2000, la communauté scientifique, avec à sa tête Jean Therme, prépare la reconversion de l'activité nucléaire avec l'arrêt des piles nucléaires Siloé, Siloette et Mélusine. Ainsi en 2006 est inauguré en l'absence de grande personnalité politique française, le centre Minatec, premier centre européen de recherche sur les nanotechnologies, installé à l'origine sur 45 000 m2 à l'entrée du Polygone scientifique, suscitant de nombreuses critiques de la part des opposants à ces technologies. La veille de son inauguration, une manifestation a réuni entre 800 et 1 000 opposants. Mais, Minatec préfigure d'autres créations de ce type, tel NanoBio ou Clinatec. Ce triangle, Recherche - Enseignement - Industrie, dynamise l'économie grenobloise depuis le milieu des années 2000 par la mise en place ou la participation à trois pôles de compétitivité de rang mondial : Axelera, Lyonbiopôle, Minalogic, rejoints par un quatrième en 2012, GreEn-ER qui inaugurera ses locaux trois ans plus tard. Enfin, un pôle de compétitivité de rang national Tenerrdis ainsi qu'un pôle régional d'innovation NanoBio viennent complétés un site majeur de recherche dans le monde.
Les nouvelles infrastructures nécessaires à ces pôles serviront de support à la réorganisation urbanistique complète des 250 hectares du polygone scientifique afin de le transformer en un véritable quartier de ville, nécessitant la prolongation de la ligne B du tramway et l'édification d'un nouveau rond-point surélevé en prévision d'un futur pont franchissant les voies ferrées afin de rejoindre la rue Émile-Gueymard.
Le 4 novembre 2009 est inauguré à l'emplacement de l’ancienne caserne militaire de Bonne l'un des premiers Écoquartier de France, sur une superficie de 8,5 hectares. Cité comme véritable modèle à l’échelle nationale, il a été primé du prix Eco-quartier 2009 par le ministère de l’Environnement, et sera complété l'année suivante par son centre commercial, faisant de ce quartier un lieu de visite de la ville. L'année 2009 voit également la reconversion d'un autre site militaire, celui du fort de la Bastille qui après plusieurs tentatives d'occupations diverses dans les décennies précédentes, inaugure le 1er octobre le musée des troupes de montagne transféré de la rue Hébert.
En 2010, à la suite de la mort d’un malfaiteur le 16 juillet lors d’un échange de coups de feu avec les forces de l’ordre, une vague de violences urbaines éclate dans le quartier de la Villeneuve provoquant un retentissement national et international. Le 30 juillet, le président Nicolas Sarkozy se rend sur place et prononce le très controversé Discours de Grenoble, établissant notamment un lien entre immigration et délinquance.
Les années 2011 et 2012 illustrent le fort mouvement culturel de la ville, avec la réouverture du musée archéologique Grenoble Saint-Laurent, aboutissement d'une carrière pour sa conservatrice Renée Colardelle, la réouverture du musée Stendhal ainsi que l'ouverture du premier American Corner de France au sein de l'hôtel de Lesdiguières.
À partir de 2017, des mouvements anarchistes sont à l'origine de la vague d'incendies criminels à Grenoble. Durant la dernière semaine d'août 2023, une opération de police est menée au sein du quartier Saint-Bruno de Grenoble, alors que la ville a connu une nouvelle série de règlements de comptes pendant la période estivale. De nombreux problèmes de sécurité récurrents ont été constatés dans le secteur immédiat de la place Saint-Bruno et du cours Berriat, notamment lié au trafic de stupéfiants mais également à celui d'armes.

## Histoire thématique

### Personnalités grenobloises

#### Maires de Grenoble
- Liste des maires de Grenoble

#### Nés à Grenoble
- Françoise Mignot (1624-1711), femme du peuple ayant grimpé très haut dans l'échelle sociale de son temps grâce à trois mariages successifs.
- Claudine Guérin de Tencin (1682-1749), femme de lettres, mère de l'encyclopédiste d'Alembert.
- Gabriel Bonnot de Mably (1709-1785), philosophe
- Claude de Beylié (1729-1817), maréchal de camp des armées de la République, inspecteur général du génie.
- Laurent-César de Chaléon de Chambrier de Châteauneuf (1729-1821), magistrat et homme politique.
- Anne Couppier (alias Coppier) de Romans (1737-1808), maîtresse de Louis XV dont elle a un fils, seul fils illégitime que le roi a reconnu.
- Claude Périer (1742-1801), négociant, banquier, fondateur-régent de la Banque de France, député de l'Isère.
- Louis Antoine Choin de Montgay (1747-1814).
- Jean-Jacques Lenoir-Laroche (1749-1825), avocat, journaliste, homme politique au Conseil des Anciens.
- Balthazar Romand (1749-1811), général des armées de la République et de l'Empire.
- Antoine Arnaud (1749-1806), général des armées de la République.
- Jean Pierre André Amar (1755-1816), avocat et homme politique de la Révolution française.
- François Martin dit Martin de Grenoble (1761-1804), sculpteur engagé dans la Révolution française.
- Camille Teisseire (1764-1842), fabricant des sirops et liqueurs Teisseire, chef de la police et procureur de la commune pendant la Révolution, député de l'Isère.
- Sainte Rose-Philippine Duchesne (1769-1852), membre de la Société du Sacré-Cœur de Jésus, missionnaire et éducatrice aux États-Unis ;
- Casimir Périer (1777-1832), banquier, député, ministre de l'Intérieur et Premier ministre.
- Stendhal (1783-1842), écrivain français.
- Alexandre Barginet (1797-1843), journaliste, pamphlétaire et écrivain français.
- Victor Cassien (1808-1893), lithographe, graveur, dessinateur et photographe, né et mort à Grenoble.
- Amédée Gabourd (1809-1867), historien et écrivain.
- Henri Auguste Burdy (1833-1911), sculpteur et graveur français.
- Eugénie Gruyer-Brielman (1837-1921), artiste peintre.
- Firmin Gautier (1838-1877), artiste peintre.
- Urbain Basset (1842-1924), sculpteur.
- Jules Macé de Lepinay (1851-1904), physicien.
- Henri Capitant (1865-1937), juriste français, agrégé de droit, professeur de droit privé, mort aux Allinges (Haute-Savoie).
- Marie Roserot de Melin (1891-1962), résistante et infirmière française.
- Émile Ginas (1892-1975), alias Chaput, chef militaire de l'Armée Secrète (AS) pour la région parisienne, Compagnon de la Libération.
- Lucie Coutaz (1899-1982), secrétaire de l'abbé Pierre, cofondatrice du mouvement Emmaüs.
- Emmanuel Mounier (1905-1950), philosophe.
- Henriette Gröll (1906-1996), artiste peintre.
- André Clot (1909-2002), historien et essayiste français.
- Jean Silvy (1910-1971), compagnon de la Libération (1945)[189].
- Michel Stahl (1914-1989), pasteur et résistant, compagnon de la Libération (1945).
- André Morel (1916-1979), officier marinier, compagnon de la Libération (1945).
- Jacques Bourdis (1920-2007), officier de la 13ème DBLE, Compagnon de la Libération[190].
- Vincent Malerba (1925-), résistant, dernier survivant des déportés de la manifestation du 11 novembre 1943 à Grenoble.
- Pierre Ruibet (1925-1944), Compagnon de la Libération[191], mort le 30 juin 1944 en faisant sauter le dépôt de munitions des Carrières d'Heurtebize à Jonzac.
- André Morel (1927-), joueur de rugby à XV international français.
- Micheline Rambaud (1929-), cinéaste et alpiniste, dernière survivante de l'Expédition féminine de 1959 au Népal.
- Marc Braillon (1933-2013), homme d'affaires.
- Serge Kampf (1934-2016), homme d'affaires.
- Michel Fugain (1942-), chanteur, compositeur et interprète.
- Claude Chenevay (1943-), joueur de rugby à XV international français.
- Jean-Pierre Castaldi (1944-), acteur et animateur de télévision.
- Juliet Berto (1947-1990), actrice et réalisatrice.
- Serge Papagalli (1947-), acteur, comédien.
- Roland Magdane (1949-), humoriste, chanteur, acteur.
- Jacques-Marie Bardintzeff (1953-), volcanologue et universitaire.
- Philippe Treille (1958-), joueur de  hockey sur glace international français.
- Emmanuel Faber (1964-), dirigeant d'entreprise.
- Marie-Pierre Langlamet (1967-), harpiste.
- Pascal Lévy (1967-) est un cavalier français de saut d'obstacles.
- Laurent Luyat (1967-), journaliste sportif, animateur de radio et de télévision.
- Lionel Mallier (1974-), joueur de rugby à XV international français.
- Thibault Giroud (1974-), sportif (football américain, bobsleigh, athlétisme et rugby à XV).
- Philippe Gardent (1979-), joueur de football américain et de rugby à XIII.
- Jean-François Coux (1980-), joueur de rugby à XV international français.
- Audrey La Rizza (1981-), judokate, vice-championne d'Europe 2006.
- Tiffany Cooper, née le 3 janvier 1985 à Grenoble, illustratrice et auteure de bandes dessinées.
- Maxime Blasco (1986-2021), militaire français « mort pour la France ».
- Sacha Treille (1987-), joueur de  hockey sur glace international français.
- Waly Dia (1988-), humoriste et comédien.
- Delya Boulaghlem (1989-), athlète handisport française
- Ruben Aguilar (1993-), footballeur international français.
- Mister V (1993-), vidéaste, humoriste et rappeur.
- Nans Peters (1994-), coureur cycliste.
- Ninon Esposito (1996-), skieuse alpine française.
- Killian Géraci (1999-), joueur de rugby à XV international français.
- Donovan Taofifénua (1999-), joueur de rugby à XV Champion du monde junior 2019.
- Ange Capuozzo (1999-), joueur de rugby à XV.
- François Simond (1969-), skieur alpin.

#### Ayant vécu à Grenoble

##### Historiques et politiques
- Comtes de Grenoble ;
- Charles V de France, d'août 1349 à Pâques 1350 ;
- Louis XI de France, gouverneur du Dauphiné de 1447 à 1456 ;
- Pierre Terrail de Bayard (1476-1524), dit chevalier Bayard « Le chevalier sans peur et sans reproche », lieutenant-général du Dauphiné de 1515 à sa mort ;
- François de Bonne de Créquy, seigneur puis duc de Lesdiguières, gouverneur de Grenoble, lieutenant-général du Dauphiné, dernier connétable de France ;
- Catherine de Médicis, durant l'été 1579 ;
- Jean-François Anglès (° 1736 - † 1823), député des Hautes-Alpes et premier président de la cour royale à Grenoble, y est décédé ;
- Pierre Revol (1748-1811), avocat au Parlement de Grenoble, député aux états généraux de 1789, juge à la cour d'appel de Grenoble, mort à Grenoble.
- Patrice O'Keeffe (1740-1809), général des armées de la République, y est décédé ;
- Jean Labastie (° 1754 - † 1821) - mort à Grenoble, ancien député des Hautes-Alpes ;
- Jean-François Bonnot (° 1768 - † 1842) - mort à Grenoble, où il était juge au tribunal d'appel, ancien député des Hautes-Alpes ;
- Achille Chaper (1795-1874), ingénieur, maître de forges, préfet pendant la monarchie de Juillet, député de la Côte-d'Or ;
- Antoine de Gratet du Bouchage (1812-1883), député de la Drôme, né à Grenoble ;
- César Malens (1829-1888), député et sénateur de la Drôme, décédé à Grenoble ;
- Jean-Paul Didier, homme politique ;
- Léonce-Émile Durand-Savoyat, homme politique ;
- Anton Docher, (1852-1928), missionnaire ;
- Gustave Rivet, poète, dramaturge et homme politique ;
- Antoine d'Estienne de Prunières (1834-1923), décédé à Grenoble, ancien député des Hautes-Alpes ;
- Léon Trotski, après avoir séjourné à Grenoble et La Tronche, se réfugie à Domène de juillet 1934 à juin 1935 ;
- Léon Martin, homme politique et résistant ;
- Jean Perrot, résistant ;
- Gaston Valois, résistant ;
- Albert Reynier, résistant ;
- René Gosse, résistant ;
- Eugène Chavant, résistant, compagnon de la Libération ;
- Marie Reynoard, résistante ;
- Pierre Fugain, médecin et résistant ;
- Louise Collomb, résistante membre du réseau Combat, Juste parmi les nations ;
- L'Abbé Pierre, vicaire durant la seconde guerre mondiale à Grenoble où il mène des actions de résistance ;
- Jean-Jacques Servan-Schreiber, étudiant au lycée Champollion de 1940 à 1943.

##### Scientifiques et ingénieurs
- François-Marie Raoult (1830-1901), chimiste, physicien, professeur à Grenoble, ville où il est mort ;
- Aristide Bergès (1833-1904), ingénieur, inventeur des conduites forcées et de la houille blanche (1878) ;
- Raoul Blanchard (1877-1965), géographe français, fondateur de l'Institut de Géographie Alpine en 1908 et de la Revue de géographie alpine en 1912 ;
- Jean-François Champollion (1790-1832), dauphinois par son père, égyptologue déchiffreur des hiéroglyphes, a effectué ses études de lycée à Grenoble ;
- Albert Fert, physicien français, a reçu le prix Nobel de physique en 2007 « pour la découverte de la magnétorésistance géante ». Il a été maître-assistant à l'université de Grenoble de 1962 à 1970 ;
- Joseph Fourier, mathématicien, physicien et préfet de Grenoble de 1802 à 1815, il a notamment découvert Champollion et lui a permis de suivre les enseignements du lycée de Grenoble ;
- Conrad Kilian (1898-1950), géologue et explorateur du Sahara ;
- Klaus von Klitzing, physicien allemand, prix Nobel de physique 1985 (a découvert l'effet Hall quantique entier dans la nuit du 4 au 5 février 1980 au Laboratoire des champs magnétiques intenses de Grenoble) ;
- Jean Kuntzmann, mathématicien ;
- Léon Moret (1890-1972), géologue et professeur à l'université de Grenoble, membre de l'Académie des sciences, décédé à Grenoble ;
- Rudolf Mössbauer, physicien allemand, prix Nobel de physique 1961 ;
- Louis Néel, physicien français, prix Nobel en 1970 ;
- Laurent Schwartz, mathématicien français, professeur à l'université en 1944, médaille Fields en 1950 ;
- René Thom, mathématicien français, médaille Fields en 1958 ;
- Louis Joseph Vicat (31 mars 1786-10 avril 1861), ingénieur français, inventeur du ciment artificiel ;
- Jean-Eric Sendé, homme politique et entraîneur de basket-ball.

##### Écrivains, philosophes
- Jean-Pierre Andrevon, écrivain français ;
- Robert Bornecque, professeur, historien, écrivain ;
- Jo Briant, professeur de philosophie, militant associatif, écrivain ;
- Claude-Charles Charaux (1828-1908) philosophe catholique, professeur de philosophie à la faculté des lettres de l'université de Grenoble ;
- Choderlos de Laclos, en garnison de 1769 à 1775 à Grenoble, qui s'inspira, dit-on, de personnages de l'aristocratie locale pour Les Liaisons dangereuses ;
- Vital Chomel (1922-2001), historien et archiviste, directeur des archives départementales de l'Isère.
- Jean-Loup Dabadie, écrivain, scénariste, parolier, membre de l'Académie française.
- Sait Faik Abasiyanik, écrivain turc ;
- Félix Germain, professeur, alpiniste, sauveteur en montagne, écrivain ;
- Françoise Rey, auteur de littérature érotique ;
- Albert de Rochas d'Aiglun, militaire, auteur, éditeur, traducteur et cartographe, se retire à Grenoble et y décède en 1914 ;
- Jean-Jacques Rousseau, écrivain et philosophe genevois de langue française ;
- Kateb Yacine (décédé à Grenoble en 1989), poète, romancier, dramaturge algérien ;

##### Divers
- Saint Bruno, fondateur de l'ordre des chartreux ;
- Hugues de Grenoble (Saint Hugues), évêque de Grenoble de 1080 à 1132 ;
- Benjamin Rolland (1777-1855), peintre, conservateur du musée de Grenoble, professeur de dessin, mort à Grenoble ;
- Hyacinthe Gariel (1778-1849), né à Allos, fils de notable. Etudiant en médecine à Grenoble, il s'orienta finalement vers le droit et devint avocat puis magistrat à Grenoble. Il avait la passion de la bibliographie, en particulier des incunables et réunit une collection considérable, dont l'essentiel fut acheté après sa mort par la bibliothèque de Grenoble dont le conservateur était son neveu Hyacinthe Gariel (1812-1890). Ami des frères Champollion, avec qui il recherchait des manuscrits rares, et de l'avocat Berriat-Saint-Prix. Son frère, Fortuné Gariel, était également magistrat à Grenoble.
- Henri Bertini (1798-1876), compositeur et pianiste virtuose ;
- Igor Stravinsky séjourna à Voreppe de 1931 à 1933 ;
- René Lesage (1906-1976), homme de théâtre, mort à Grenoble ;
- Bernard Floriet (1924-1981), homme de théâtre, mort à Grenoble ;
- Barbara et sa famille se réfugièrent à Grenoble puis à Saint-Marcellin pendant la guerre ;
- Vigdís Finnbogadóttir, présidente de la République islandaise de 1980 à 1996 a étudié la littérature française à l'université de Grenoble entre 1949 et 1953 ;
- Jacqueline Kennedy a suivi un cours intensif de français à l'université de Grenoble en 1949 ;
- Olivier Messiaen, compositeur et organiste français ;
- Florence Devouard, ancienne présidente de la Wikimedia Foundation ;
- Abdoulaye Wade, président du Sénégal de 2000 à 2012. Il a effectué ses études de droit à l'université Pierre Mendès France de Grenoble ;
- Vincent Clerc, joueur de rugby au FC Grenoble jusqu'en 2002 ;
- Cristobal Huet, joueur de hockey sur glace, né à Saint-Martin-d'Hères, jouant dans l'équipe des Brûleurs de loups de 1994 à 1998 ;
- Jean Fréchet (1935-2011), prêtre, curé à l'église Saint-Vincent-de-Paul.
- Jean Brian (1910-1990), caricaturiste, dessinateur, affichiste ;
- Jack Lesage (1923-2019), journaliste, cinéaste, photographe, a vécu et est décédé à Grenoble ;
- Rob d'Ac (1891-1963), dessinateur, affichiste et illustrateur, a vécu et est décédé à Grenoble ;
- Geneviève Baudino (1925-2007), féministe du MLAC-Choisir Grenoble.
- Jean-Marc Rochette, né à Baden Baden en 1956, scolarité au lycée Champollion, auteur de bande dessiné, peintre, sculpteur, écrivain.

### Immigration
Historiquement, la ville de Grenoble n’était pas terre d’immigration. Au contraire, le Dauphiné était davantage un territoire que l’on quittait. La ville ne parvenait pas à maintenir ou accueillir des talents (à l’image d’Henri Beyle quittant la ville pour Paris durant son adolescence). Ainsi, le premier recensement utilisable, effectué en 1851, ne comptabilise à Grenoble qu’entre 700 à 800 étrangers, soit entre 2,25 à 2,5 % de sa population. Durant le siècle qui suit toutefois, l’histoire migratoire grenobloise change radicalementet la ville accueille massivement des populations originaires de régions diverses, faisant de Grenoble une ville « des plus cosmopolites de France ».

#### L'importance historique de l'immigration italienne
La première vague massive d'immigration vers Grenoble commence à partir de la Belle Époque mais accélère fortement durant l’entre-deux-guerres. On dénombre ainsi 913 immigrés en 1881, 2 342 en 1891, 2 663 en 1901, 4 584 en 1911, 5 687 en 1921 et finalement 19 710 en 1931. La population immigrée représente alors 18 % de la population (la moyenne, en France, étant alors à 7 %). L’essentiel de ces migrations (85 % des étrangers en 1931) provient alors des pays du Sud de l’Europe, à savoir l’Espagne, la Grèce, le Portugal mais surtout l’Italie où les immigrés, d’abord venus du Piémont et ensuite des Pouilles (et notamment de la région de Corato), représentent 15 % de la population grenobloise en 1931 et plus des deux tiers de l'immigration.
La répartition dans Grenoble montre une forte concentration dans la vieille ville (35,5 % d'étrangers rue Saint-Laurent, 41 % rue Chenoise, 48 % rue Très-Cloître, 71 % montée Chalemont en 1931) et une présence bien moins marquée dans les quartiers « bourgeois » (Île Verte, Préfecture, Victor-Hugo ou Gare). Les immigrés sont également très présents dans certaines communes de l’agglomération : à Fontaine, 38 % de la population est étrangère en 1931, à Saint-Martin-d'Hères, on atteint les 33,4 % à la même période.

#### La communauté grecque
Les Grecs constituent une communauté particulièrement riche dans la capitale des Alpes.
On distingue plusieurs vagues :
- la première date du lendemain de la Première Guerre mondiale, contraints de fuir le génocide qui a touché également les Arméniens, les Grecs d'Asie Mineure qui ont pu échapper aux massacres, ont trouvé refuge sur les plages du Pirée. Sur place, les entrepreneurs européens et autres les ont recrutés pour répondre au manque de main d’œuvre. C'est ainsi que se sont constituées les « pionniers », les premières communautés helléniques à travers le monde et plus particulièrement en France à Grenoble.
- la deuxième vague se situe au lendemain de la seconde guerre mondiale, où de nombreux opposants ont fui la guerre civile. Ils ont rejoint les communautés déjà constituées ;
- la troisième vague se situe dans les années 1950-60 et concerne les opposants au régime des Colonels. Il s'agit principalement d'intellectuels et de techniciens très qualifiés.

#### Mouvements migratoires sous les Trente Glorieuses
Après la Seconde Guerre mondiale, la proportion d’immigrés chute lourdement. Ils ne représentent plus que 8,6 % de la population en 1946, la communauté italienne ayant vu pour sa part ses effectifs chuter de moitié. La reprise de l'immigration est cependant plus vive que dans le reste de la France, sans retrouver pour autant son importance d'avant-guerre. Surtout, cette immigration devient beaucoup plus diverse. De quatre communautés principales en 1946, on passe à plus de 21 en 1968. Entre vieillissement et naturalisations, le « règne » de la communauté italienne se clôt, pour laisser surtout la place aux ressortissants des pays d'Afrique du Nord. Par ailleurs, la répartition spatiale est également fortement modifiée, ces nouvelles communautés s’installant désormais dans les Grands Ensembles édifiés durant les Trente Glorieuses. L’année 1979 voit ainsi pour la première fois davantage d’immigrés au sud de la commune que dans la vieille ville. Ce phénomène est accentué par le dépeuplement de cette dernière et par une politique de réhabilitation tendant à chasser du centre les plus pauvres.

#### Tendances récentes
Le développement scientifique de ces dernières décennies a entraîné l’arrivée de nouvelles populations. L’agglomération abrite ainsi la deuxième communauté anglo-saxonne de France (après Paris) avec environ 10 000 membres. Il s'agit souvent de cadres travaillant pour des entreprises internationales comme Hewlett-Packard, Caterpillar ou STMicroelectronics. Originaires d'Angleterre ou des États-Unis, ils sont principalement installés en vallée du Grésivaudan. Depuis quelques années, un magazine bilingue leur est dédié. Une partie de cette population n'est que de passage dans la région, de l'ordre de un à cinq ans. Le flux de nouveaux arrivants est aujourd'hui encore important.
En 2009, la ville compte 24 115 immigrés soit 15,5 % de sa population (5 % nés en Europe et 10,5 % nés hors d'Europe, essentiellement originaires du Maghreb et d'Afrique subsaharienne).

### Vie militaire
Listes des unités militaires ayant tenu garnison à Grenoble :
- État-Major de la 27e division d'infanterie alpine, 1939 - 1940 ;
- 140e régiment d'infanterie, 23 octobre 1873 (constitution) - 1923 (dissolution) ;
- 12e bataillon de chasseurs alpins, 1906 ;
- 14e bataillon de chasseurs alpins, 1888-1914 ;
- 28e bataillon de chasseurs alpins, 1888-1914 ;
- 30e bataillon de chasseurs alpins, 1888-1914 ;
- 1re et 9e batteries du 2e régiment d'artillerie de campagne, 1906 -1914 ;
- 10e et 12e batteries du 6e régiment d'artillerie de campagne, 1906 -1914 ;
- 11e régiment d'artillerie à pied, 1910-1918 ;
- 1er régiment d'artillerie de montagne, 1910-1924 ;
- 2e régiment d'artillerie de montagne, 1939 - 1940 ;
- 93e régiment d'artillerie de montagne, 1er janvier 1924 - 1940 ;
- 154e régiment d'artillerie de position, 1939 - 1940 ;
- 4e régiment de sapeurs-mineurs, 1914, 1939 - 1940 ;
- 8e bataillon du génie, 1906 ;
- 14e bataillon du génie, 1906.